# 名古屋鉄道の車両形式
名古屋鉄道の車両形式（なごやてつどうのしゃりょうけいしき）は、名古屋鉄道に在籍する、あるいは在籍した鉄道車両の一覧である。

## 概要
路線規模や第三軌条線の存在こそ近鉄に譲るものの、かつては指定席・自由席兼用車、路面電車、ディーゼルカー、他社では既に引退した旧型車両などが多く存在し、私鉄どころか当時の国鉄と比べても、大変バラエティー豊かな構成で知られていた。それは、名鉄の経営基盤である中京都市圏がもともと首都圏・近畿圏に比べて人口密度・鉄道輸送シェアともに低いことが根底にあり、多様な路線網と輸送需要をより少ない経営資源（資本）で賄うため、このような構成となっていた。
1990年代以降は、それらに加えて経済情勢の変化やJR東海の攻勢により、一層の合理化・効率化を余儀なくされた。利用率の高い路線は異端車両を整理し、利用率が低い路線では縮小・廃止が行われ、その種類は21世紀初頭と比べても激減している。特に非電化・600V区間の路線を全廃したことにより、前述の特徴ある車両が姿を消し、加えて2006年に名鉄が発表した車両置換計画が完了すれば、残る車両を大分類すると特急車（特別車）・一般通勤車（18.5m級3扉車）・地下鉄直通車（20m4扉車）の3種となり、他の大手私鉄と違った希有な車種が見られるわけではなくなるが、特急車の一部特別車（特別車 + 一般車）固定編成は、名鉄の独自性が最もよく顕れていると言える。
かつては、パノラマカーを有料特急から通勤列車にまで運用するなど、汎用性の高い車両を志向していたが、上述の車種整理の過程で本格的な特急車（現・特別車）や通勤車の投入により車両の用途別特化が進んだため、保有車両数が1970年代半ばに比べて約400両も増加したのに反して、車両の形式体系は明確で分かり易いものになった。なお2005年以降の各年度末時点における在籍旅客車両数の推移は2006年度1,136両、2007年度1,130両、2008年度1,110両、2009年度1,090両、2010年度1,078両、2011年度1,060両と漸減傾向にあったが、2014年度には1,064両でほぼ横這いである。なお2016年度末には1,080両となる予定である。形式別の製造両数については、多様な車種を投入してきた経緯があるため、上位3系列（6000系、3500系、7000系）でも各々100両台にとどまる一方でいわゆる少数派の形式も多い。

## 車両の特徴

### 製造会社
名鉄では創立当初から殆どの車両が日本車輌製造（日車）で製作されており、同社がJR東海の子会社となった後も、引き続き名鉄と相互に株式を持ち合うなど資本関係を維持している。かつては他社で製造した車両もある程度存在したが、その殆どが他社からの譲渡車や合併会社の車両であり、近年では三河鉄道から引継いた電気機関車デキ300形（三菱造船・現三菱重工業）や、戦時中の転用で名鉄入りしたデキ600形（東芝）、2015年に東芝に発注したEL120形などごく少数に留まっている。
艤装関係は主電動機が東洋電機製造・三菱電機、主制御器が東芝・三菱・東洋、冷房装置が東芝・三菱、台車が住友金属工業（現・日本製鉄）などとなっている。特に台車は1951年以来ほぼ一貫して住友金属製を使用しており、1973年からは同社が製造する片持ち平行板バネ式軸箱支持方式（S・SUミンデンドイツ式）を標準台車としている。なお旧型車（吊り掛け駆動車）の時代では、台車も日本車輌製のD形シリーズを中心とした釣合梁（イコライザー）式が主流であった。

### 客室設備
1975年までは車体更新車など一部を除き、2扉転換クロスシート車の新製を続け、最新系列は本線系の優等列車へ優先的に運用したが、列車種別に囚われることなく広汎に運用する施策が取られていたため、特急用・一般用といった種別毎に車種を分けてはいなかった。石油ショック（1973年）以降の急激な乗客増加により通勤ラッシュ時の深刻な輸送力不足が表面化し、1976年からは独自設計による通勤車の新製を開始したが、それでもなお3扉ながら固定クロス仕様とした（他の大手私鉄は3・4扉ロングシートが基本）。
1980年代後半からの景気拡大期（バブル景気）には従来の通勤車でもなお輸送力が不足し、1990年以降はロングシート主体の新車と固定クロス車の改造が続き、混雑緩和と乗降時分短縮のため2扉クロスの一般車は新造しておらず、特急指定席車（現在の特別車）のみが2扉・リクライニングシート装備で新造されてゆくこととなる。特に1990年代前半は、オールロング化に加えて実質着席定員を最小限にとどめた3扉通勤車の大量増備という極端な施策が取られた。ただし同時期にあっても着席定員を犠牲にできない特急一般席車（現在の一般車）に限って、混雑緩和との両立を目的に3扉転換クロス車を新造している。2002年度から2005年度は、転換クロスとロングの両方を配置した一般車・通勤形車両（セミクロスシート車）を増備したが、2007年の3150系2次車では全てロングに戻され、同型車体の更新車5000系(2代)もオールロング仕様となった。2007年以降、引き続き転換クロスシートを装備して増備されているのは2200系の一般車（ないし2300系）のみである。2200系や1700系の増備につれて、快速特急・特急でもラッシュ時にオールロングシートの3100系・3150系（2次車以降）を増結して運行される場面が日常化した。
また、座席配置の如何にかかわらず一般車・通勤車（地下鉄直通車を除く）は将来的に3扉車に統一される見込みであり、2019年度末には5700系の廃車により、100%に達した。
その他、近年見られた名鉄独自のインテリアとして、300系以降の一般車・通勤車でスタンションポールなどをピンクやライトブルーに着色した点が挙げられるが、2012年竣工の4000系第8編成から艶消し処理の無着色に変更され、従前の車両も、塗装またはフィルムが剥げて見栄えが悪くなってきたことなどから、検査入場の際に色が落とされ色付きポールは消滅した。
便所は特別車両（「北アルプス」用気動車を含む）にのみ設置されており、それ以外の一般車両には設置されていない。かつて特急に使われた7000系や5500系などの片開き2扉クロスシート車にも設置されていなかった。

### 走行性能・技術
優等列車主体の都市間連絡ダイヤを構成してきたため、戦前から高速運転には積極的で、旧型車（AL車）でも営業最高速度100km/hの性能を有していた。名古屋本線においては1961年に110km/h、1990年には120km/hの営業運転を、いずれも狭軌の私鉄としては初めて開始している。一方でローカル線用や通勤用車両は、旧型車の機器流用、他社の旧型車譲受（元東急の3880系）、最高速度を抑えた車両（6000系）の投入、冷房能力の低減（6000系列のうちの1980年 - 1986年までに製造された車両）、ラッシュ対策として座席数削減（1991年 - 1996年に製造された6500系・6800系・3500系）といった、経済性を優先する傾向も一時期みられ、1980年代一杯まで半鋼製・非冷房の旧型車が多く残されていた。

#### 「AL車」という用語について
名鉄社内では、モ800形（初代）や「いもむし」ことモ3400形をはじめとする間接自動加速制御の吊り掛け駆動車を慣例上「AL車」と呼んでいた。
本来、「AL」とは「Automatic acceleration-Line voltage」（自動進段・架線電圧電源式）を意味する、ウェスティングハウス・エレクトリック (WH) 社系単位スイッチ式制御器に対する呼称であるが、名鉄では単に自動進段（自動負荷制御）を意味する「Automatic Load control」の意味合いから「AL」車と便宜的に呼称し、更に略して「オート」と呼ぶこともあった。
なお、名鉄においては、「HL車」も「Hand-operated Load control」（非自動加速〔手動負荷〕制御）の略称であり、実態は電動発電機を搭載した「HB車」で、これも「AL車」と同様に便宜的な呼称（拡大解釈・誤用）である。
名鉄の「AL車」のうち、単位スイッチ制御器搭載車をWH社式の表記法で厳密に表すと「ABF」（A=Automatic acceleration : 自動進段、B=Battery voltage : 蓄電池電圧動作（蓄電池もしくは電動発電機などの低電圧独立電源使用）、F=Field Tapper : 弱め界磁付き）となる。
実際に戦後に製造された3850系や3900系の一部では、WH社の日本での提携先である三菱電機が製造したABFやABFM（M=Multiple notch : 多段式）系統の制御器が採用されている。
「AL車」の主制御器は、その殆どが「ABF」システムとは基本機構を異にする電動カム軸式であり、中でもイギリスのイングリッシュ・エレクトリック (EE) 社製「デッカー・システム（Dick Kerr System）」の技術を導入した、東洋電機製造の電動カム軸制御器が事実上の標準仕様となっていた。また、最も大量に採用された同社製主制御器であるES-568系の制御段数は、直列7段・並列6段・弱め界磁1段 (60%) である。
いずれにせよ名鉄の旧型自動加速制御車は、電動カム軸式制御器を用いる例が圧倒的主流をなし、「AL」どころか「ABF」ですらなかった。名鉄では高性能車である5000系（初代）までも、上記の拡大解釈（誤用）により当初は「AL車」の一種（新型）として分類していた。高性能車の分類として「SR車（スーパーロマンスカー）」が使用されるようになったのは少なくとも1957年以降であった。

#### 高性能 (SR) 車以後
全金属製軽量車体・カルダン駆動・発電ブレーキ併用電磁直通ブレーキを実用化した、いわゆる高性能車は1955年の5000系が最初である。
通勤車の冷房化については、主制御器を新開発のGE社系MCMパッケージ型電動カム軸式制御器とすることで床下機器追加用スペースを確保した5500系を1959年に新製することで先鞭をつけたが、その後は旧型非冷房車の置換え（車体更新）より車両増備（輸送力増強）を優先した関係で、冷房車の車両数は順次増加したが保有車両全体の冷房化率は1980年代半ばまで伸び悩んだ。
これは、石油ショック以降の急激な乗客増に対応するため他社から旧型非冷房車（3880系など）を譲受けたことや、瀬戸線の栄乗り入れ工事が当初予算を大幅に超過した影響で、短距離輸送を目的とした6600系が登場当初は非冷房であったこと、更に初期SR車（5000系・5200系）は軽量構造のため、1980年当時（車体更新時）では冷房化改造が車体強度の関係で難しかったことによる影響も大きい。
経営面からの理由としては、閑散路線の多い中でも運賃改定が長らく他の大手私鉄と同列に扱われた影響で、設備投資（新車導入による老朽車の取替え）が計画より大幅に遅れた（他の大手では1980年頃までに第一線を退いた旧型非冷房車が1990年頃まで残置された）点が挙げられる。
1980年代後半には、社会情勢に呼応する形で5700系・6500系などの冷房車を新製し、名古屋へ速達する列車（高速・急行など）へ優先的に使用され、主要な列車では冷房化率が大きく向上した。名鉄で1500V鉄道線の100%冷房化が成ったのは1996年である。
1980年代に入ると、国鉄でも快速用の153系など一部を除き非冷房が一般的であった名古屋地区において、旧形国電を全廃し、冷房を装備した113系2000番台電車や117系電車を登場させ、少数ながらも夏場のサービス向上に努めた。また、大衆車へのカーエアコン搭載率（標準装備化）が飛躍的に向上したのもこの頃である。こうした趨勢を受けて名古屋地区の国鉄でも113系や103系に冷房化改造が行われるようになった。
冷房装置は、1971年登場の7000系7次車および7300系以降集約分散方式のものを各車に4基、1976年登場の6000系以降は1基当たりの能力を増大して2または3基搭載するのが基本であったが、一般車については2004年以降、集中式のものを各車に1基搭載するのが標準となった。（2代目5000系は除く）
1963年には7500系で東洋電機製造が開発した直流複巻電動機 + 磁気増幅器（マグアンプ）による回生ブレーキ併用の定速度制御機構を導入したが、マグアンプを分巻界磁の調整に用いるこのタイプの定速度制御機構は、マグアンプの応答性の低さと架線電圧変動に左右される電動発電機を主電源とすることもあって調整が難しく、しかも在来車と制御シーケンスが異なり併結もできなかったことから、このシステムは7500系に採用されるにとどまり、本形式の増備終了から1984年に6500系で界磁チョッパ制御が導入されるまでの間は、単純な抵抗制御・発電ブレーキ車のみの増備が続くこととなった。地下鉄直通用の100系（初期車）や前出の6600系もこの技術停滞期に製造された。
走行性能が全般に高速運転指向に振られているため、地下鉄直通車と瀬戸線用の新系列4000系以外は起動加速度が2km/h/s台前半と低い。また曲線区間が多いため一部の車両に自動塗油装置を搭載しており、レール面に付着した潤滑油で空転・滑走が発生しやすい事情もある。ブレーキは、120km/h仕様車種（準備も含む）について増圧システムや滑走防止装置（ABS）を付加し対応している。1970年代に開通した知多新線、豊田線を除いて殆どが平坦路線のため、勾配抑速ブレーキを備えた電車は現存しない。
大出力カルダンモーターによるMT同数編成、界磁チョッパ制御、ボルスタレス台車、ワンハンドルマスコン、全電気指令式ブレーキ、ステンレス車体、モノリンク式台車、GTO-VVVFインバータ制御といった、イニシャルコストや在来車との互換性断絶を伴う新技術の採用は、他社に較べてかなり遅れる傾向にあった。またパンタグラフの1両当り2基搭載や下枠交差型パンタグラフなど、今まで本採用にならなかった構造やメカニズムもある。その反面、界磁添加励磁制御、シングルアーム型パンタグラフ、IGBT - VVVFインバータ制御、全閉式誘導電動機などの採用は比較的早く、分割併合のためのM式自動解結装置やオーロラビジョンR-STAYのように他社に例のない機構を独自に開発し採用した例も見られる。また、当社の界磁チョッパ制御も全て最終進化型となるGTOサイリスタを使用したものである。
1997年以降の完全新製車は全て、他の大手私鉄・JR並みの標準的技術を採用している。特に2002年登場の300系以降は、地下鉄直通車、通勤形車両から特急形車両まで主要搭載機器や歯車比を統一し、VVVF制御装置の設定を調節して走行性能を使い分ける方式が定着した。2009年度末にはVVVFインバータ制御車が500両を超え、また旅客車の8割以上が回生ブレーキ車となった。2016年時点でのVVVF車は570両を数える。
機器流用・車体新製や基本形維持による更新車は多いが、現存車の制御方式や駆動装置の変更といった大改造はなされなかった。しかし初のケースとして2011年度から100系抵抗制御車のVVVF制御化改造が開始された。機器流用車の製造は1993年以来中断していたが、15年振りとなる2008年2月に1000系の機器を流用した5000系(2代)が製造され、同年3月23日より運用を開始した。またその後には1600系が1700系に再生されており、これも広義の車両リサイクルとみなすことができる。
種別･行先の表示は7700系までは、先頭車の前面に表示板受けが2つあり、正面へ向かって右側に種別（種別板）、中央に行先の表示板（系統板）を差し込む方式が標準であった。パノラマカーは系統板・種別板を一体化した通称『逆さ富士』型の表示板を前面に掲出し、種別は全種別を、行先は主要な箇所を数箇所（9箇所と11箇所がある）標準で装備し、その他の行先は専用の系統板（通称「P板」）を別途装着した。
方向幕は7000系や7300系での試験を経て、1974年登場の7000系8次車で本格採用され6000系以降は標準装備となったが、この時点では先頭車前面のみに止まり、本線系一般車両の車体側面への本格的な種別･行先表示機の設置は1986年度以降となった。2004年 - 2007年までの新造車両では国内の鉄道車両で初めて、車体前面と側面の種別･行先表示器にオーロラビジョンが採用されて標準装備となったほか、1000系･1030系（特別車のみ）も交換されたが、視認性などの問題から2008年に登場した5000系ではフルカラーLED式の種別･行先表示器が初採用された。
車内案内表示装置はLED式のものが、1988年登場の1000系で初採用され、一般用車両でも、1993年登場の3500系からは標準装備となった。設置場所は2000年に製造の3100系3次車までは妻面上部に、2002年登場の300系以降は客用ドア上部への千鳥配置となっている。なお、2000系と2200系の特別車では、客室内の妻面上部に22インチのLCDディスプレイが取り付けられている。また、一般車両でも2008年に製造が開始された瀬戸線向けの4000系では、全扉上部に15インチの液晶式ディスプレイが設置された。

#### 主電動機について

##### AL車の主電動機
名鉄の「AL車」に用いられた主電動機は、名岐鉄道デボ800形（1935年製造）のTDK-528/5 Fから最後の「AL車」である3900系第4編成（1954年製造）に亘るまで、芝浦SE-139を搭載した1930年代の3400・3500系などを除き、東洋電機製造の110kW級モーターであるTDK-528系が一貫して採用されていた。
TDK-528系は、狭軌用の量産型吊り掛け駆動モーターとしては、その出力こそ同じメーカーのTDK-529-Aや、それに比肩あるいは凌駕する日立のHS-262-AR、あるいは国鉄電車の制式電動機であるMT40などに譲る。ただし、端子電圧750V時の定格回転数はモ800に搭載されたTDK-528/5 Fで端子電圧750V時1時間定格出力112.5kW、1,188rpm、最終期のTDK-528/15-KMなどで1,250rpmという高い数値を達成し、吊り掛け式としては高速向けの特性を備える、優秀なモーターであった。
他社では同型のモーターを装備した場合、一般的に歯数比を62:18=3.44としていたが、名鉄では使用線区の線形が比較的平坦であったことから高速性能を重視し、歯数比を61:19=3.21としていた。従って全界磁における定格速度も64km/hと高かった。

##### HL車の主電動機
名鉄「HL車」（車体更新後）の主力モーターであったWH（ウェスティングハウス）社のWH-556-J6は、木造車時代の末期から鋼製車の初期にかけて採用（輸入）されたモーターを車体更新後も長年に亘ってそのまま重用していた。端子電圧750V時1時間定格出力74.6kW、定格回転数985rpmというカタログデータが示すとおり、同社製モーターとしては珍しい高回転型であった。
出力こそ非力ではあったが、高速性能はTDK-528系に見劣りせず、しかも材質・工作も優れていたため、3700系など「HL車」の他社譲渡が開始された際には、あえて三菱電機MB-98Aなど製造時期の新しい他の日本製電動機を裝架する車両から順番に譲渡し、WH社製モーターを裝架した車両を「HL車」の終焉まで温存した。

##### SR車以降の主電動機
名鉄の「SR車」（高性能車）に用いられた主電動機は、7700系まで全電動車（M+M'）方式を採っていたことから東洋電機製の75kW級モーターであるTDK-825系が主に採用されていた。6000系以降は電動車と付随車の割合を1:1（M+T）とした事から、同社の150kW級モーターを標準とした。
7500系は定速制御に対応した複巻整流子電動機を採用したことから、同じ75kW級ながら別系統（TDK-848系）を採用した。

### 編成両数
営業運転における最長編成は1966年以来8両。当時の看板車両パノラマカーの一部を8両固定に組み替えたほか、AL車や8000系気動車もピーク輸送では8両編成が組まれた。2009年10月現在は6両・4両・2両編成を組合わせて運用している。内訳は、6両組成が39本（特急車28本・地下鉄直通車11本）に対して4両組成と2両組成が各々140本前後（2009年時点）と他の大手私鉄に比べて4両以下の短い編成が圧倒的多数を占め、またそれらを単独で使用する列車も多い。ここに名鉄の輸送密度の低さや絶対的輸送量の少なさが反映されている。路線毎の最長編成については各路線の記事を参照。なお、名古屋本線の一部の駅は10両編成対応のホームを有するが、連結両数は近年減少傾向にあり、現在のところ10両編成運転の計画はない。
支線など輸送単位が小さい場合の最短編成は2両で（単行車両は現在消滅）、閑散時間帯には名鉄名古屋駅にも2両編成が発着する。奇数両の編成は過去折々に運行されていたが、2000系が増結され1600系が改組された現在では消滅している。
編成内のMT比は全車電動車形式（SR車。更新車含む）と1000-1200系 (4M2T)、1600系 (1M2T) を除き、2両組成車登場以降は現在まで1:1を原則としており、当初3両で登場し4両に増結された2000系では車軸単位でモーター搭載数を調節して、登場時から現在まで実質MT比を1:1に保持している。
6000番台・3000番台の通勤形系列の中には、最初に基本形式が4両組成で一定両数製造され、少し遅れて同形式または新形式の2両組成が登場したというパターンがみられる。そのためこれらの通勤形が4 + 2の6両編成を組むと、2両の方が製造年が新しい場合が多い。
現有車は基本的に空気ブレーキの方式が同じならば、車体はもとより主電動機や主制御器が異なっていても連結運転が可能なうえ、同一形式でスタイルが変化した系列もあり、AL車・HL車・2扉SR車が多数在籍した当時には及ばないものの、車種が整理された割には編成のバラエティが豊富である。
6000系列にはメカニズム的に異なる形式が3種類あるため、それらを混結した列車編成も見られる［6000系 (2) + 6500系 (4) + 6800系 (2)］ほか、1700-2300系 + 3100系、3500系 + 3100系 + 3150系などの編成も機器の観点からみて3種類の混結となる。なお1000番台（1700系を除く）と6000番台については、連結運転は通常各々の番台系列内でのみ行っている。また、現在は地下鉄直通車と瀬戸線車両に増・解結を行う運用は存在しない。

### 車番標記

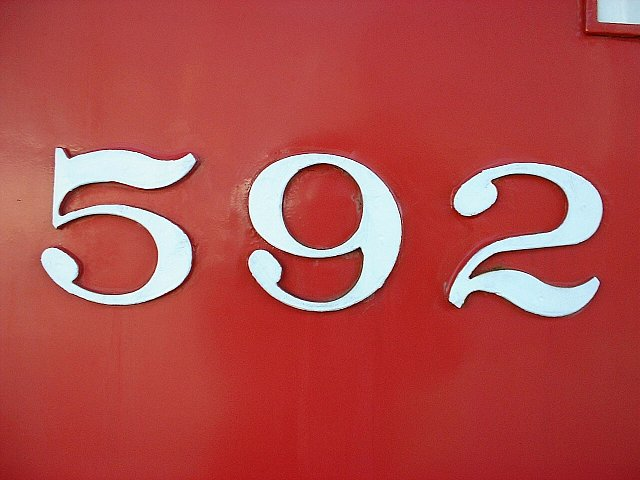
名鉄車両特有の車番書体

車両の車番標記は、3850系以降現在に至るまで、アメリカンスタイルとも評されるボールド体のローマン書体を用いたもので統一されており、車体側面下部の標記は比較的大判の切出し文字が用いられる。ボールド体のローマン書体は名鉄の前身事業者の1つである愛知電気鉄道（愛電）が自社保有車両の車番標記に用いた書体である。名岐鉄道との合併による現・名古屋鉄道成立後は、愛電由来の東部線向けに新製された一部の形式を除き名岐鉄道にて用いられた字体の異なるローマン書体が車番標記に用いられたが、戦後初の本格的優等列車用車両である3850系の新製に際して、後に名鉄の運転課長職を経て最終的に系列会社の大井川鐵道顧問に就任した白井昭の実弟で鉄道ファンの白井良和の希望を受け入れる形でボールド体のローマン書体が車番標記として復活したという経緯を有する。

### 塗色
名岐・愛電の合併前は旧名岐系（西部線）がダークグリーン、旧愛電系（東部線）はマルーンなどを使用し、合併後は3400系が緑の濃淡の塗り分けで登場した他は、ダークグリーンを基本色としていた。1951年に登場した3850系が、上部『赤クリーム』・下部『チョコレート』（明るめのマルーン）に塗装した『特急色』で登場し、以降の新製車・車体更新車は全車が、既存車も特急充当車（3400系・3600系など）が塗り替えられた。
1961年に登場した7000系が初めて『スカーレット』一色塗りを採用し、それと対比させるように1966年からはそれ以外の車両を『ライトパープル』（薄紫）への塗り替えを進めたが、車両の視認性に問題があり、急遽採用を中止し『ライトパープル』は1年足らずと短命に終わった。
次に採用されたのが『ストロークリーム』（黄色味の強いクリーム）に赤帯を巻いた塗装で、これはクロスシート車を中心に（SR・AL・HL車関係なく）塗り替えが進められた。途中、1968年頃よりSR車を『スカーレット』に白帯を巻いた塗装へ変更し、パノラマカー（スカーレット）に準じた車両として区別した。当時は、以下の通り車両のグレード毎に塗装を変えており、塗装を見ればその車両の設備（処遇）が一目で分かった。
- 廃車（車体更新）対象車・ロングシート車（3800系など）= 『ダークグリーン』（塗替えなし）
- AL・HL車のクロスシート車（改造対象車を含む）=『ストロークリームに赤帯』
- SR車（5000系・5200系・5500系）=『スカーレットに白帯』[注釈 52]
- パノラマカー（7000系・7500系など）=『スカーレット』一色

600V線車両は、モ510形・520形が『上部白に赤帯・下部赤』（いわゆる紅白塗装）、600形がSR車と同じ『スカーレットに白帯』（急行車塗装）で登場し、他の岐阜市内線用車両は『上部クリーム色・下部緑灰色』、揖斐・谷汲線車両（鉄道線専用車）は緑（若草色）一色塗装。瀬戸線は900系・3700系などクロスシート車が『スカーレットに白帯』（特急車塗装）、他の車両は『ダークグリーン』であった。
1970年頃からは工程の簡素化を行ってSR車の『白帯』を省略（『スカーレット』一色塗り）し、石油ショック以降は経営の一層の合理化を迫られて塗装の簡素化（経費節減）を志向するようになり、新旧の区別なく在籍車両全車を順次『スカーレット』一色へと変更し、1980年頃には8000系・モノレール車両を除く全旅客車両の塗り替えが完了した。従って1970年代半ば頃から『名鉄=赤い電車』のイメージが一般の人々にも定着するようになり、名実共に名鉄のシンボルカラーともなった。
その後、行過ぎた塗装簡略化を反省する機運が生まれ、1982年に登場の7000系を改造した名鉄初の特急専用車（通称白帯車）がパノラマカーでは初めて白帯を巻いて登場し、車体新製時から『特急専用』で設計された8800系や1000系からは白を基調にした塗装を採用するようになり、現在の看板列車『ミュースカイ』専用車の2000系に至っては白地に青を配した塗装となり、車体塗色から赤が姿を消している。また、スカーレット一色で落成した3100系の一部編成が、特急型と併結した際に統一感を持たせることを目的として白基調への塗装変更が行われている。3100系を最後に「赤い電車」の製造は終了し、以後廃車になった旧型車両はステンレス車両に置き換えているほか、前述のように3100系など既存車両も塗り替えが進んでいるので、名鉄の長年の象徴であった「赤い電車」は年々減少にある。ただし、2200系・1700系の特急用車両やステンレス車体の通勤車各形式には引き続き赤色の帯などを配しており、今も『赤い電車』のイメージを引き継いでいる。なお、名鉄ではステンレス車に対して塗装は行っていない。京浜急行電鉄のようにステンレス車にも従来の塗色で塗装を行い車両のイメージを保持する鉄道事業者もあるが、収益力の異なる名鉄にステンレス車の全塗装を求めるのは難しいと交通ジャーナリストの徳田耕一は語っている。
6500系登場以降、2003年頃まで3ドア通勤車の客用扉の上半分が白に近いライトグレーに、3500系登場後はグレーに変更されて塗り分けられていた。これは本線系で当時多数を占めていた7000系や5500系などの2ドア車に対して3ドアであることを強調するためのもので、3ドア車が主流となった2000年頃からは塗装簡略化を行い、客用扉の塗り分けは行われなくなった。
| 色      | 名前               | 色見本番号     | マンセル値     | 使用車両・箇所                                                              |
| ------- | ------------------ | -------------- | -------------- | --------------------------------------------------------------------------- |
| #C00029 | スカーレット       | N/A            | 5.7R 3.9/14.9  | 普通鋼製車全般・ステンレス鋼製車の帯                                        |
| #E77B9F | ピンク             | DIC N-702      | 6.2RP 6.1/11.2 | 300系（帯）                                                                 |
| #F4EDEF | クリームホワイト   | 日塗工 M3-378  | 7.5Y 9.3/0.5   | 1000系列（リニューアル前）                                                  |
| #BEAB9C | ライトブラウン     | 日塗工 M19-220 | 10YR 7/2       | 1000系列（リニューアル前）                                                  |
| #003C88 | 青                 | DIC F-43       | 6.1PB 2.4/12.8 | 2000系                                                                      |
| #E6E4DC | 白                 | 日塗工 BN-90   | N 9.0          | 2000系、2200系                                                              |
| #08090B | 黒                 | 日塗工 BN-10   | N 1.0          | 2000系、2200系（正面） デキ300形、デキ370形、デキ400形、デキ600形（旧塗装） |
| #7E7A80 | グレー             | N/A            | N 5.0          | 2200系（側面上部）                                                          |
| #656166 |                    | N/A            | N 4.0          | 2200系（特別車号車表示）                                                    |
| #333135 | 黒                 | N/A            | N 2.0          | 4000系（正面）                                                              |
| #F8F1FC | 白                 | N/A            | N 9.5          | 7000系列（白帯） モ510形、モ520形、モ600形（白帯）                          |
| #CFAC84 | クリーム4号        | N/A            | 9YR 7.3/4      | 8000系                                                                      |
| #C32829 | 赤11号             | N/A            | 7.5R 4.3/13.5  | 8000系                                                                      |
| #ECE3DF | アイボリーホワイト | 日塗工 R4-341  | 7.5Y 9/1       | 8500系                                                                      |
| #5B493F | ダークブラウン     | DIC N-777      | 7.2YR 2.6/1.8  | 8500系                                                                      |
| #C59411 | マスタードイエロー | DIC 207        | 3Y 6.4/10.7    | 8500系                                                                      |
| #81A98A | わさび色           | DIC N-849      | 2.2G 6.3/3.7   | 8500系                                                                      |
| #98939A | グレー             | N/A            | N 6.0          | 8800系（側面下部）                                                          |
| #3A4C43 | ダークグリーン     | N/A            | 5G 3/2         | 旧形一般車（AL車等）                                                        |
| #374E2C | ダークグリーン     | 日塗工37-30H   | 7.5GY 3/4      | 瀬戸線旧形一般車                                                            |
| #8DA889 | 淡緑色             | 日塗工旧番435  | 10GY 6.5/3     | 3400系（復元後）                                                            |
| #61825F | 灰緑色             | 日塗工旧番414  | 10GY 5/4       | 3400系（復元後）                                                            |
| #F5BBA7 | サーモンピンク     | 日塗工旧番159  | 10R 8/5        | OR車（3400系・3850系・3900系）・SR車・HL車等                                |
| #4A2723 | チョコレート       | 日塗工旧番138  | 10R 2/3.5      | OR車（3400系・3850系・3900系）・SR車・HL車等                                |
| #D6C891 | ストロークリーム   | N/A            | 5Y 8/4         | OR車（3400系・3850系・3900系）・SR車・HL車等                                |
| #81A2D0 | ライトパープル     | 日塗工旧番853  | 5PB 6.5/7      | 3850系・3900系・5000系・5200系・HL車等                                      |
| #00569B | メイテツブルー     | DIC F-46       | 5.6PB 3.2/13.8 | デキ300形、デキ370形、デキ400形、デキ600形（新塗装）                        |
| #FFBB00 | 黄                 | 日塗工 M15-308 | 2.5Y 8/12      | デキ300形、デキ370形、デキ400形、デキ600形（新旧塗装、縞柄）                |
| #E0E2D2 | クリーム           | 日塗工 332     | 2.5Y 9/2       | 岐阜線旧塗装                                                                |
| #406C49 | グリーン           | 日塗工 540     | 2.5G 4/5       | 岐阜線旧塗装                                                                |
| #EFE3D8 | アイボリー         | 日塗工 U25-90C | 5Y 9/1.5       | モ770形、モ780形                                                            |
| #D7D7D2 | ライトグレー       | N/A            | N 8.5          | モ800形                                                                     |
| #51838E | ライトグリーン     | 日塗工 T57-50H | 7.5BG 5/4      | モ800形                                                                     |
| #18505F | ダークグリーン     | 日塗工 Y59-30H | 10BG 3/4       | モ800形                                                                     |
| #F4EDEF | アイボリー         | 日塗工 378     | 7.5Y 9.3/0.5   | MRM100形、MRM200形                                                          |
| #F3D9DA | ピンク             | DIC 2016       | 7.9R 8.8/1.8   | MRM100形、MRM200形                                                          |
| #B8E3E3 | 青                 | DIC 2158       | 9.7BG 8.4/2.5  | MRM100形、MRM200形                                                          |
| #EFEFBF | 黄                 | DIC 2087       | 1.3GY 9.1/2.9  | MRM100形、MRM200形                                                          |

### その他
ドアスイッチが乗務員室のみならず、一般車の客室内にも設けられている。これは、無人駅が多いことで車掌に車内券発行を求める乗客が多く、客室内を巡回（検札）する機会が多いための措置であり、また連結両数に対してホーム長が短い場合にも使われ、他社ではあまり見られない特徴となっている。このため、無人駅に限らず有人駅でも随時使われることがある。
踏切事故対策として1960年代から在来車両（旧性能車）を含めて積極的に高運転台への改造を行い、3700系（1963年）の最終増備車以降の更新車・新造車は高運転台を採用している。
また、3500系シリーズ以前の名鉄の電車は、地下鉄鶴舞線に乗り入れる100系を除き、乗務員室ドアのヒンジが、運転席から見て後方（客室側）に付いていた（通常は乗務員室のドアのヒンジは、運転席から見て前方（先頭側）に付いている。気動車も地下鉄直通用車両と同様に前方に付いていた）。
5500系から3500系（2代）までの冷房車は地方鉄道車両定規における車両限界（最大高3886mm）の関係で屋根および天井の高さが低く、これに関連してパノラマカー7000系の車体断面形状が、通勤車や地下鉄直通車にも長期に亘って適用されていた。低い天井のために車内吊り広告が左右に分かれていたが、3100・3700系（1997年）で一体型の中央吊りとなり、在来車にも及びつつある。6000系（1次車の車端部を除く）以来冷房ダクトまたは天井に直付けだった吊革も、300系から一部が、3150・3300系（2004年）からはすべてがパイプを通して吊る一般的な方式になった。吊革の持ち手形状は丸型を長らく採用してきたが、300系からは首都圏の鉄道事業者を中心に採用している握りやすい三角形のものになり、新型車両の導入により徐々に増えつつある。
車体全幅は現在も地方鉄道車両定規を遵守して最大2,744mm（地下鉄直通車は特例で2,746mm）、全長は1951年以来京阪神地区の私鉄に近い18,830mmを標準としているが、用途により更に長い車両もある。
廃車となった車両は解体されることがほとんどで、他社への譲渡についてはグループ会社である豊橋鉄道へは軌道・鉄道線車両とも譲渡車が多いものの、それ以外の事業者への譲渡は少なく、鉄道線車両の譲渡は2001年の会津鉄道へのキハ8500系を最後に途絶えている。軌道線車両については2005年の全廃に際してその大半が福井鉄道に譲渡され、同線の車両近代化を一気に推し進めた。
1997年製以降の新形式車両は高さ方向の車両限界拡大により車体断面の屋根・天井高さが嵩上げされたが、客室窓の縦寸法は通勤車・一般車でもさほど拡大されず（2000系など特別車では逆に縮小）、「名鉄タイプ」と言われた幕板の広い外観が復活している。
瀬戸線（栄町駅 - 清水駅間）・小牧線（上飯田駅 - 味鋺駅間）は地下鉄用の建築限界（車両限界 + 200mm）を採用しているため、この区間に使用する車両と名古屋市営地下鉄鶴舞線相互乗入れ用車両はA-A基準に基いて新造または改造の上投入されている。一方で名鉄名古屋駅前後の地下区間など、他は山岳トンネルと同様の扱い（車両限界 + 400mmの建築限界）であるためA-A基準は必要なく、7700系など一部車両のみの対応に留まっている。
パノラマカー以来の特長であった前面展望車は1997年を最後に製造していない。また、通常運転台の各形式でも、客室からの前面見通しに配慮する設計を伝統的に行っていたが、最新の各形式ではこれらをあまり考慮しない（他社と共通の標準的な）運転室周りの設計を採用する傾向にある。
本線系統に所属する車両のうち、パノラマカー、7100系、7700系、6000系（8次車まで）を除く車両の多くには、運転室内、車掌台上部に、系統板を下げるためのステー（フック）がある。これは、もともと全列車で系統板（行先表示板）を使用していた名残りであり、現在では大半の車両に行先表示器（方向幕など）が装備されたため、使用機会が少なくなった系統板を掲出する場合に使用している。途中駅で分割する列車（中部国際空港・内海行きなど）では2方向を記した系統板と行先表示器（個別の行先を表示）を併用しているため、現在でも定期列車で使用する機会がある。
新製から20年程度経過した車両（機器流用車を除く）に対し重整備または特別整備と呼ばれる更新工事を施されることがある。前述の基本形維持による更新に当たり、内容は配線・配管の更新、外板の補修、室内床敷物・化粧板の張替えである。これらのほか、7500系と6000系では側面種別・行先表示器の新設、1997年以降はバリアフリー対策としてドアチャイム、先頭車両への車椅子スペース新設、2011年度以降は吊り手の交換、といった内容が追加されている。しかし7000番台形式は2扉車淘汰の計画に沿って1991年に中断された。そのため1990年代以降は7000番台形式車両の多くが特別整備未施工のまま廃車となっている。7500系の特別整備終了後には、1990年代前半の電気機関車とモノレール車両に対して更新修繕が行われ、1997年から2003年には6000系の初期車グループに対して特別整備が行われた後はいったんは中断されていたが、2011年10月に6500系1編成(6504編成)が特別整備を受け、以降は翌年から2014年3月にかけて100系初期車グループに対して、前述のVVVF制御化と併せて特別整備が行われた。2014年以降は6000系中期車グループの三河ワンマン仕様車に対しての大規模修繕工事が開始された。2015年度には1200系に対してリニューアル工事が開始。2017年度には3500系に機器更新を始めとするリニューアルが始まり、2019年度には内装の大幅リニューアルがなされた編成も登場した。2018年度末には6000系中期車グループの三河ワンマン仕様車及び1200系・1800系の特別整備を完了した。
前述の通り、今後整理の対象となるのは「2扉一般車」「3扉固定クロスシート車」と「非回生ブレーキ車」「機器流用車の普通鋼製車」である。そのうち両方の条件に該当する7000番台形式の淘汰が優先的に進められ、2010年3月の7700系全廃を以て完了した。次段階として回生ブレーキ車ながらも2扉かつ機器流用車の普通鋼製車である5300系の廃車が始まり、最後の吊り掛け駆動車であった6750系が2011年4月に全廃された。同時期、6000系に初の廃車が発生し、さらに翌2012年4月には6600系も廃車が開始された。2015年度からは、6051編成を皮切りに3扉固定クロスシート車の廃車も開始されている。2扉一般車は2019年12月の5300系5305編成の廃車に伴い消滅した。

## 付番慣例
車両番号の前の記号は制御電動車 (Mc) ・電動車 (M) =モ、制御車 (Tc) =ク、付随車 (T) =サで、特別車を表す「ロ」や一般（普通）車を表す「ハ」は付けていない（過去に在籍した気動車は「キロ」「キハ」と付けていた）。旅客車以外の車両については、電気機関車=EL（過去にはデキを使用）、貨車は1984年（昭和59年）まで国鉄と通運（貨車の共通運用）をしていた関係から、現在もJR各社と同様の形式符号（ワムなど）を使用している。なお、記号は貨車を除き車体妻部にある形式標板以外には表示していない。

### 形式番号体系の変遷
ここでは旅客用電車および一部の気動車の形式番号の付番慣例について解説する。

#### 創業時
- 1-167 ： 市内線車両
- 168- ： 郡部線車両

当初は車両に形式番号を付与せず、製造順に追番されるのみであった。郡部線（後の犬山線他）開業に向けて製造された車両には市内線（後の名古屋市電）の車両に続く168号からの番号が与えられており、これを便宜的に168形（168号形）と呼ぶことがある。
なお、市内線にも168号車以降の車両が増備されたため、市内線と郡部線とで番号の重複が生じている。

#### 1918年改番
- 1- ： 市内線単車
- 501- ： 郡部線単車
- 1001- ： 市内線ボギー車
- 1501- ： 郡部線ボギー車

車両の増備によって市内線・郡部線の番号混用が次第に支障をきたすようになったほか、名古屋市との報償契約により市内線の譲渡が現実味を帯びてきたことを受け、1918年（大正7年）9月に改番を実施した。付番慣例は上記の通りで、郡部線の168号形が500形に変更された。
なお、ボギー車1000形、1500形の導入は1920年（大正9年）であり、落成当初から付番慣例に準じている。

#### 1925年改番
1921年（大正10年）に郡部線の運営が（旧）名古屋鉄道に引き継がれると、名古屋電気鉄道の車両のうち500番台、1500番台の郡部線車両のみが移管され欠番が生じた。この時点での改番は無かったが、1925年（大正14年）の尾西鉄道の鉄道事業譲受と前後して1500形の改番が実施された。
1500形は製造年次や仕様の違いによりデボ300形・デボ350形・デボ400形・デボ450形・デボ600形に区分され、500形（デシ500形に改称）や元・尾西鉄道のデボ100形、デボ200形と重複しないよう考慮された。

#### 1941年改番
1925年改番以降も美濃電気軌道、各務原鉄道、愛知電気鉄道、瀬戸電気鉄道、渥美電鉄、三河鉄道との合併で車両数は増加した。各社の車両は原形式・番号のまま運用されていたが、1941年（昭和16年）に単車の番号整理を中心とした改番が実施された。この改番で形式称号に用いられる文字が「電動車＝モ」「制御車＝ク」に統一されている。
- 改番事例（電動車の場合）[17][18][19]

| 前身   | 改番前                                    | 改番後         |
| ------ | ----------------------------------------- | -------------- |
| 美濃電 | D1, D5 - D8                               | 1 - 5          |
| 美濃電 | S20 - S24                                 | 6 - 10         |
| 美濃電 | D25, D26, D28, D30                        | 11 - 14        |
| 美濃電 | D13, D14, D17, D19                        | モ15形 15 - 18 |
| 美濃電 | DD33, DD35 - DD38, DD40, DD41, DD43, DD44 | 19 - 27        |
| 美濃電 | DD27, DD31, DD32                          | 28 - 30        |
| 美濃電 | DD45 - DD48                               | モ31形 31 - 34 |
| 美濃電 | DD50, DD55 - DD58, DD60                   | 35 - 40        |
| 名岐   | デシ100形 101 - 104                       | 41 - 44        |
| 美濃電 | DD61 - DD63                               | 45 - 47        |
| 三鉄   | 1 - 3, 7 - 12                             | 48 - 56        |

| 前身   | 改番前                   | 改番後              |
| ------ | ------------------------ | ------------------- |
| 渥美   | デハ100形 100 - 102      | モ1形 1 - 3         |
| 瀬戸電 | テ14 - テ22              | モ10形 11 - 19      |
| 瀬戸電 | テ23 - テ27              | モ20形 21 - 25      |
| 瀬戸電 | テ28 - テ32              | モ30形 31 - 35      |
| 美濃電 | セミシ64形 64 - 67       | モ60形 61 - 63      |
| 美濃電 | セミシ67形 67 - 76       | モ70形 71 - 80      |
| 尾西   | デボ100形 101 - 108      | モ100形 101 - 108   |
| 渥美   | デボハ1形 1 - 3          | モ150形 151 - 153   |
| 尾西   | デボ200形 201 - 205      | モ200形 201 - 205   |
| 尾西   | デボ250形 251 - 252      | モ250形 251 - 252   |
| 名岐   | デボユ310形 311 - 312    | モユ310形 311 - 312 |
| 名岐   | デボユ320形 321 - 322    | モユ320形 321 - 322 |
| 名岐   | デボ350形 351 - 357      | モ350形 351 - 357   |
| 名岐   | デボ400形 401 - 407      | モ400形 401 - 407   |
| 各務原 | K1-BE形 1 - 8            | モ450形 451 - 458   |
| 三鉄   | 200形 202                | モ460形 461         |
| 美濃電 | BD500形 501 - 504        | モ500形 501 - 504   |
| 美濃電 | セミボ510形 511 - 515    | モ510形 511 - 515   |
| 美濃電 | BD505形 505 - 510        | モ520形 521 - 526   |
| 三鉄   | 100形 101 - 102          | モ530形 531 - 532   |
| 瀬戸電 | ホ101形 101 - 102        | モ550形 551 - 552   |
| 瀬戸電 | ホ103形 103 - 112        | モ560形 561 - 570   |
| 名岐   | デボ600形 601 - 607      | モ600形 601 - 607   |
| 名岐   | デボ650形 651 - 657      | モ650形 651 - 657   |
| 名岐   | デセホ700形 701 - 710    | モ700形 701 - 710   |
| 名岐   | デセホ750形 751 - 760    | モ750形 751 - 760   |
| 名岐   | デボ800形 801, 804 - 810 | モ800形 801 - 808   |

| 前身 | 改番前                              | 改番後                 |
| ---- | ----------------------------------- | ---------------------- |
| 愛電 | デハ1010形 1010 - 1012              | モ1010形 1011 - 1013   |
| 愛電 | デハユ1020形 1020 - 1021            | モユ1020形 1021 - 1022 |
| 愛電 | デハニ1030形 1030                   | モニ1030形 1031        |
| 愛電 | デハ1040形 1040 - 1044, 1046 - 1048 | モ1040形 1041 - 1048   |
| 渥美 | デテハ1000形 1001                   | モ1050形 1051          |
| 愛電 | デハ1060形 1060 - 1064              | モ1060形 1061 - 1065   |
| 愛電 | デハ1070形 1066 - 1074              | モ1070形 1071 - 1079   |
| 三鉄 | デ100形 101 - 108                   | モ1080形 1081 - 1088   |
| 三鉄 | デ150形 151                         | モ1090形 1091          |
| 三鉄 | デ200形 201                         | モ1100形 1101          |
| 渥美 | デホハ120形 120                     | モ1200形 1201          |
| 三鉄 | デ300形 301 - 302                   | モ3000形 3001 - 3002   |
| 三鉄 | デ400形 401                         | モ3100形 3101          |
| 愛電 | デハ3080形 3080 - 3084, 3086 - 3089 | モ3200形 3201 - 3209   |
| 愛電 | デハ3090形 3090                     | モ3250形 3251          |
| 愛電 | デハ3300形 3300 - 3304, 3306 - 3307 | モ3300形 3301 - 3306   |
| 愛電 | デハ3600形 3600 - 3603              | モ3600形 3601 - 3304   |

- 岐阜市内線および蘇東線、岡崎市内線の単車（1-56）のうち、当時鉄道線区に属していたモ15形、モ31形を除く車両には形式称号が与えられず、旧瀬戸電などの単車と番号が重複していた[17][20]。
- 改番後に合併で編入した知多鉄道、東美鉄道、碧海電気鉄道、谷汲鉄道の車両も順次改番が実施されているが、竹鼻鉄道のみ例外で編入後も同社のデ1形、デ5形は改番されなかった[18]。

|        | ← 豊橋/神宮前 → |        |
| 3400系 | モ3401          | ク2401 |
| 3400系 | Mc              | Tc     |

なお、名古屋鉄道成立後に計画・製造された車両は当初よりモ・ク・サの形式称号が与えられており、改番に先立つ1937年（昭和12年）に落成した3400系は電動車モ3400形と制御車ク2400形による固定編成で構成されていた。同形式は電動車を3000番台、制御車を2000番台とし、百の位を両形式で揃えた最初の事例であり、以後はこれが標準的な付番慣例となった。

#### 1949年改番
戦後、瀬戸線の単車が岐阜市内線へ転属することになり、前回の改番で生じた重複番号を解消するため1949年に改番を実施した。改番後は軌道線の単車にも形式称号が設定され、2桁番台を木造単車が占めるようになった。その影響で、モ50形からモ100形までの車両が押し出される形で再度改番されている。
| 前身 | 改番前                        | 改番後         | 備考       |
| ---- | ----------------------------- | -------------- | ---------- |
| 美濃 | 1, 2, 4, 5                    | モ1形 1 - 4    |            |
| 美濃 | 8, 10 - 12, 14                | モ5形 5 - 9    |            |
| 美濃 | 19, 21 - 26, 28 - 30          | モ10形 10 - 19 |            |
| 瀬戸 | モ20形 21 - 25                | モ20形 20 - 24 |            |
| 美濃 | モ15形 15 - 18                | モ25形 25 - 28 |            |
| 瀬戸 | モ30形 31 - 35                | モ30形 30 - 34 |            |
| 美濃 | モ31形 31, 33                 | モ35形 35 - 39 |            |
| 美濃 | 35, 39, 40                    | モ35形 35 - 39 |            |
| 名岐 | 41 - 44                       | モ40形 40 - 43 |            |
| 美濃 | 46, 47                        | モ45形 45 - 49 |            |
| 三鉄 | 48, 54, 55                    | モ45形 45 - 49 |            |
| 美濃 | 3, 9, 13, 20, 27, 36 - 38, 45 | モ50形 50 - 64 | 戦災復旧車 |
| 三鉄 | 49 - 53, 56                   | モ50形 50 - 64 | 戦災復旧車 |
| 美濃 | モ31形 32, 34                 | モ65形 65, 66  | 戦災復旧車 |
| 瀬戸 | モ10形 14 - 19                | モ70形 70 - 75 |            |
| 竹鼻 | デ5形 6, 8                    | モ80形 80, 81  |            |
| 名岐 | モ40形 41                     | モ85形 85      |            |
| 京都 | N82, N90, N91, N98, N104      | モ90形 90 - 94 |            |

| 前身 | 改番前            | 改番後            | 備考 |
| ---- | ----------------- | ----------------- | ---- |
| 谷汲 | モ50形 51 - 56    | モ100形 100 - 105 |      |
| 美濃 | モ60形 61 - 63    | モ110形 110 - 112 |      |
| 美濃 | モ70形 71 - 80    | モ120形 120 - 129 |      |
| 谷汲 | モ80形 81 - 86    | モ130形 130 - 135 |      |
|      | モ90形 91 - 93    | モ140形 140 - 142 |      |
| 尾西 | モ100形 104 - 108 | モ160形 161 - 165 |      |

改番後の車番による分類は概ね以下の通りである。
- 1- ： 木造単車
- 110- ： 半鋼製単車
- 161- ： 600V線区鉄道線木造車
- 501- ： 600V線区軌道線車
- 701- ： 600V線区鉄道線鋼製車
- 1061- ： 1500V線区木造電動車
- 2001- ： 制御車・付随車
- 3001- ： 1500V線区鋼製電動車

|        | ← 豊橋新岐阜 → |        |        |        |
| 3400系 | モ3401         | サ2451 | モ3451 | ク2401 |
| 3400系 | Mc             | T      | M      | Tc     |

これらの付番は1941年、1949年の二度にわたる改番により自然に形成されたものである。そのため、改番時に番号が整理されなかった例外的な番号を持つ車両も少なくない（モ560形（600V線区鉄道線車）、モ910形（1500V線区車）など）。また、昇圧工事によって名鉄線を占める600V線区が減少していったことも、改番当初の原則が崩れる一因となった。
一方、1950年代には3400系、3900系の中間車が増備され、それぞれ電動車・制御車の車番から50足した番号とした。他方で3800番台はそれぞれ3800系、3850系と別々の形式に振られるなど、まだ中間車の無い形式が主流の時代であったため50番台の付番は一貫していなかったが、中間車を「+50」とする原則は高性能車以後の新形式にも反映されていく。

#### 高性能車以降
- 2桁 ： 軽快気動車
- 3桁 ： 600V線区電動車、地下鉄直通車、モノレール
- 1000番台 ： 木製旧型電動車
- 2000番台 ： 旧型制御車・付随車
- 3000番台 ： 鋼製旧型電動車
- 5000番台 ： 2扉高性能車
- 6000番台 ： 3扉高性能車
- 7000番台 ： 2扉高性能車（パノラマカー）
- 8000番台 ： 座席指定特急専用車両

|        | ← 豊橋新岐阜 → |        |        |        |
| 5000系 | モ5001         | モ5051 | モ5052 | モ5002 |
| 5000系 | Mc1            | M2     | M1     | Mc2    |
| 7000系 | モ7015         | モ7166 | モ7165 | モ7016 |
| 7000系 | Mc1            | M2     | M1     | Mc2    |
| 7300系 | モ7301         | サ7401 | モ7451 | ク7201 |
| 7300系 | Mc             | T      | M      | Tc     |
| 6000系 | ク6001         | モ6301 | サ6101 | モ6201 |
| 6000系 | Tc             | M      | T      | Mc     |
| 6500系 | ク6401         | モ6451 | モ6551 | ク6501 |
| 6500系 | Tc1            | M1     | M2     | Tc2    |
| 5300系 | モ5301         | モ5351 | モ5451 | モ5401 |
| 5300系 | Mc1            | M2     | M1     | Mc2    |
| 100系  | モ11           | モ121  | モ131  | モ141  |
| 100系  | Mc1            | M2     | M1     | Mc2    |

1955年にカルダン駆動方式の高性能車（SR車）が登場すると車番は5000番台に移行し、1961年にその発展型としてパノラマカーが登場すると車番は7000番台に飛んだ。これは2000・3000番台がT車（制御・付随車）・M車（電動車）の関係にあったことを踏襲し、奇数番台を動力車としたためであるが、結果的に5000系・7000系は共に全電動車方式を採用しT車が全く存在しなかったため、4000番台、6000番台は欠番となった。車番は下一桁を豊橋方先頭車が奇数、新岐阜方先頭車を偶数としている（中間車は形式によって異なる）。
5000番台は改良型の5200系を経て5500系が登場したが、この時点では5300・5400番台が空いていたにもかかわらず5500番台となった。このように大幅な改良を加えた場合は番号を500番台に飛ばす例は以後もみられる。
7000番台においても改良型は7500系となり7200・7300・7400番台を飛び越えたが、後にこの番号が割り当てられた7300系は旧性能車であるにもかかわらず7000番台となった。7300系はAL車の機器を流用しパノラマカーと同等の車体を新造した車体更新車で、使用できる番号が限られたため変則的な番号となっている。このとき制御車・付随車に6000番台を使用せず百の位で区別した方式が新たなM車・T車の付番慣例となり、欠番を埋めるように登場した6000系のM車・T車の区別も百の位で対応した。以後、M車・T車の区別を千の位で行うか否かは千の位の番台によって対応が分かれ、後年登場した車体更新車でも6750系の場合は6000番台の慣例によりM車は6700番台、T車は6600番台となり、3300系（2代）の場合は3000番台の慣例によりM車は3300番台、T車は2300番台となった。
大量増備が予定されていた6000系は中間車も含めて100番刻みの形式を採用したが、改良型の6500系以降は旧来の中間車を「+50」とする原則に戻っている。これは5000系・5200系置き換え用に登場した5700系・5300系にも適用されている。
高性能車両が使用した番台はこの他に8000番台と3桁台がある。元々8000番台には高山本線直通用の座席指定特急「たかやま」「北アルプス」用のキハ8000形気動車が割り当てられていたが、観光特急用に製造された8800系「パノラマDX」も座席指定列車として製造されたことから8000番台に組み込まれた。3桁台の車両は名市交地下鉄直通用車両で、製造予定両数が少ないことから先頭車から10刻みの付番とした。これは車番に用いる切り出し文字の製作費削減の観点もあり、100系製作時に他社に倣いペンキ塗りとする案が出された際、伝統のクロームメッキの切り出し文字を維持するために桁数を抑えて製造数を減らすことにしたという。なお、3桁台には600V線区の車両やモノレールも含まれるが、600V線区は100系登場時には既に単車や木造電動車が消滅していて500番台の軌道線車両以降の車両のみとなっており、またモノレールのMRM100形についても100系が110形からであるのに対して101から付番しているため、いずれも車番の重複は発生していない。

#### 現在
- 3桁 ： 地下鉄直通車
- 1000番台 ： 特急用車両（パノラマSuper系）
- 2000番台 ： 特急用車両（空港アクセス用）
- 3000番台 ： 通勤型車両（VVVFインバータ制御車）
- 4000番台 ： 同上
- 5000番台 ： 3扉高性能車（車体更新車）
- 6000番台 ： 3扉高性能車
- 9000番台 ： 通勤型車両（VVVFインバータ制御車）

次期新型特急として「パノラマsuper」が登場すると、既に旧式木造車の全廃によって空いていた1000番台が再使用された。同様に2000番台・3000番台・5000番台も数を減らしていき、現在は高性能車両による2代目が登場している。近年は通勤型3000番台がほぼ埋まったことを受けて4000系、5000系、9500系と使用する番台を拡大している。
なお、VVVFインバータ制御車を2代目3000番台とする際、初代3000番台である旧性能車3300系（2代）、3400系がまだ残っていたため3500系からの割り当てとなり、3700系・3100系→3300系（3代）・3150系の順で付番された。このように過渡期は新旧の番台が混在し、旧世代の車両の存在が新世代車両の付番に影響を与えている。

## 現有車両[32]

### 特急形車両
VVVF車
- 2000系「ミュースカイ」
- 2200系（2200-2300系）

高性能電車（SR車）
- 1200系（1000-1200系）「パノラマsuper」[33]
- 1800系（増結車両）

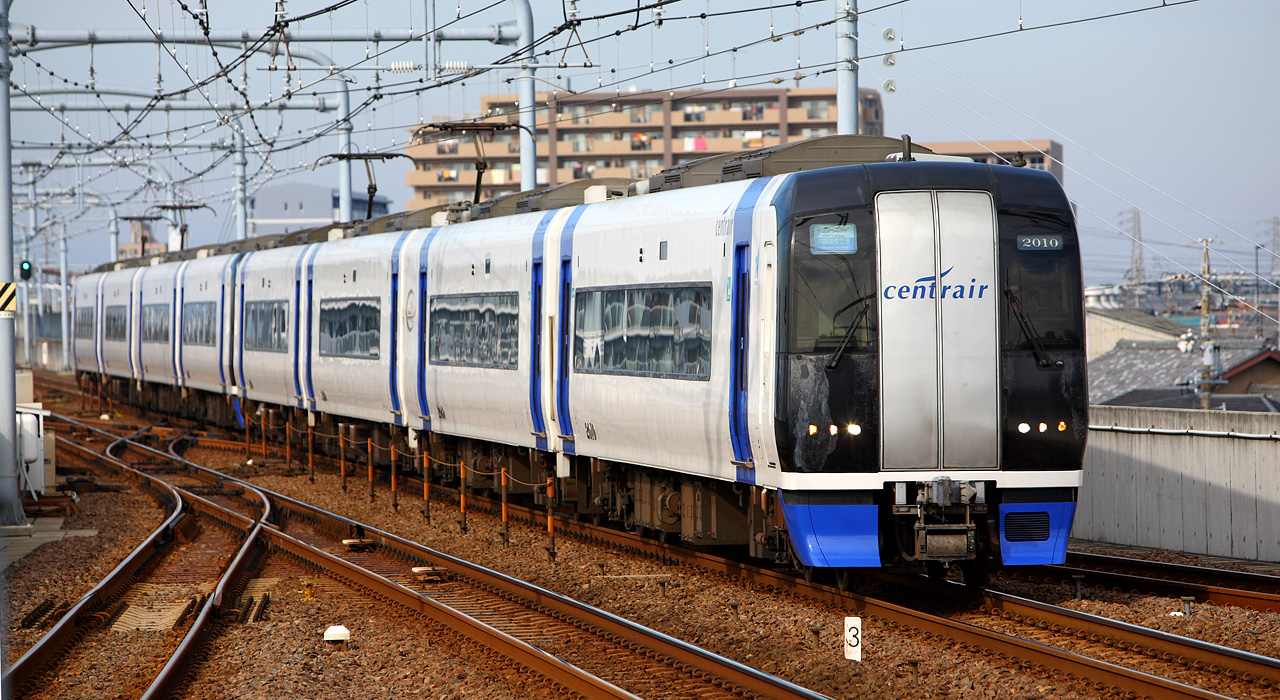
2000系 「ミュースカイ」
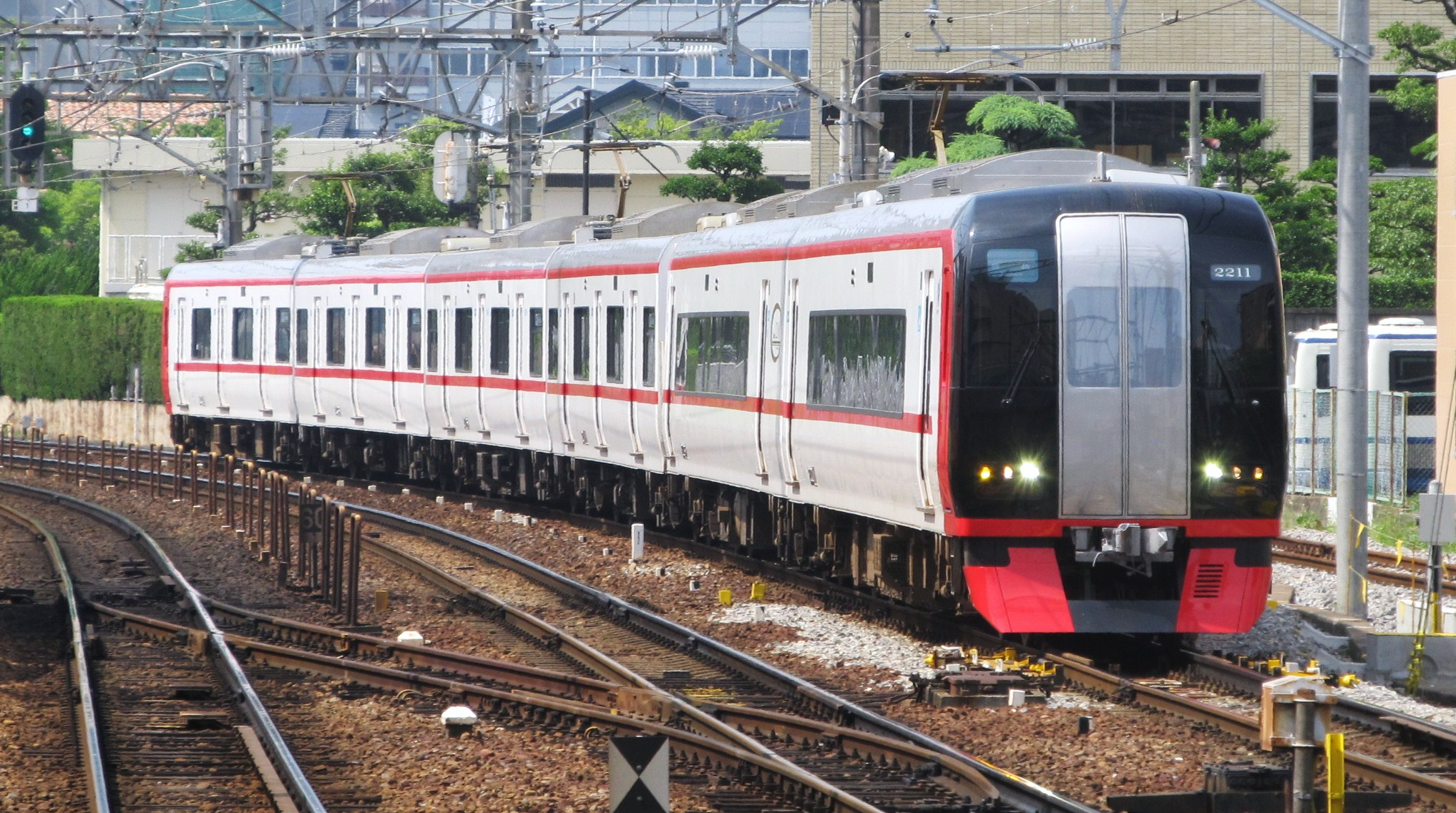
2200系
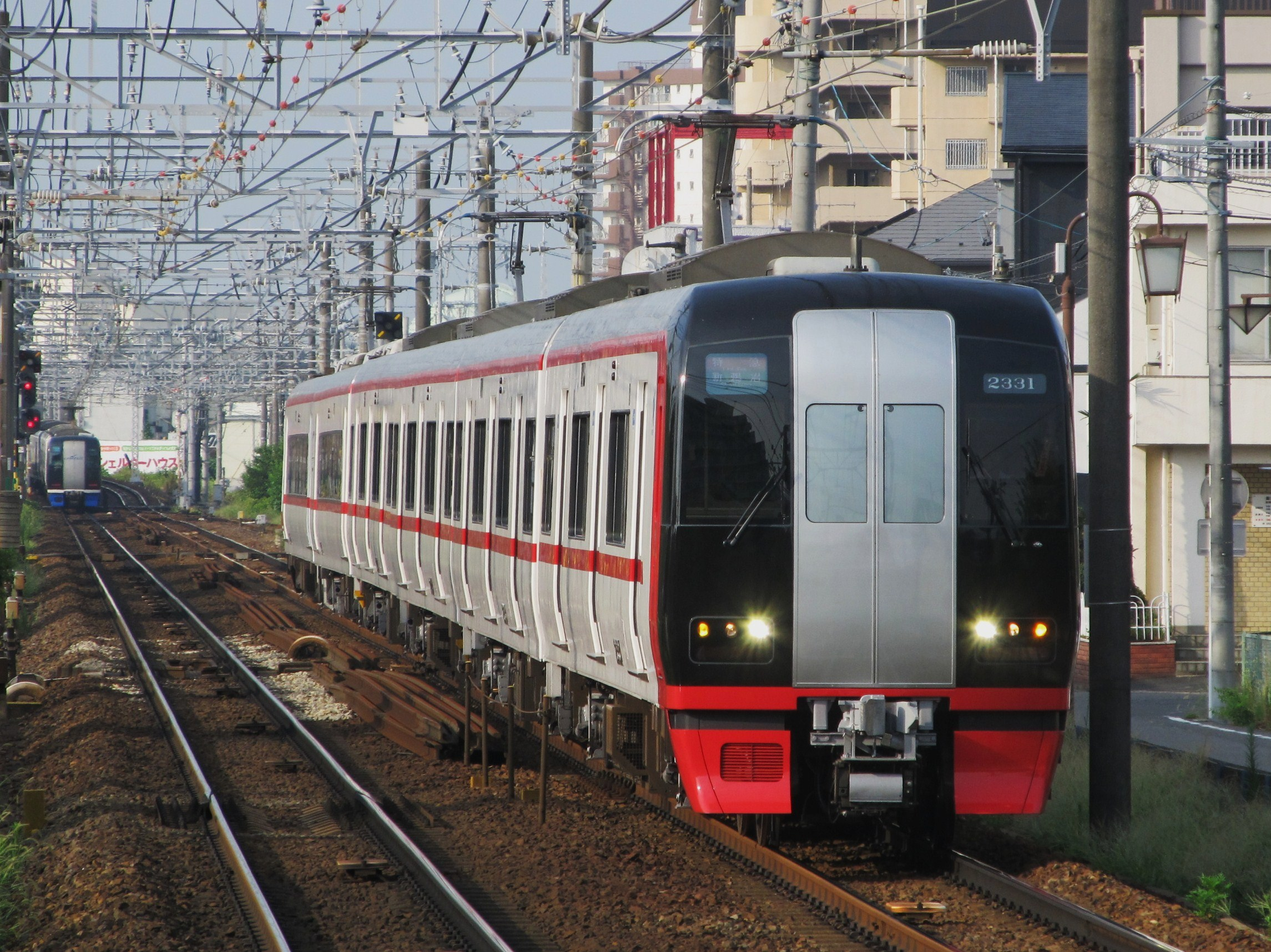
2300系 (2330系)
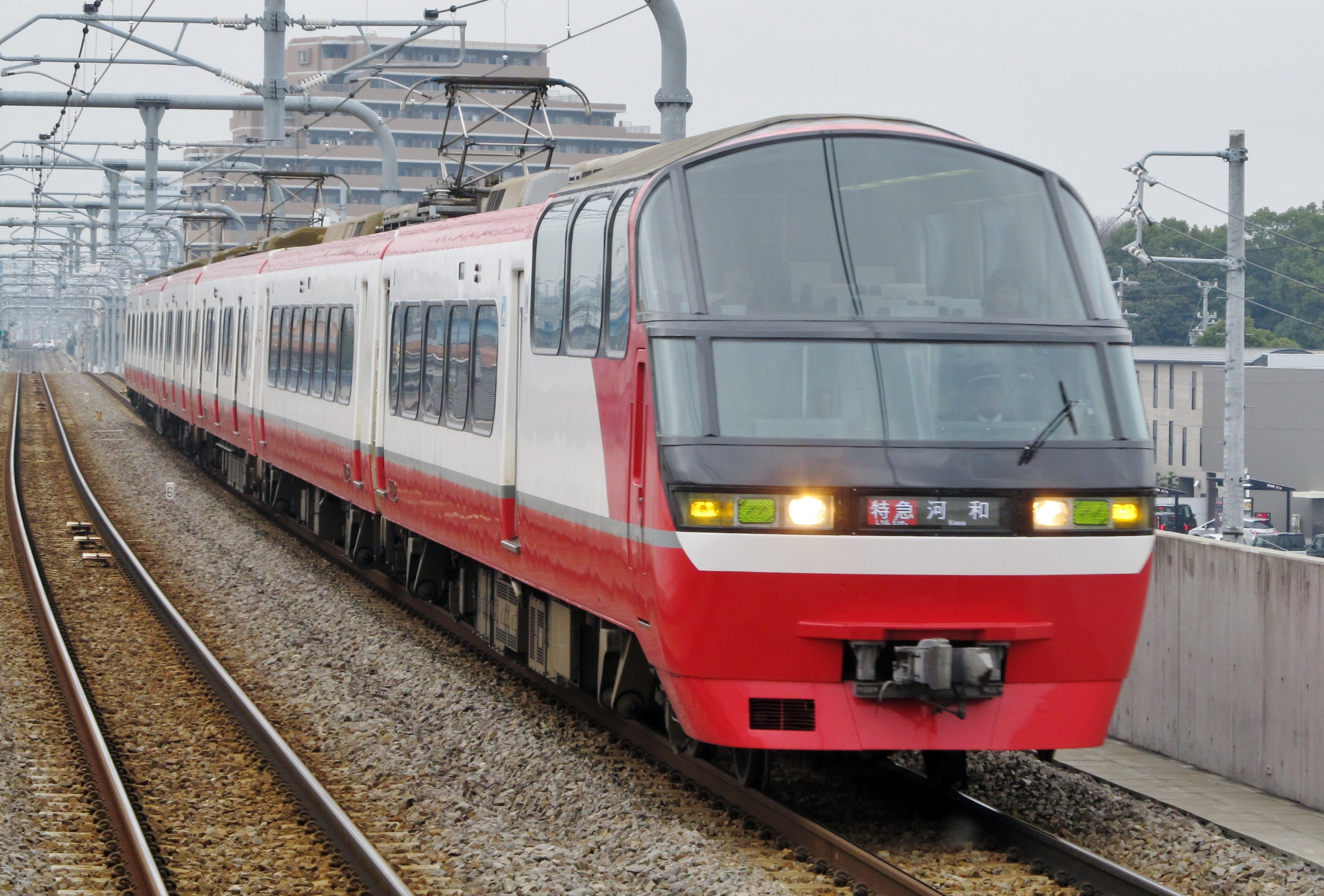
1200系（特別車） 「パノラマsuper」
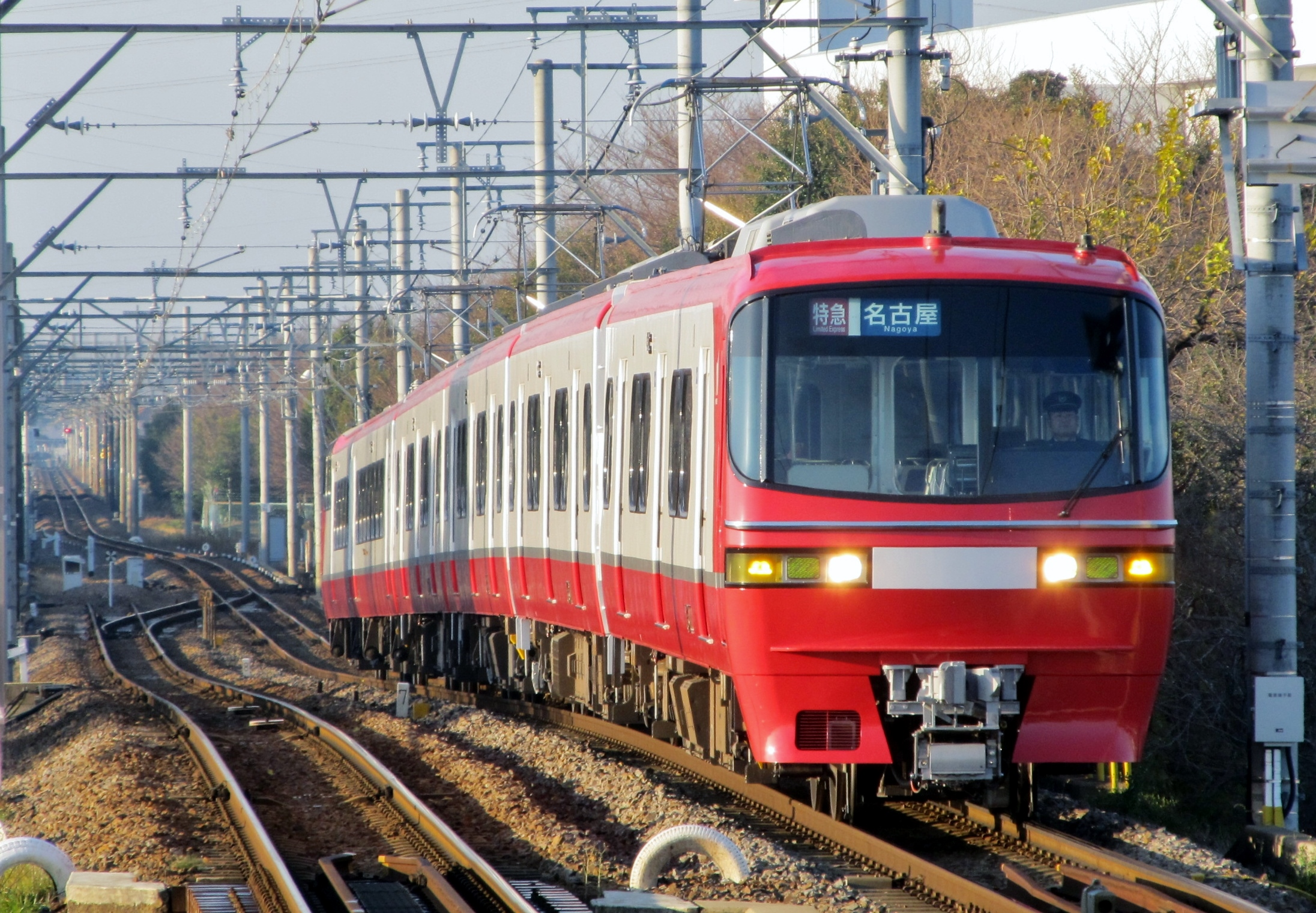
1200系（一般車） 「パノラマsuper」
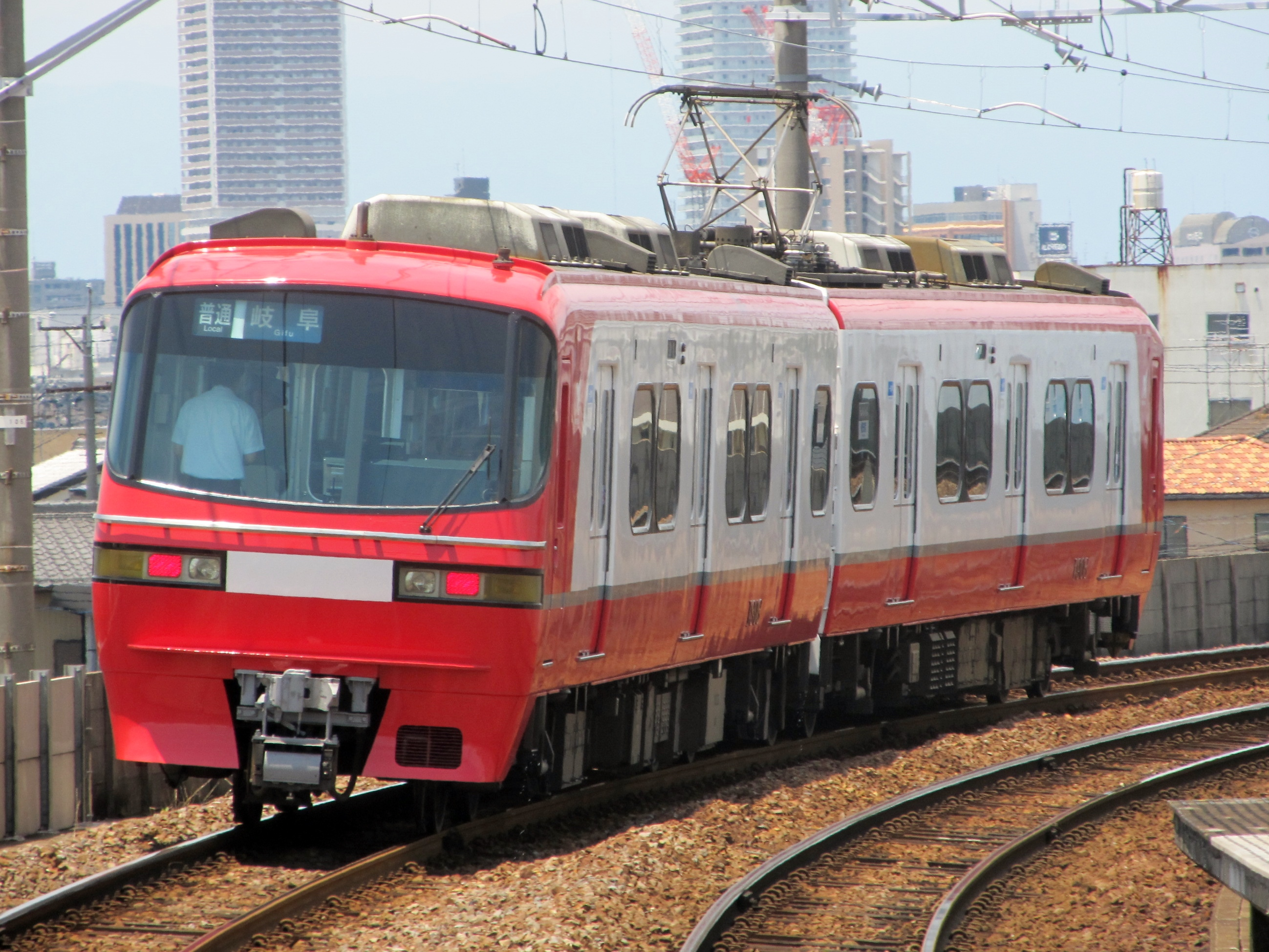
1800系

### 通勤形車両
VVVF車
- 3500系（2代）（3700系（3代）・3100系）
- 3300系（3代）（3150系）
- 4000系
- 9500系（9100系）

高性能電車（SR車）
- 6000系（6500系・6800系）
- 5000系（2代）（車体更新車）

地下鉄乗入用車両
- 100系・200系
- 300系

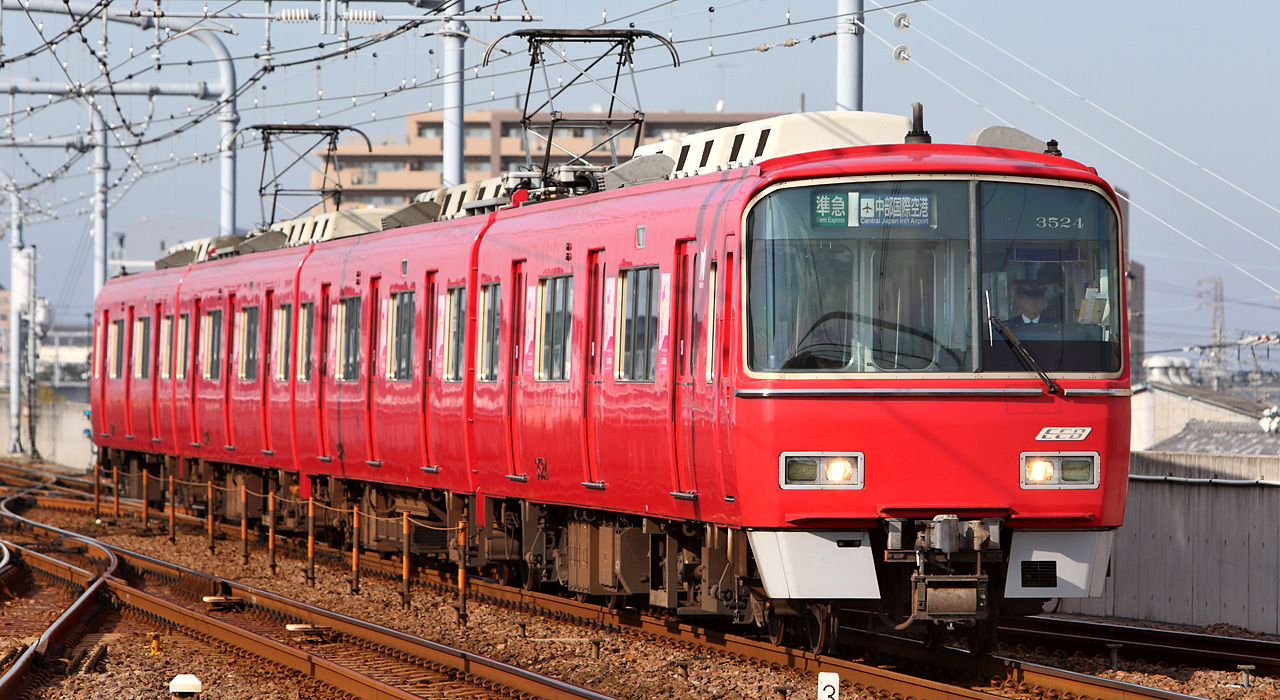
3500系
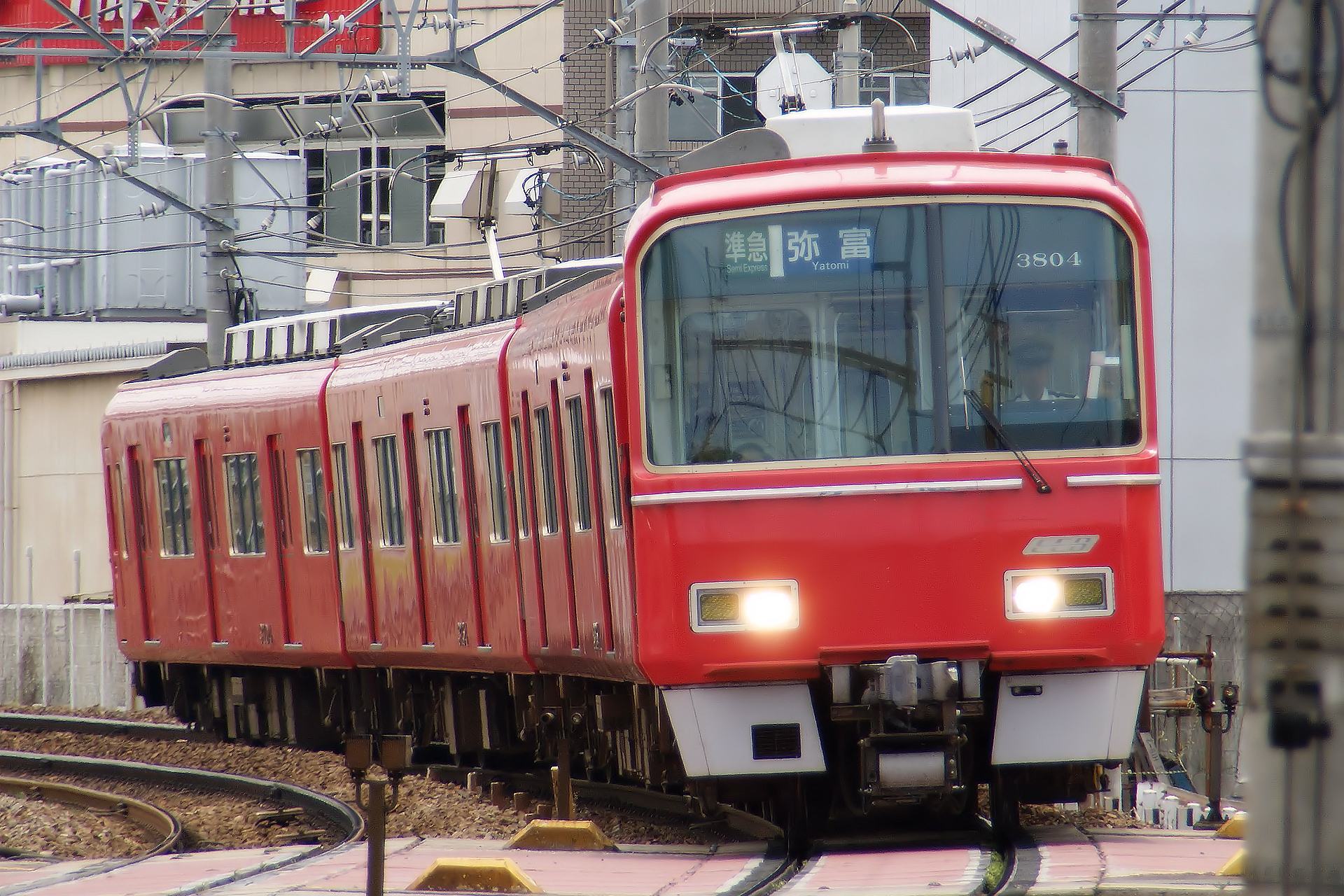
3700系
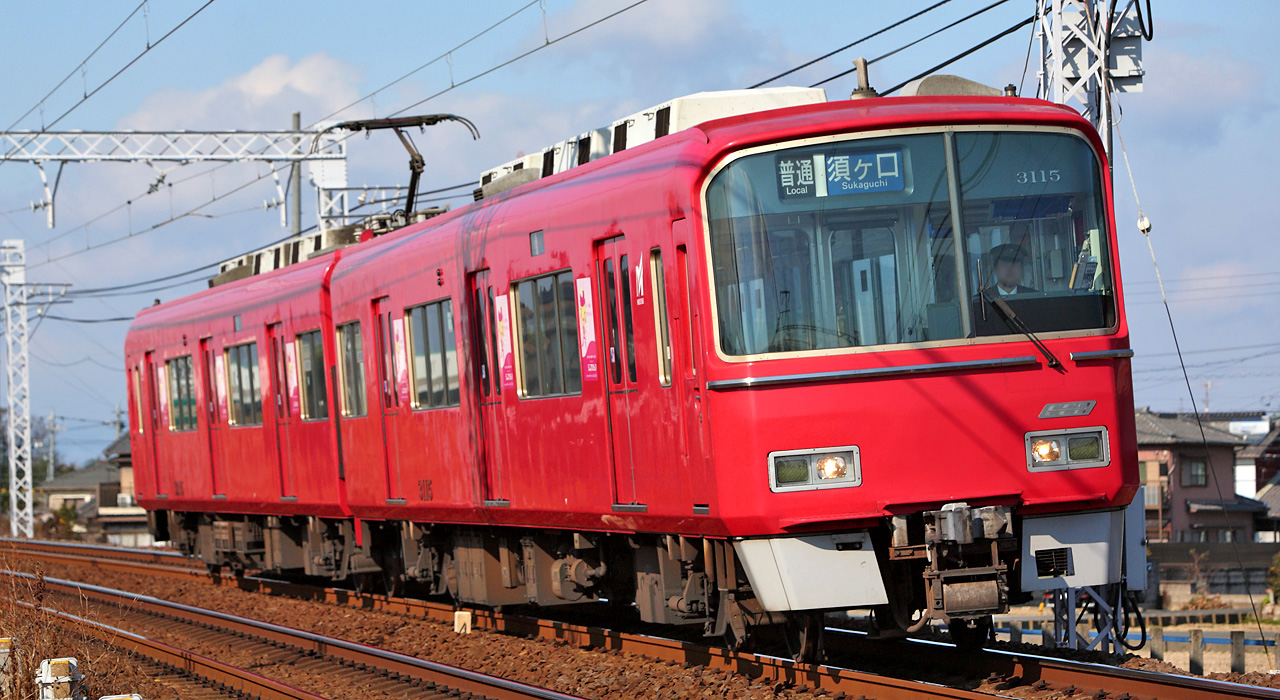
3100系
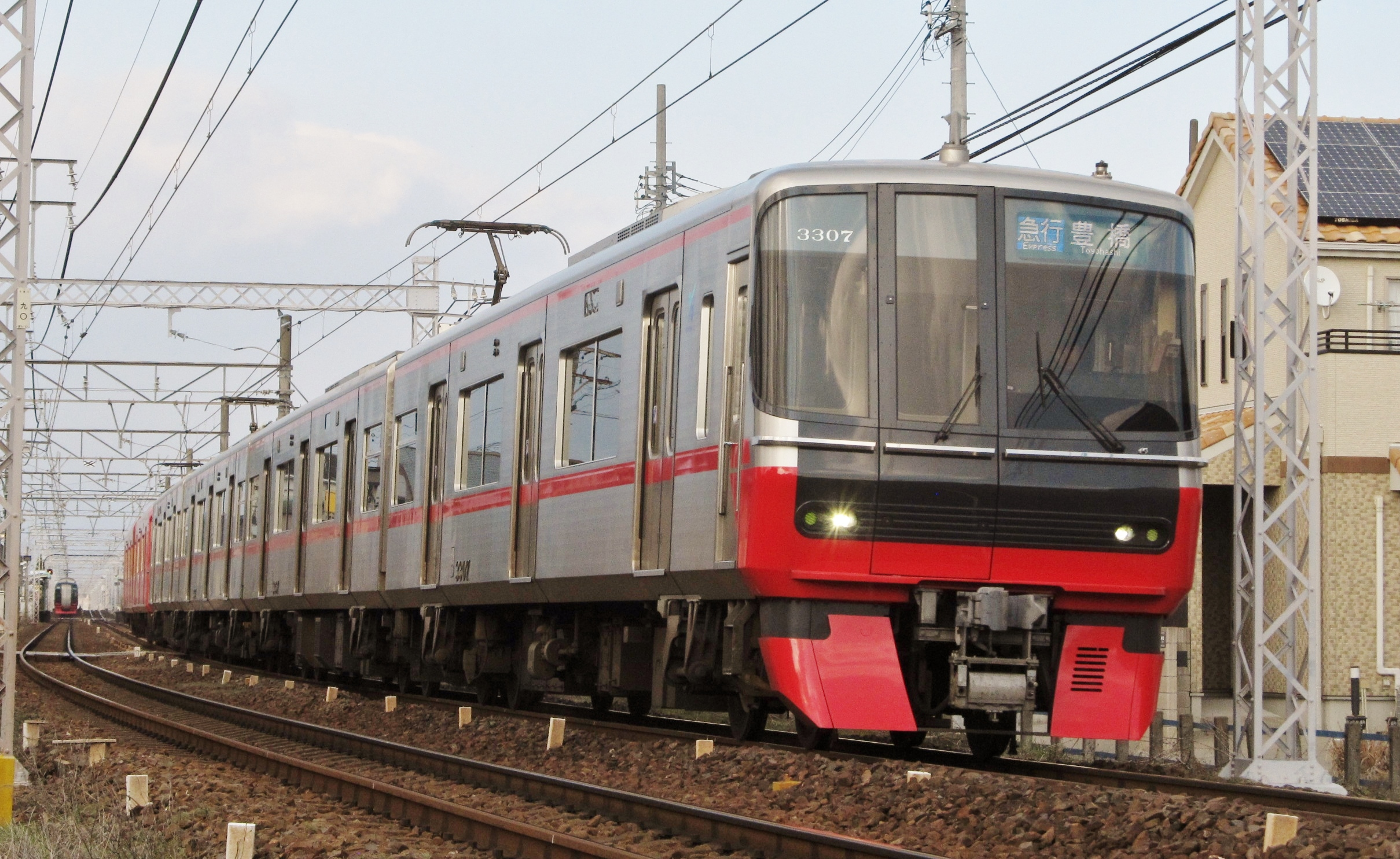
3300系
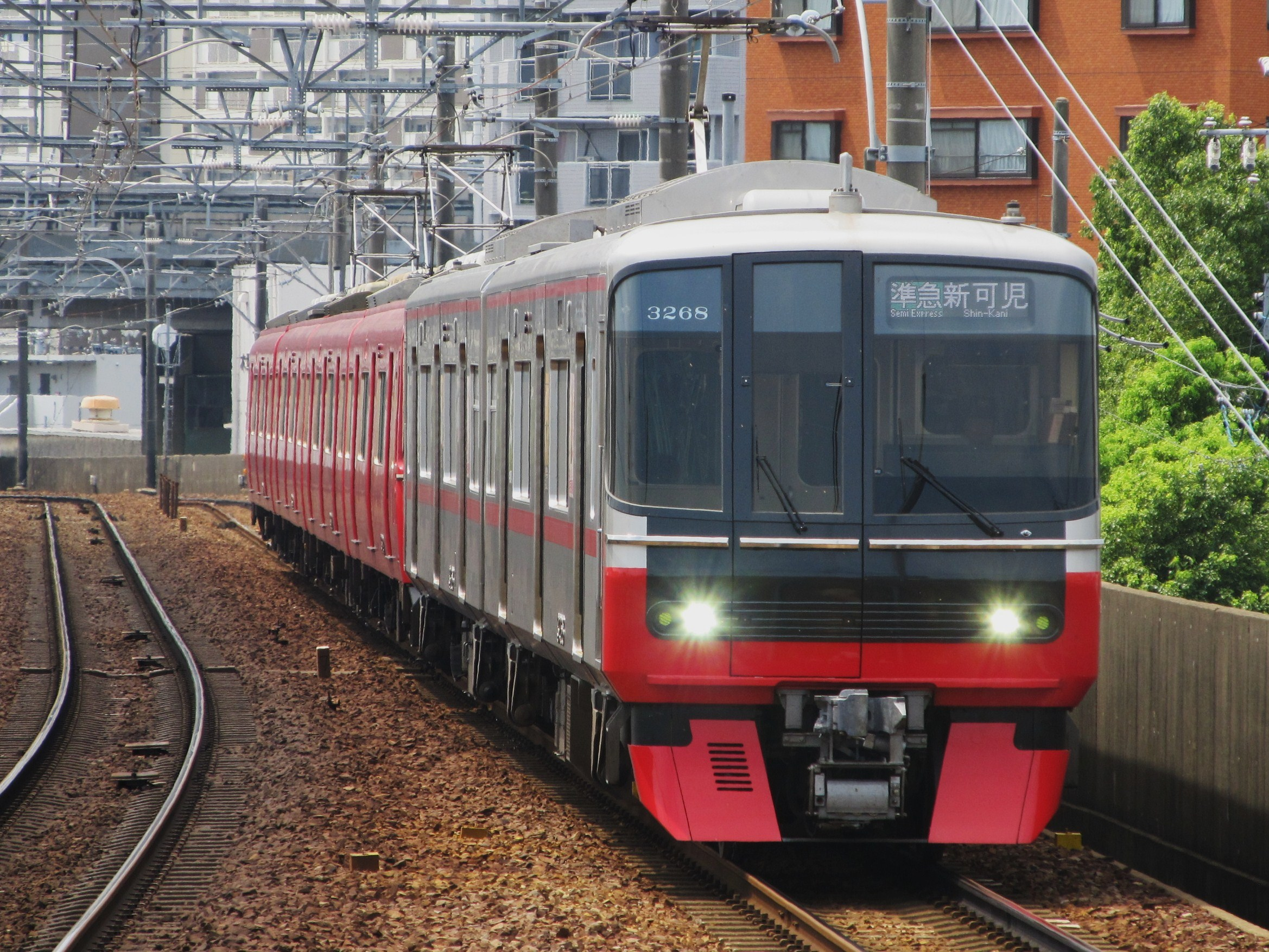
3150系
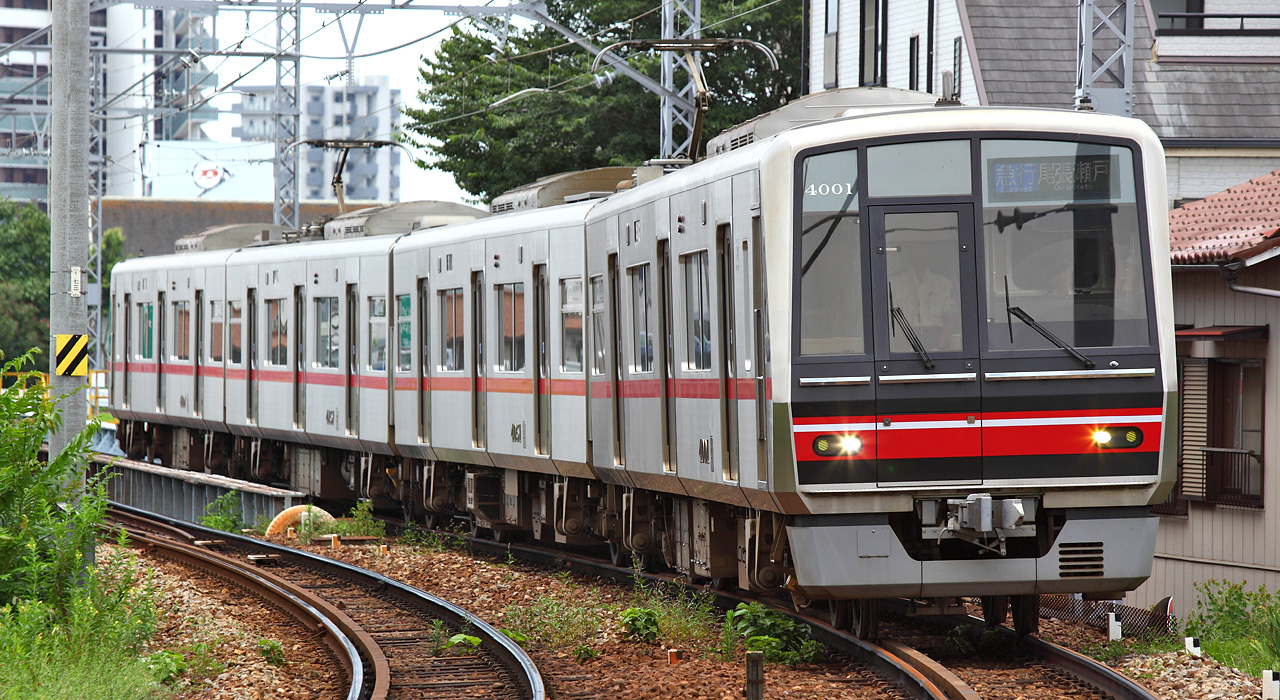
4000系
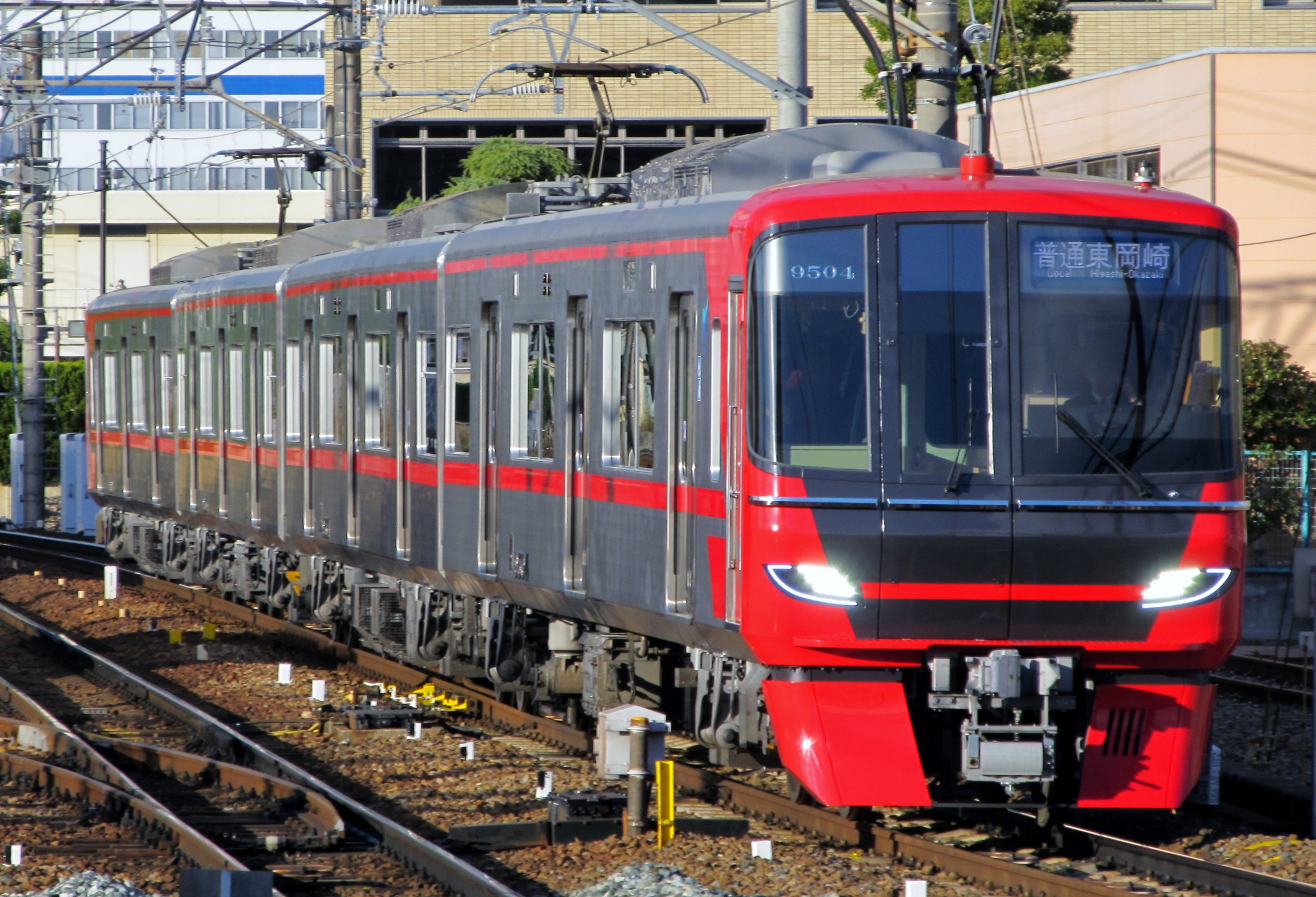
9500系
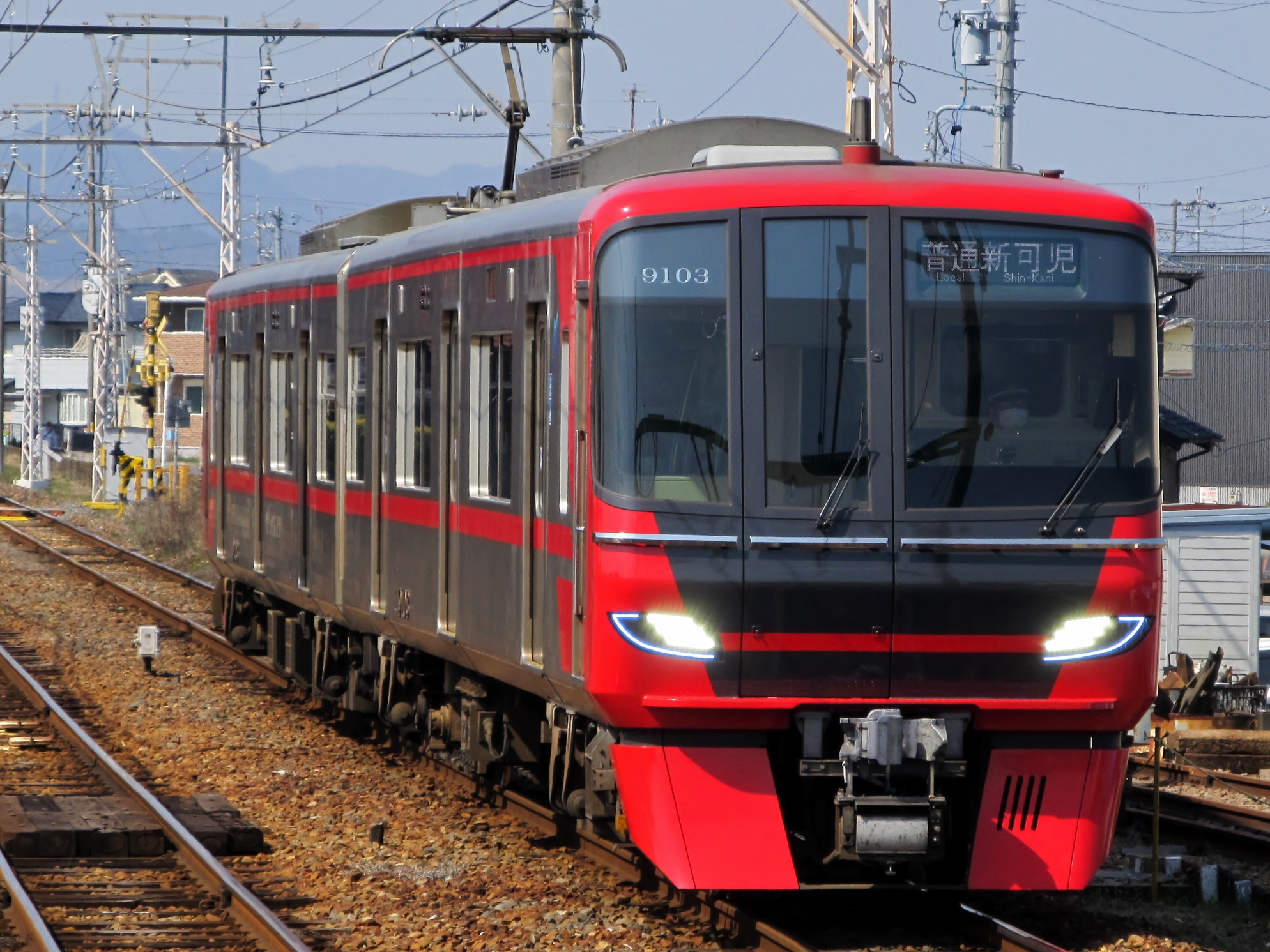
9100系
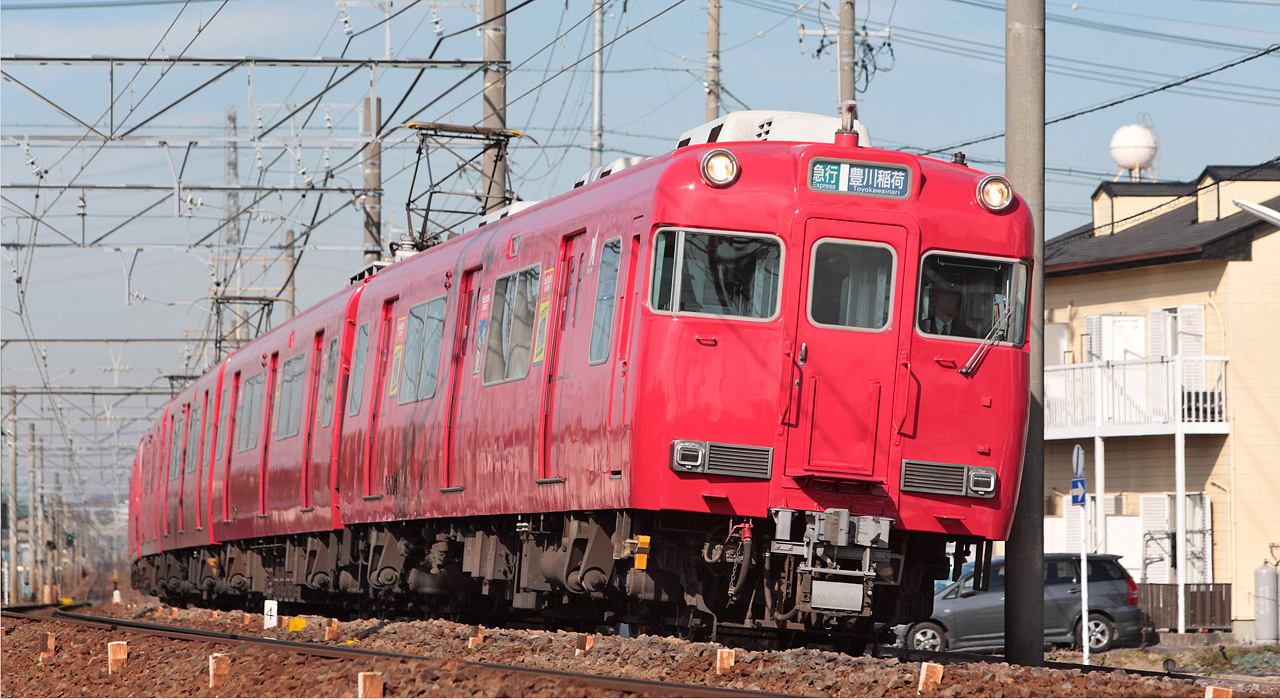
6000系
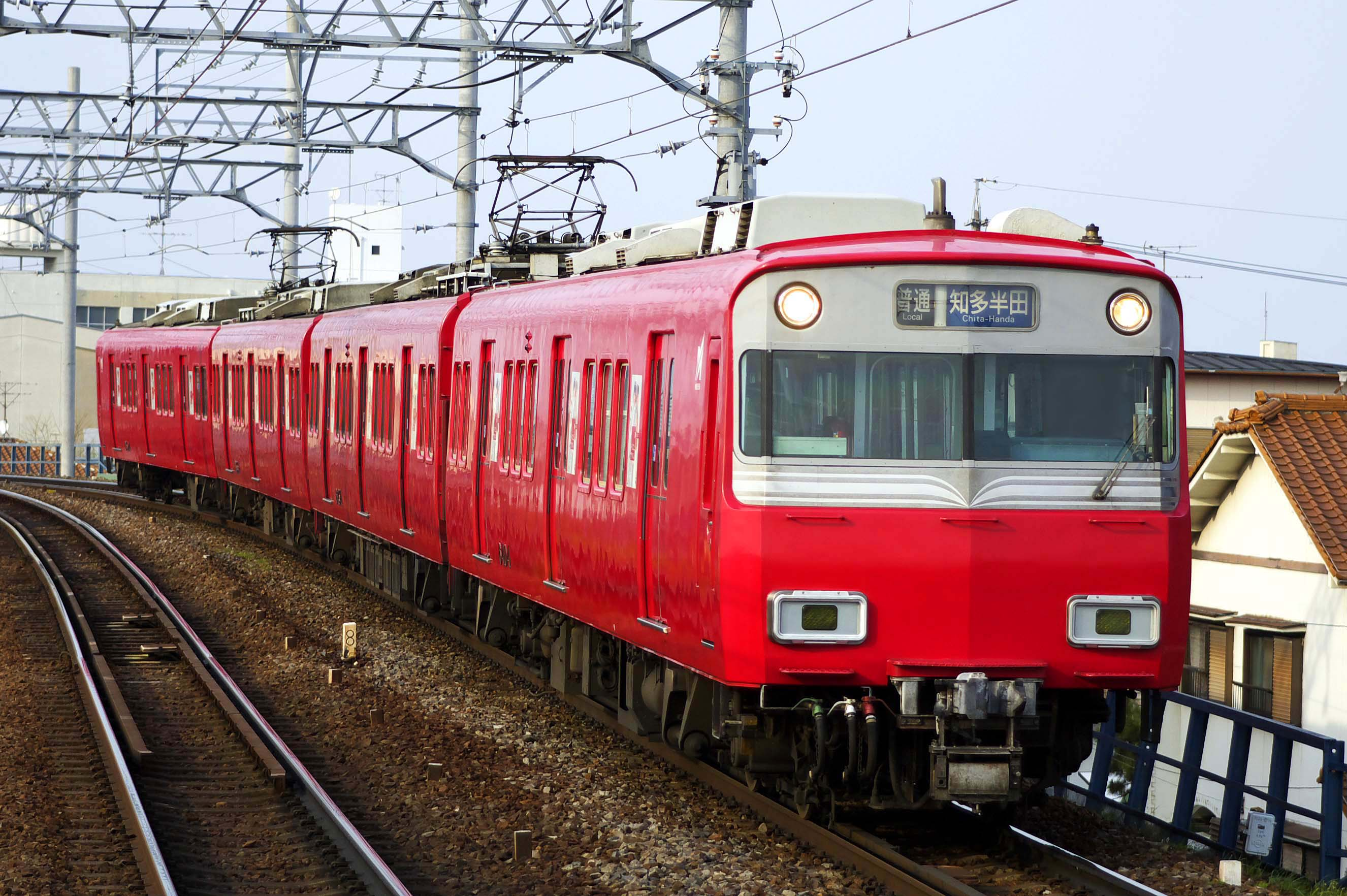
6500系
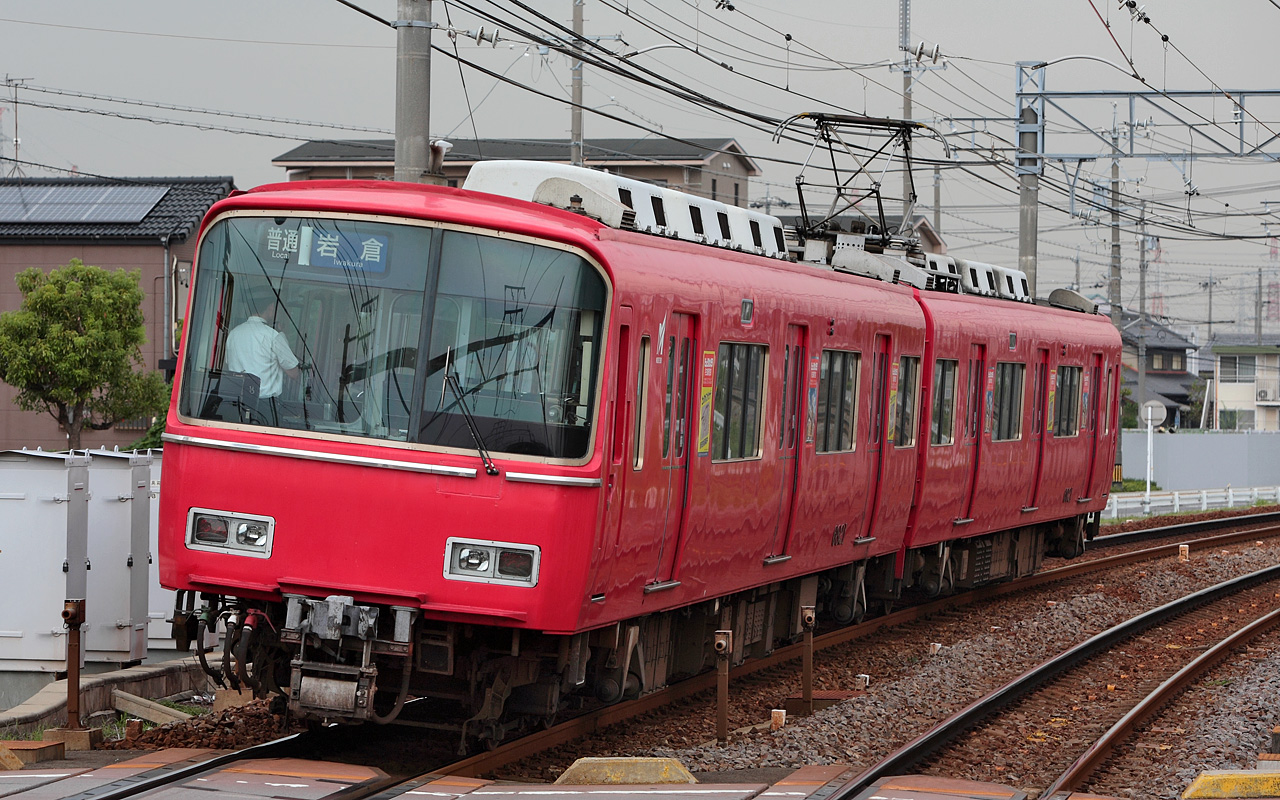
6800系
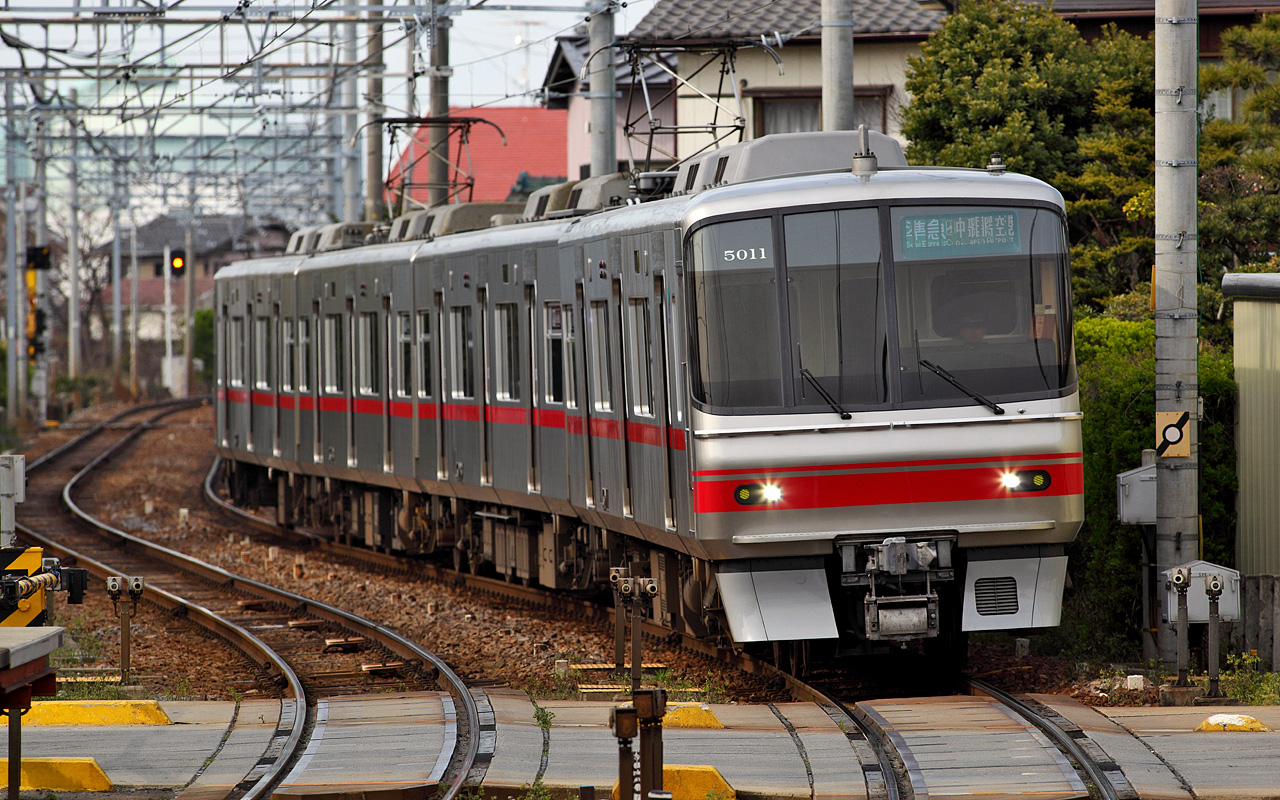
5000系
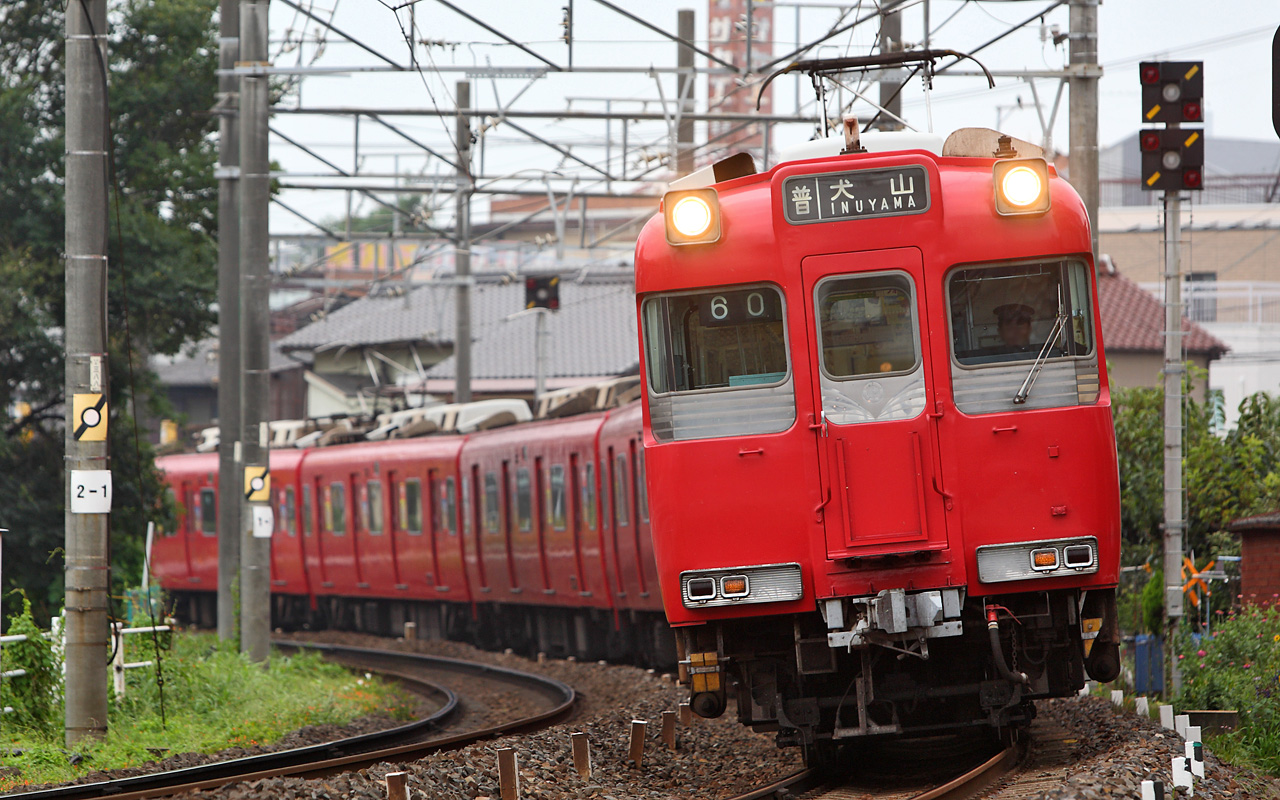
100系
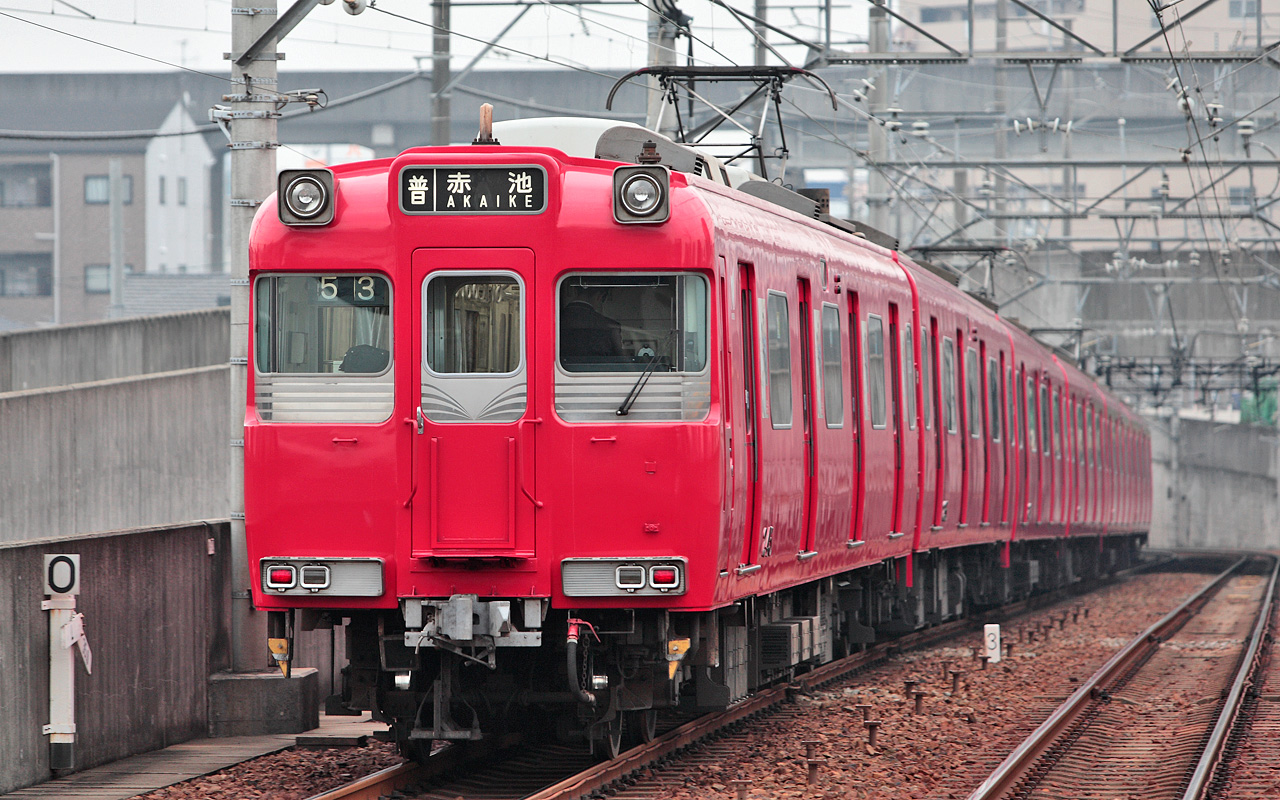
200系
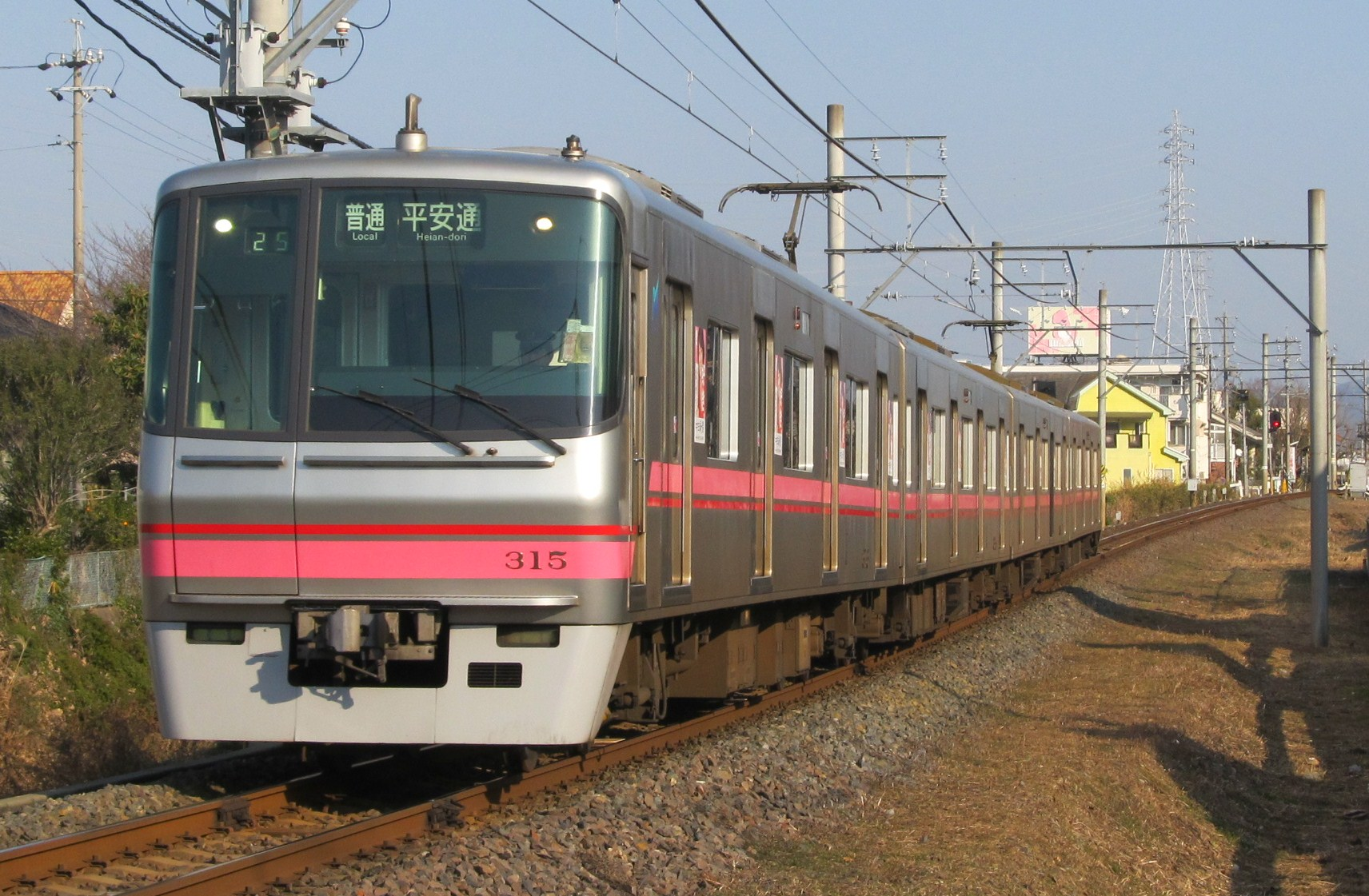
300系

### 電気機関車

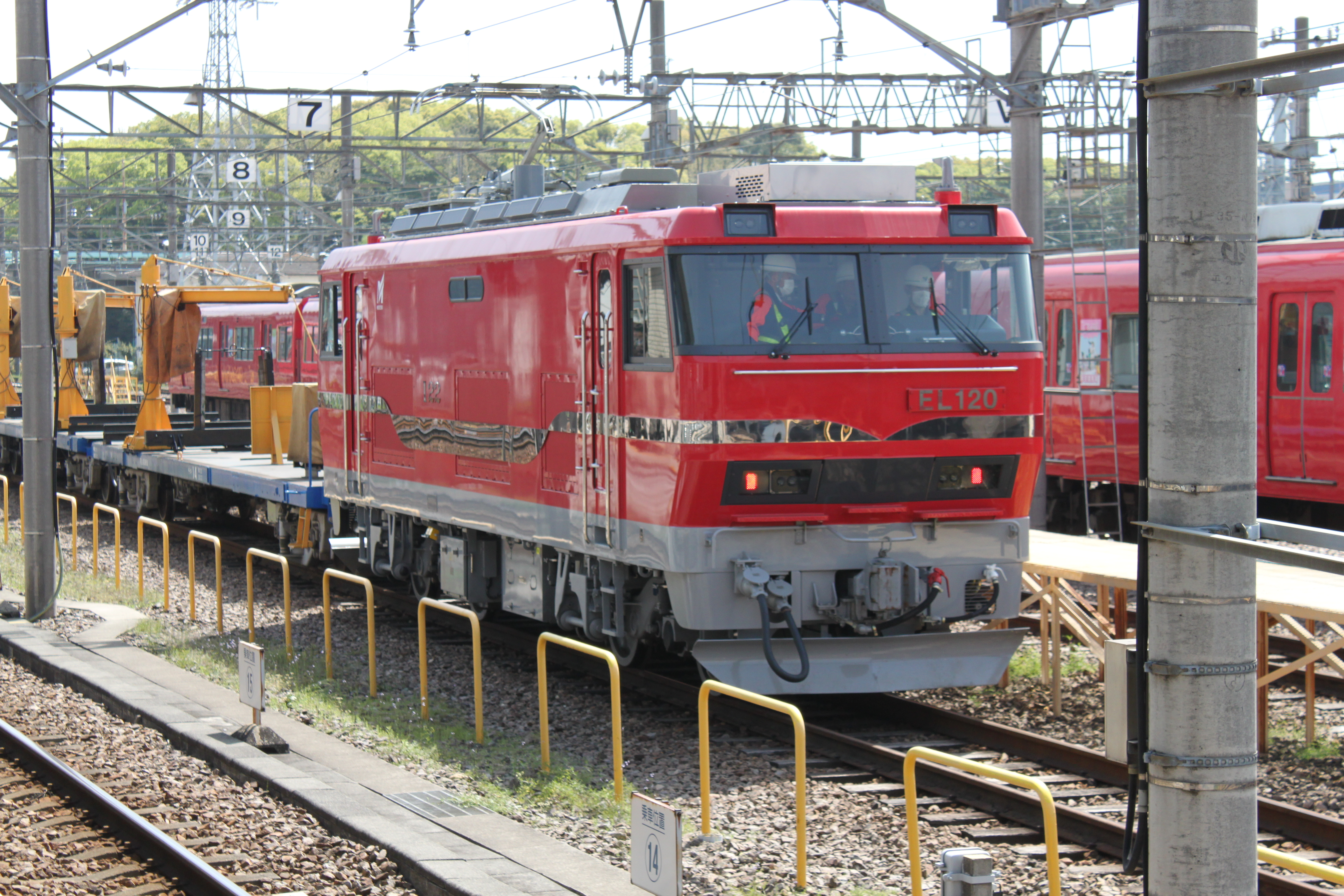
EL120形

- EL120形

### 事業用車・貨車

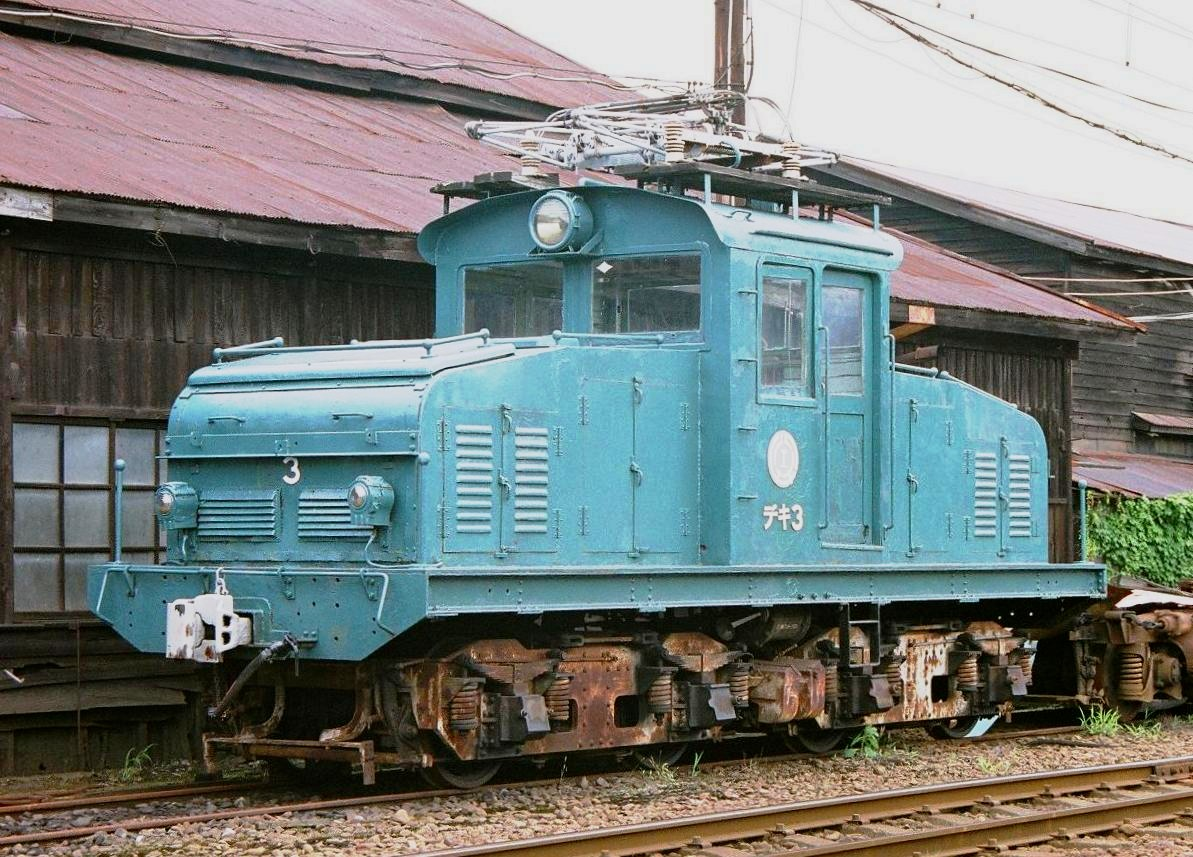
チキ10形（元・国鉄コキ1000形）
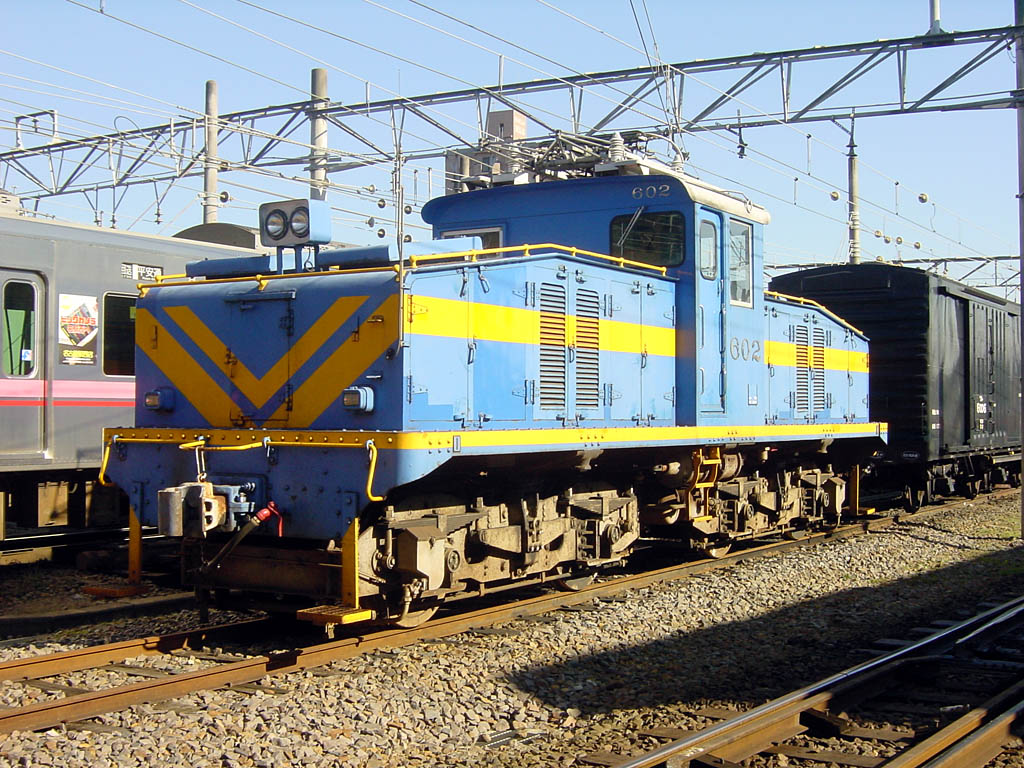
ホキ80形（元・JR東海ホキ800形）

## 導入予定車両
- 500系 - 2026年度以降投入。地下鉄鶴舞線直通向け[34]。

## 過去の保有車両

### 前身会社からの引継車両

#### 電車
名古屋電気鉄道・名古屋鉄道（初代）・名岐鉄道
- 100形 → デシ100形 → 41-44号 → モ40形（2代）
- デボ300形 → デボユ310形・デボユ320形 → モユ310形・モユ320形 → ク2270形
- デボ350形 → モ350形
- デボ400形・デボ450形 → モ400形（初代） → ク2260形
- デボ400形405号 → デボ650形666号（車体更新車） → モ670形（車体更新車）
- 500形 → デシ500形・デユ10形・デシニ520、539、540号
- デシ550形 → 除籍（1940-1942年） → モ40形（初代） → モ85形
- デボ600形 → モ600形（初代）
- デボ650形 → モ650形・ク2230形
- デセホ700形 → モ700形
- デセホ750形 → モ750形・ク2150形（3代）
- デボ800形（801-805のみ。以降の増備は名鉄発足後） → モ800形（初代）・ク2250形（初代）
- トク3号（貴賓車） → モ680形

愛知電気鉄道
- 電3形 → デハユ1020形 → モユ1020形 → モ1020形
- 電4形 → デハニ1030形 → モニ1030形 → モ1030形
- 電5形 → デハ1040形 → モ1040形 → ク2040形（2代）
- 電6形 → デハ1060形・デハ1070形 → モ1060形・モ1070形
- 電7形 → デハ3080形 → モ3200形 → ク2300形（2代）・ク2320形
- デハ3090形 → モ3250形 → デニ2000形（荷物電車）
- デハ3300形「大ドス」 → モ3300形（初代）
- デハ3600形 → モ3600形（初代） → モ3350形（2代） → ク2340形
- デハ1010形 → モ1010形 → サ1010形 → ク1010形
- 附2形  → サハ2000形・サハユ2010形 → ク2000形・クユ2010形 → ク2000形・ク2010形
- 附2荷形  → サハニ2030形 → クニ2030形 → ク2030形
- 附3形 → サハ2020形 → ク2020形 → モ3200形 → ク2320形
- サハ2040形 → ク2040形（初代） → モ3600形（初代） → モ3610形 → モ3350形（2代） → ク2340形
- デカ350形（電動貨車） → デワ350形（電動貨車）

碧海電気鉄道
- デ100形（2代） → モ1000形

知多鉄道
- デハ910形 → モ910形 → ク2330形 → モ900形
- ク950形 → モ950形 → ク2650形

美濃電気軌道
- D1、D5、D7、D8号 → 1、2、4、5号 → モ1形（2代）
- S22、S24-26、S30号 → 8、10-12、14号 → モ5形
- DD27、DD31、DD32、DD36-DD43号 → 19、21-26、28-30号 → モ10形（2代）
- DD45、DD47号 → モ31形 → モ35形
- DD50、DD58、DD60号 → 35、39、40号 → モ35形
- DD62、DD63号 → 46、47号 → モ45形（2代）
- D6、S23、S28、DD35、DD44、DD55-57、DD61号 → 3、9、13、20、27、36-38、45号 → モ50形（2代）（戦災復旧車）
- DD46、DD48号 → モ31形 → モ65形（戦災復旧車） → モ50形（2代）（戦災復旧車）
- セミシ64形 → モ60形（初代） → モ110形 → モ400形（2代）
- セミシ67形 → モ70形（初代） → モ120形
- BD500形 → モ500形
- BD505形 → モ520形
- セミボ510形 → モ510形

岐北軽便鉄道（美濃電気軌道）
- 甲形 → モ15形 → モ25形

谷汲鉄道
- デロ1形 → モ50形（初代） → モ100形（2代）
- デロ7形 → モ70形（初代）・モ80形（初代） → モ120形・モ130形

各務原鉄道
- K1-BE形 → モ450形 → ク2150形（2代）・ク2250形（2代）

東美鉄道
- デ1形 → モ45形（初代）
- デボ100形 → モニ300形 → モ300形 → ク2190形

竹鼻鉄道
- デ1形
- デ5形 → モ80形（2代）

尾西鉄道
- デボ100形 → モ100形（初代） → モ160形
- デボ200形・デボ250形 → モ200形・モ250形・ク2050形（2代）

三河鉄道
- デ100形 → モ1080形
- デ150形 → モ1090形
- デ200形 → モ1100形
- デ300形 → モ3000形
- デ400形 → モ3100形 → ク2100形（2代）
- サハフ31号 → サ2120形 → ク2120形
- サハフ35、36号 → サ2130形 → ク2130形
- サハフ41号 → サ2140形 → ク2140形
- クハ50形 → クニ2150形 → ク2150形（初代）
- クハ60形 → ク2160形（初代） → ク2150形（初代）

岡崎電気軌道（三河鉄道）
- 1-12号 → 48-56号 → モ45形（2代）・モ50形（2代）（戦災復旧車）
- 100形 → モ530形（初代）
- 200形 → モ460形
- サハフ45号 → サ2110形

瀬戸電気鉄道
- テ1形テ3、テ4号 → サ10形
- テ1形VS5、VS6号 → サ20形
- テ1形テ14-テ22号 → モ10形（初代） → モ70形（2代）
- テ1形テ23-テ27号 → モ20形
- テ1形テ28-テ32号 → モ30形
- ホ101形 → モ550形（初代） → ク2240形（2代）
- ホ103形 → モ560形（初代） → モ760形

渥美電鉄
- デホハ1形 → モ150形
- デホハ120形 → モ1200形
- デテハ1000形 → モ1050形
- フ200形 → サ30形

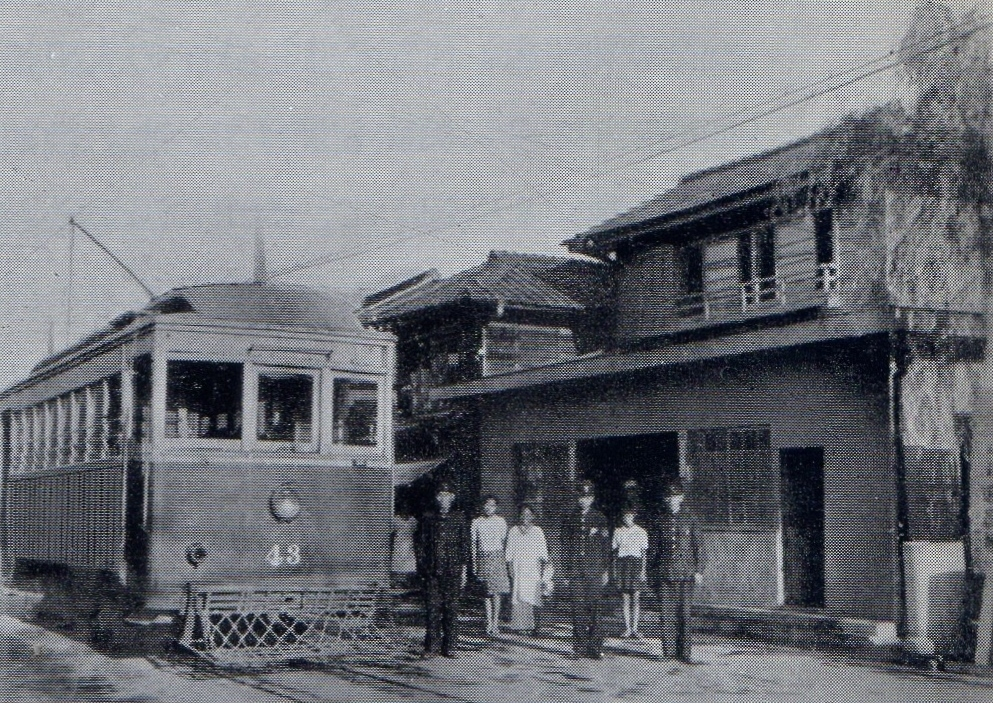
43号 （後のモ40形（2代））
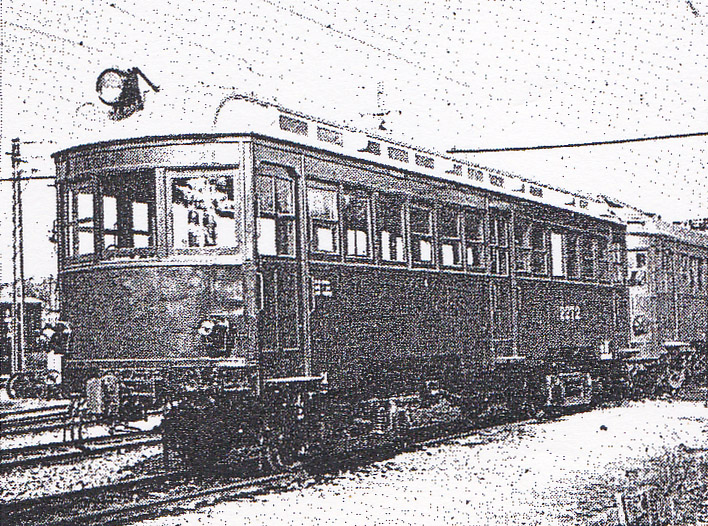
ク2270形 （旧名岐デボ300形）
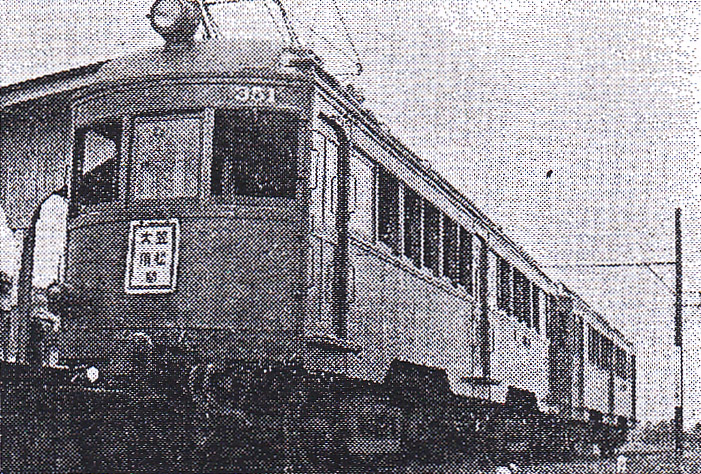
モ350形 （旧名岐デボ350形）
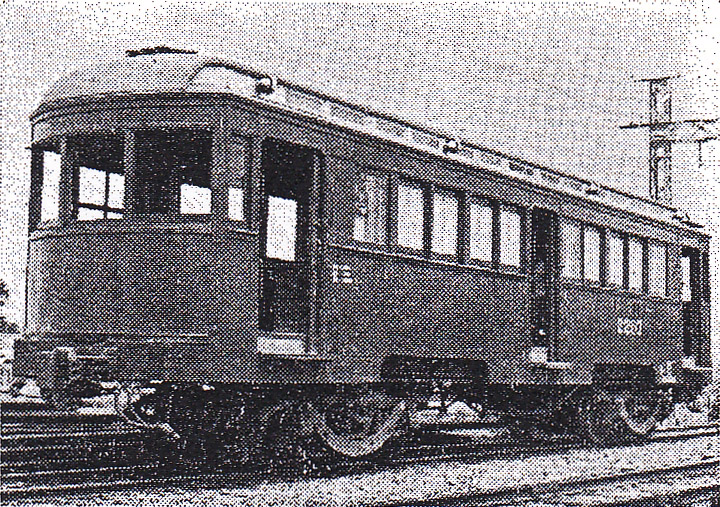
ク2260形 （旧名岐デボ400形）
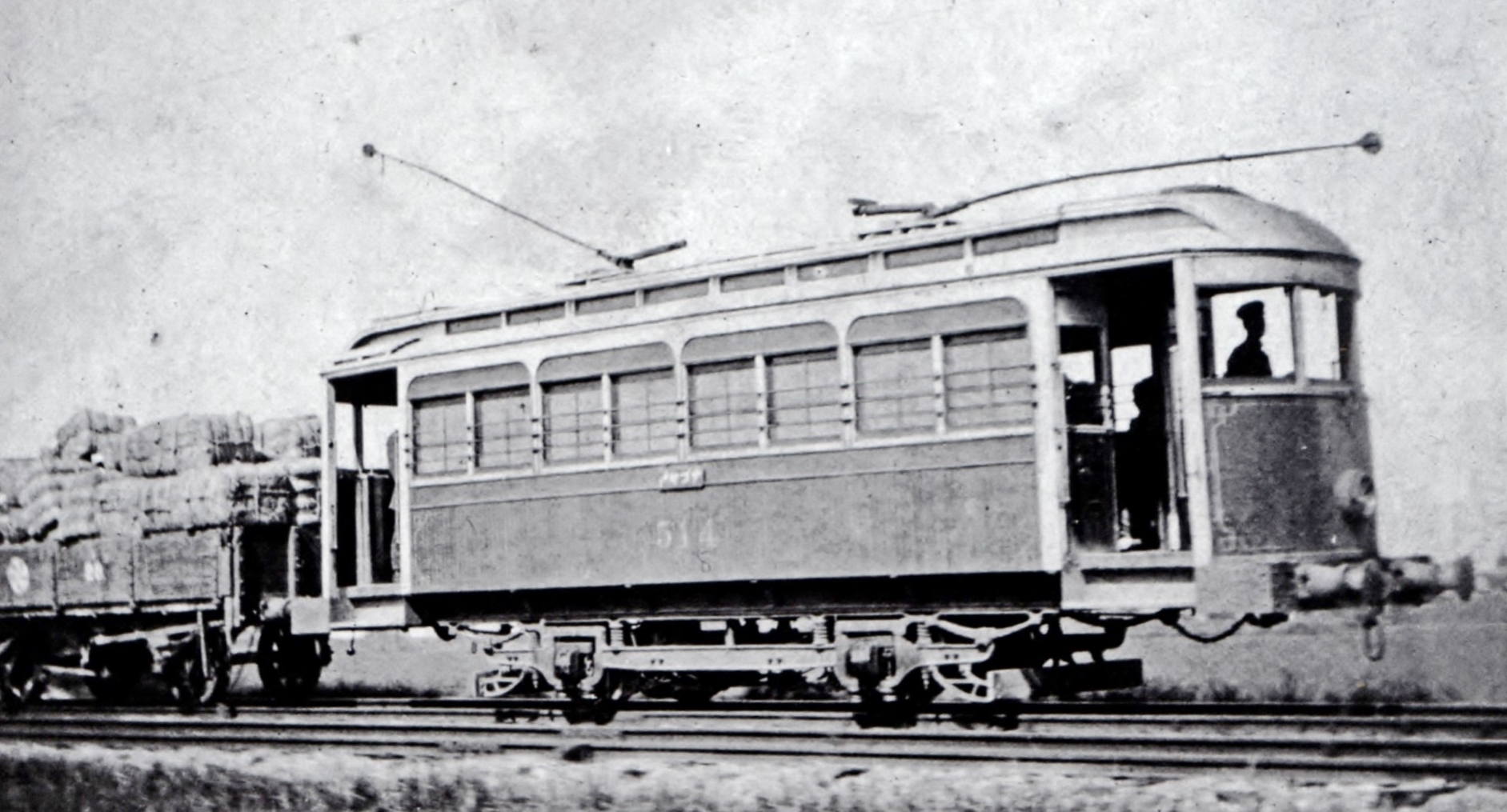
名電500形 （後のデシ500形）
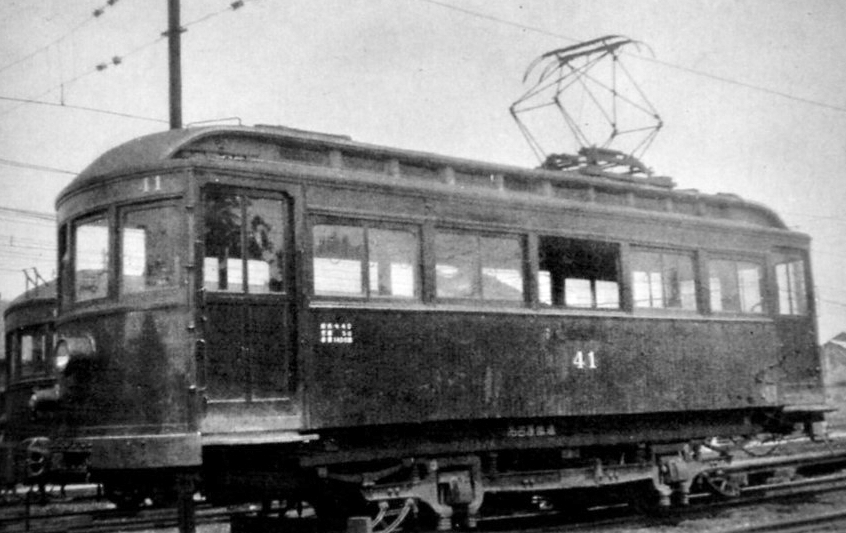
モ40形（初代） （後のモ85形）
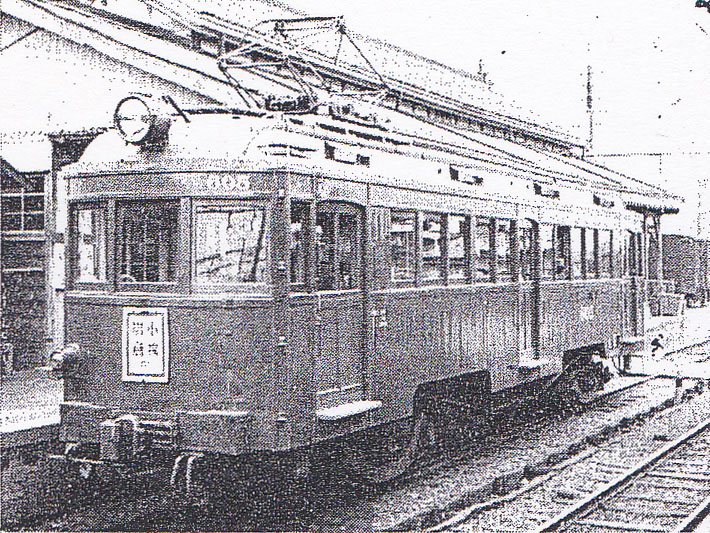
モ600形 （旧名岐デボ600形）
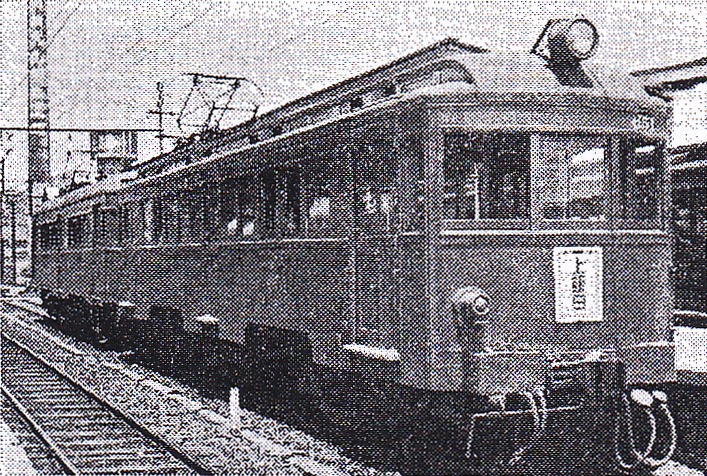
モ650形 （旧名岐デボ650形）
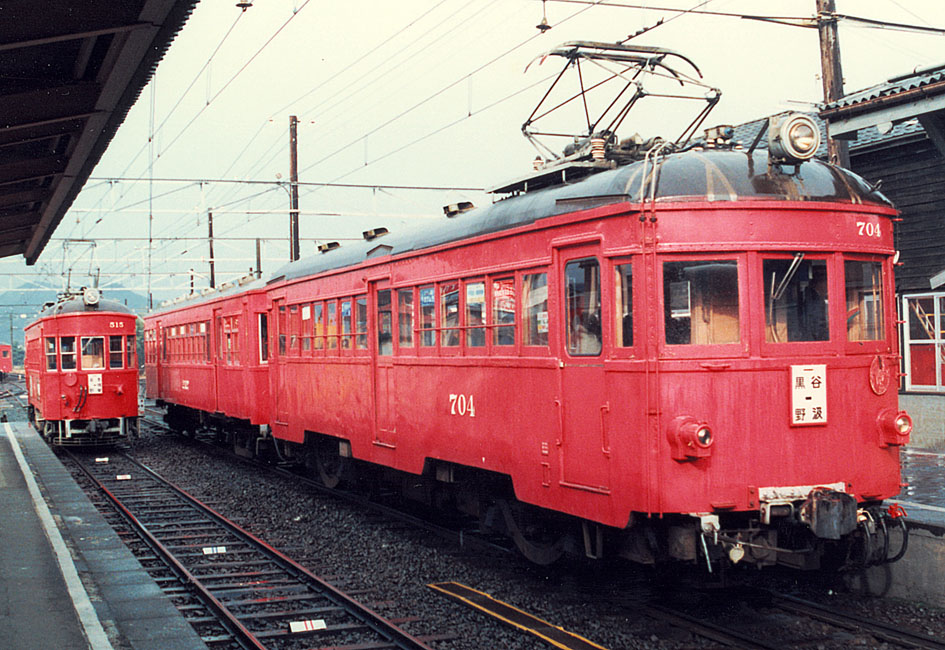
モ700形 （旧名岐デセホ700形）
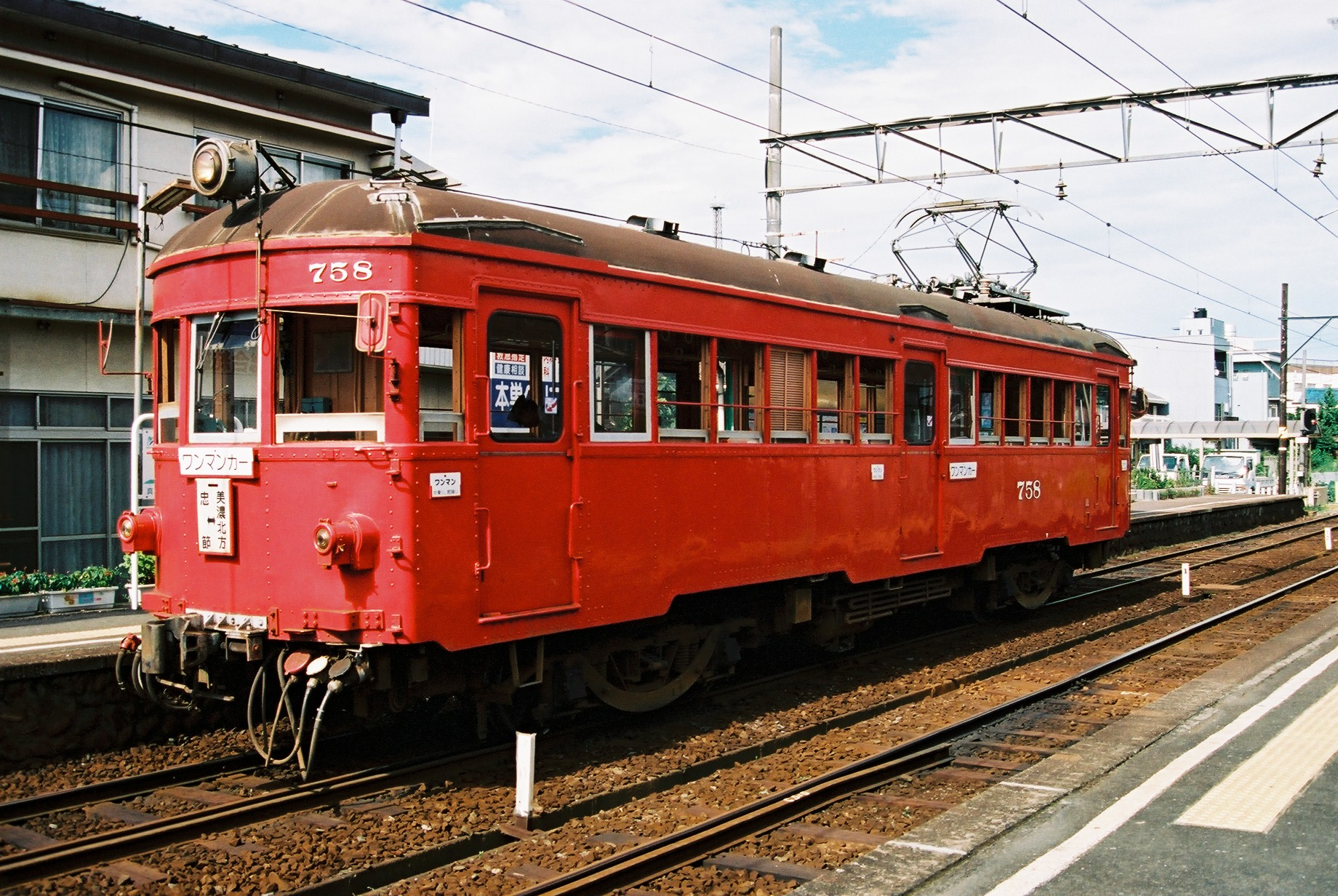
モ750形 （旧名岐デセホ750形）
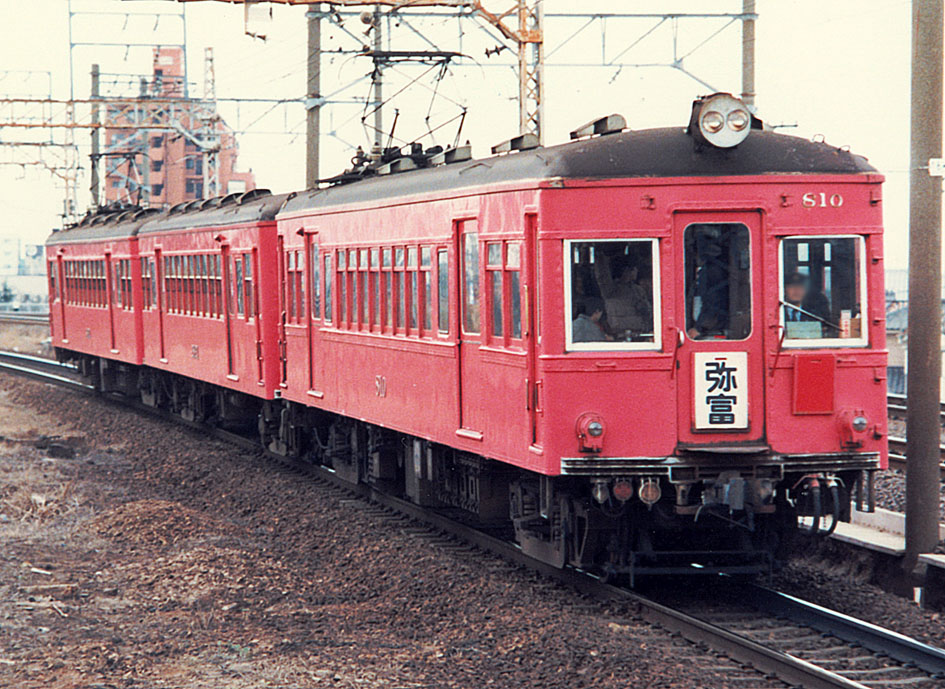
モ800形 （旧名岐デボ800形）
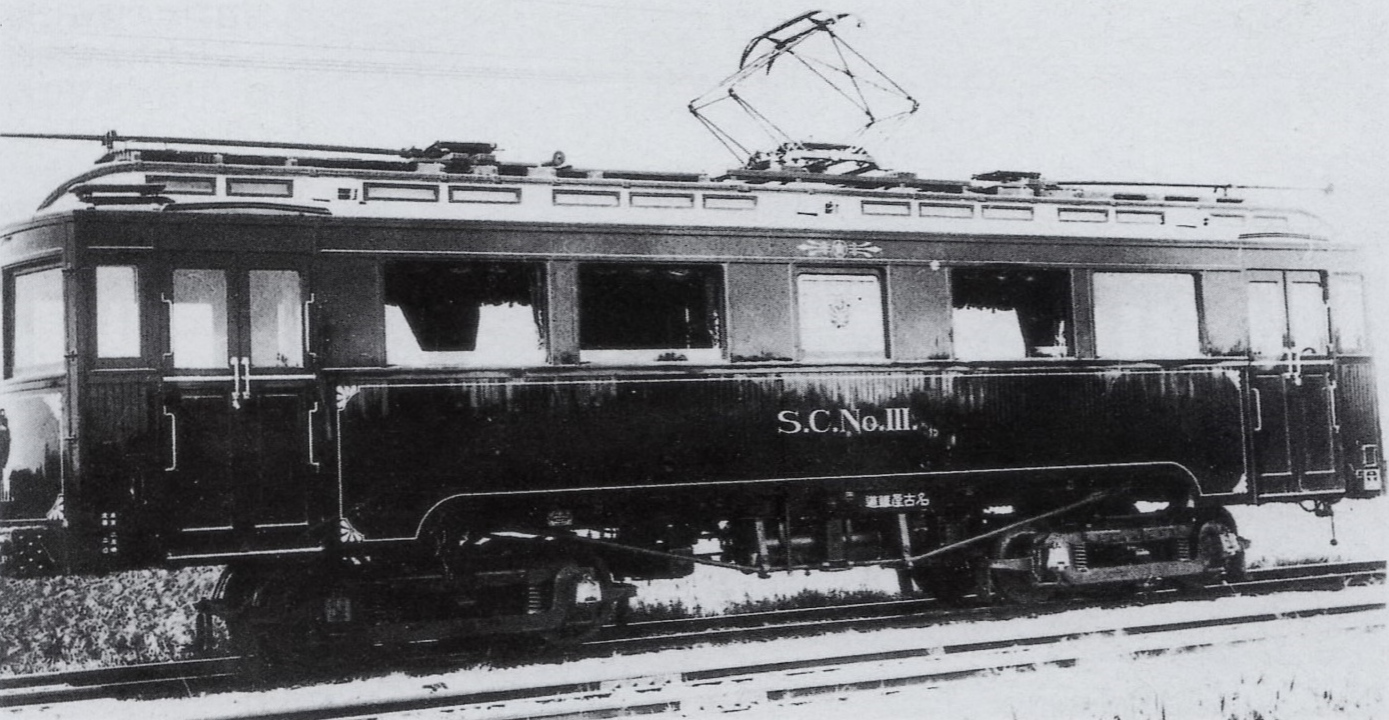
トク3号 （後のモ680形）
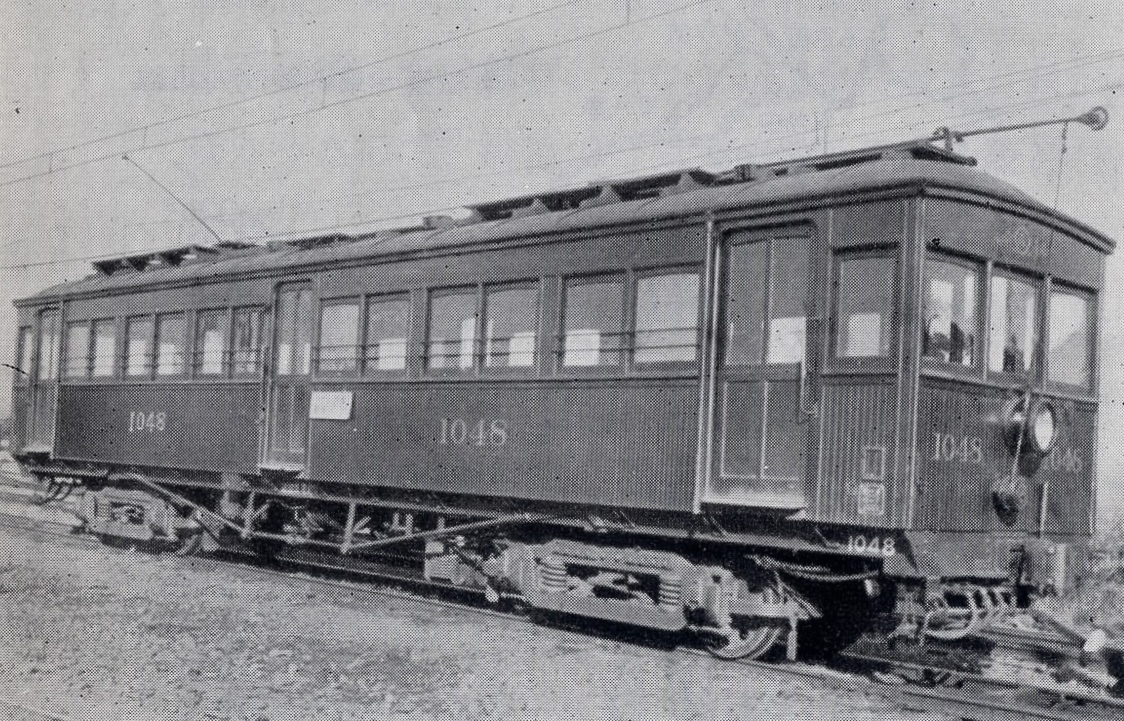
愛電電5形 （後のモ1040形→ク2040形）
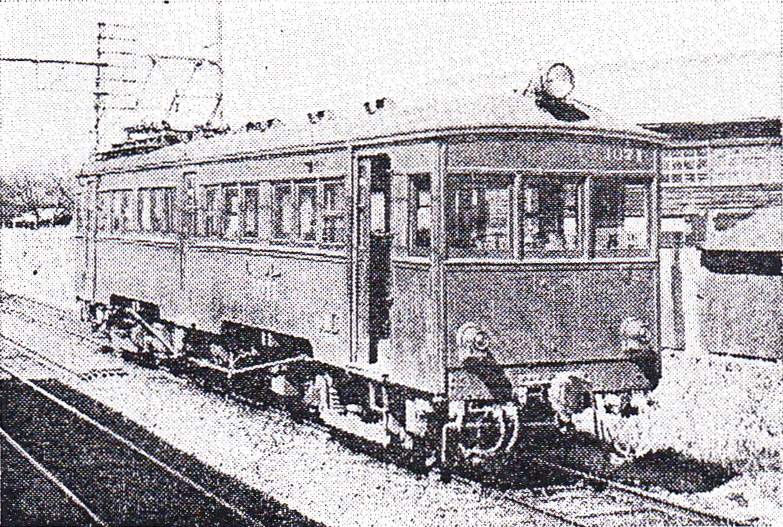
モ1070形 （旧愛電電6形）
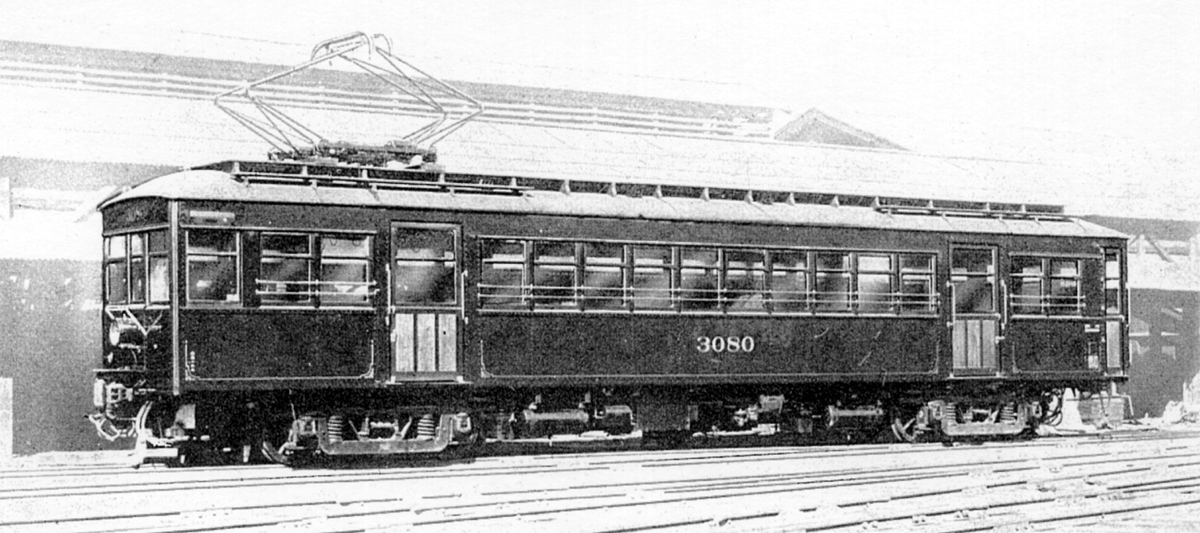
愛電電7形 （後のモ3200形→ク2320形）
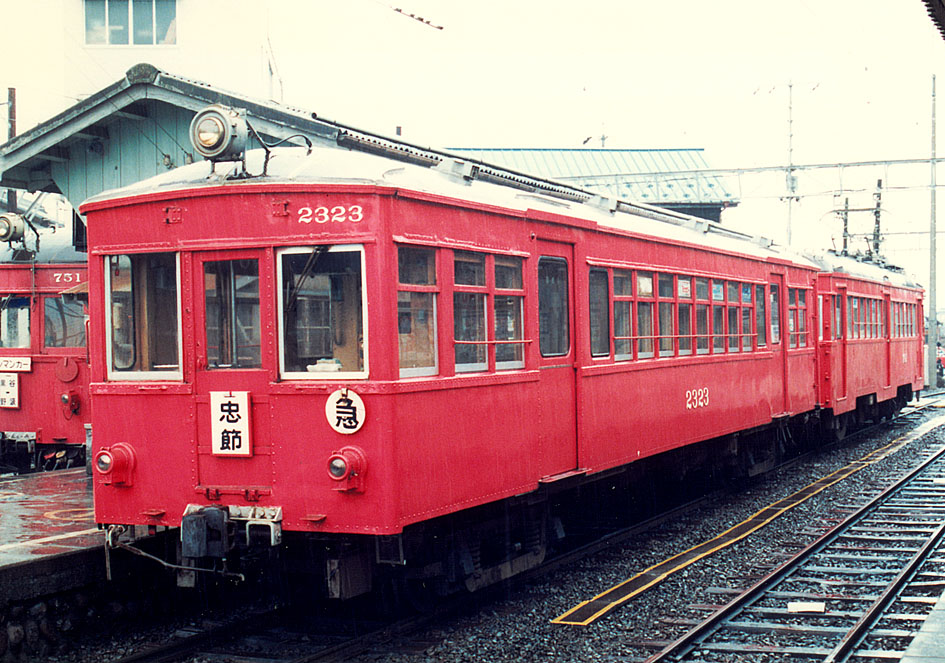
ク2320形 （旧モ3200形）
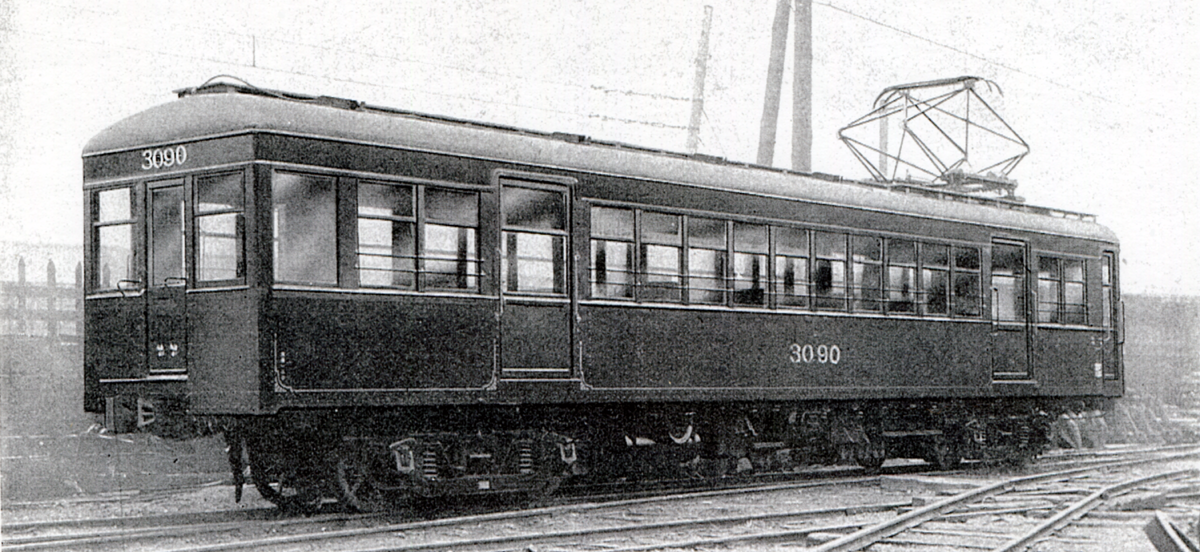
愛電デハ3090形 （後のモ3250形→デニ2000形）
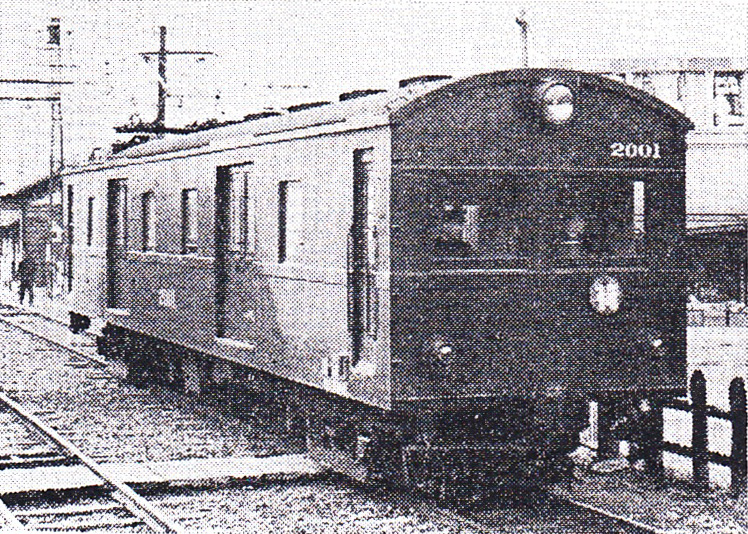
デニ2000形 （旧モ3250形）
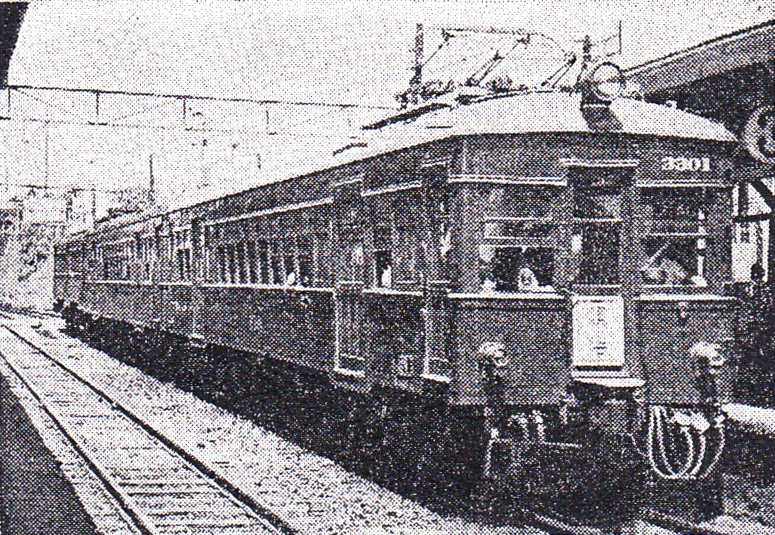
モ3300形 「大ドス」 （旧愛電デハ3300形）
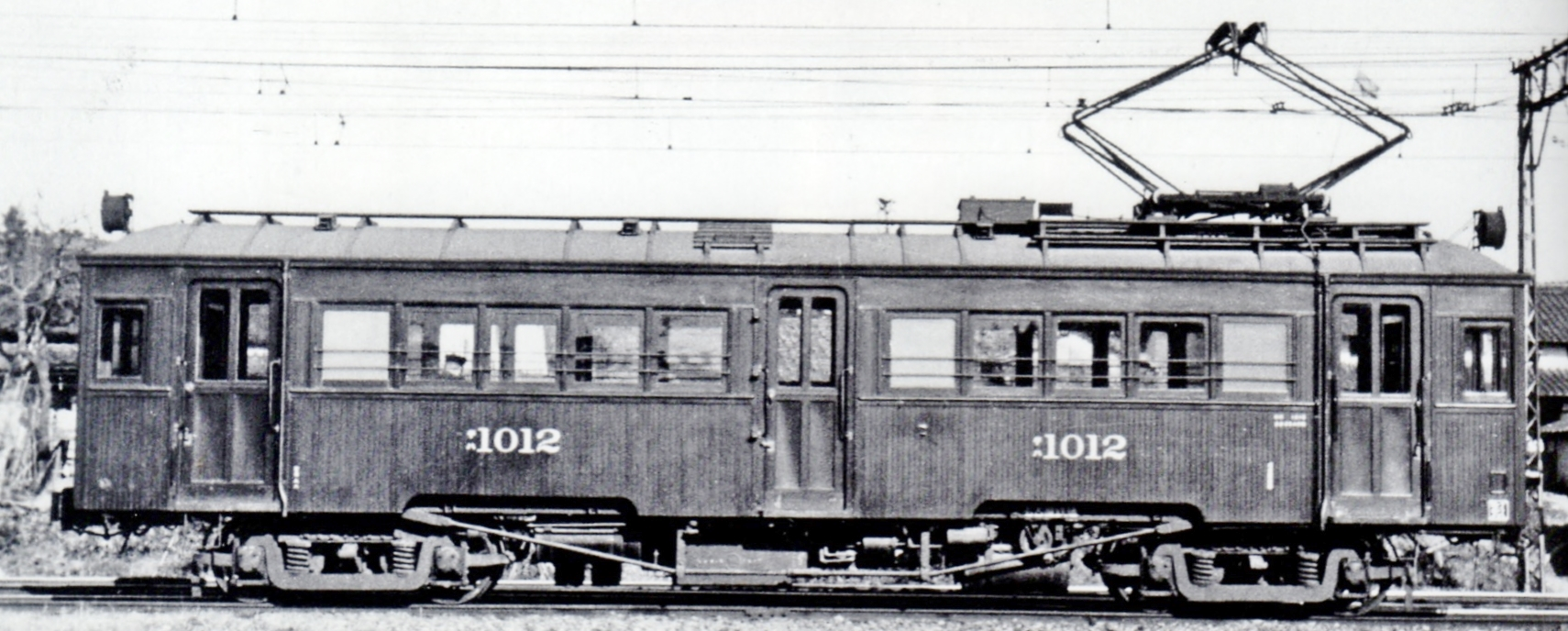
愛電デハ1010形 （後のク1010形）
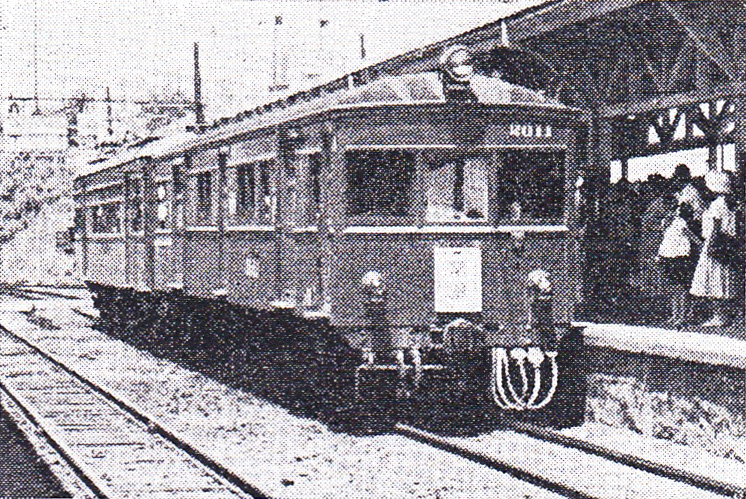
クユ2010形 （旧愛電附2形）
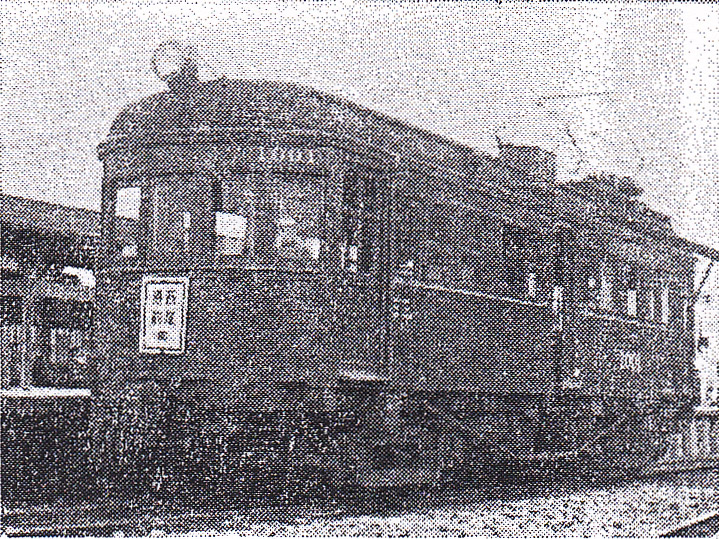
モ1000形 （旧碧電100形）
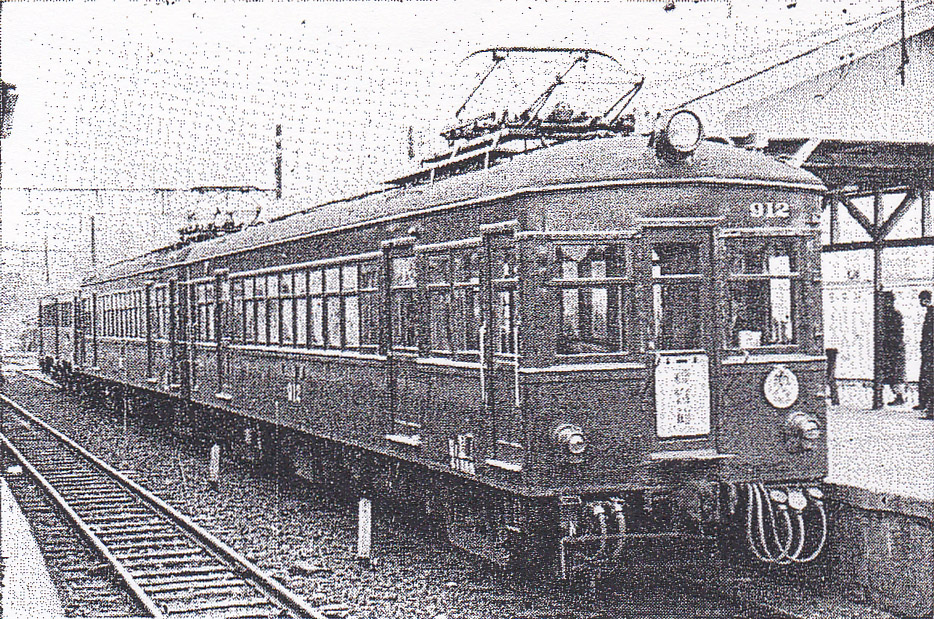
モ910形 （旧知多デハ910形）
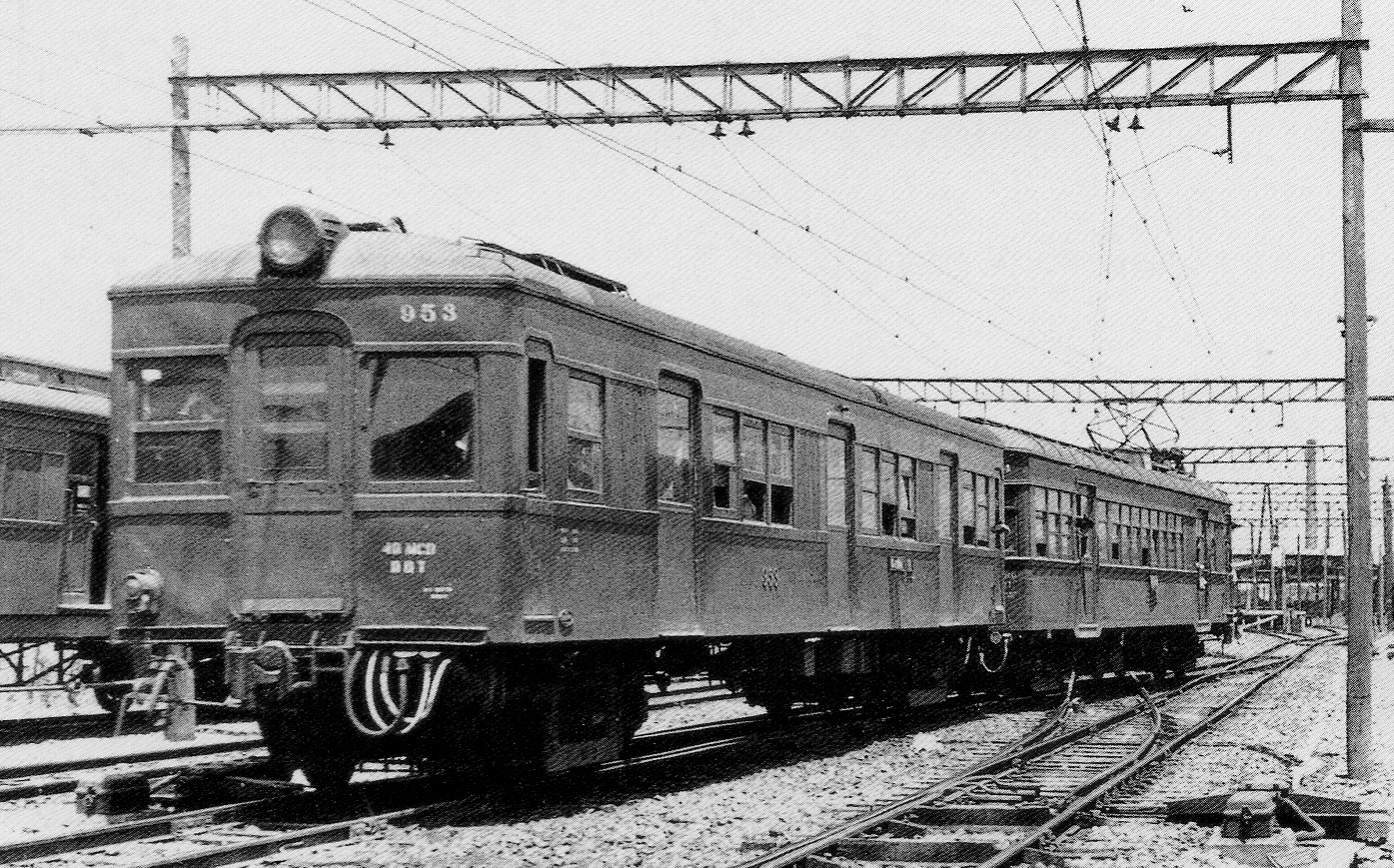
ク950形 （旧知多ク950形）
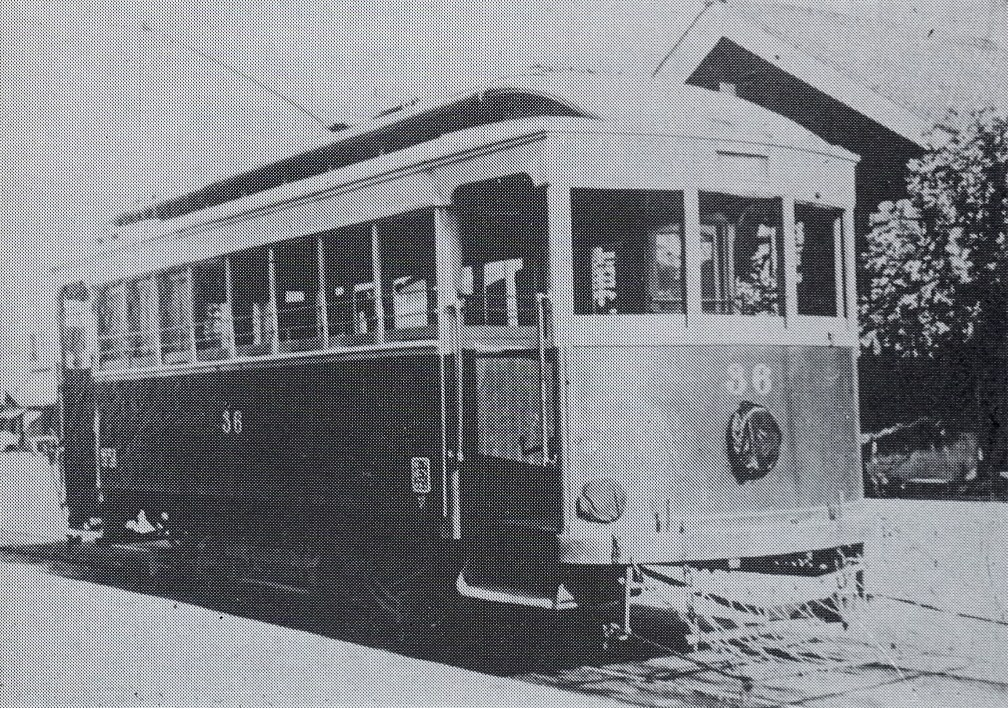
36号 （旧美濃電DD55号）
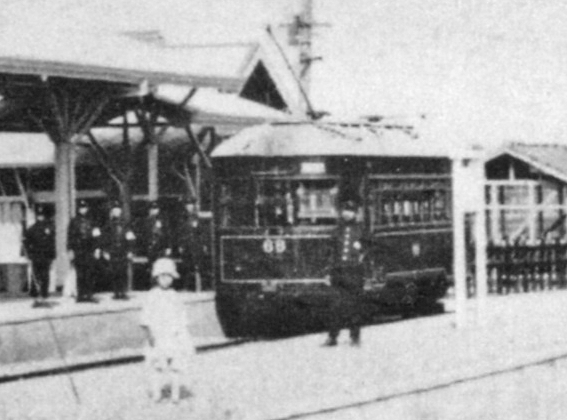
美濃電セミシ64形 （後のモ110形）
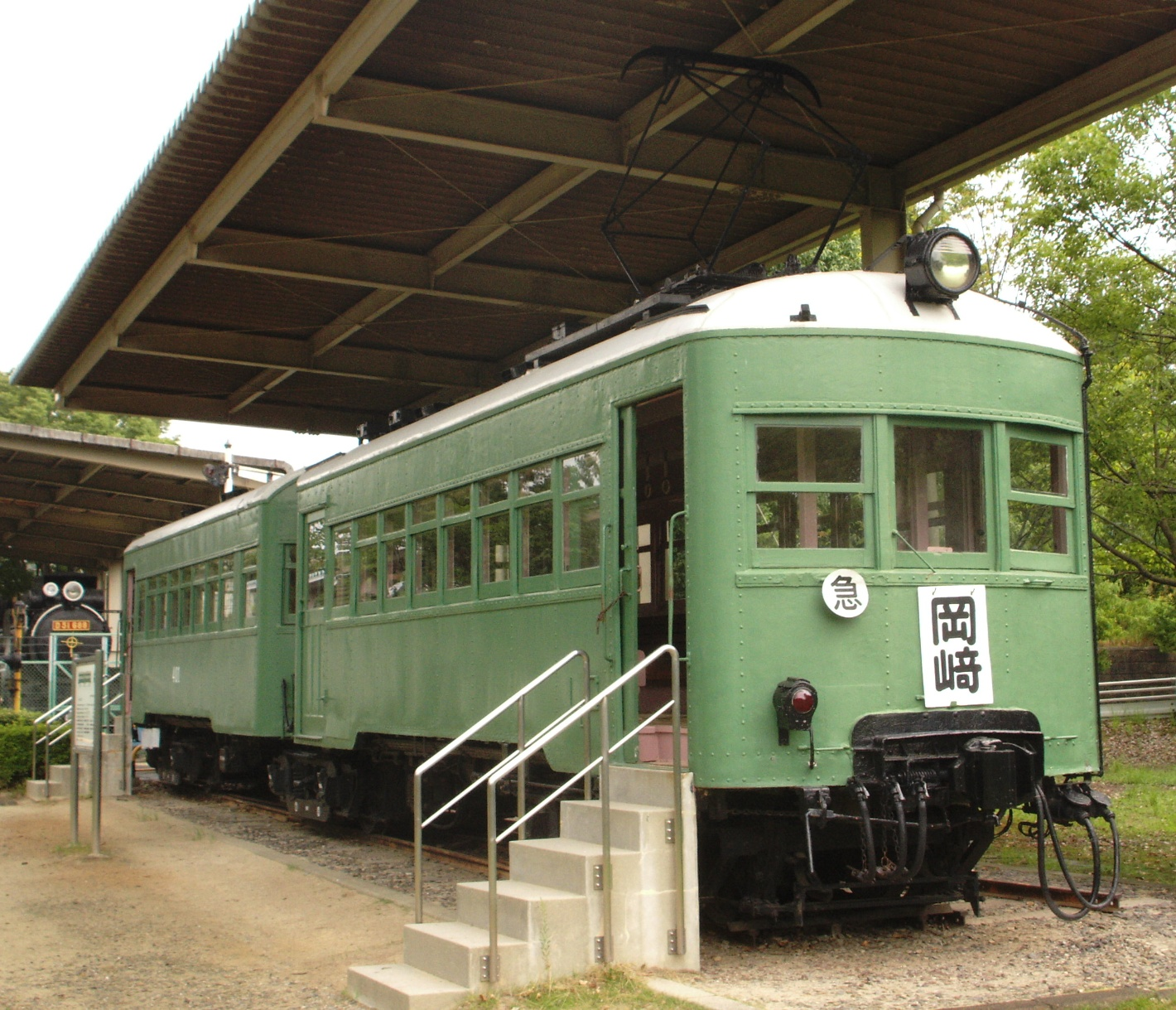
モ400形 （モ110形改造）
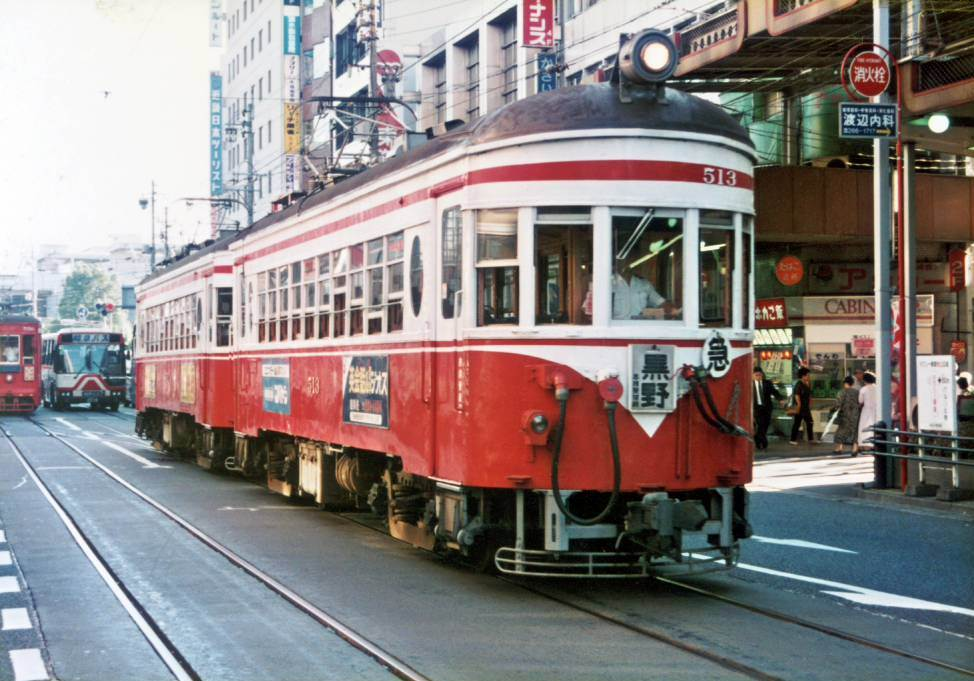
モ510形 （旧美濃電セミボ510形）
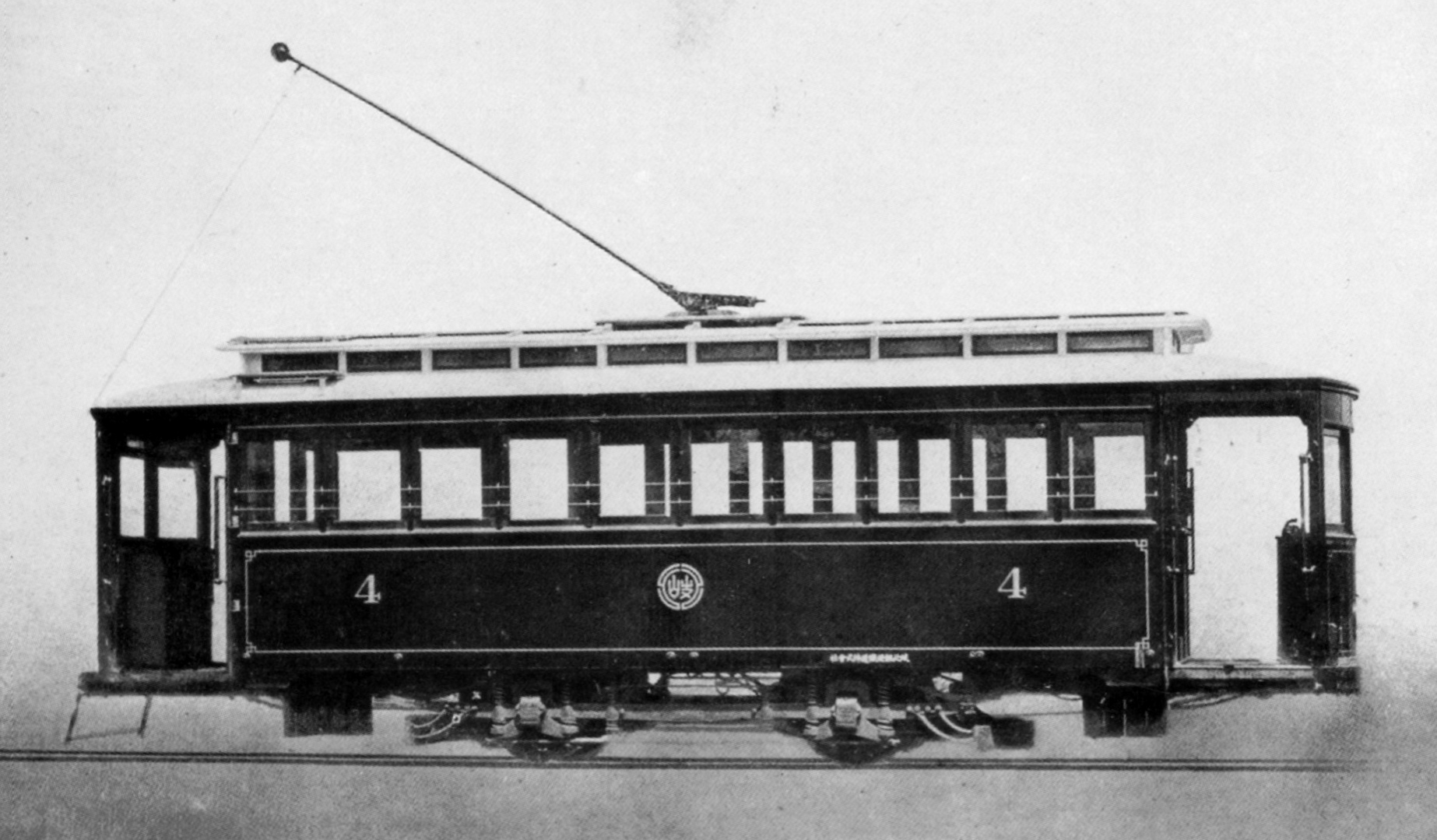
岐北甲形 （後のモ25形）
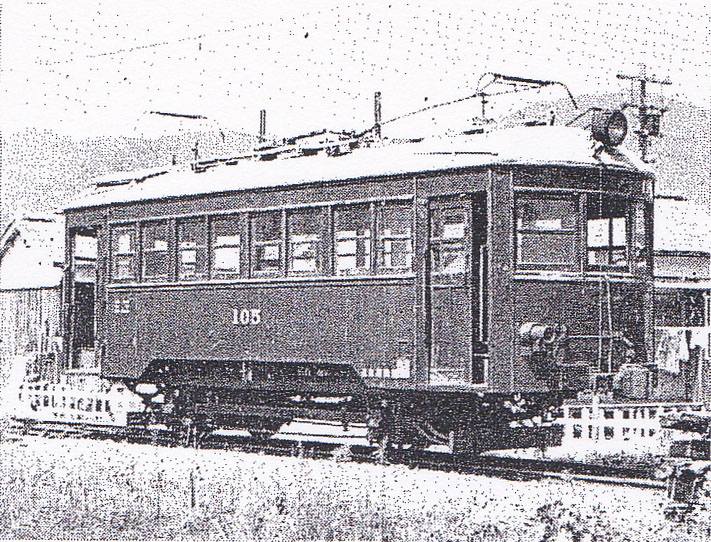
モ100形 （旧谷汲デロ1形）
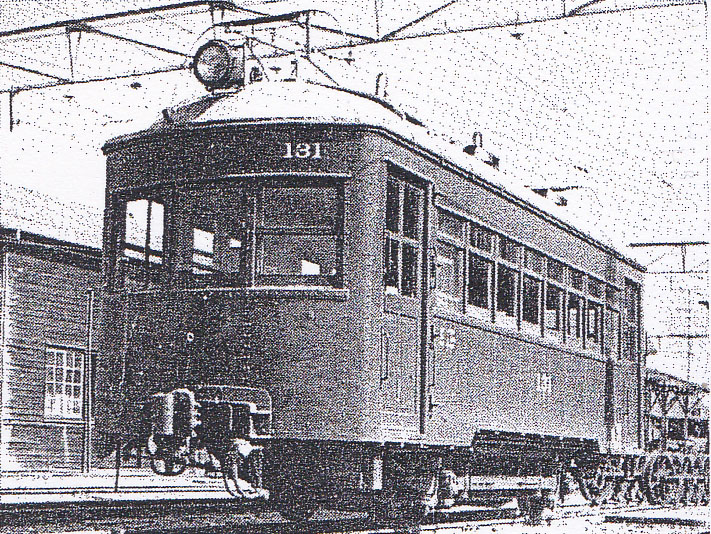
モ130形 （旧谷汲デロ7形）
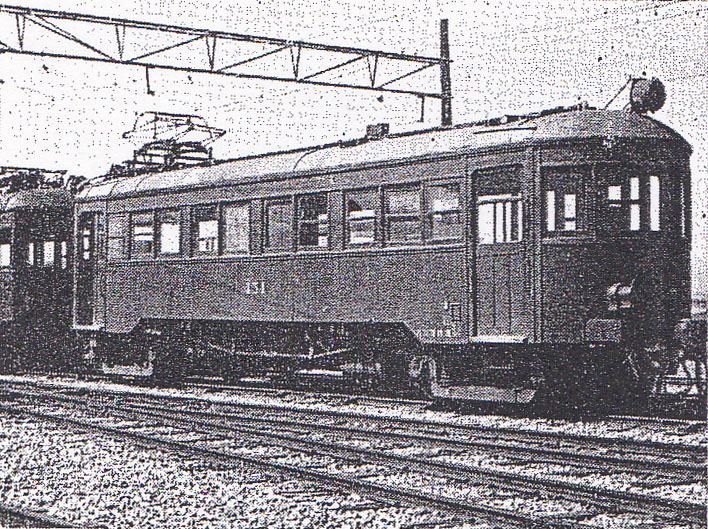
モ450形 （旧各鉄K1-BE形）
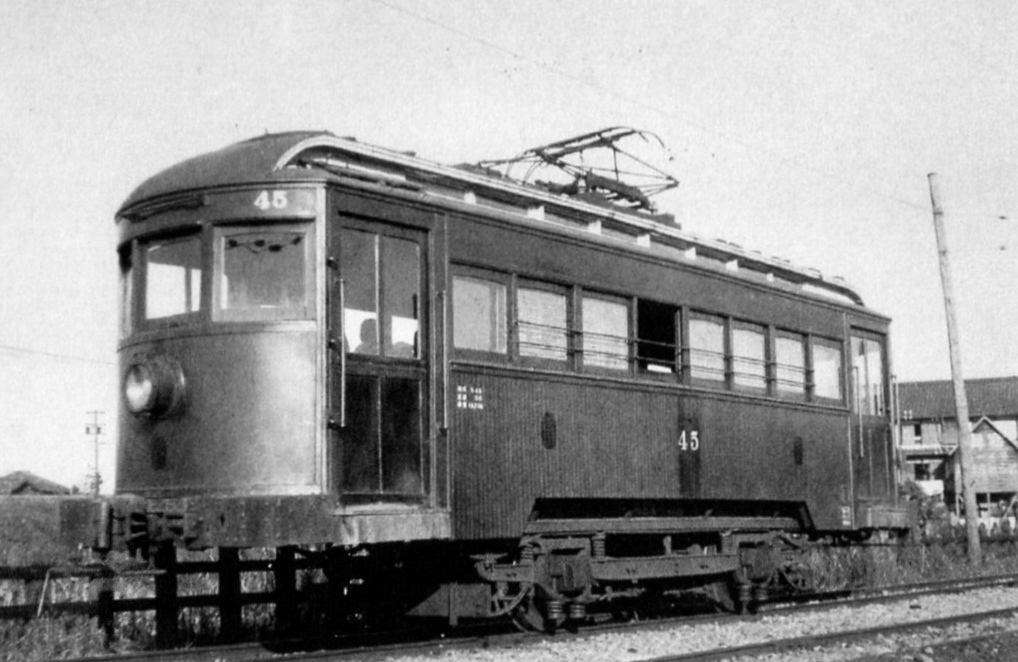
モ45形 （旧東美デ1形）
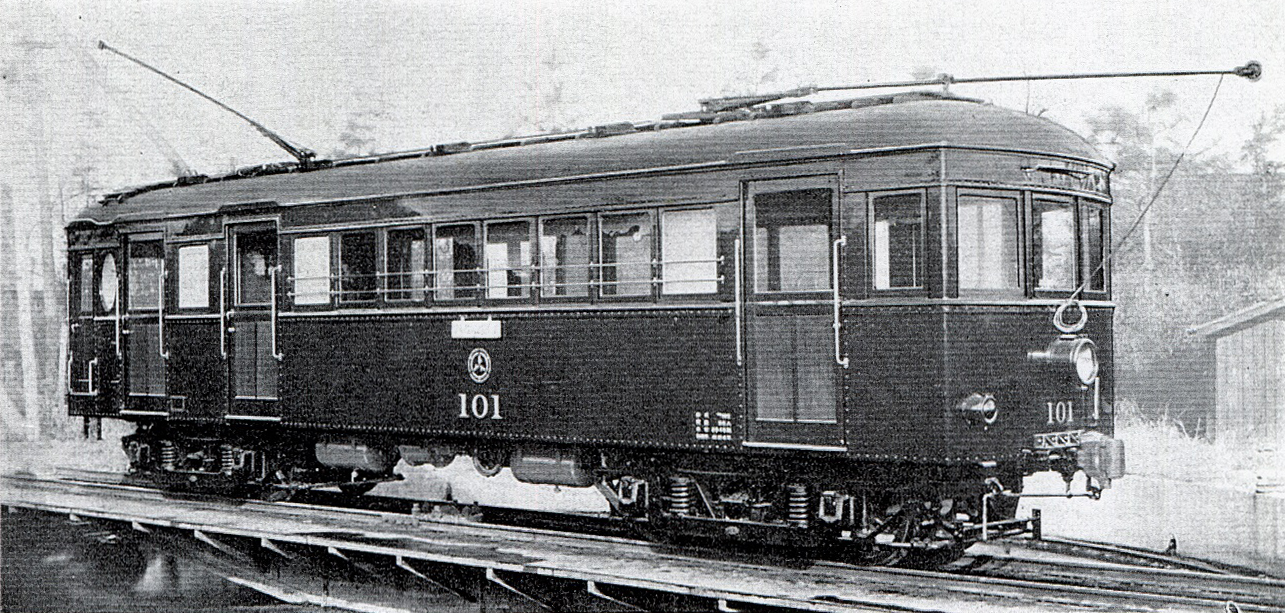
東美デボ100形 （後のモニ300形→ク2190形）
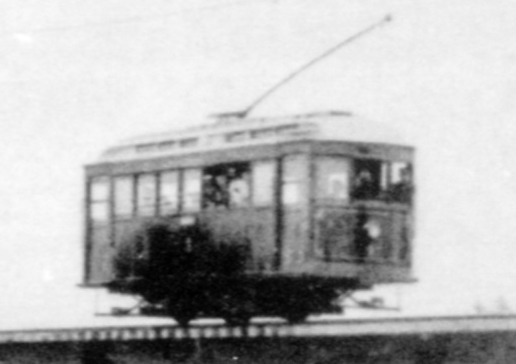
竹鼻デ1形 （後のデ1形）
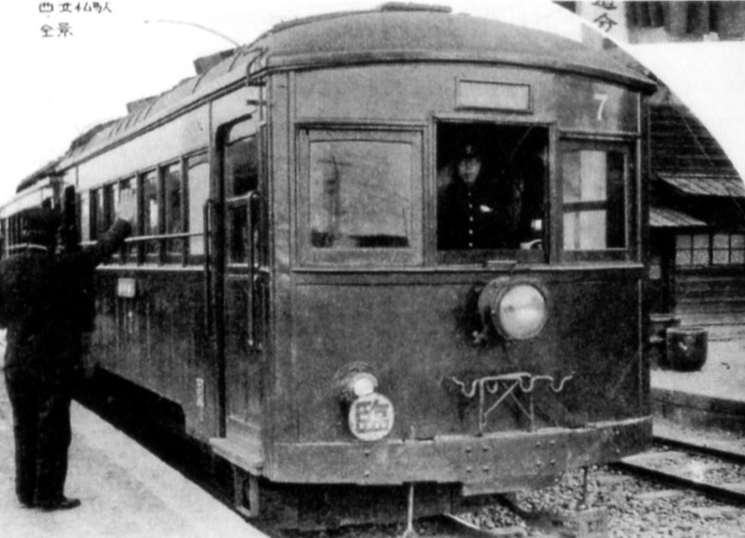
竹鼻デ5形 （後のモ80形）
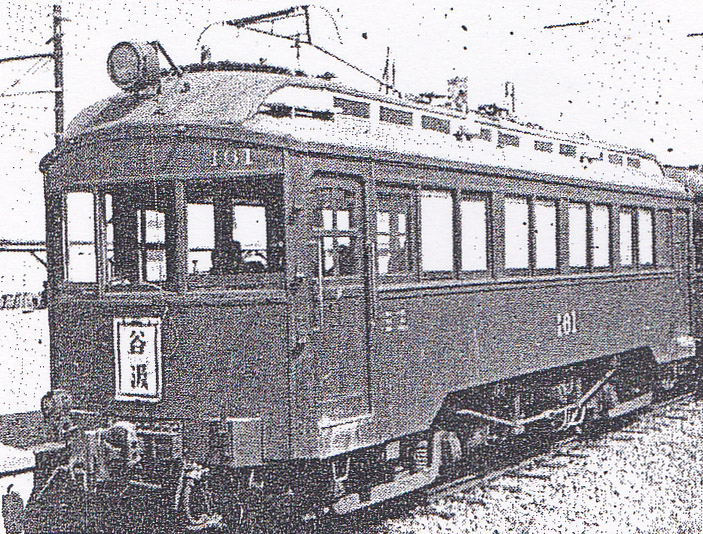
モ160形 （旧尾西デボ100形）
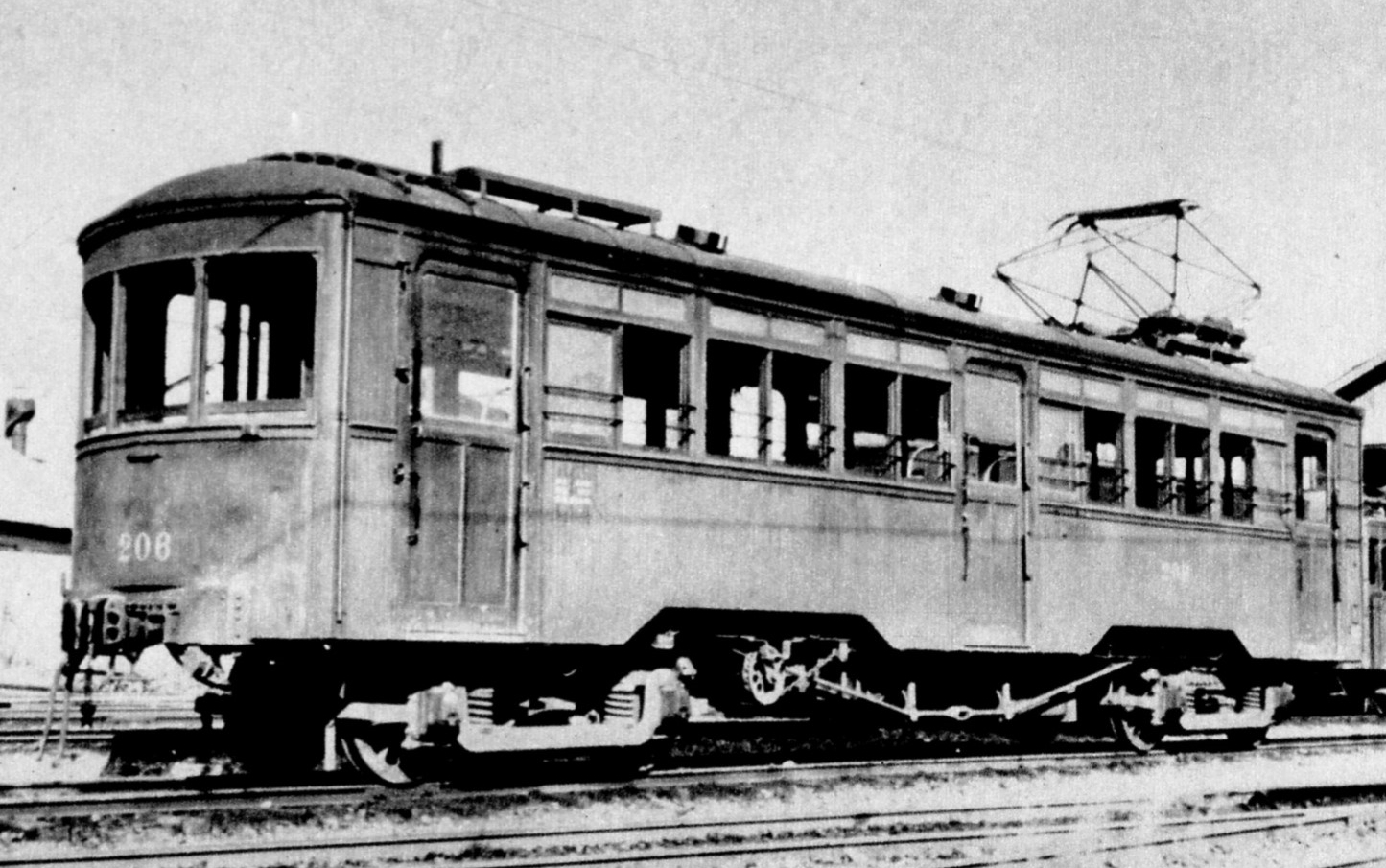
デボ200形 （旧尾西デボ200形）
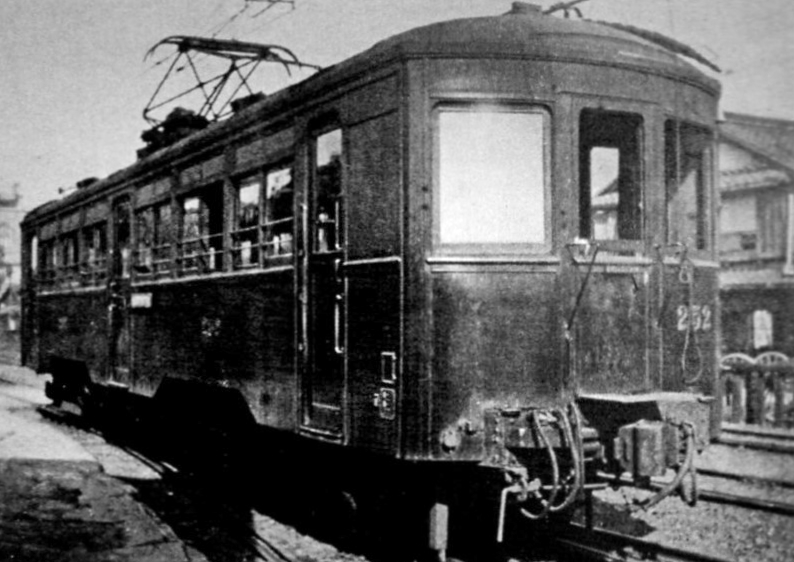
デボ250形 （旧尾西デボ200形）
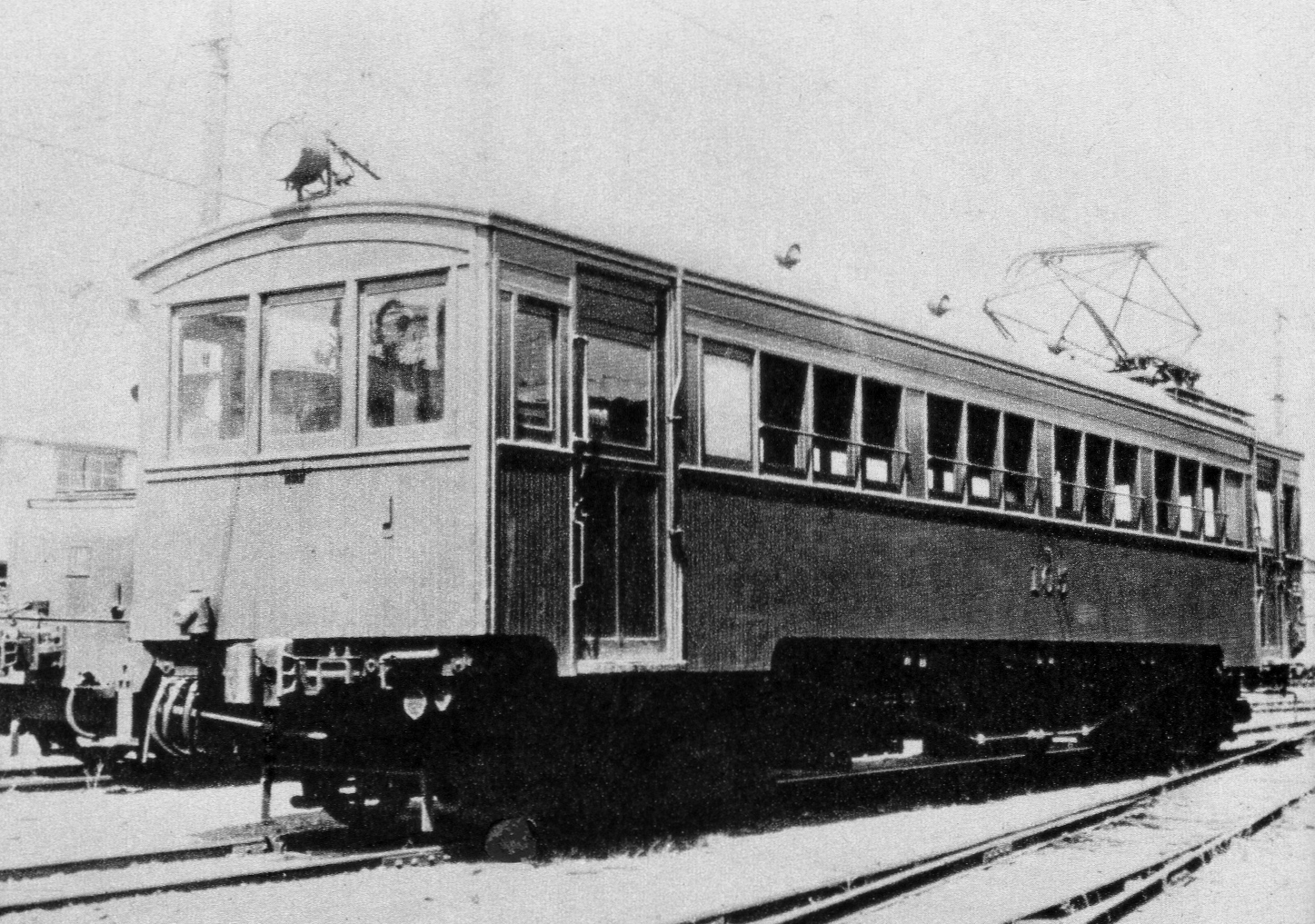
三鉄デ100形 （後のモ1080形）
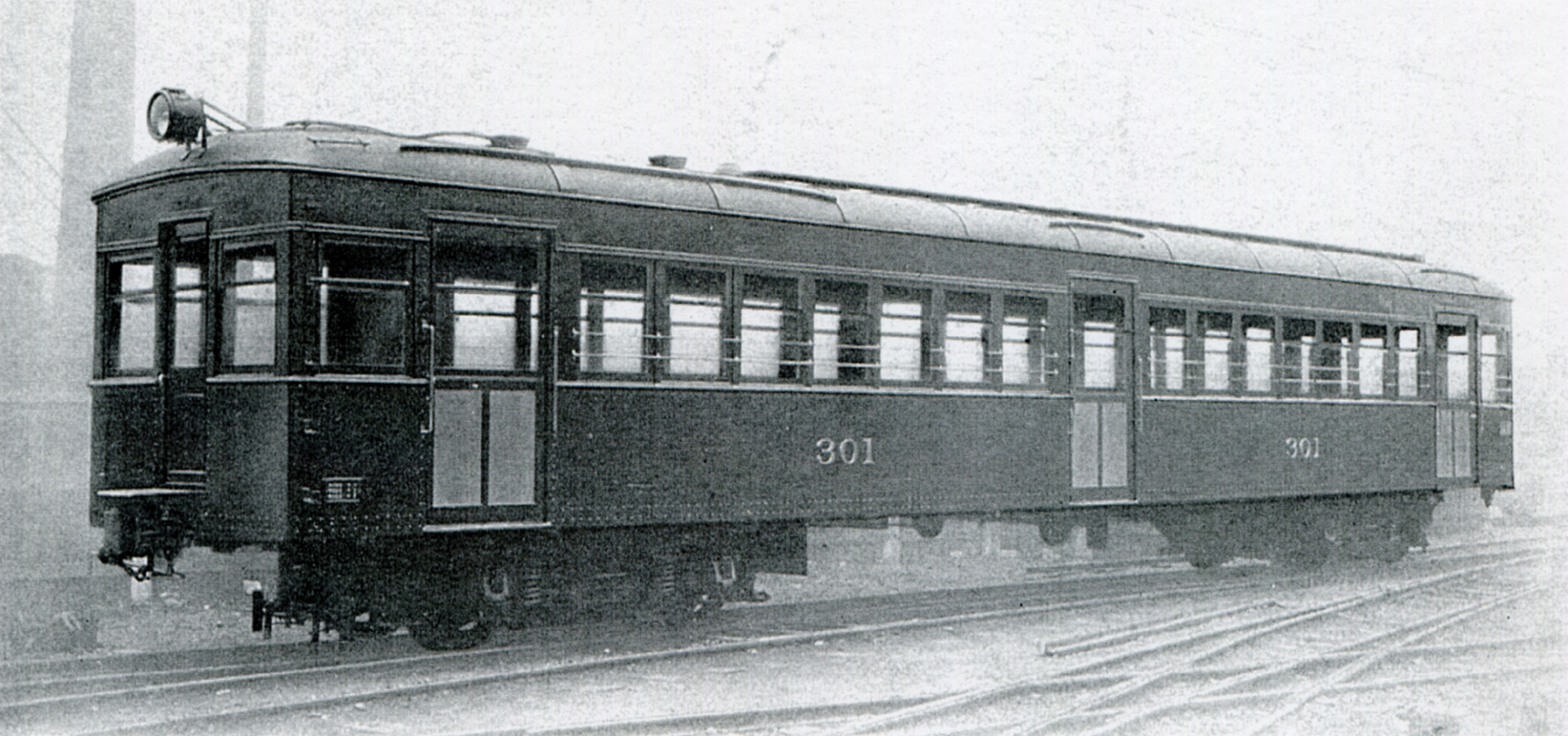
三鉄デ300形 （後のモ3000形）
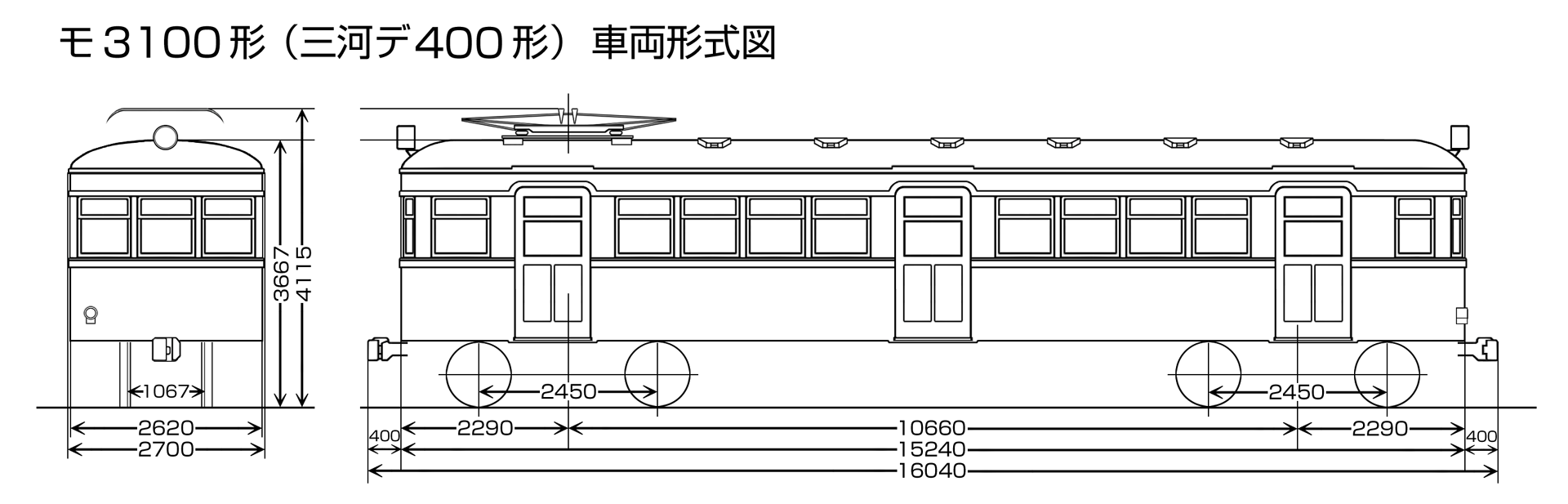
モ3100形 （旧三鉄デ400形）
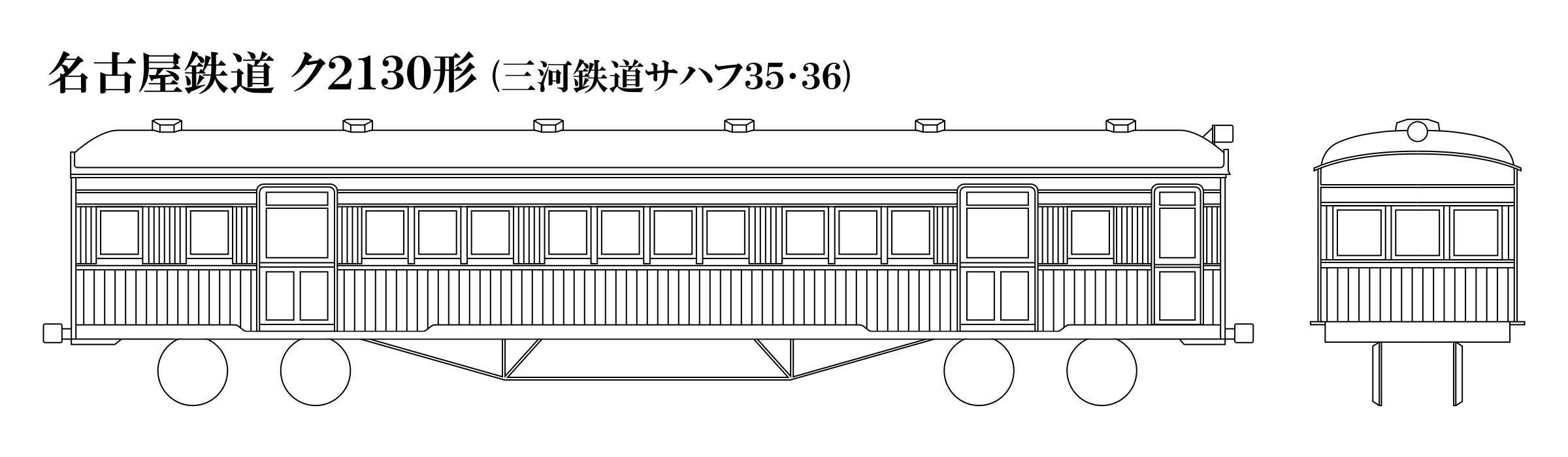
ク2130形 （旧三鉄サハフ35・36号）
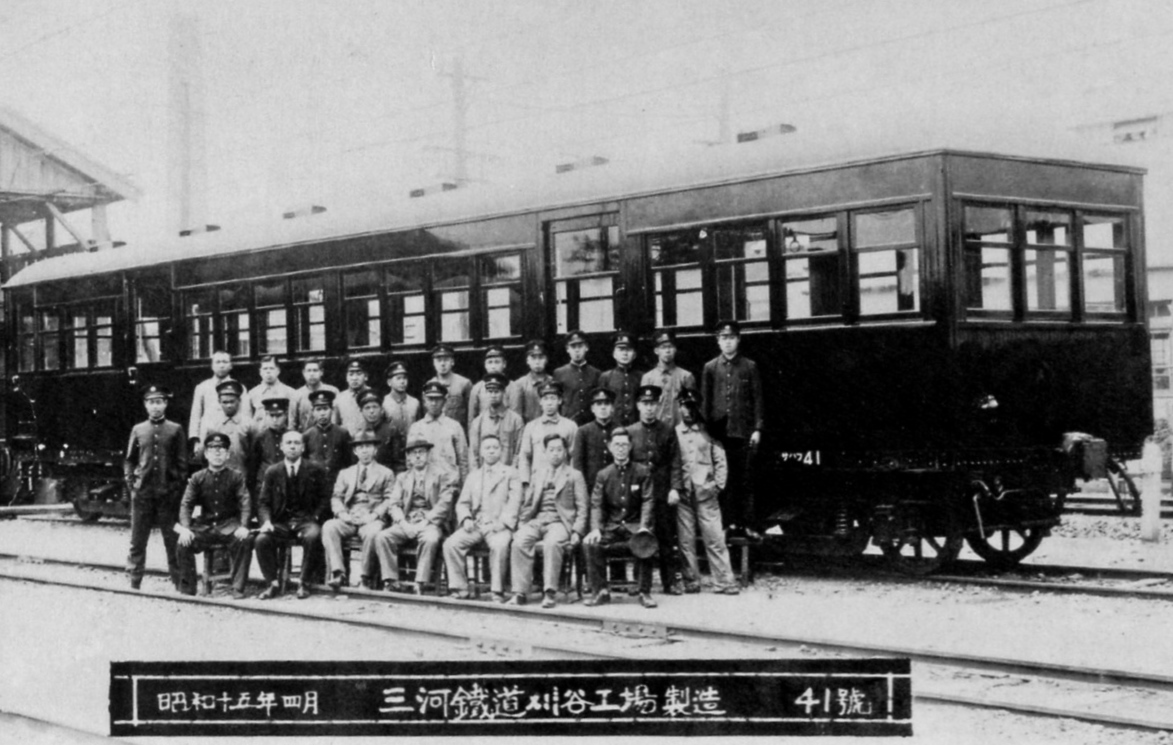
三鉄サハフ41号 （後のク2140形）
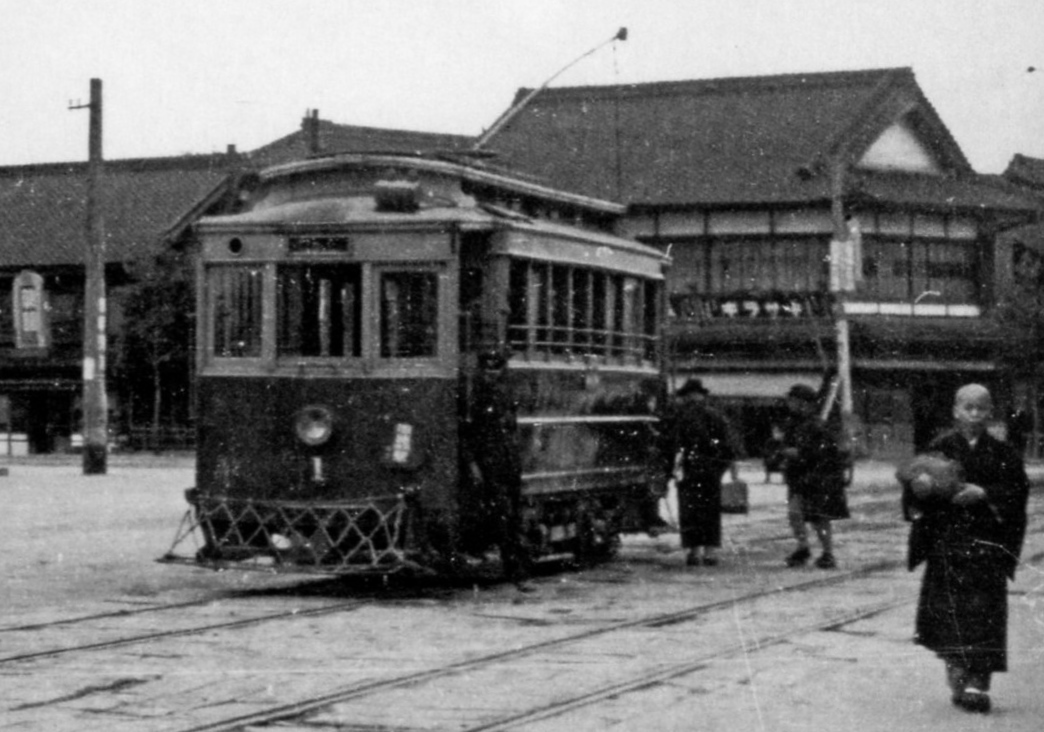
三鉄1号 （後のモ45形）
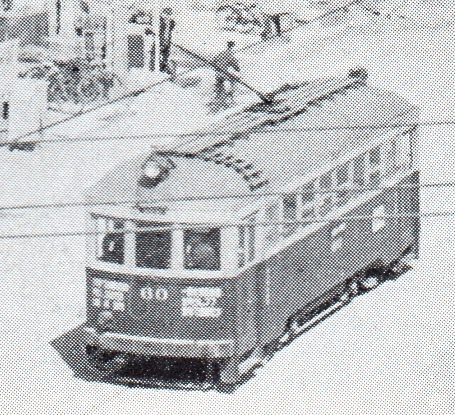
モ50形（2代） （旧50号）
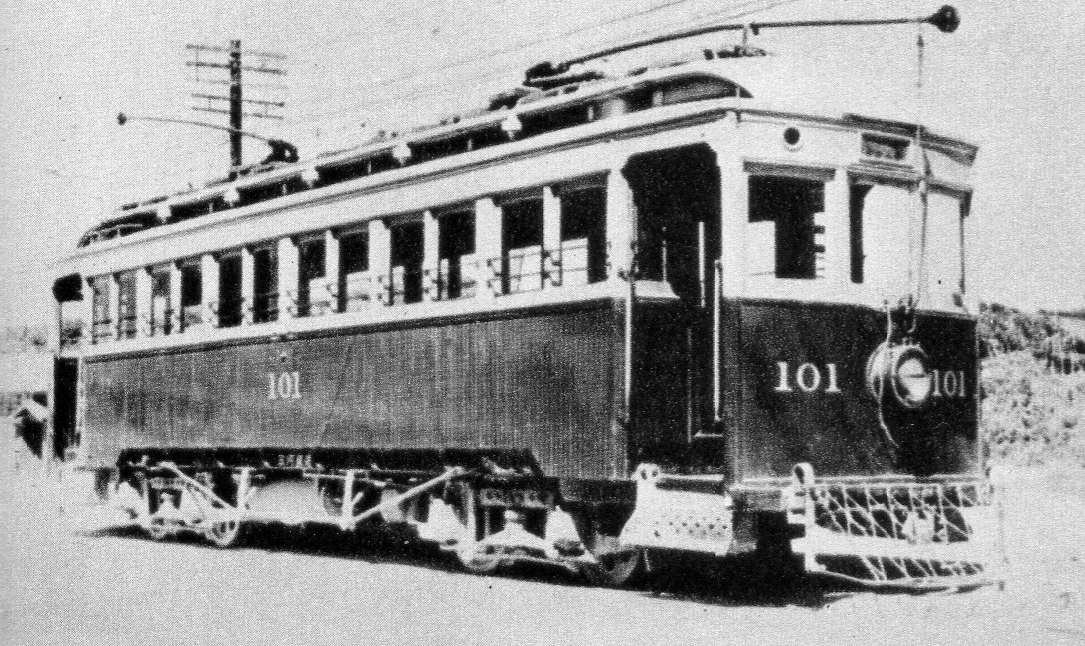
三鉄100形 （後のモ530形）
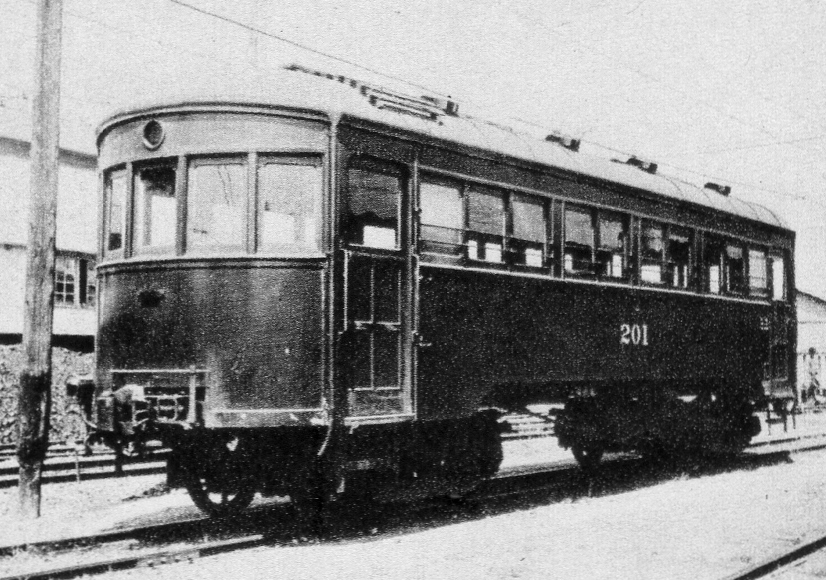
三鉄サハフ45号 （後のサ2110形）
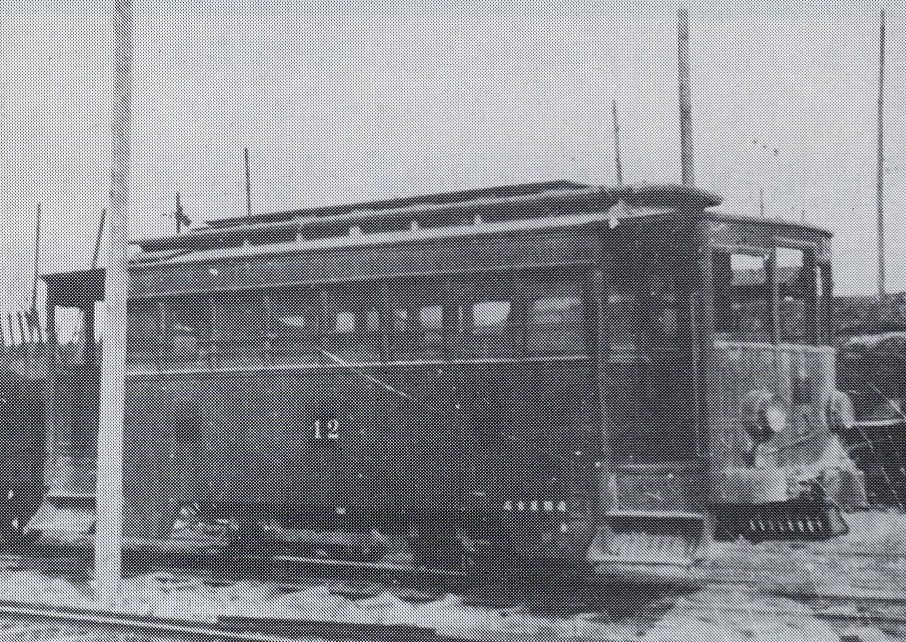
モ10形 （旧瀬戸電テ1形）
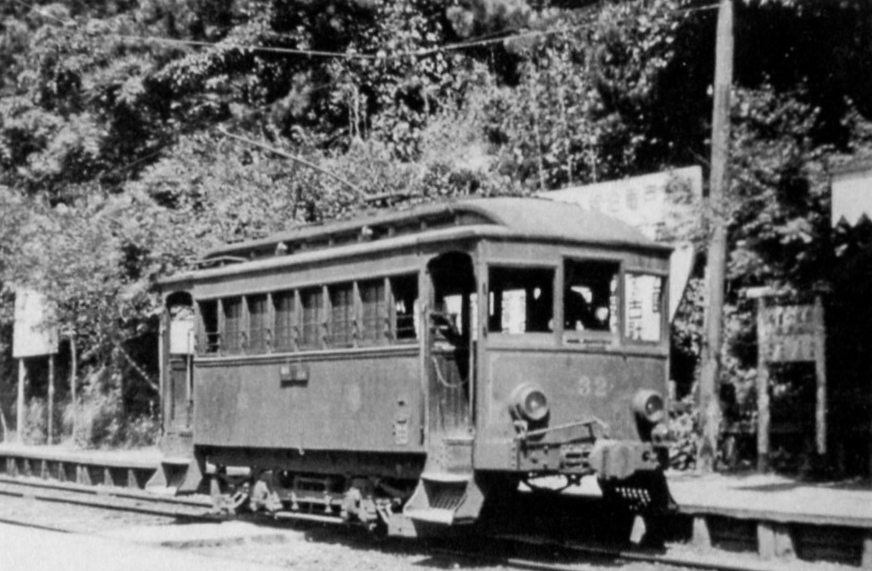
瀬戸電テ1形32 （後のモ30形）
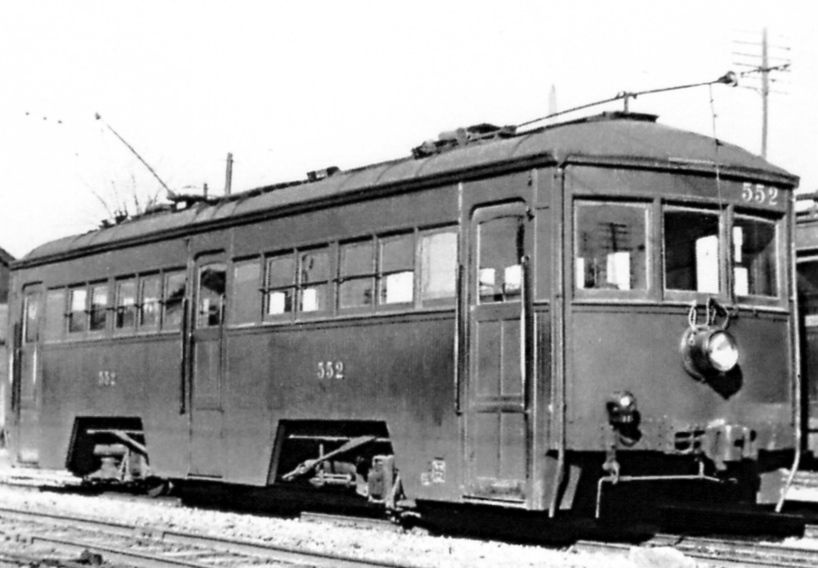
モ550形 （旧瀬戸電ホ101形）
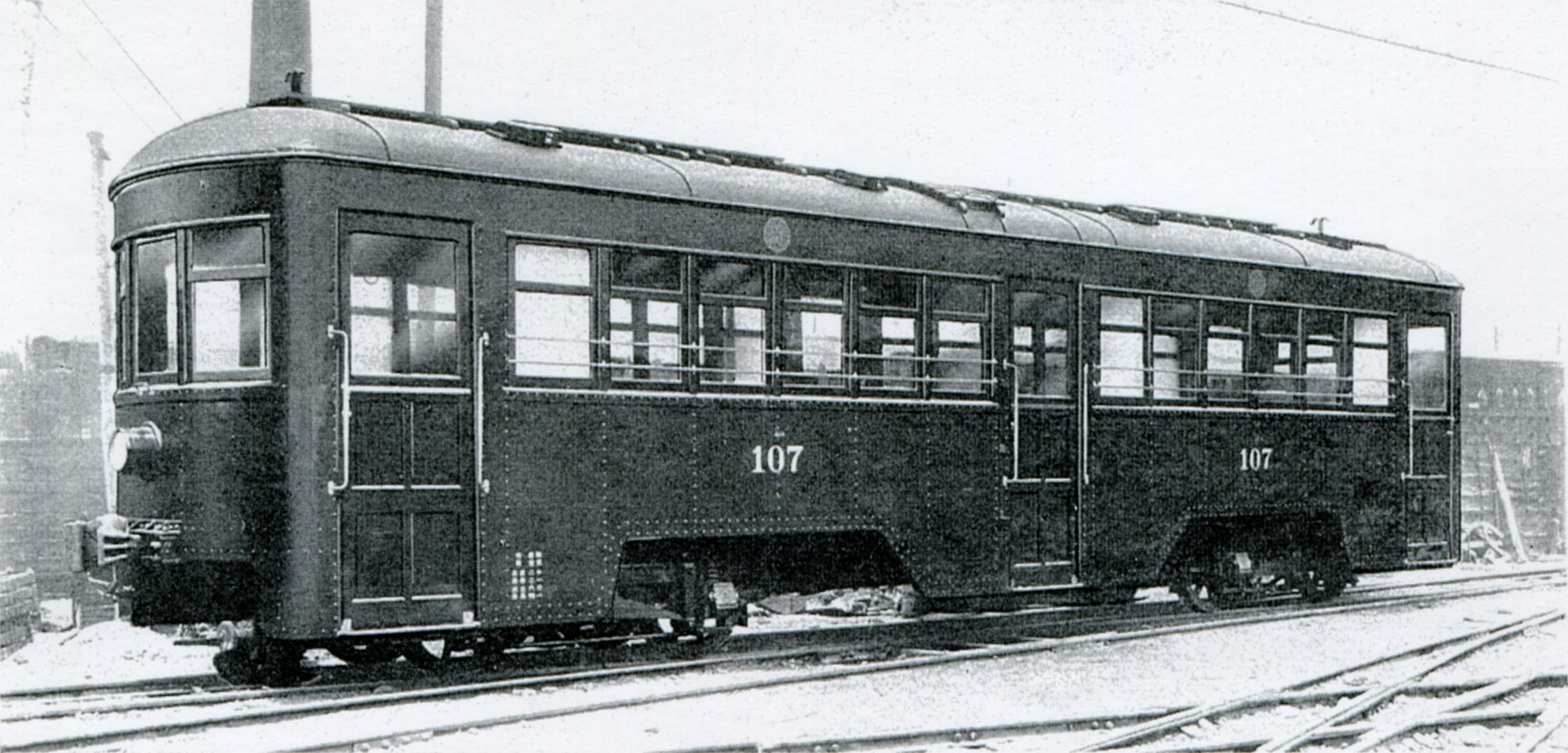
瀬戸電ホ103形 （後のモ560形→モ760形）
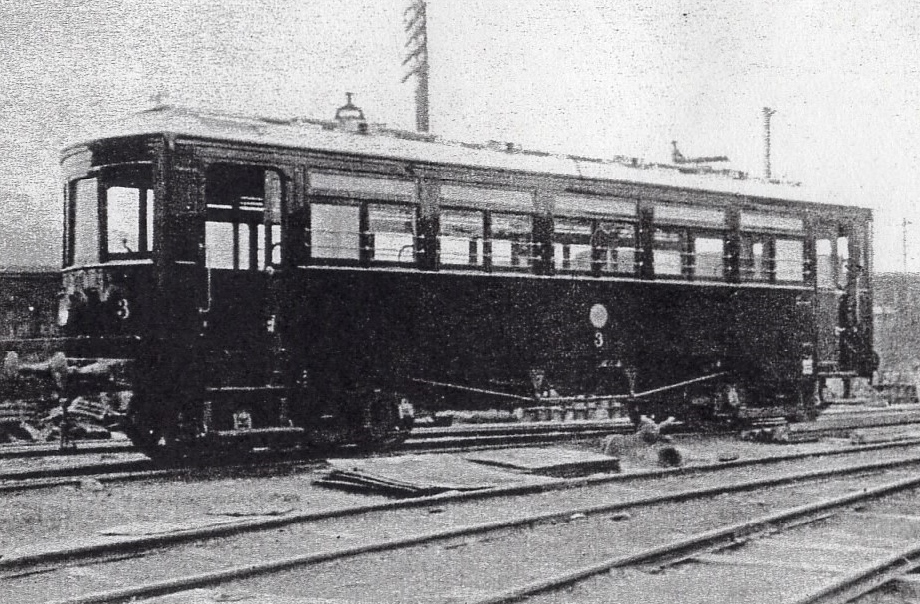
渥美デホハ1形 （後のモ150形）
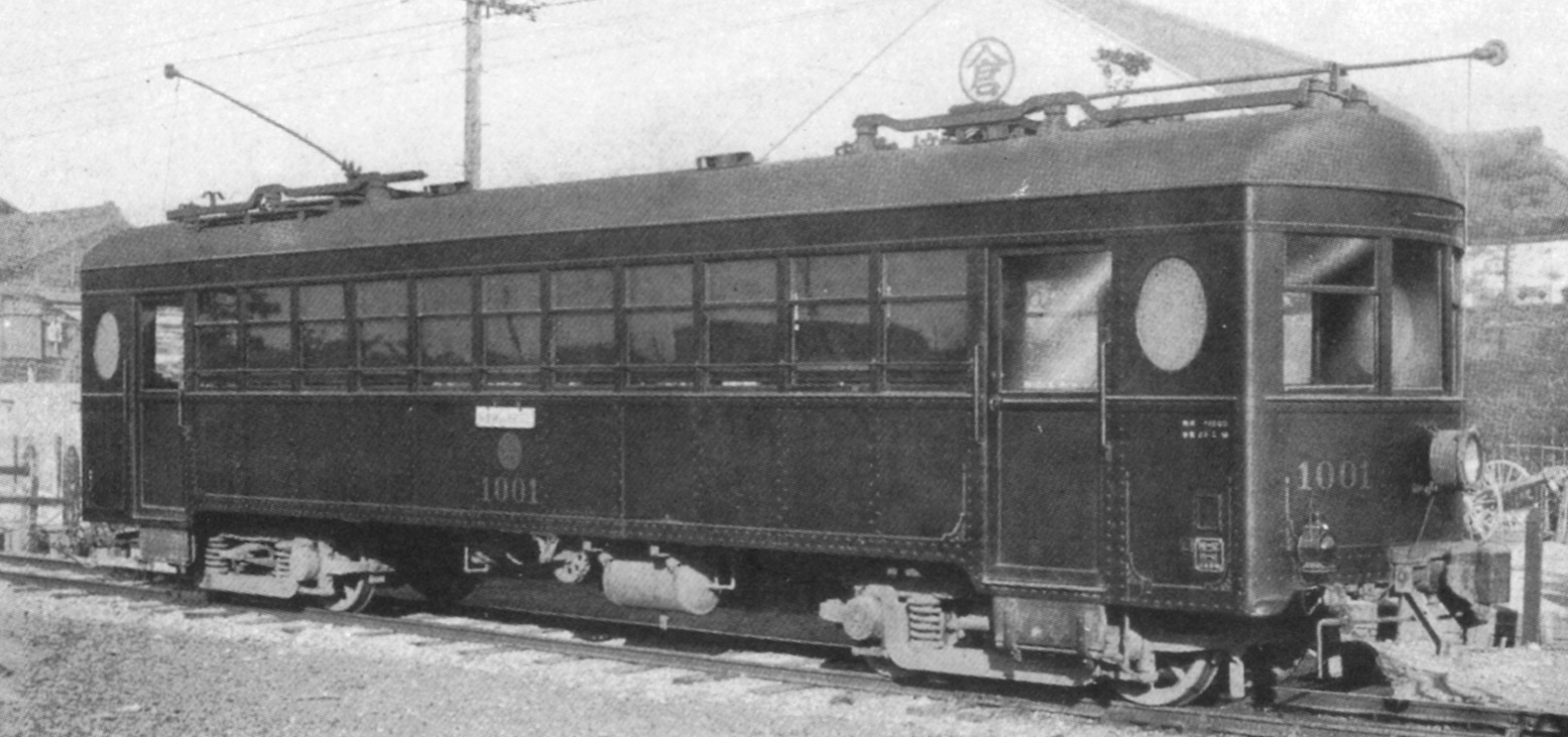
渥美デテハ1000形 （後のモ1050形）
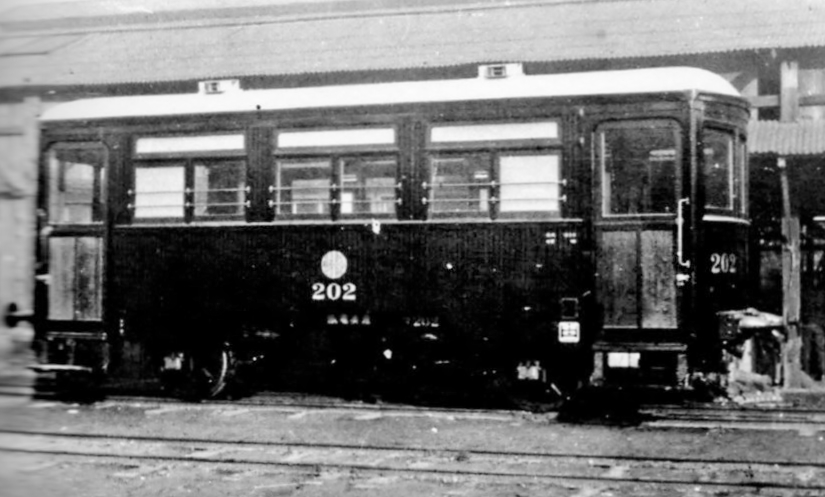
渥美フ200形 （後のサ30形）

#### 気動車
名岐鉄道

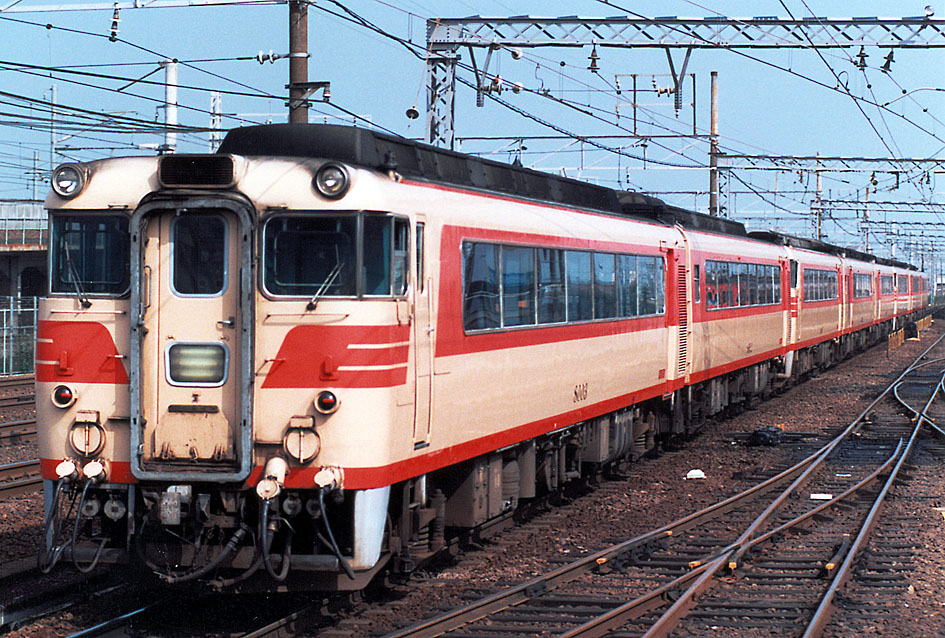
キボ50形 → キハ100形・サ2060形 → ク2060形
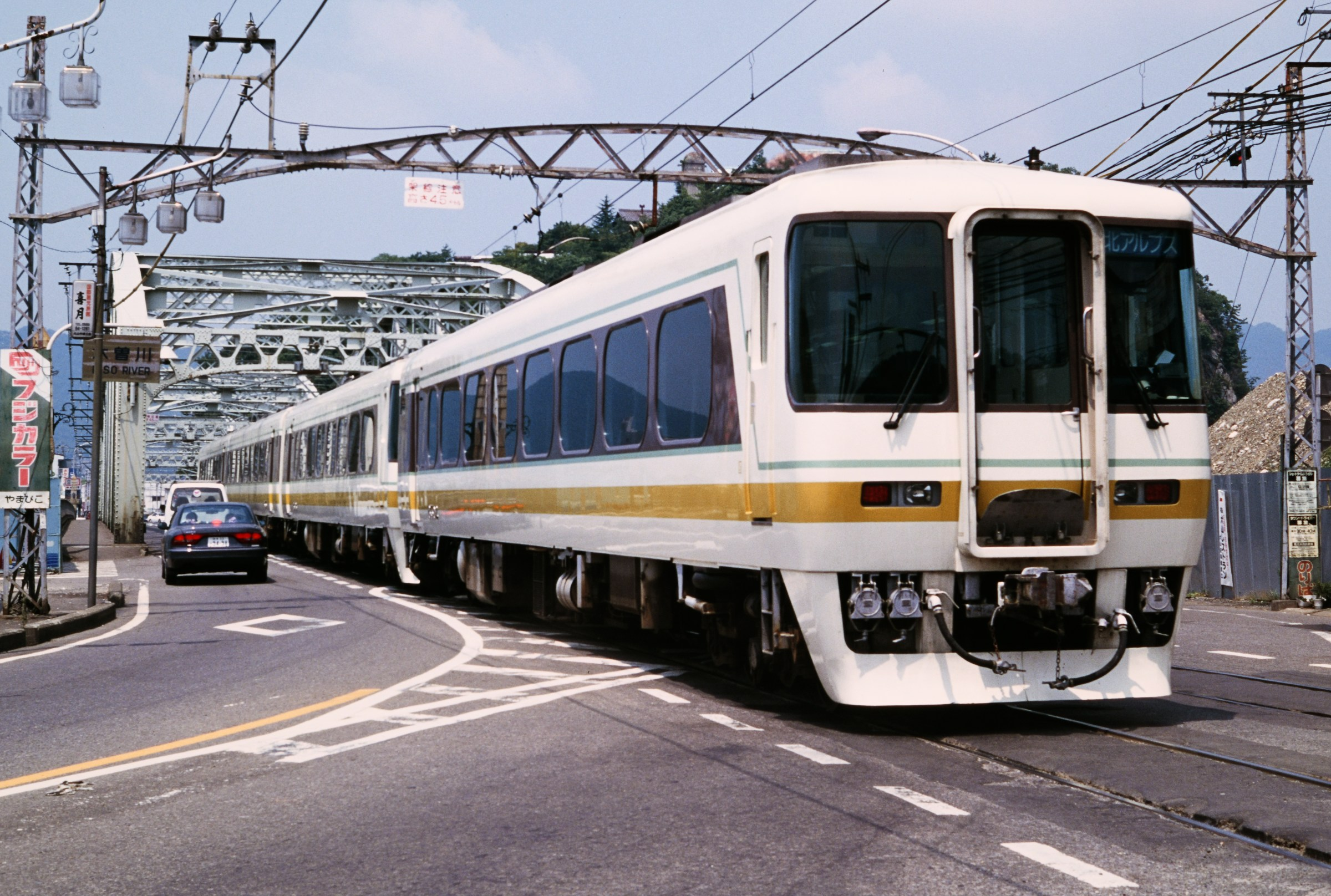
キハ8500系
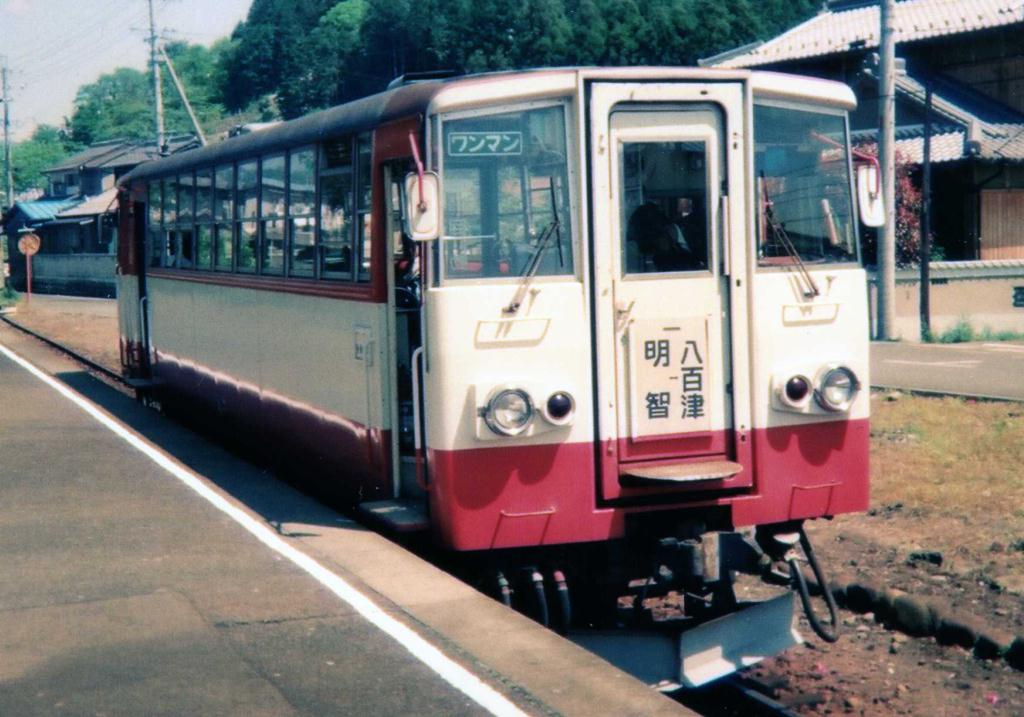
キハ10形
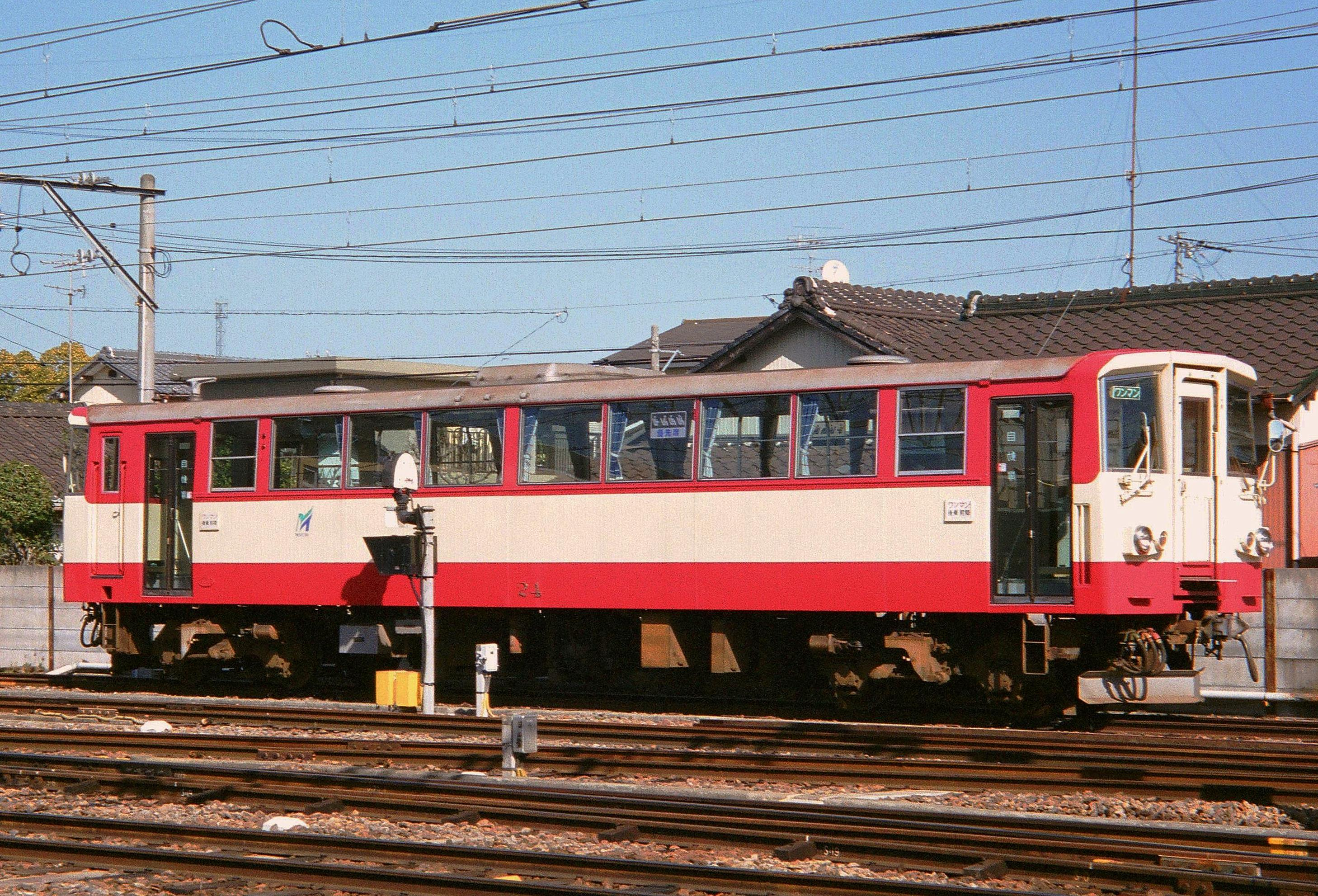
キハ20形
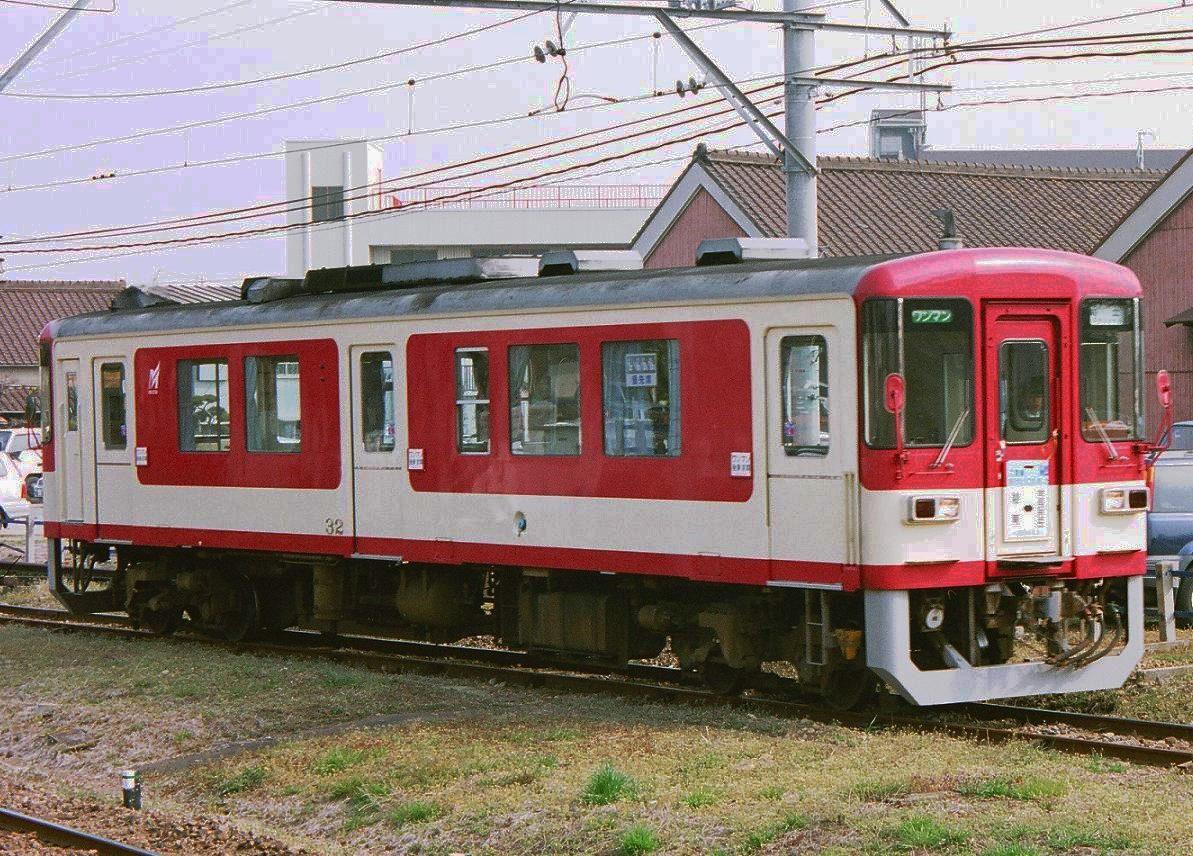
キハ30形

三河鉄道
- キ10形 → キハ150形 → サ2280形
- キ50形 → キハ200形 → ク2290形
- キ80形 → キハ250形 → ク2220形

瀬戸電気鉄道
- キハ300形 → サ2200形 → ク2200形

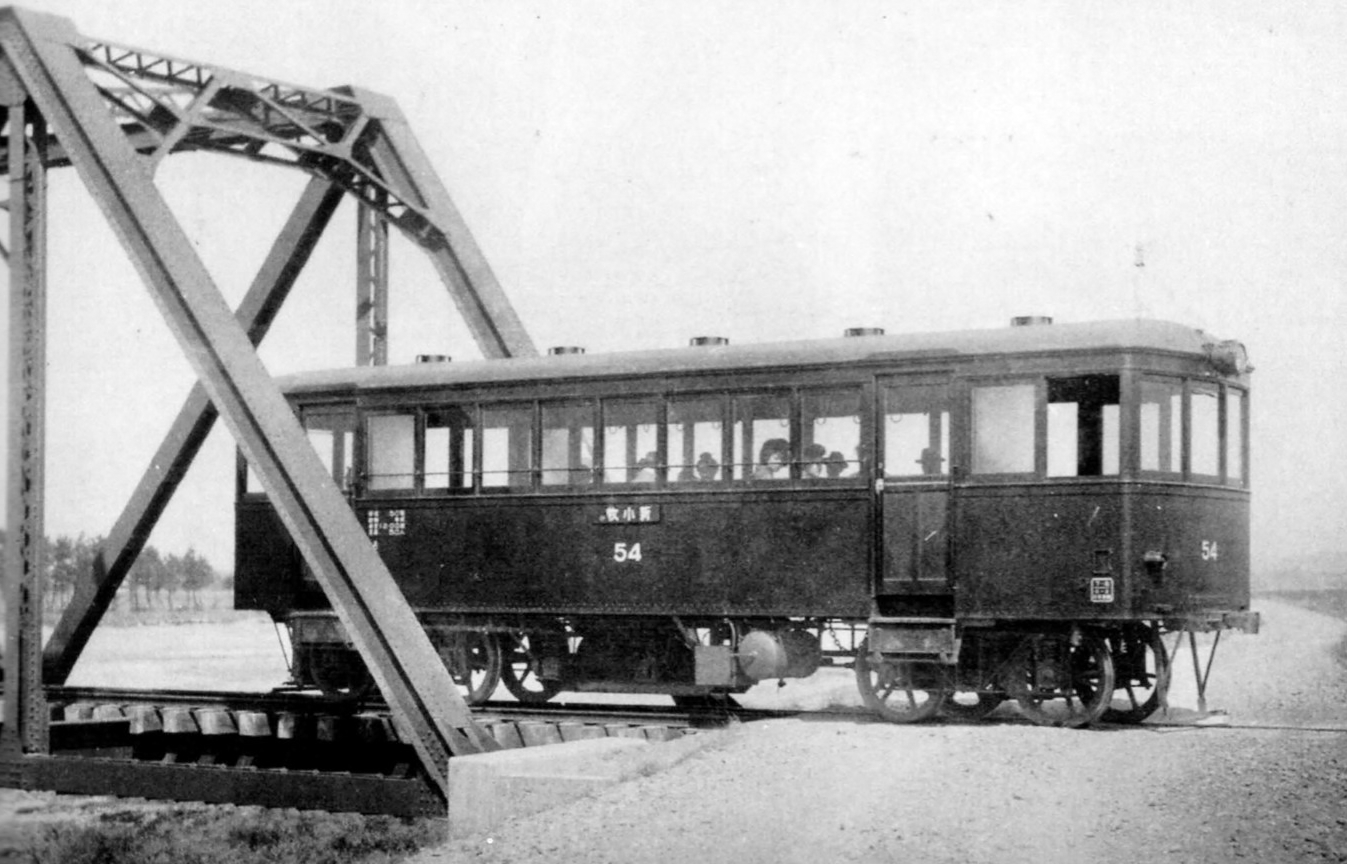
名岐キボ50形 （後のク2060形）
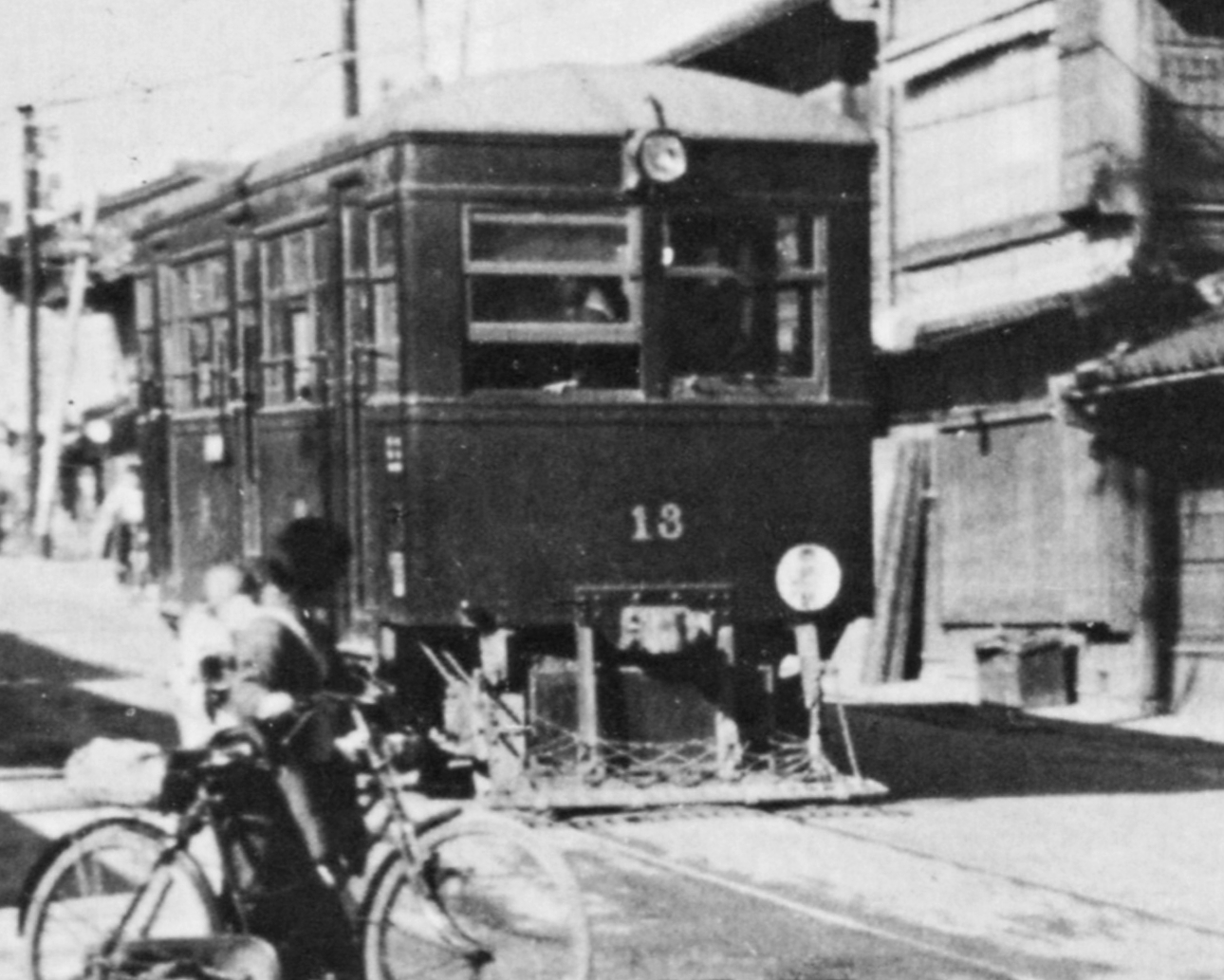
三鉄キ10形 （後のサ2280形）
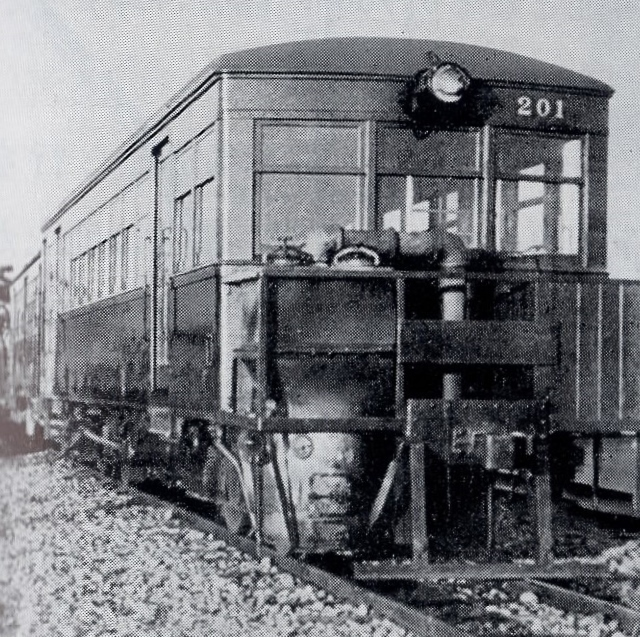
キハ200形 （旧三鉄キ50形）
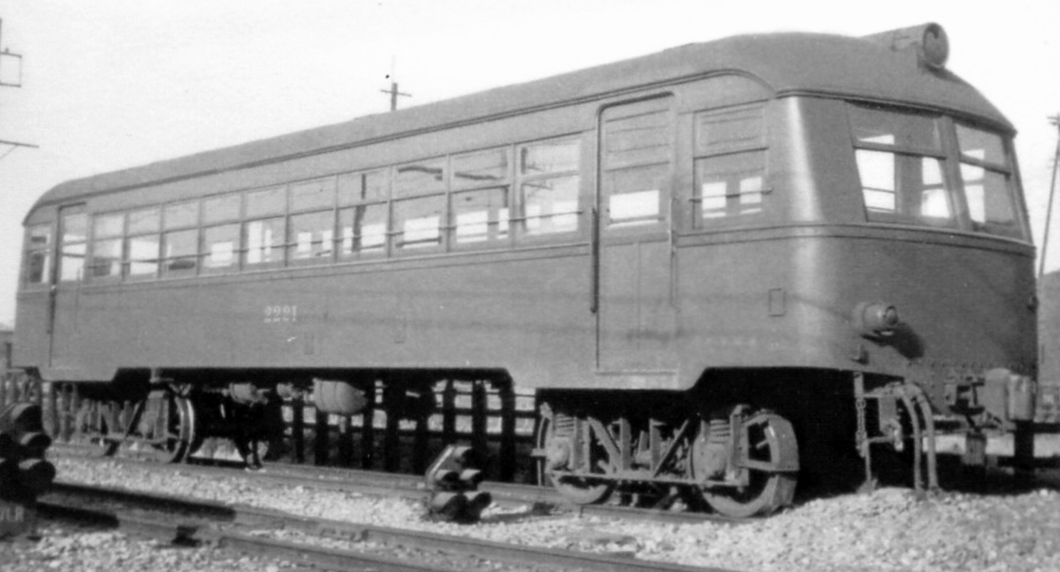
ク2220形 （旧三鉄キ80形）
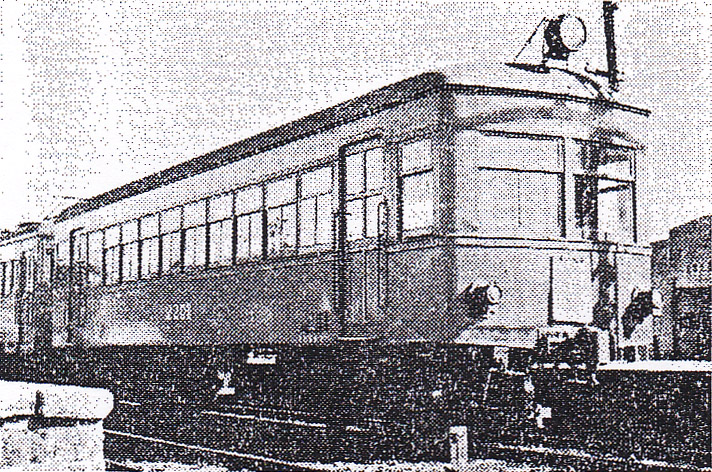
ク2200形 （旧瀬戸電キハ300形）

#### 機関車
電気機関車
名古屋鉄道（初代）・名岐鉄道

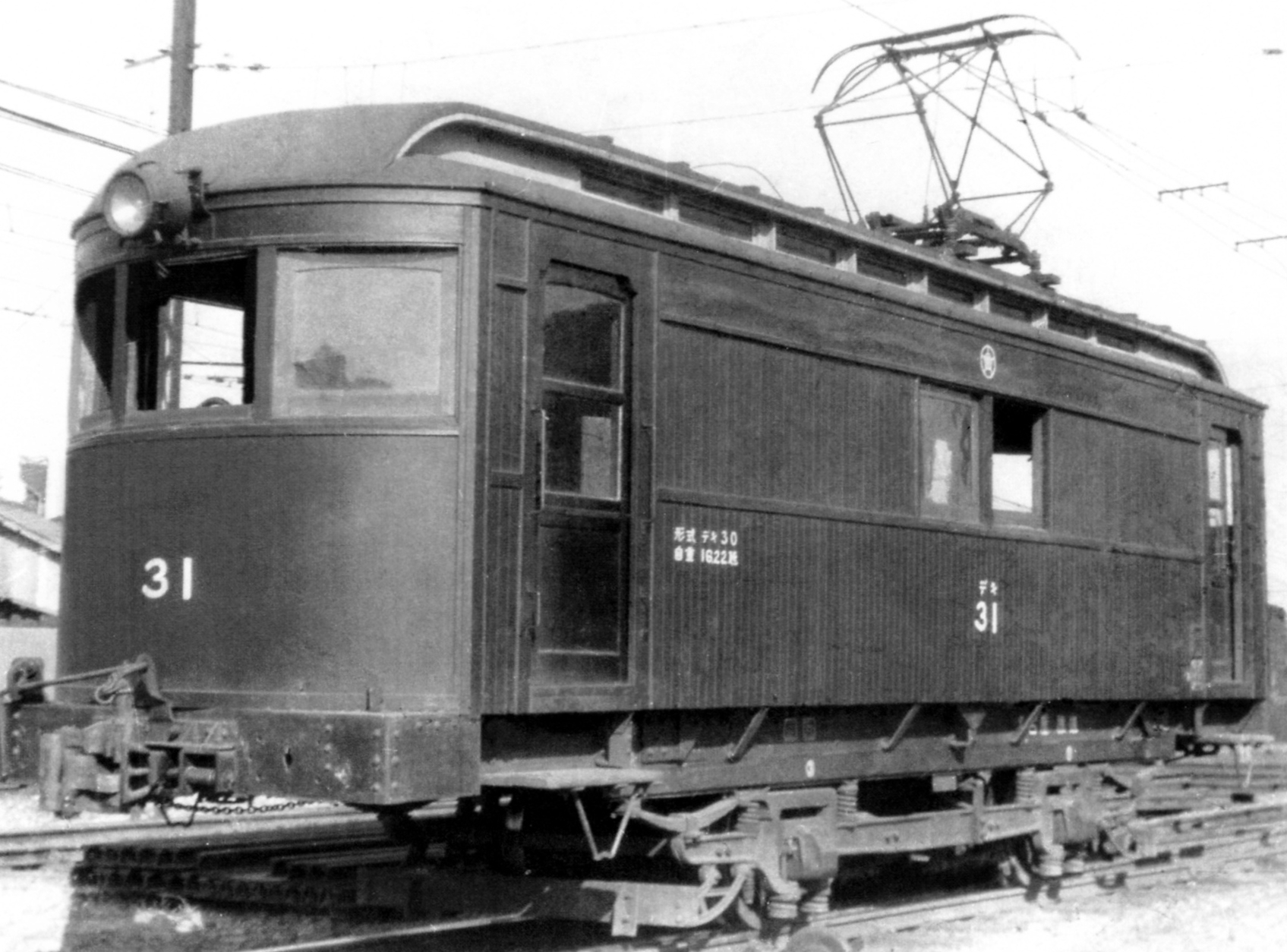
デキ50形 → デキ50形・デキ30形
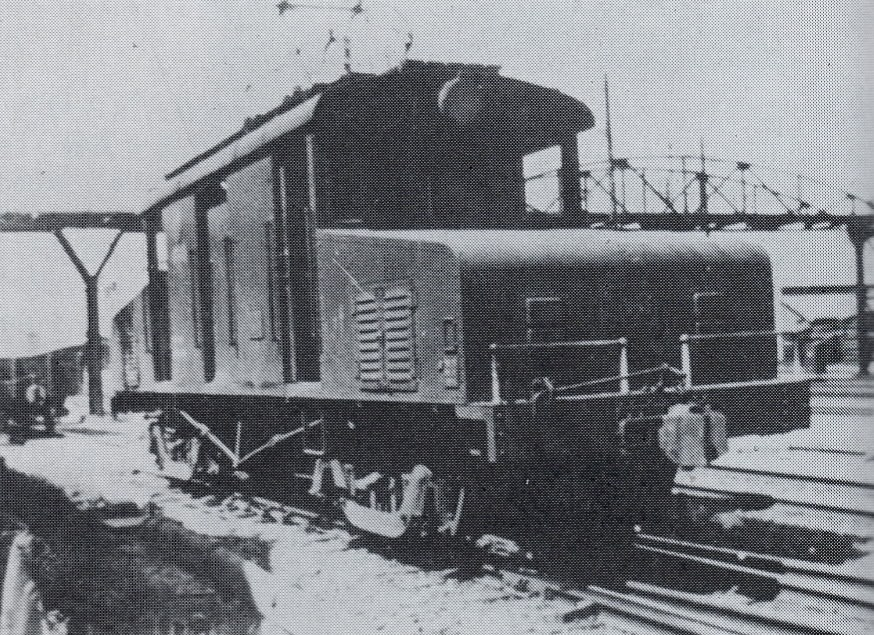
デキ100形
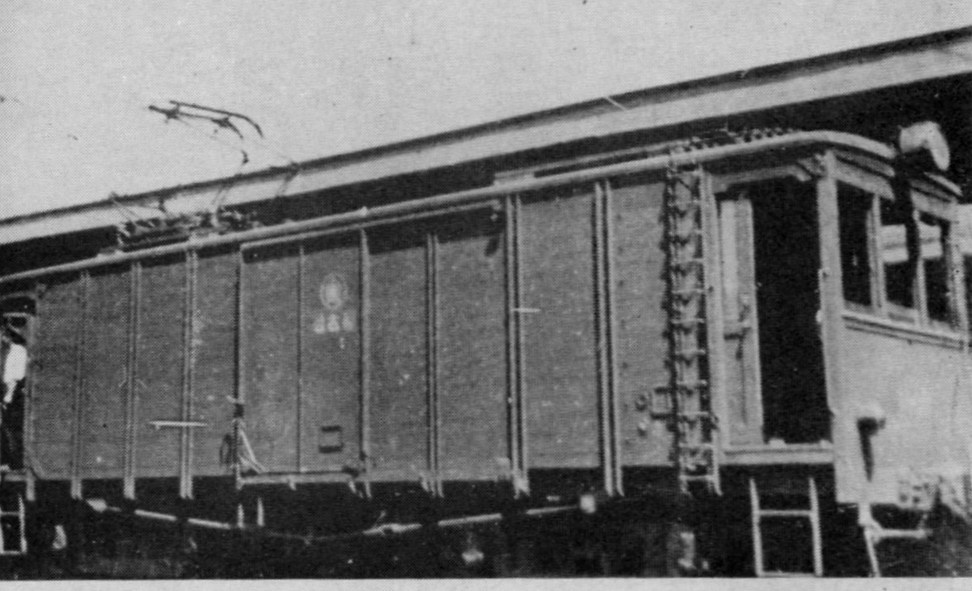
デホワ1500形（電動貨車） → デワ1500形（電動貨車） → デキ1500形
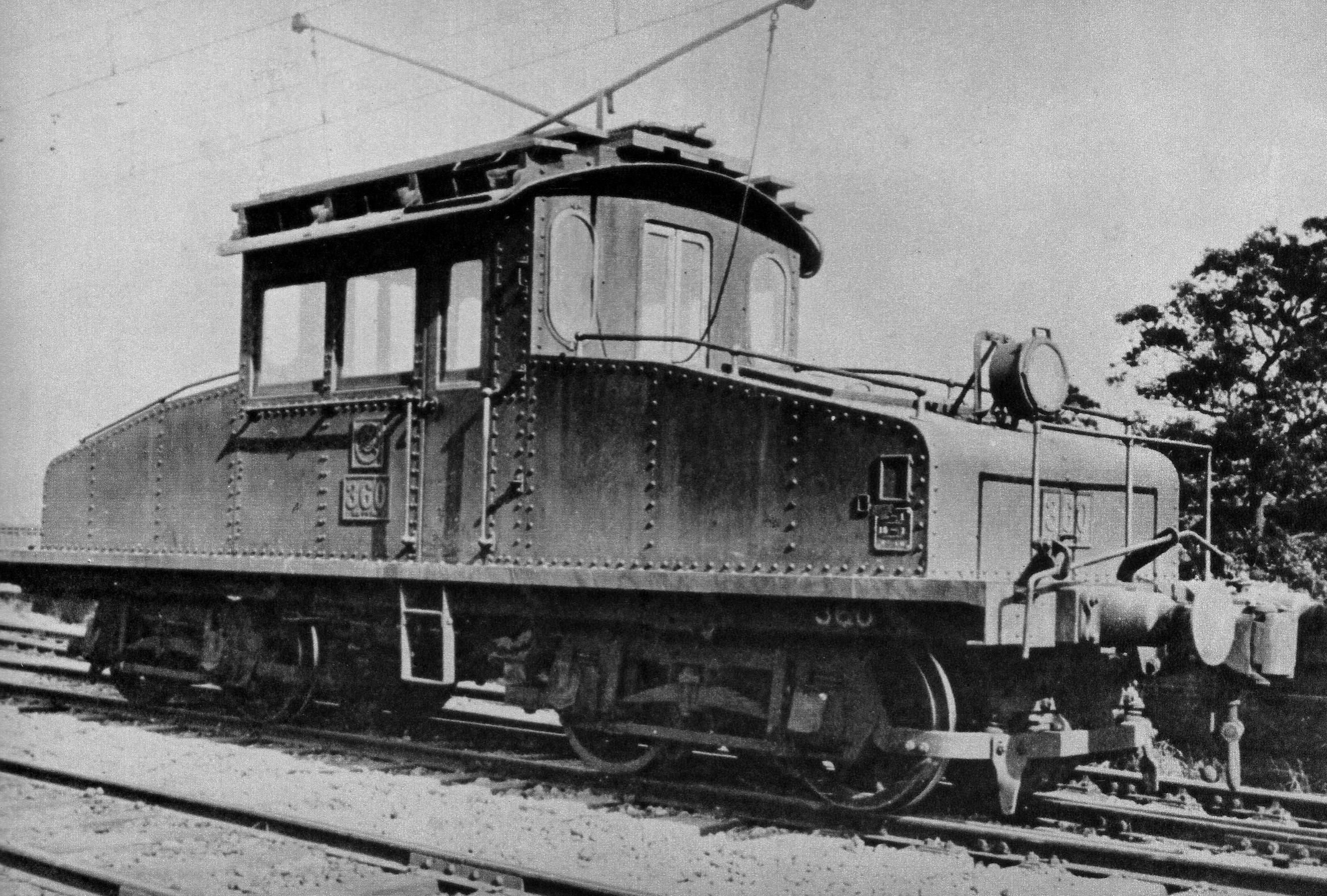
愛電デキ360形 （後のデキ360形）
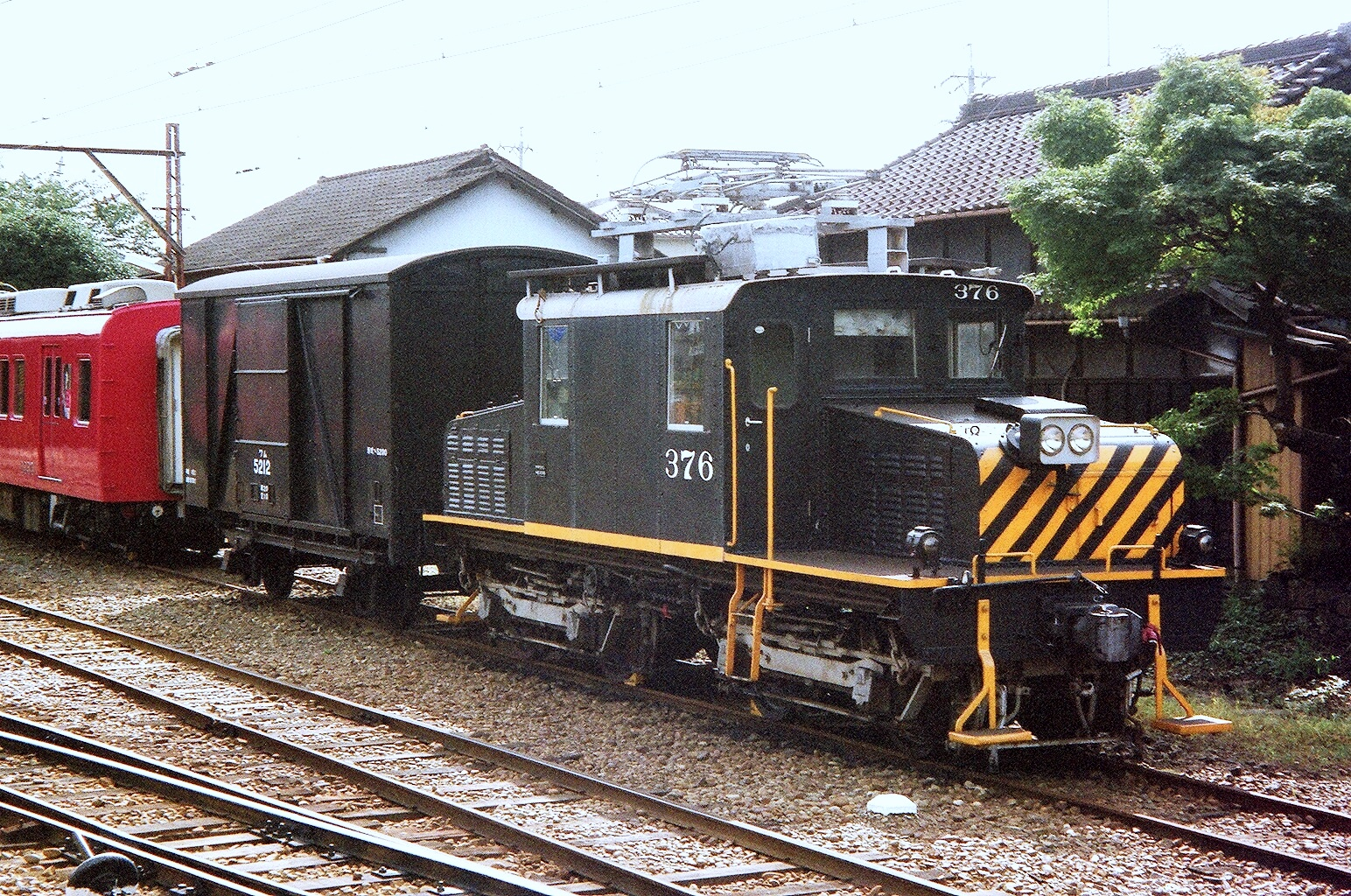
デキ370形
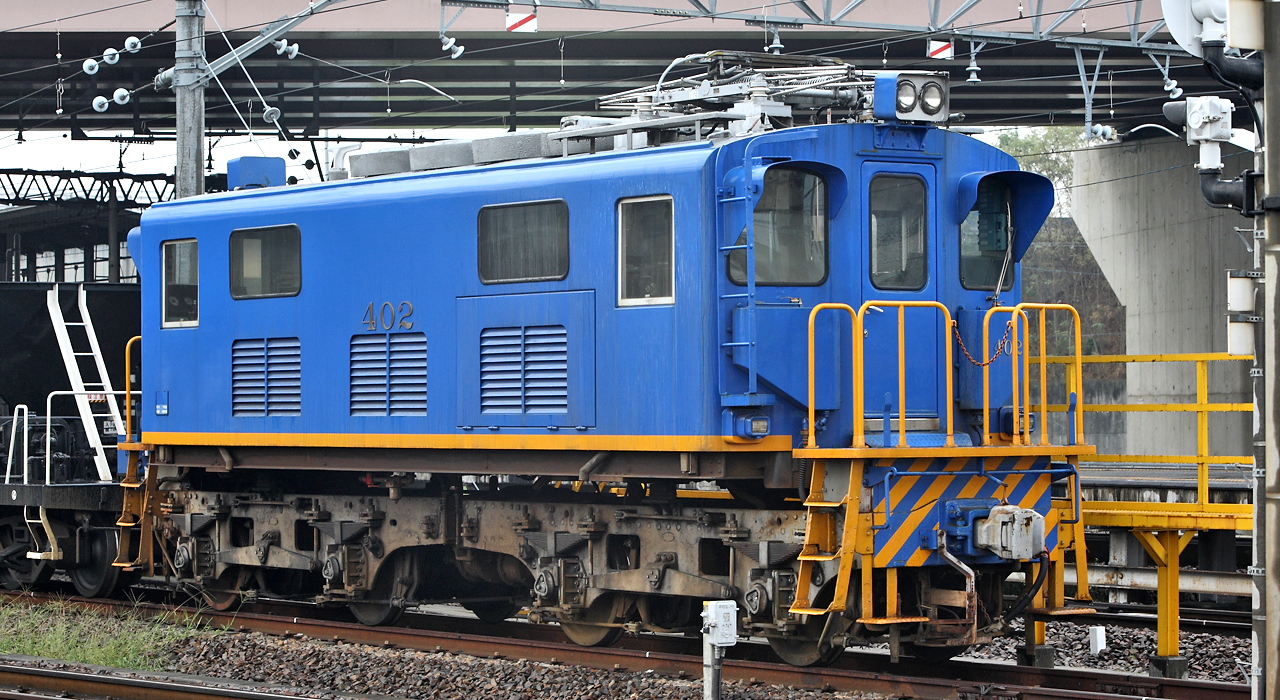
デキ400形
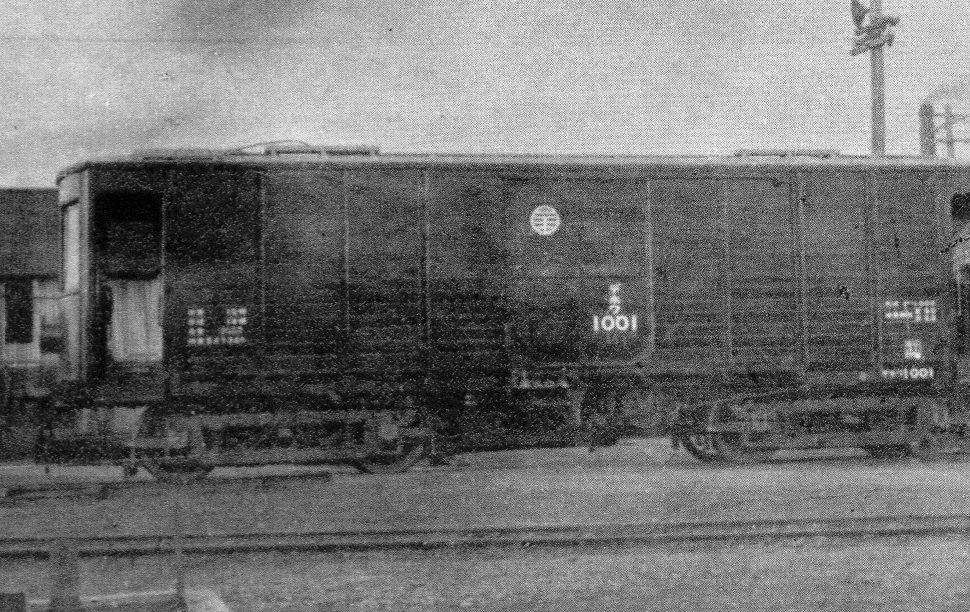
尾西デホワ1000形 （後のデキ1000形）
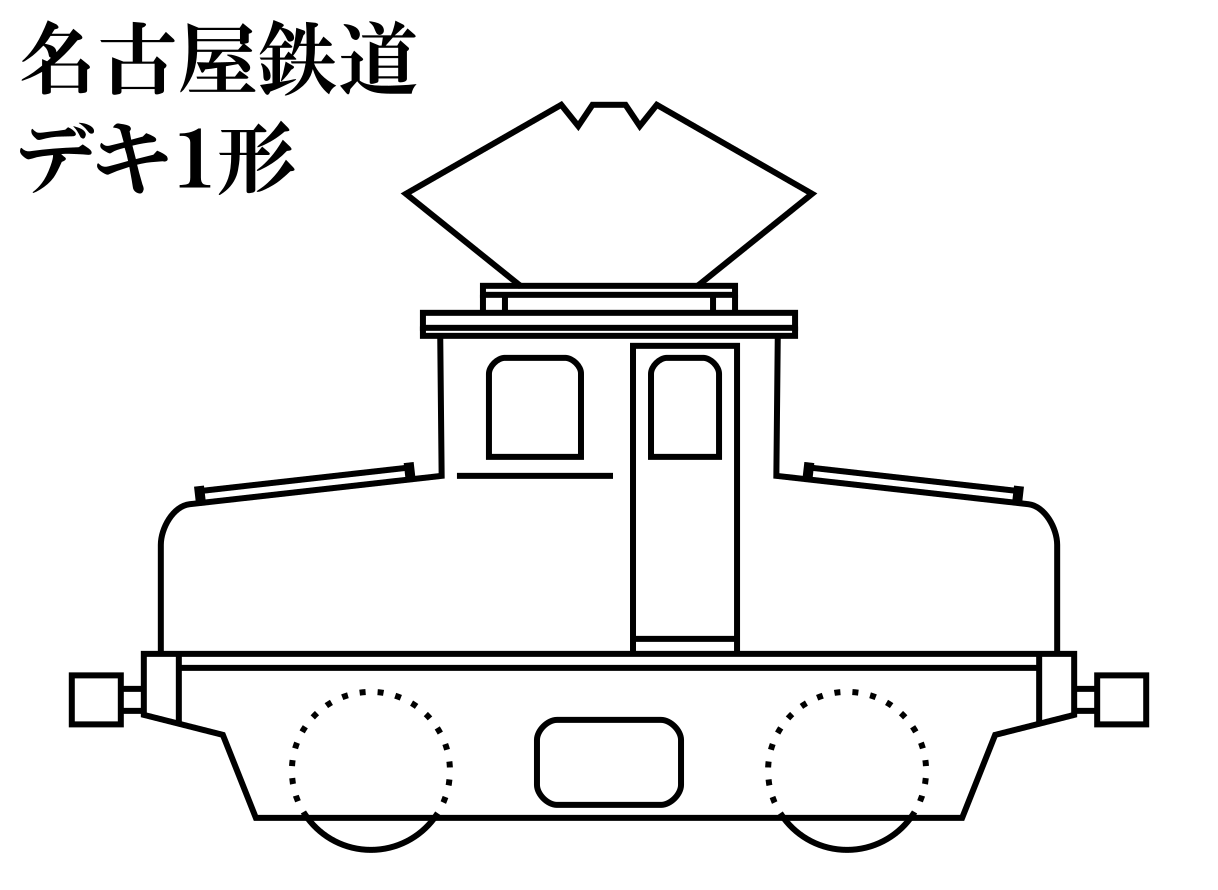
デキ1形 （旧尾西EL1形）
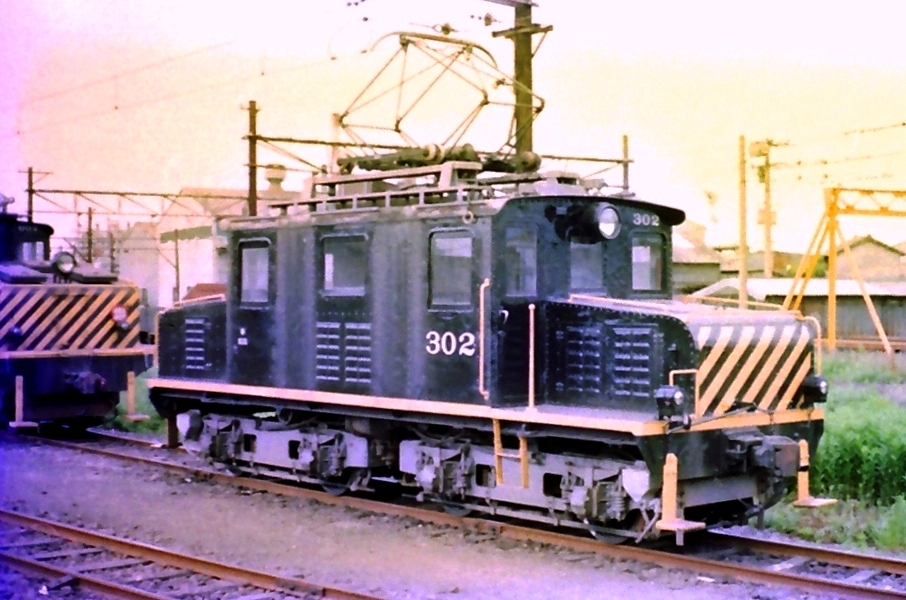
デキ300形
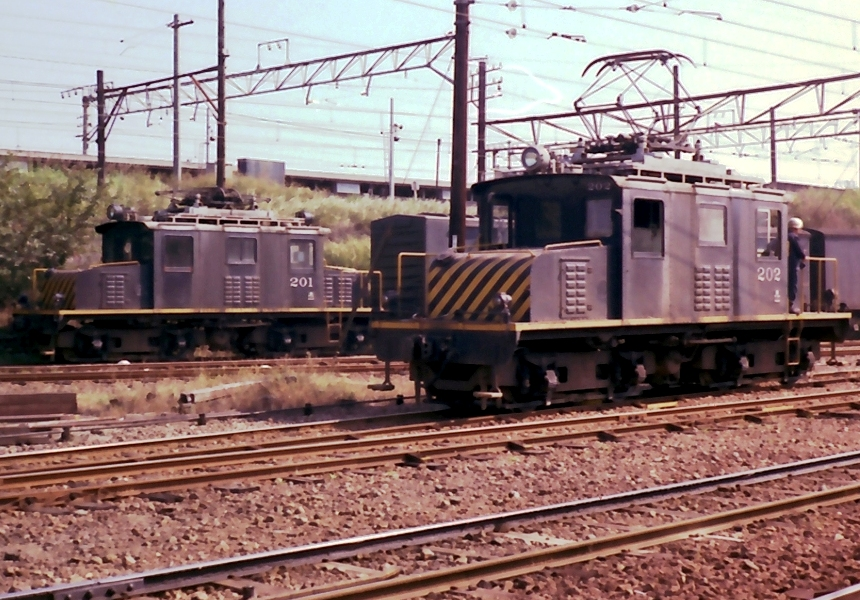
デキ200形
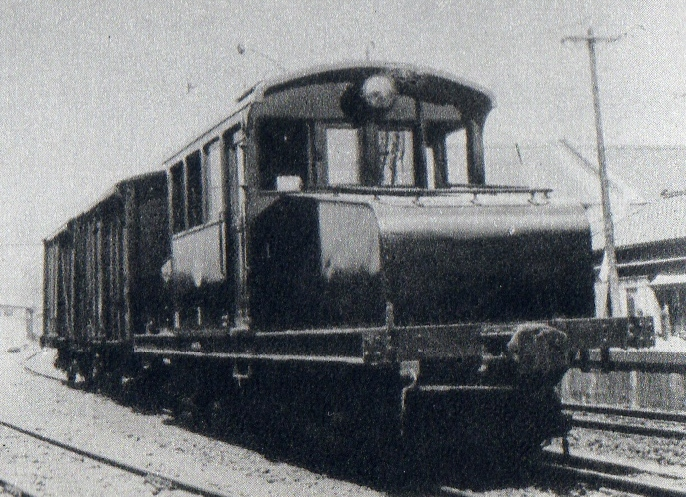
渥美ED1形 （後のデキ150形）
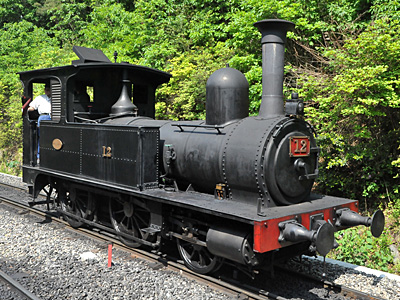
10形
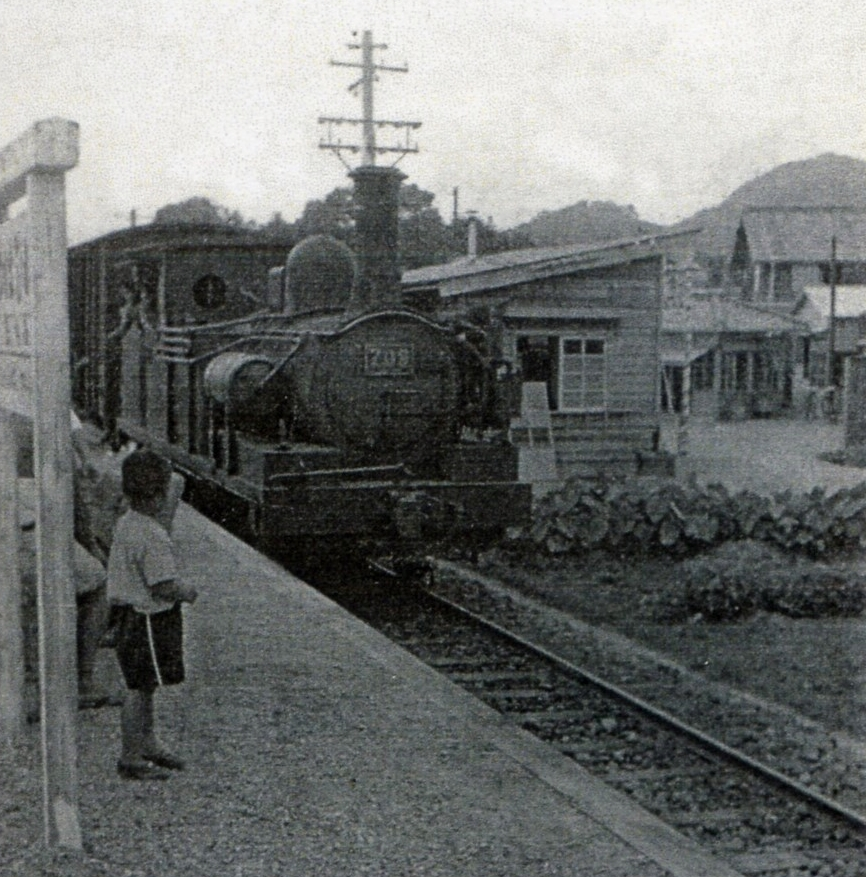
700形

愛知電気鉄道
- デキ360形
- デキ370形
- デキ400形

尾西鉄道
- EL1形 → デキ1形
- デホワ1000形（電動貨車） → デワ1000形（電動貨車） → モ1300形（電動客車） → デキ1000形

三河鉄道
- キ10形 → デキ300形

※303号機が舞木検査場の構内入換用機材として現存（除籍済）
瀬戸電気鉄道
- デキ1形 → デキ200形

渥美電鉄
- ED1形 → デキ150形

蒸気機関車
尾西鉄道
- 丁形12 → 10形12

豊川鉄道
- 3号 → 10形13

三河鉄道
- 700形709

- デキ30形
- デキ100形
- デホワ1500形
（後のデキ1500形）
- 愛電デキ360形
（後のデキ360形）
- デキ370形
- デキ400形
- 尾西デホワ1000形
（後のデキ1000形）
- デキ1形
（旧尾西EL1形）
- デキ300形
- デキ200形
- 渥美ED1形
（後のデキ150形）
- 10形
- 700形

#### 事業用車
電動貨車
- 名古屋電気鉄道：デワ1形（初代）
- 三河鉄道：デワ1形 → デワ10形
- 美濃電気軌道：デワ600形 → デワ20形・ワフ200形（有蓋車）
- 瀬戸電気鉄道：テワ1形 → デワ1形（2代）
- 渥美電鉄：デハ100形（電動客車） → モ1形（初代、電動客車） → デワ30形

貨車
名古屋鉄道（初代）
- ワ1形（初代）
- ワフ1形（初代） → ワブ1形 → ワフ50形
- ト1形（初代） → ト100形・トフ1形、チ30形

愛知電気鉄道
- ワ100形 → ワ100形
- ワ150形 → ワ150形
- ワ610形 → ワ610形
- ワム5000形 → ワム5000形
- ワブ310形 → ワフ30形
- ワフ330形 → ワフ70形
- ツ600形 → ツ600形
- ツム5500形 → ツム5500形
- ト200形 → ト200形
- ト700形 → ト700形
- トム900形 → トム900形
- トム1000形 → トム1000形
- チ800形 → チ80形
- チ810形 → チ10形

三河鉄道・岡崎電気軌道
- ワ150形 → ワ170形
- ワ160形 → ワ160形
- ワ180形 → ワ180形
- ワ250形 → ワ250形
- ワ300形・ワ350形・ワ400形・ワム500形 → ワム500形
- ワブ1形 → ワフ45形
- ワブ50形 → ワフ80形
- ワブ60形 → ワフ90形
- ト50形 → ト80形・ト600形 → ト140形・600形
- ト60形・ト70形 → ト91形・ト100形 → ト400形
- ト650形 → ト650形
- トム100形 → トム900形・ト710形 → トム800形
- フト1形 → トフ60形

美濃電気軌道
- ワ204 → ワ1形（2代）
- ト319、320 → ト50形

瀬戸電気鉄道
- ワフ1形 → ワフ1形（2代）
- ワフ10形 → ワフ10形
- ト1形 → ト1形（2代）
- ト100形 → ト750形
- トム200形 → トム950形

尾西鉄道
- テト500形 → トム500形

撒水車
- 美濃電気軌道：S形1 → ミ1形1
- 美濃電気軌道：W形2 → ミ1形2
- 名古屋鉄道（初代）：車号不詳 → ミ1形3
- 岡崎電気軌道（三河鉄道）：1号 → ミ1形4

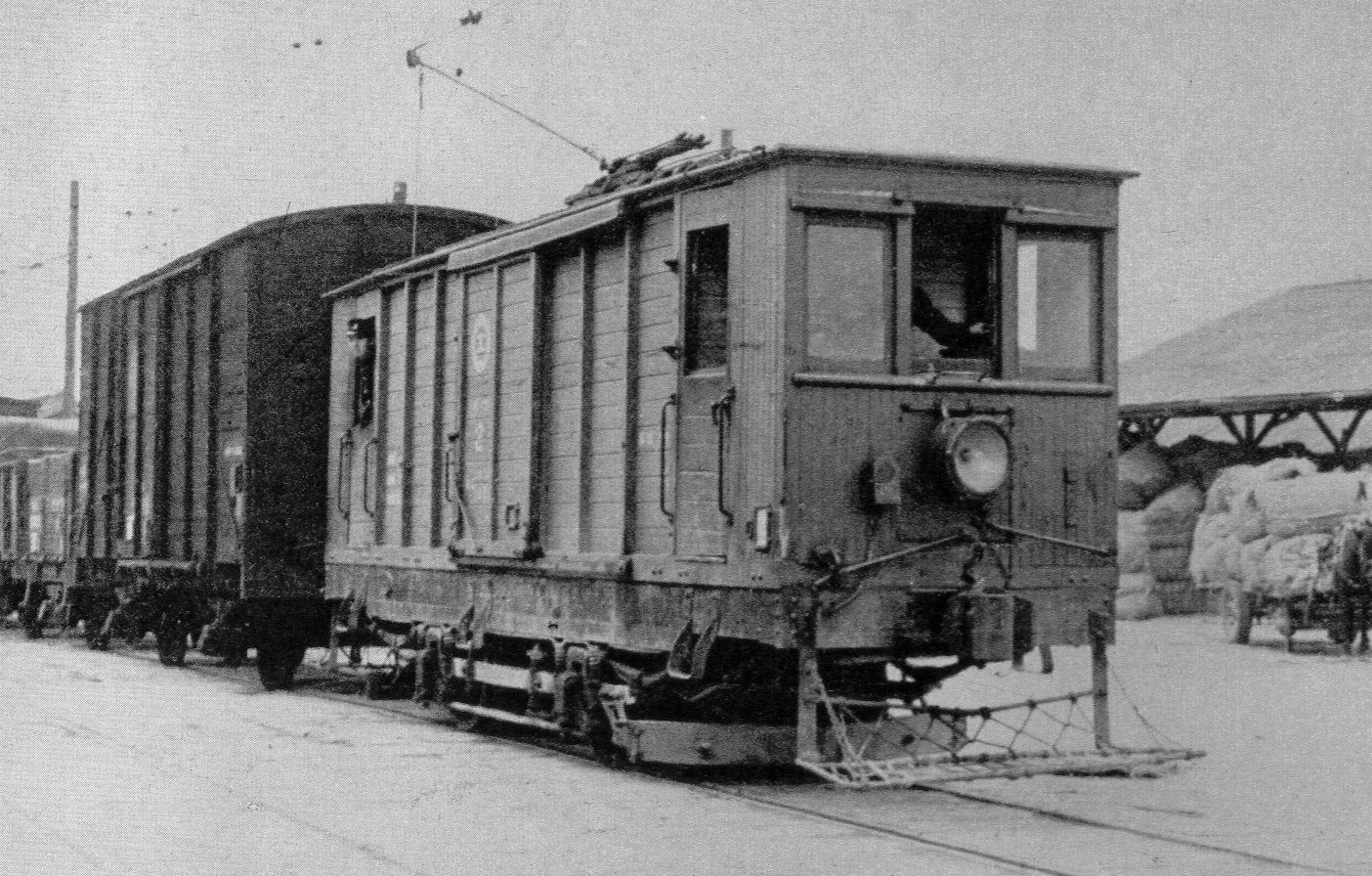
三鉄デワ1形 （後のデワ10形）
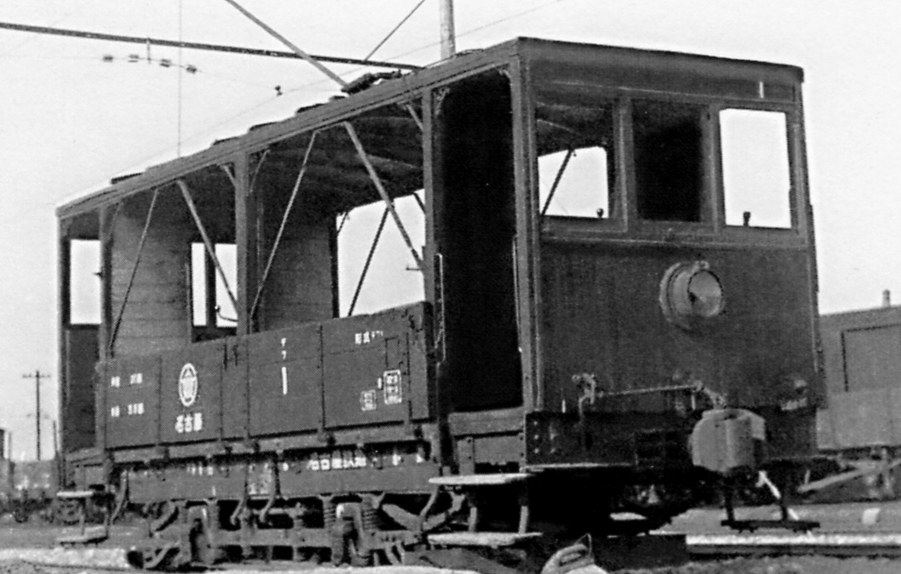
デワ1形 （旧瀬戸電テワ1形）
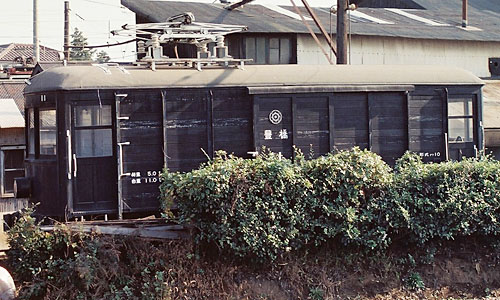
デワ30形 （豊橋鉄道譲渡後）
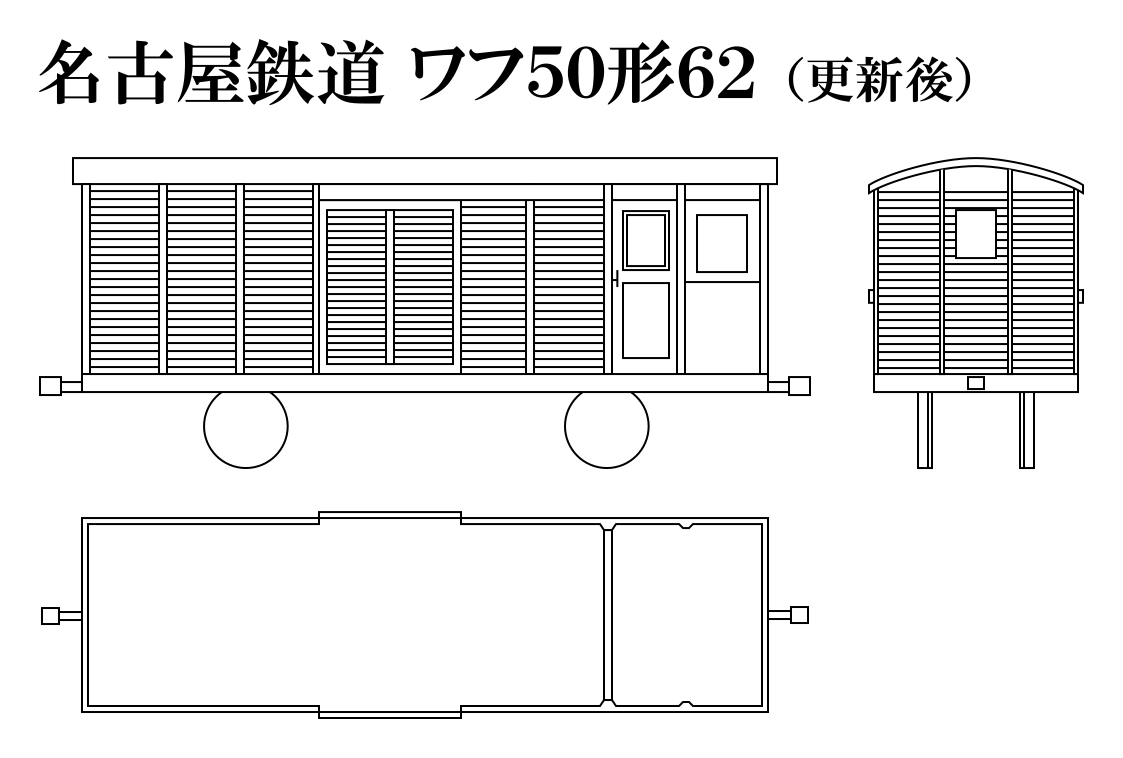
ワフ50形
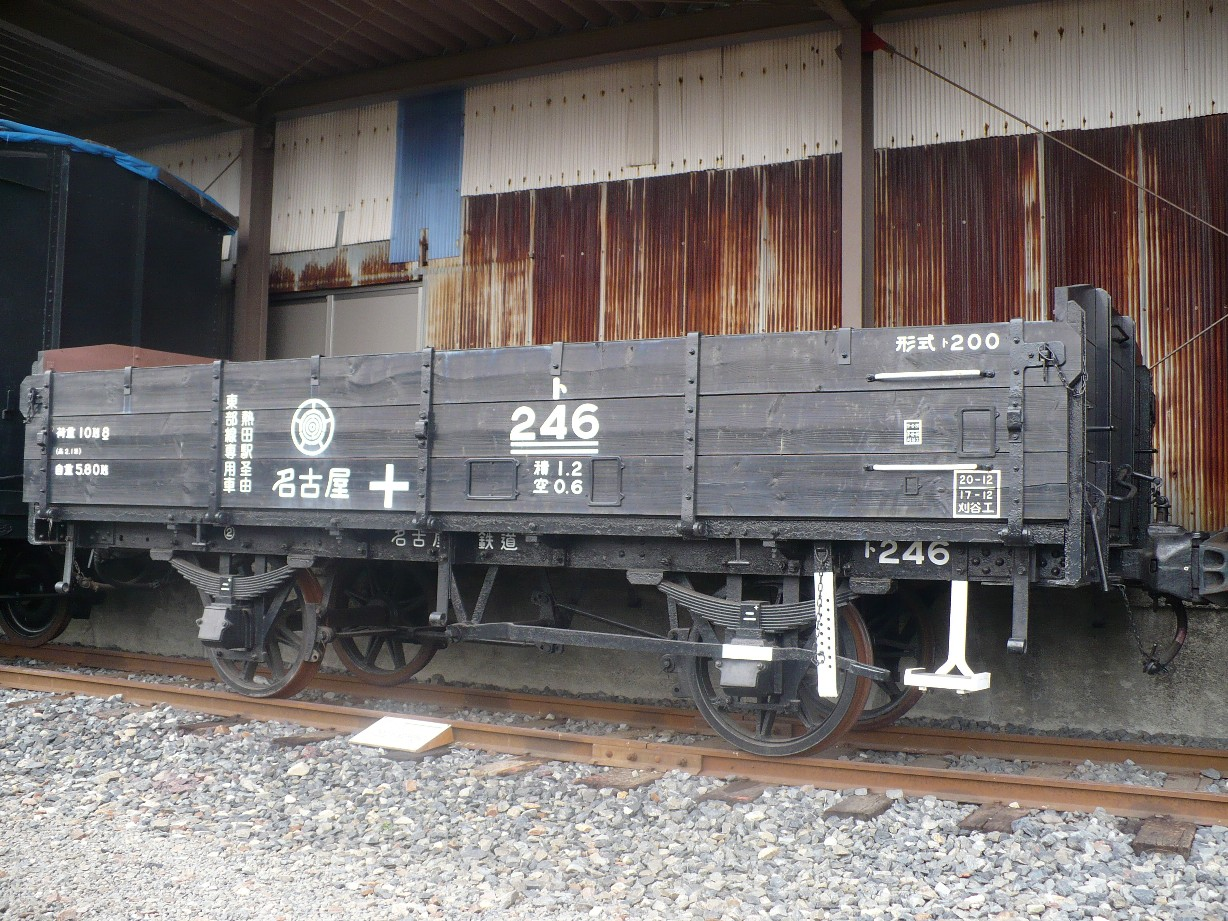
ト200形
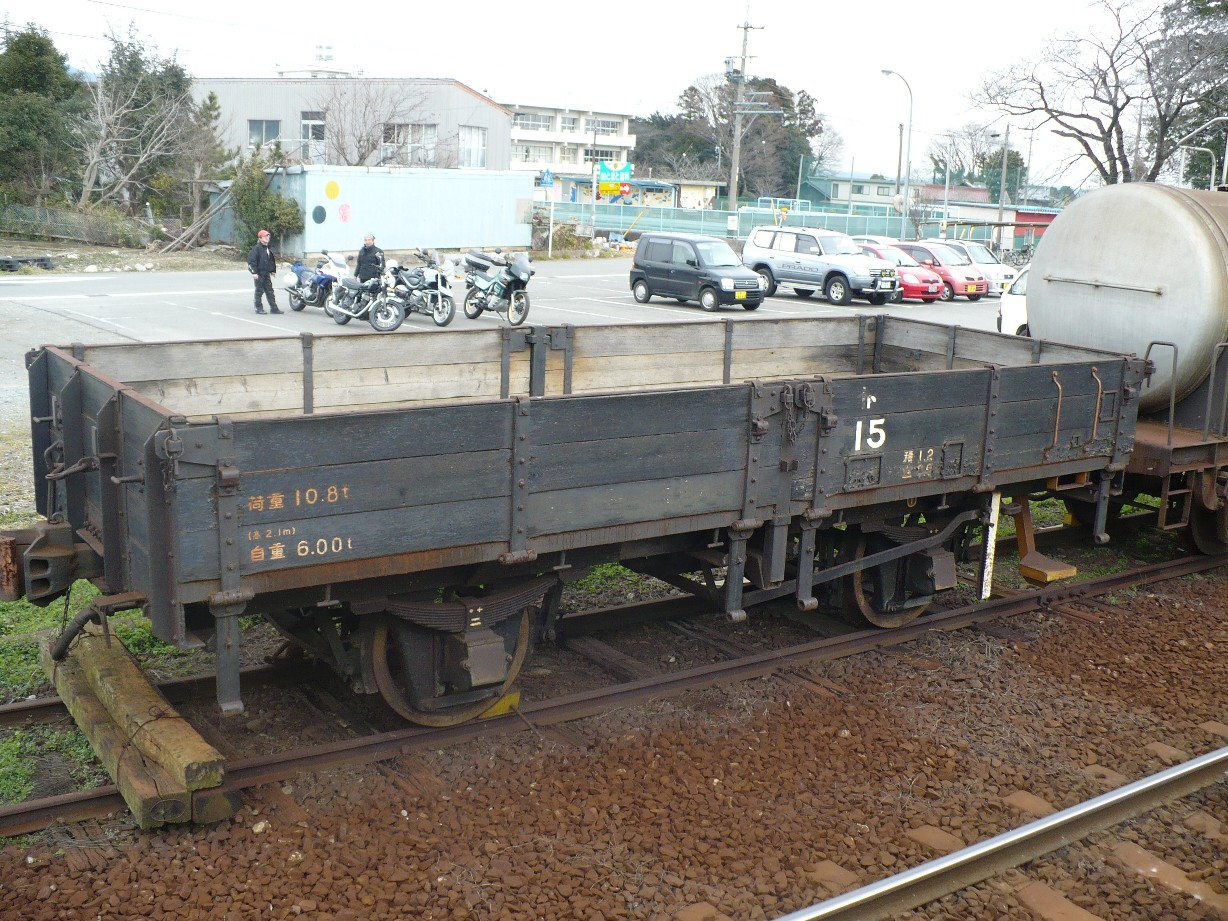
ト1形（2代）

### 名鉄発足後の車両

#### 鉄道線の電車
戦時中に急造された制御車・付随車

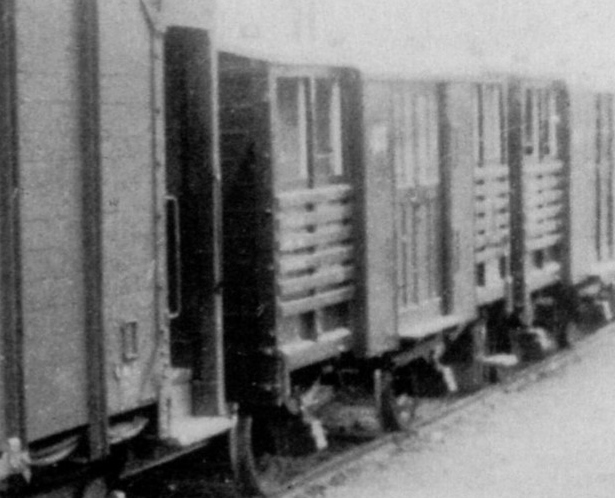
サ40形（貨車改造車）
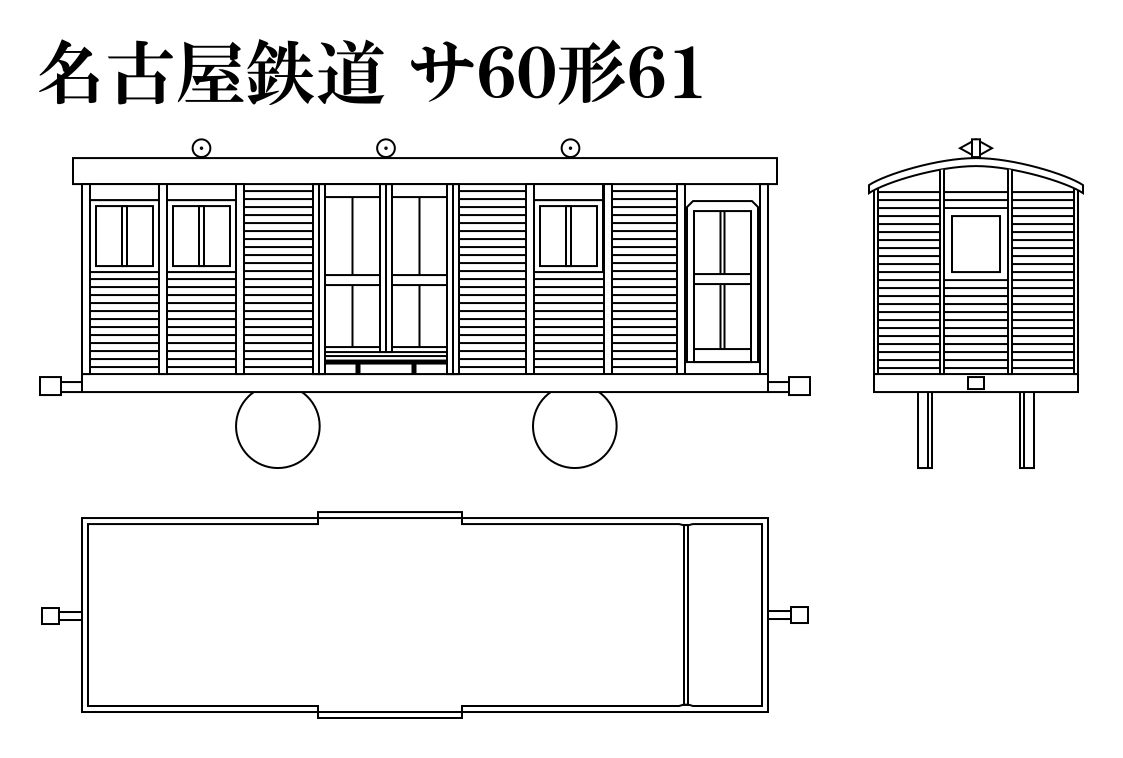
サ50形
- サ60形（貨車改造車）
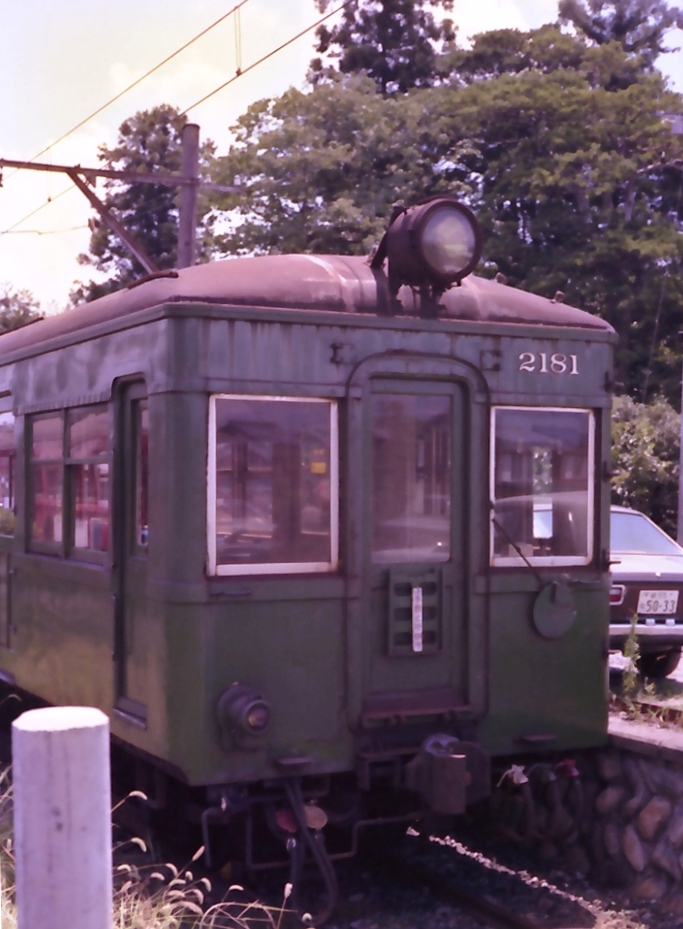
ク2080形
- ク2100形（初代）
- サ2170形
- ク2180形

- サ40形
- サ60形
- ク2180形

吊り掛け駆動車（直接制御）
- モ90形（初代）

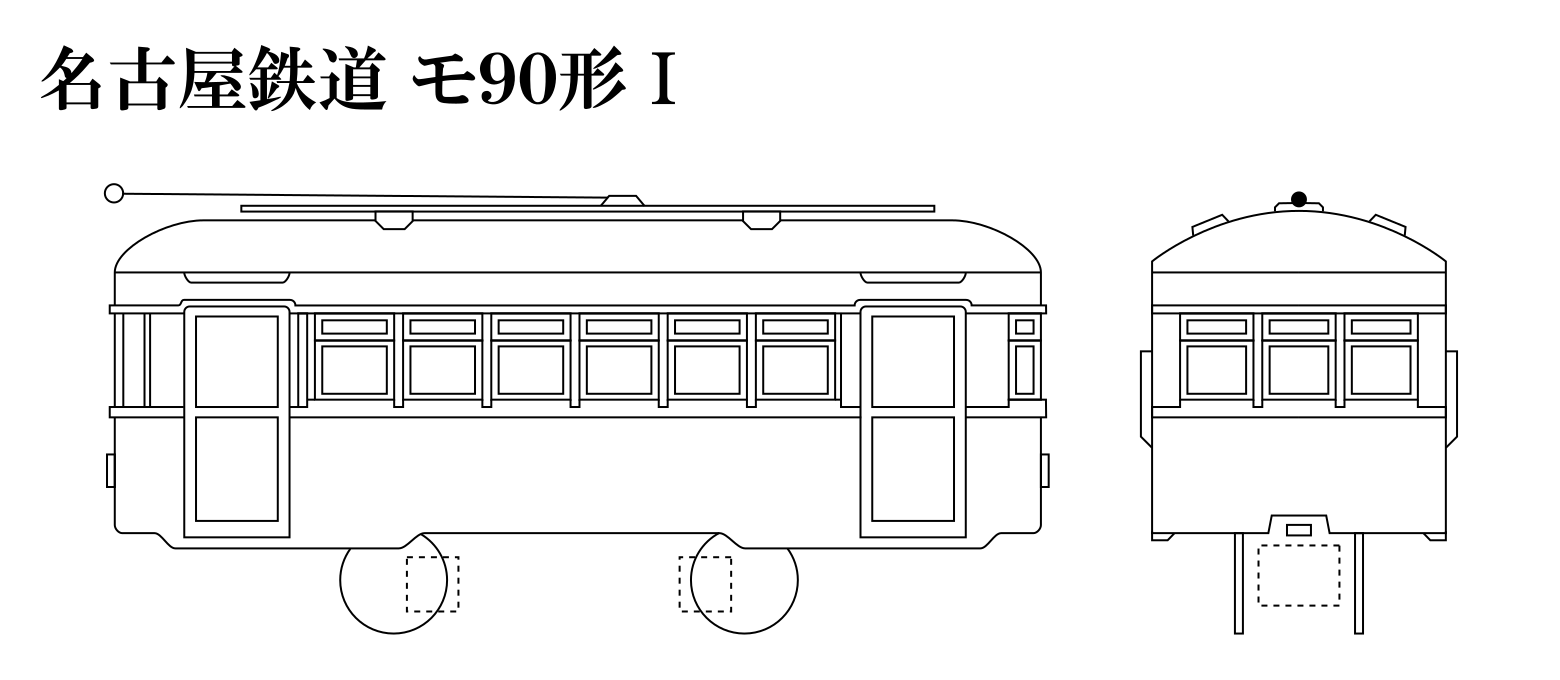
モ90形

吊り掛け駆動車（HL車）
- モ770形（初代）・ク2170形
- モ3750形・ク2750形 →モ3250形（2代）・ク2250形（3代）→サ2250形（2代）
- 3700系（2代）（車体更新車）
- 3730系（車体更新車）
- 3770系（車体更新車）
- 3780系（車体更新車）

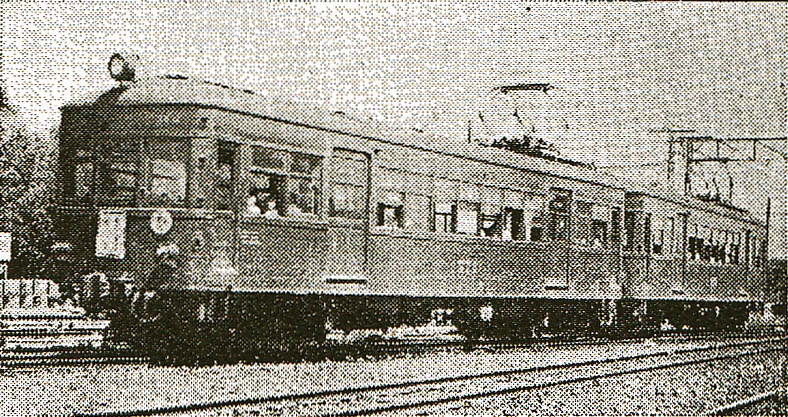
モ770形
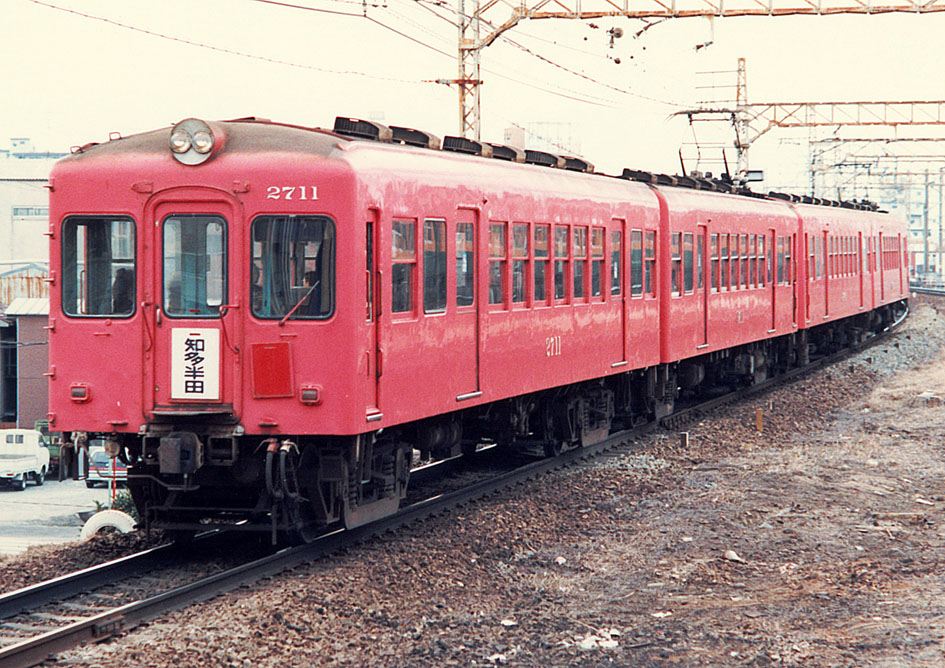
3700系
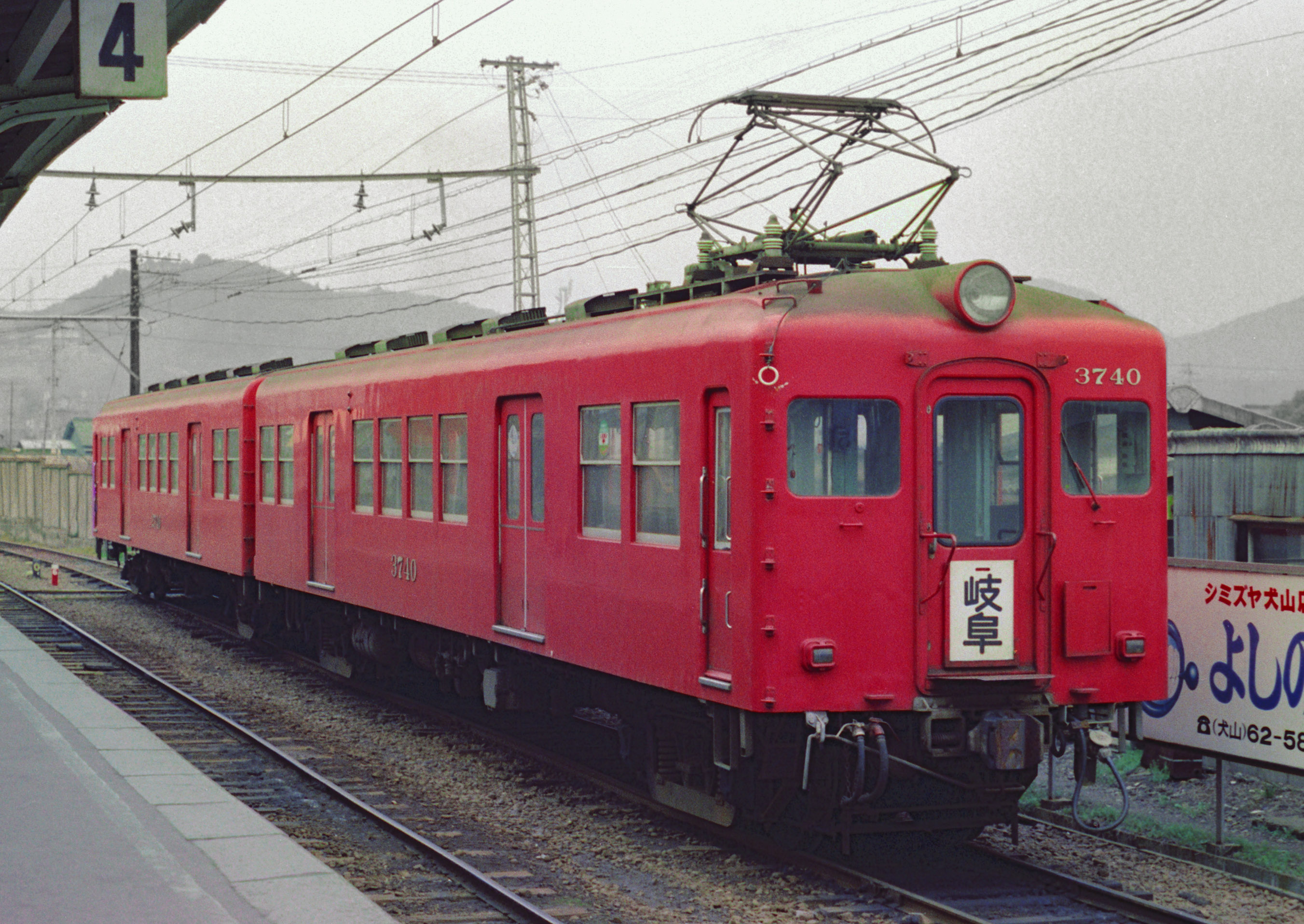
3730系
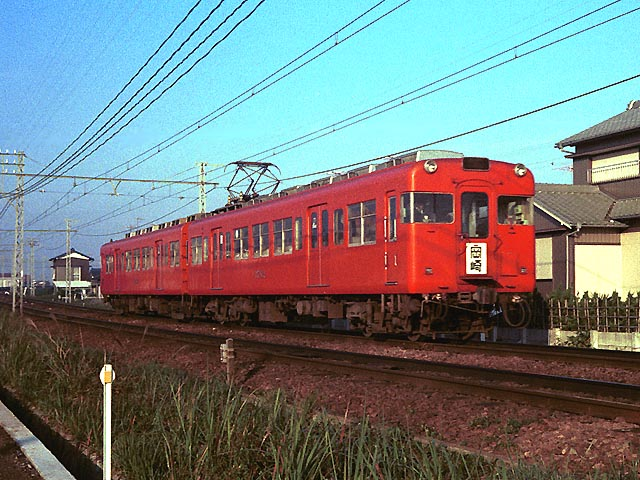
3780系

吊り掛け駆動車（AL車）
- 800系（モ800形（初代）・モ830形・ク2250形（初代）・ク2300形（初代）・ク2310形）
- 850系「なまず」
- 3400系「流線」「いもむし」
- 3500系（初代）（モ3500形・ク2500形・ク3650形）
- 3550系
- モ3560形
- 3600系（モ3350形（初代）→モ3600形（2代）・モ3650形（2代）・ク2050形（初代）→ク2600形）
- 3800系
- 3850系
- 3900系
- 7300系（車体更新車）
- 3300系（2代）（車体更新車）
- 6750系（車体更新車）

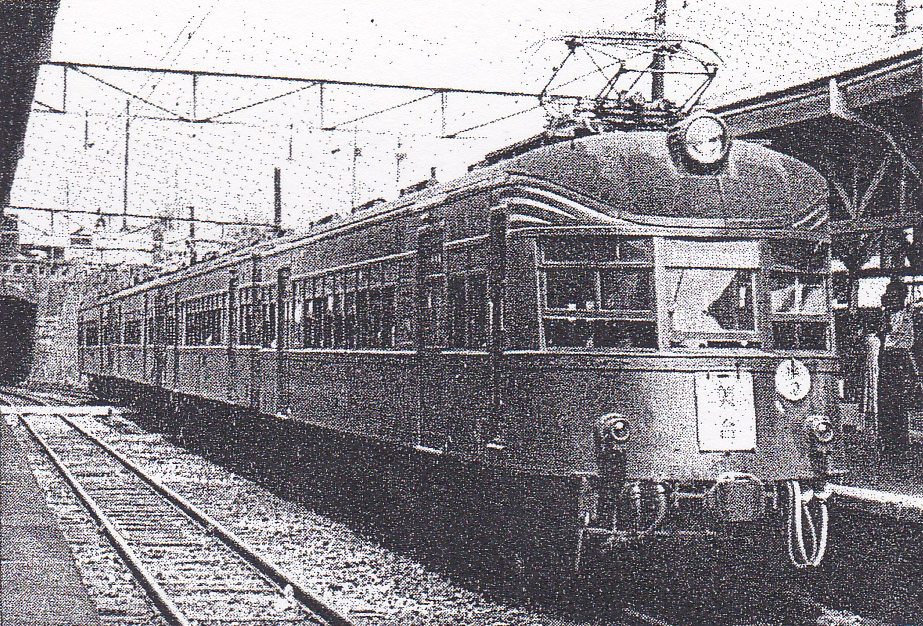
850系 「なまず」
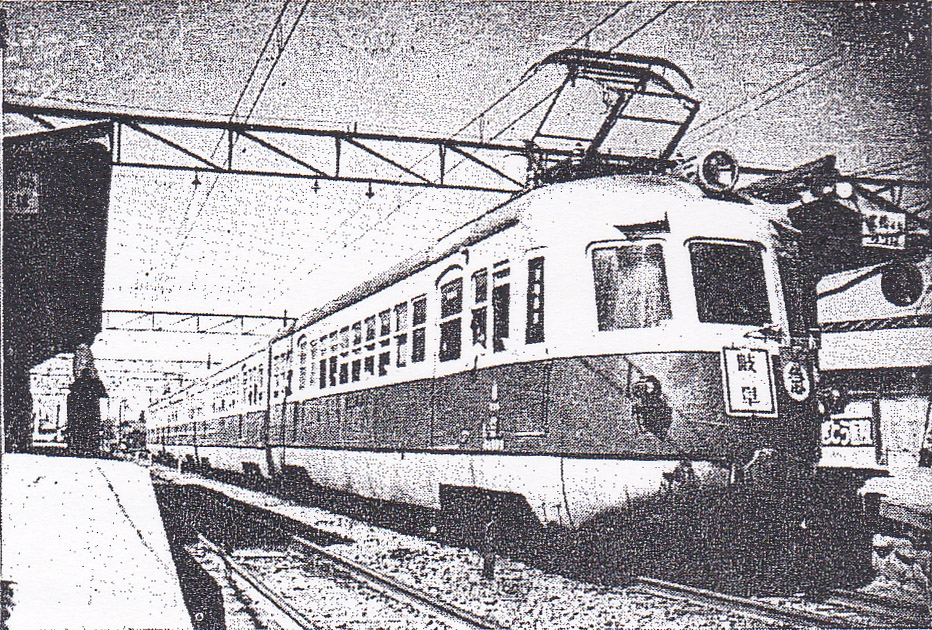
3400系 「流線」「いもむし」
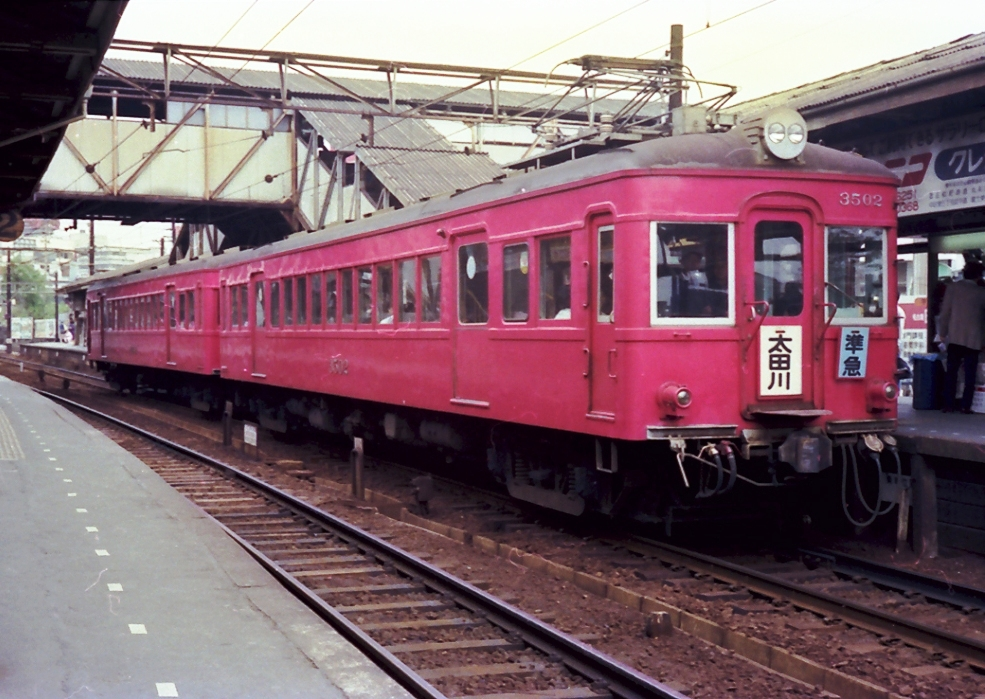
3500系
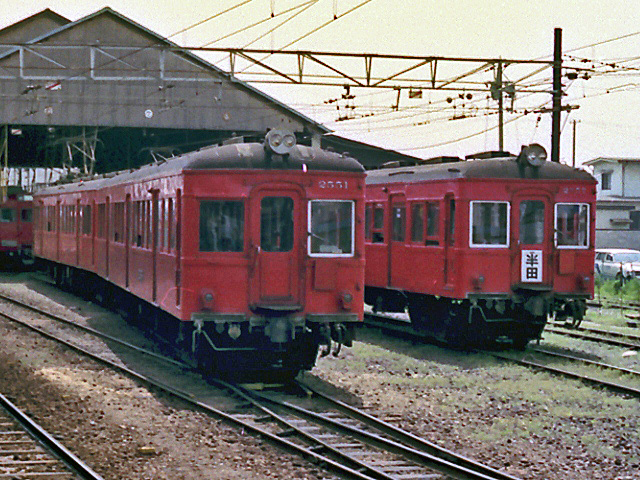
3550系
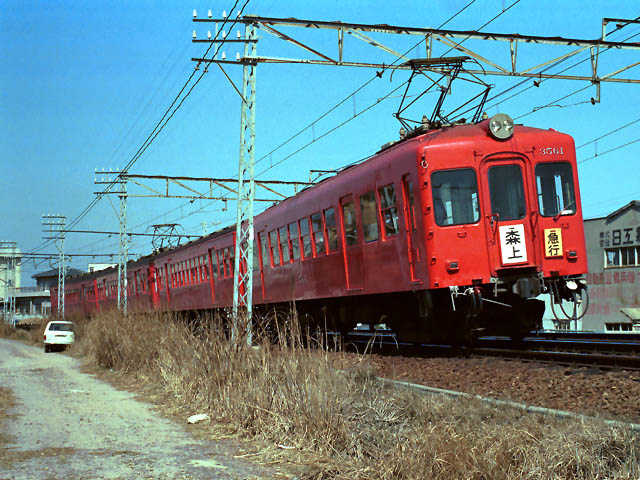
モ3560形
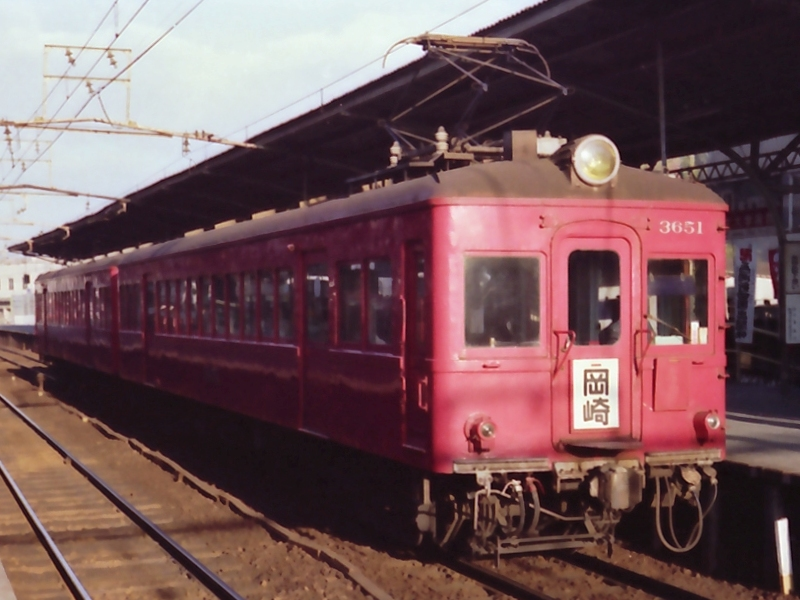
3600系
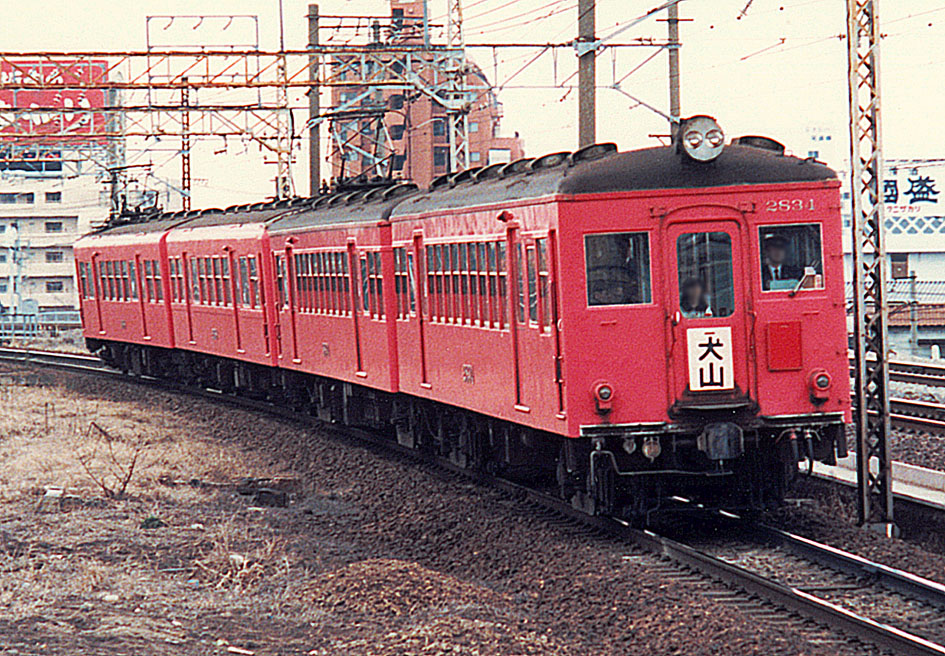
3800系
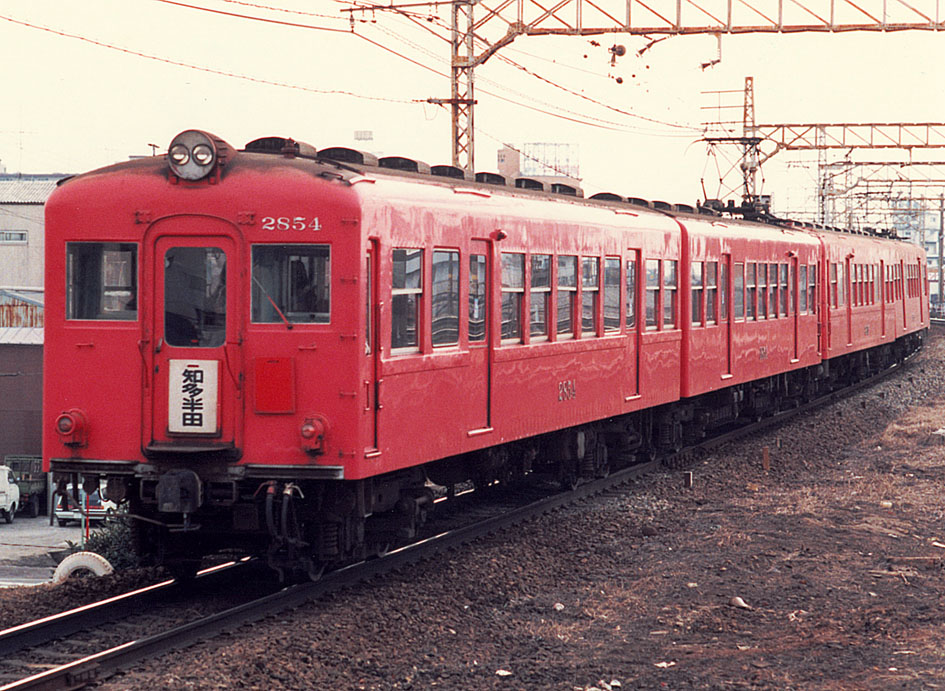
3850系
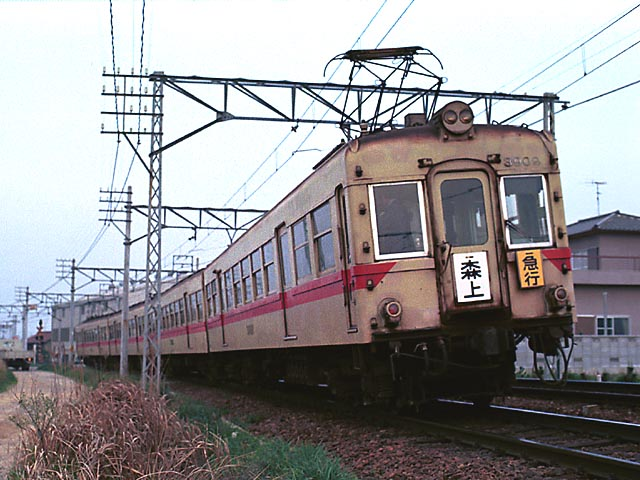
3900系
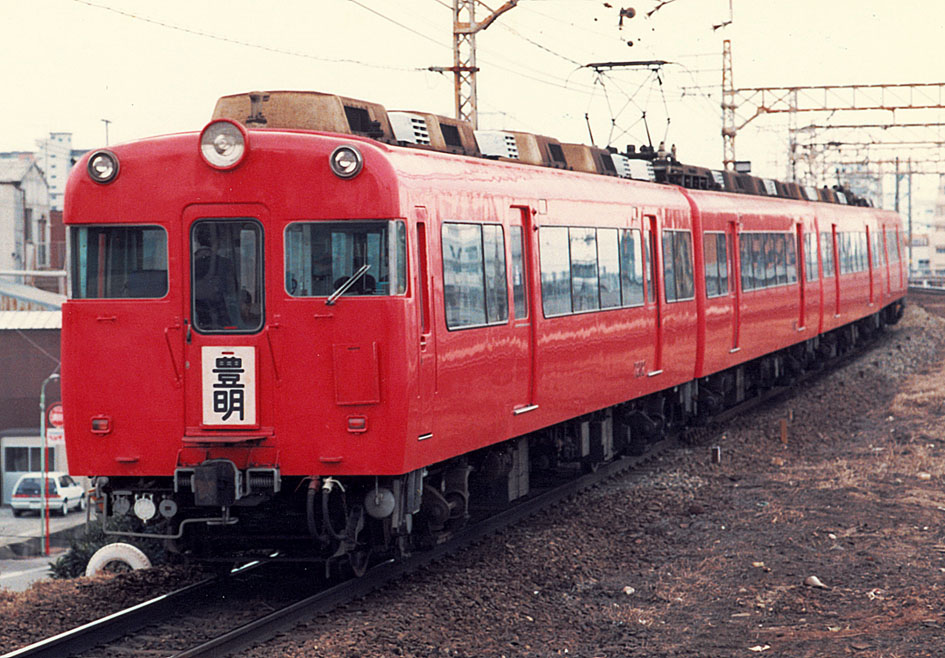
7300系
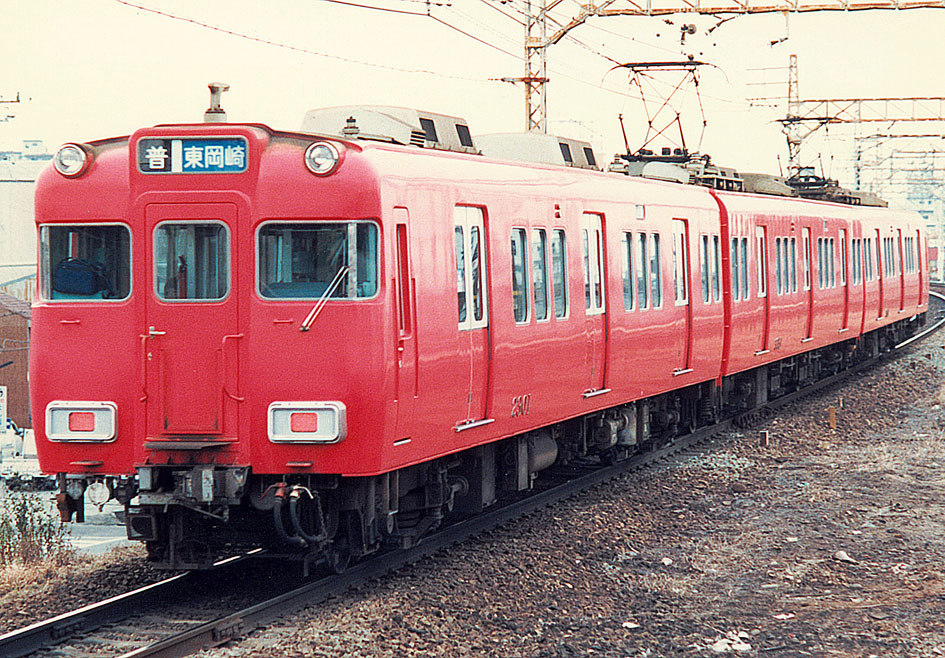
3300系
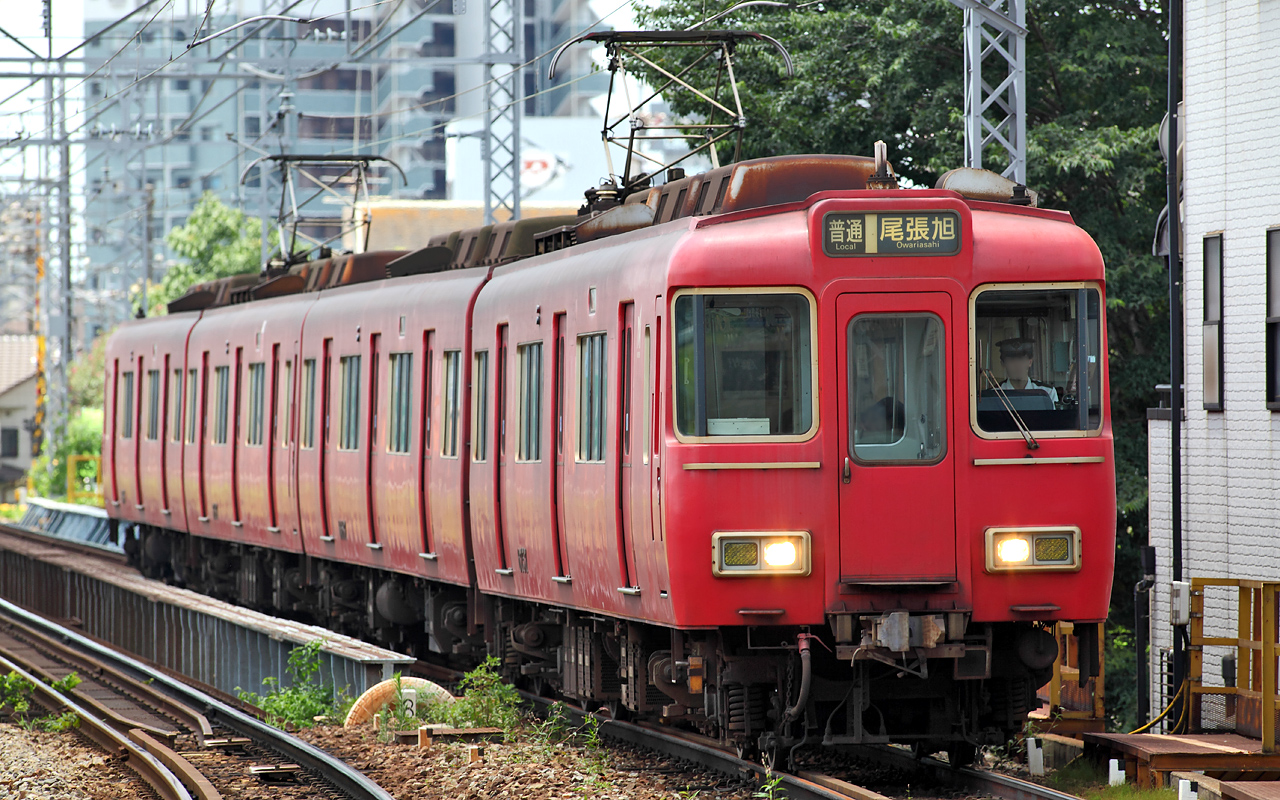
6750系

高性能電車（SR車）
- 5000系（初代）
- 5200系
- 5500系
- 7000系「パノラマカー」
- 7500系「パノラマカー」
- 7700系
- 6600系
- 8800系「パノラマDX」（特急形電車）
- 7100系
- 1380系（車体更新車）
- 5700系5600形
- 1850系（車体更新車）
- 1030系「パノラマsuper」（車体更新車）
- 1230系「パノラマsuper」（車体更新車）
- 5700系
- 5300系（車体更新車）

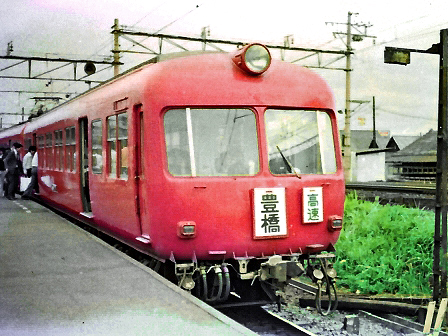
5000系
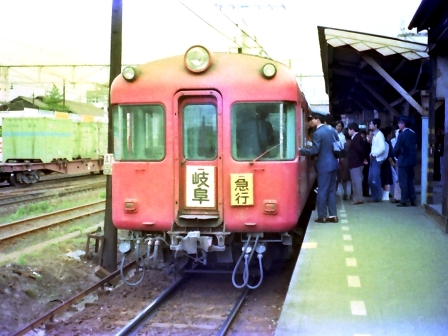
5200系
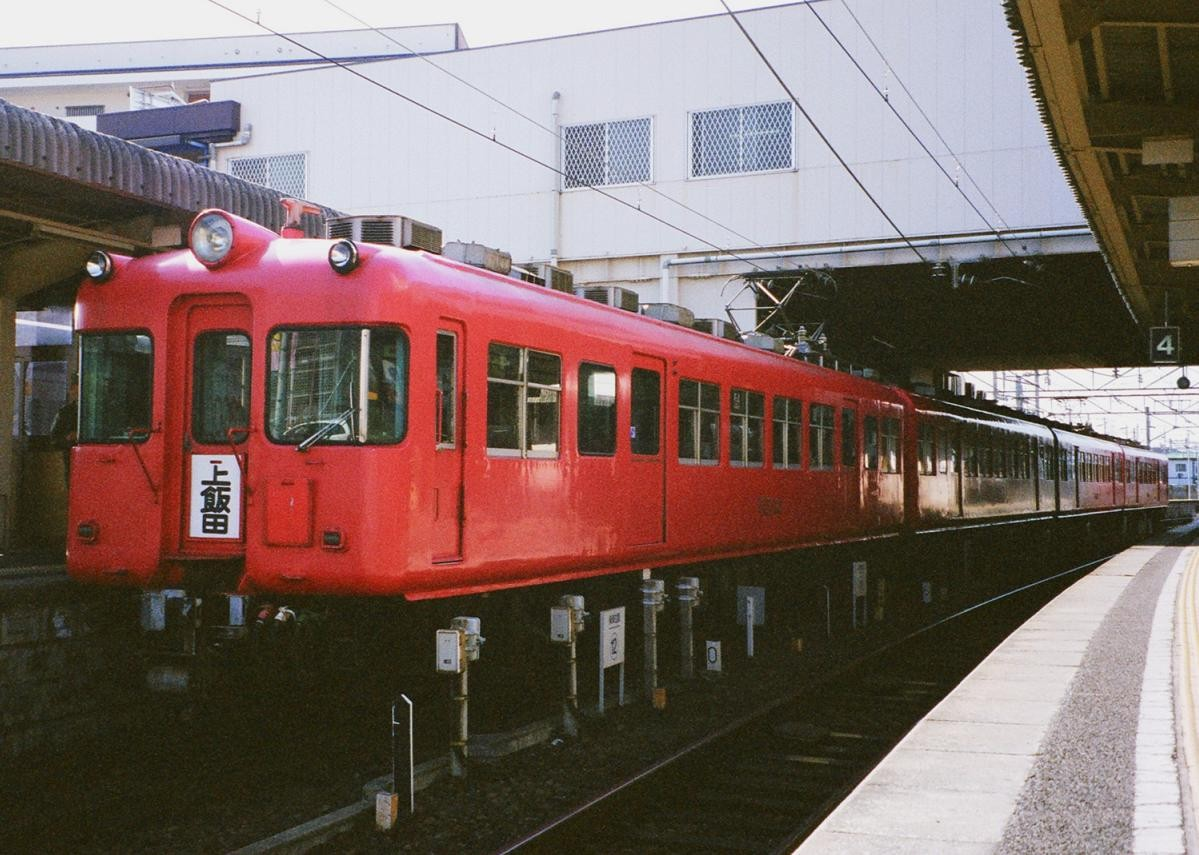
5500系
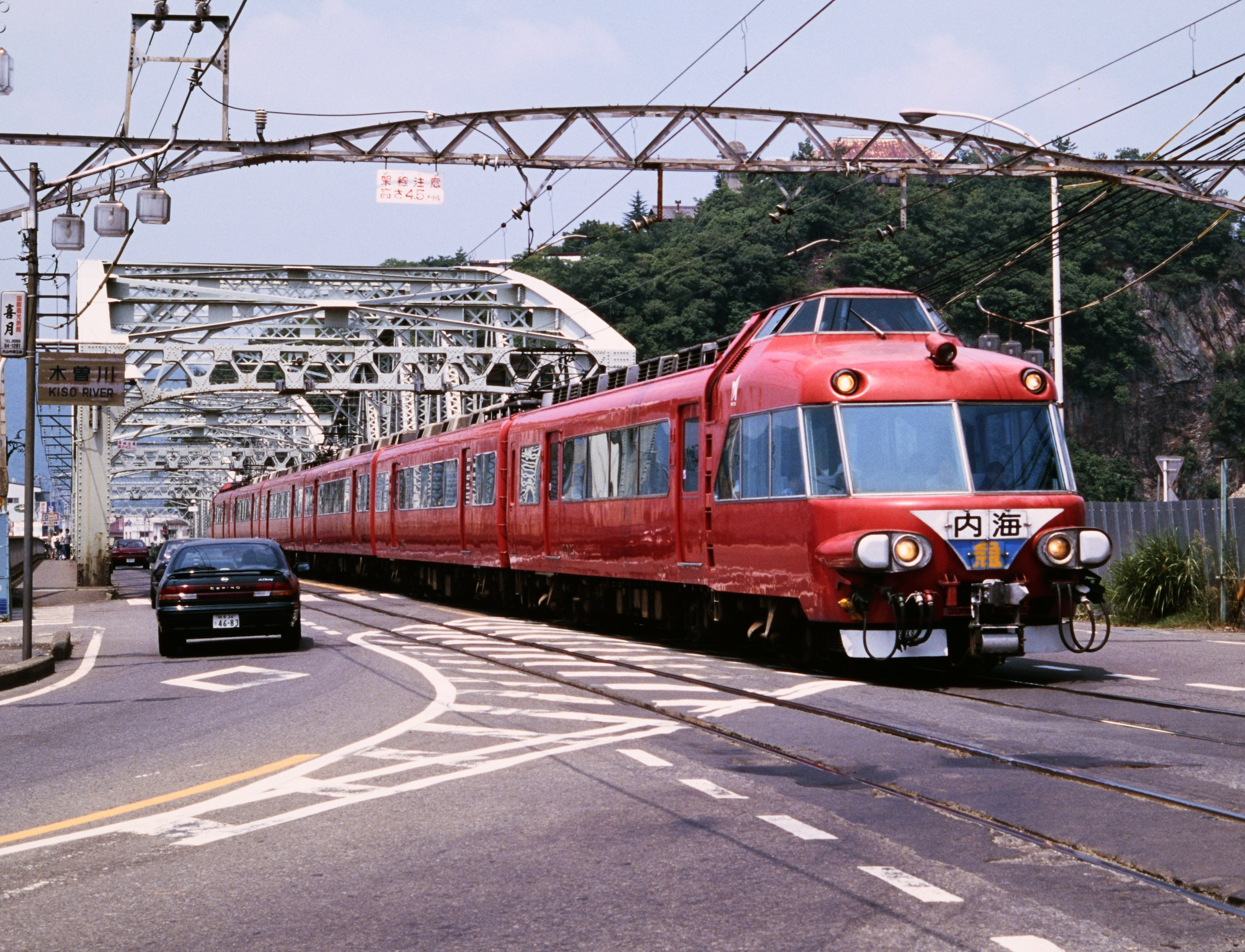
7000系 「パノラマカー」
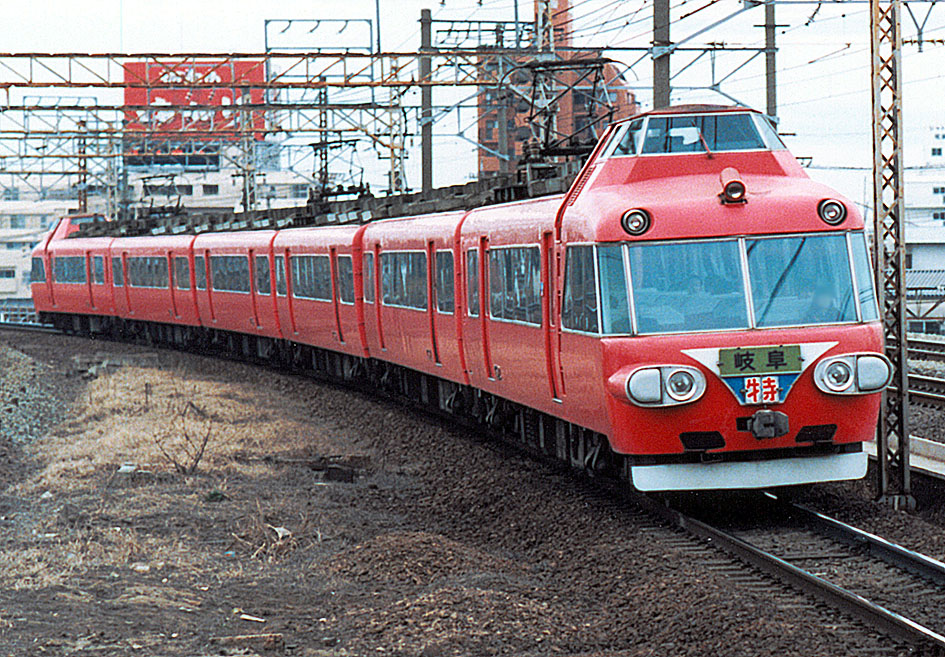
7500系 「パノラマカー」
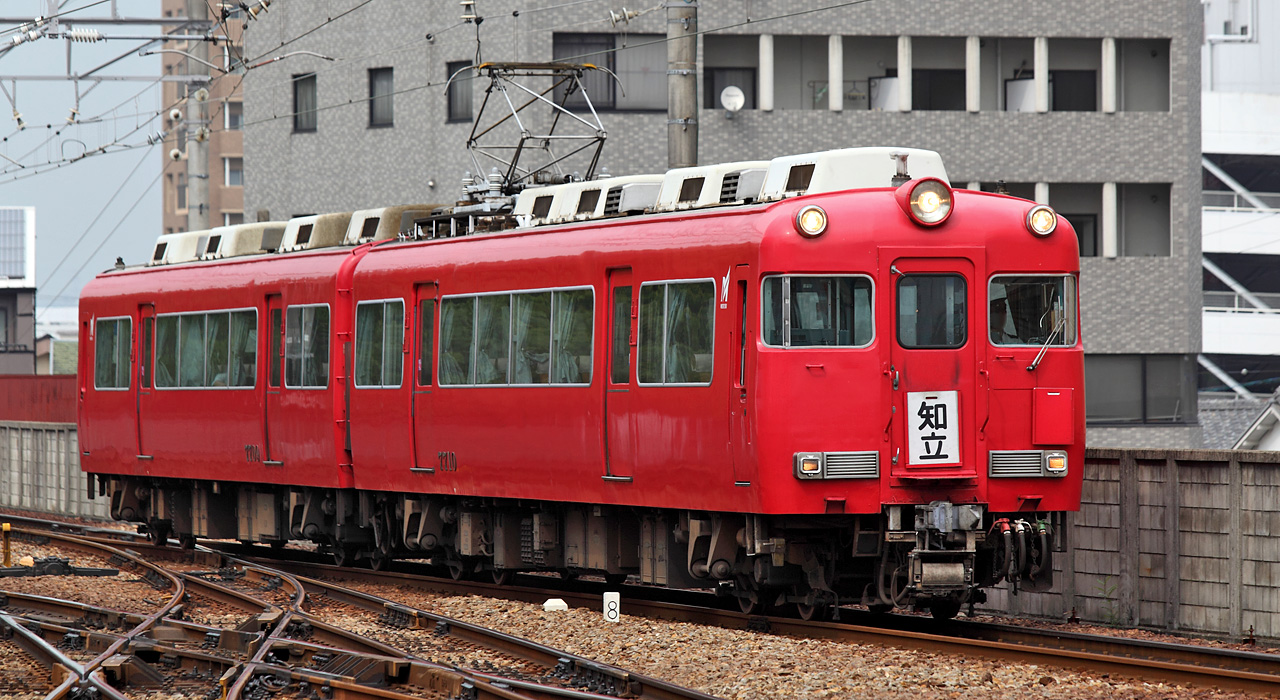
7700系
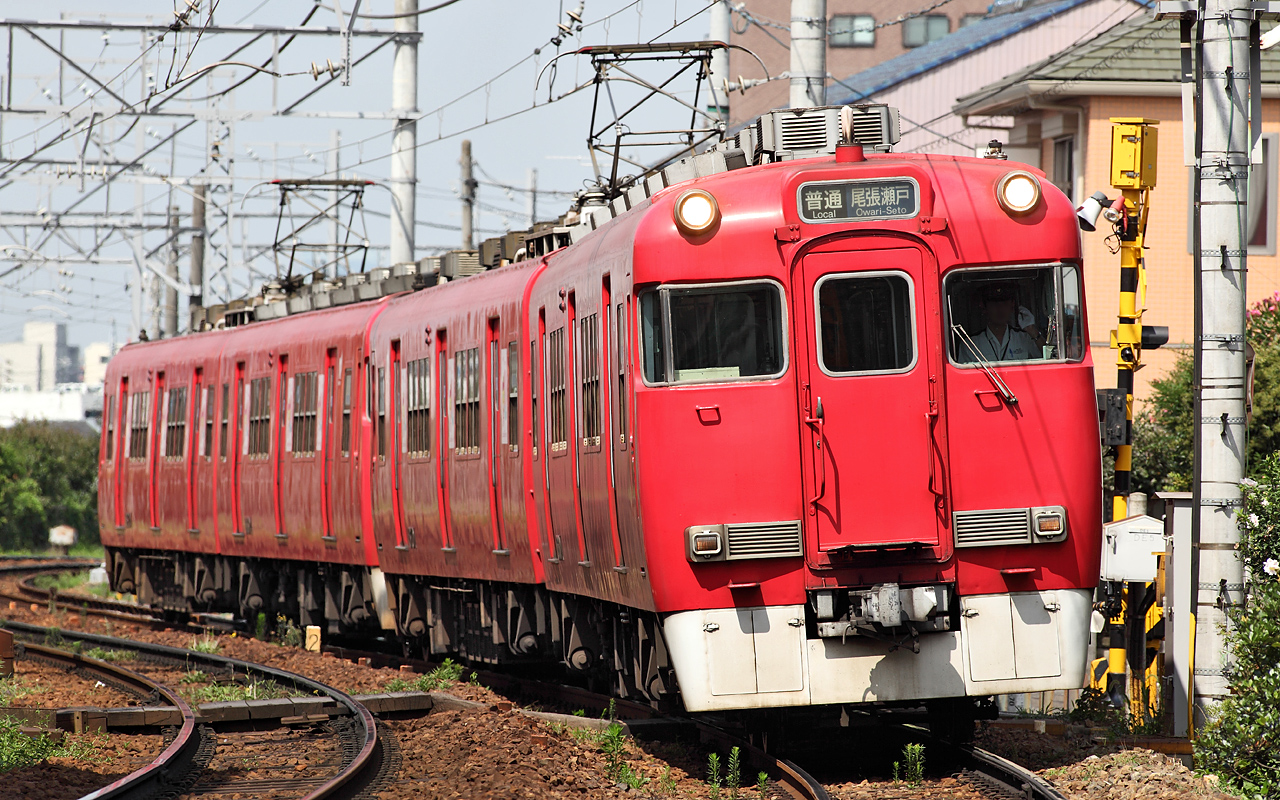
6600系
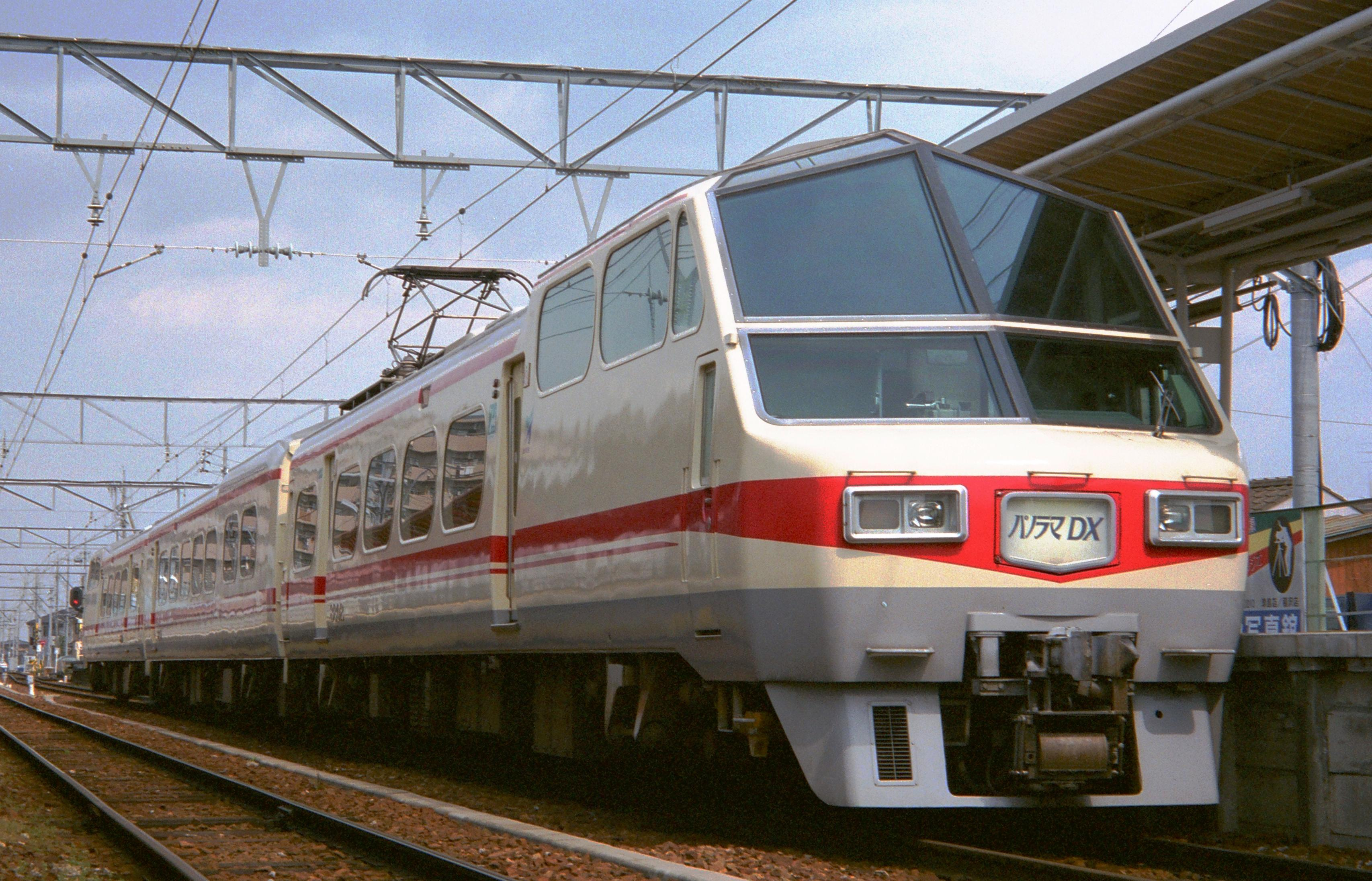
8800系 「パノラマDX」
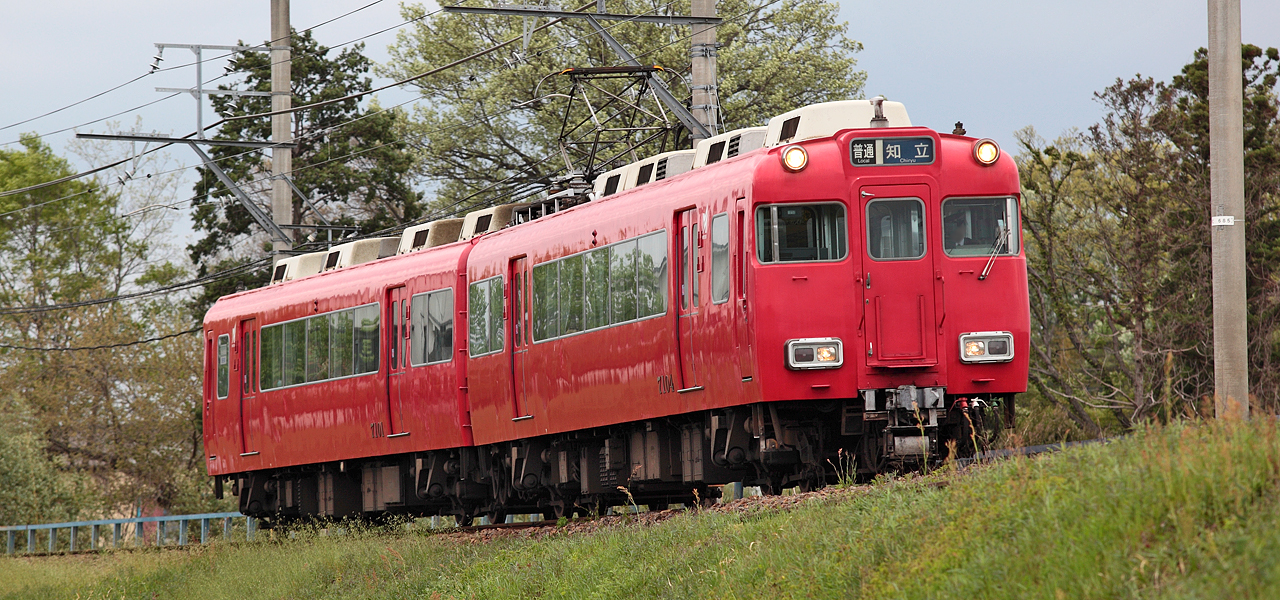
7100系
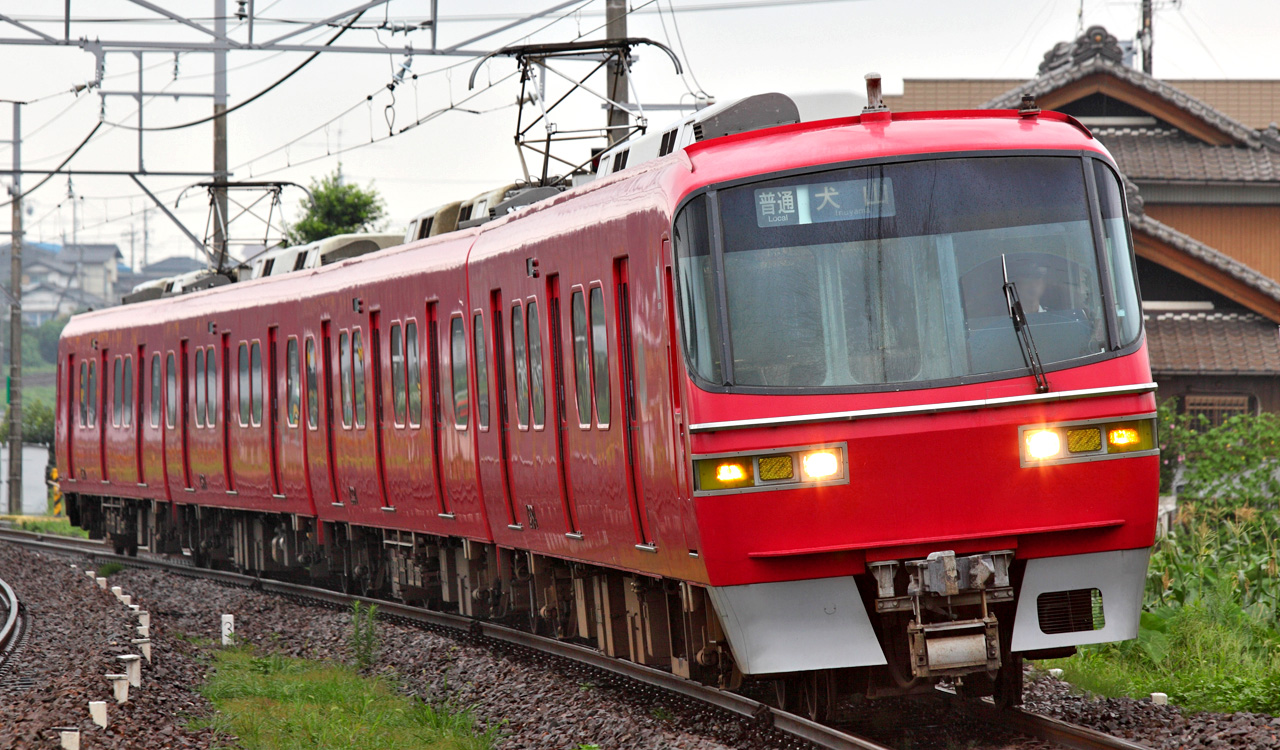
1380系
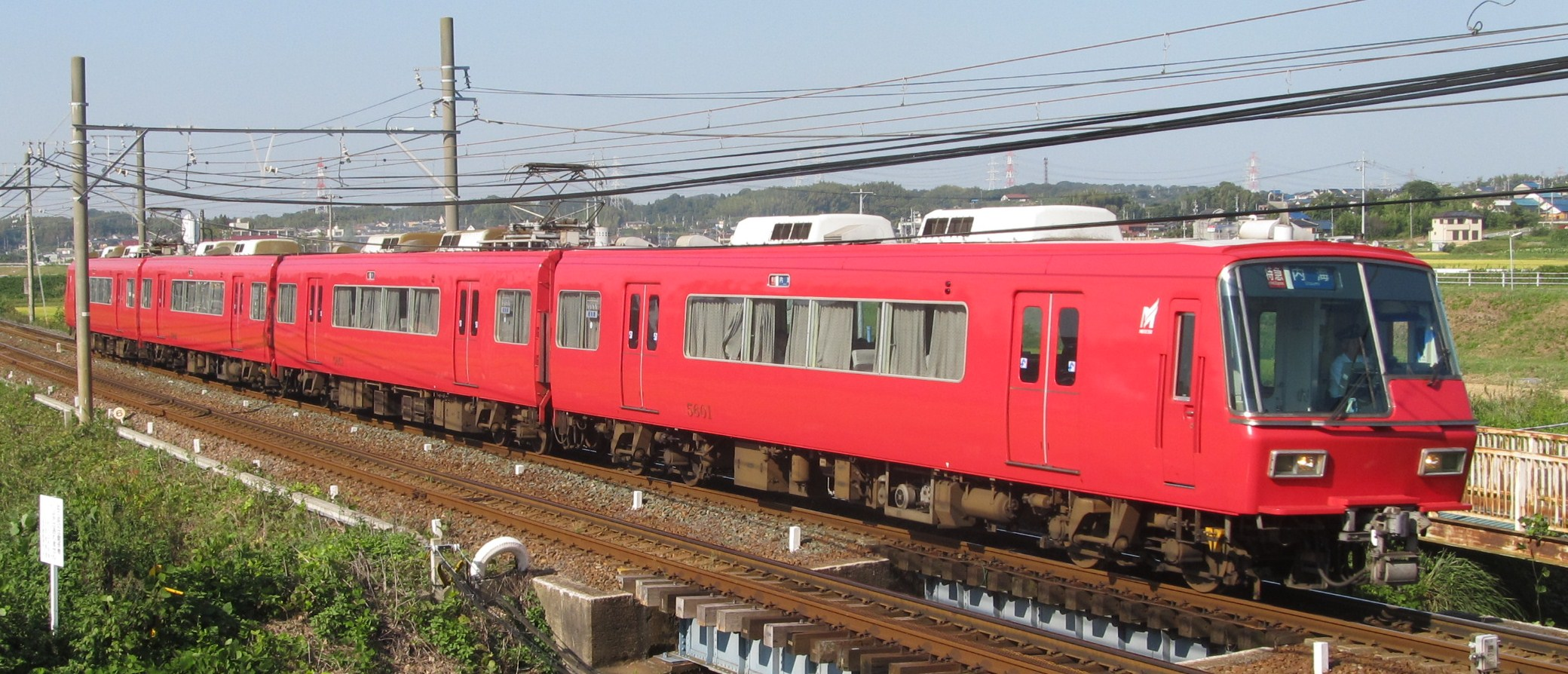
5600形
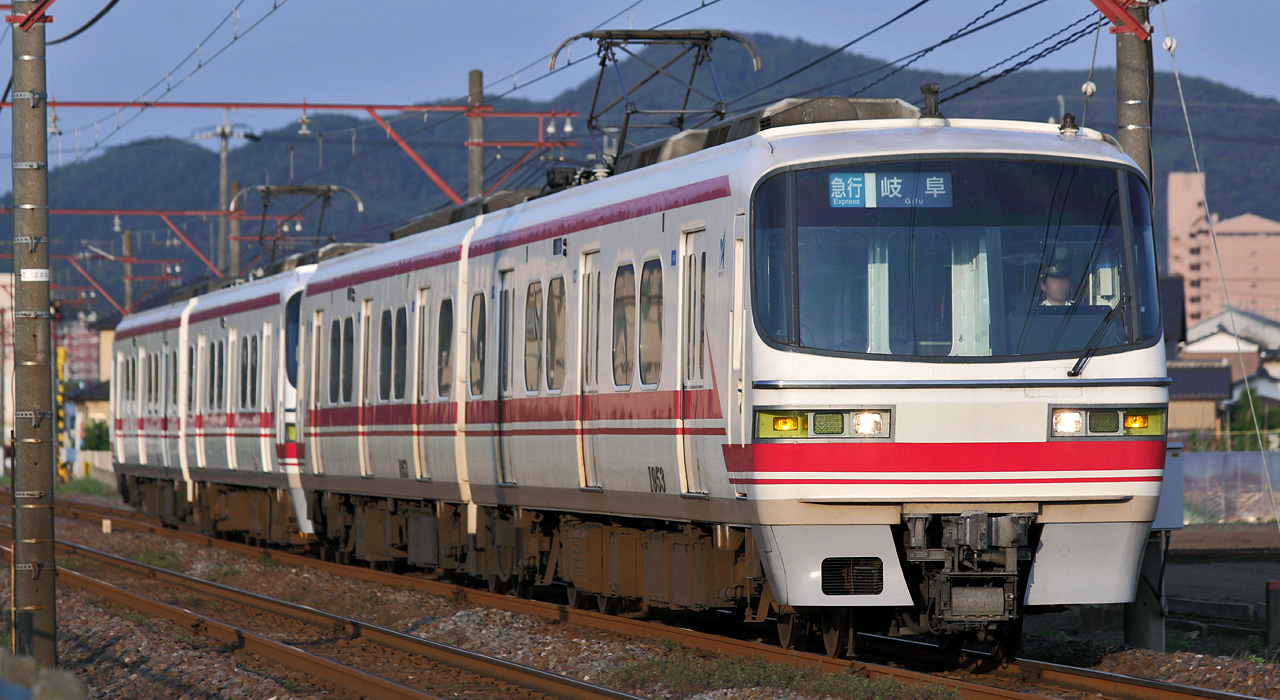
1850系
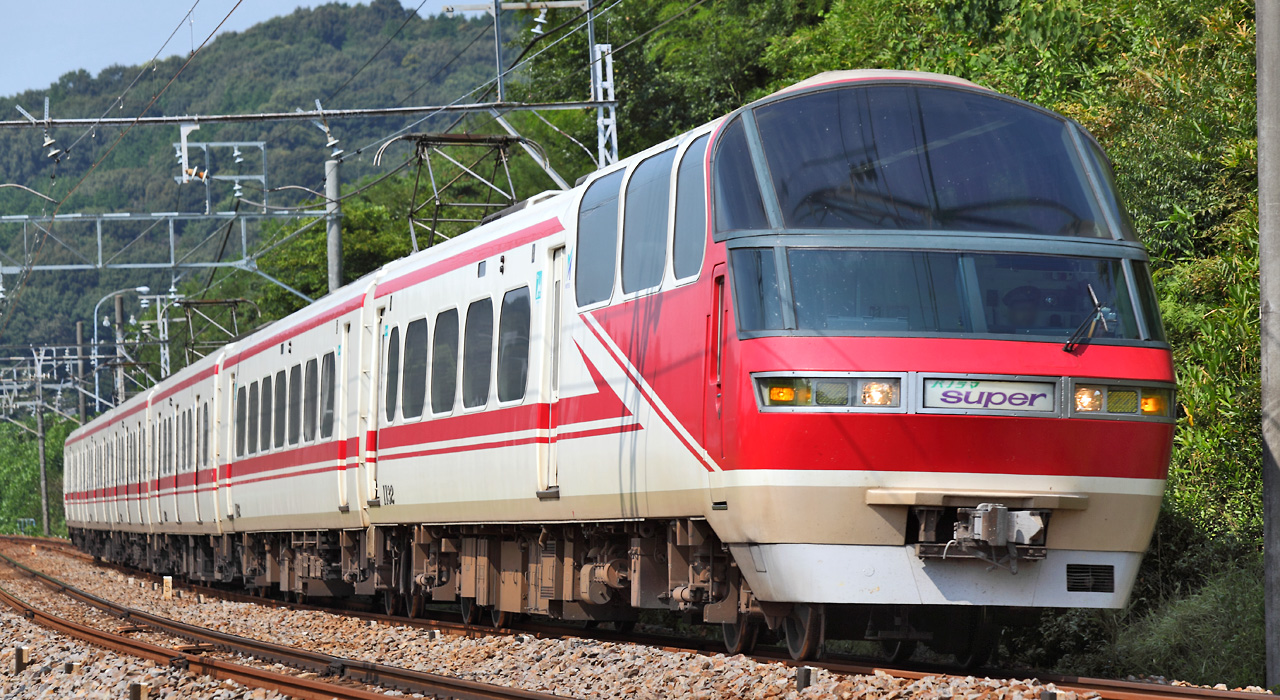
1030系 「パノラマsuper」
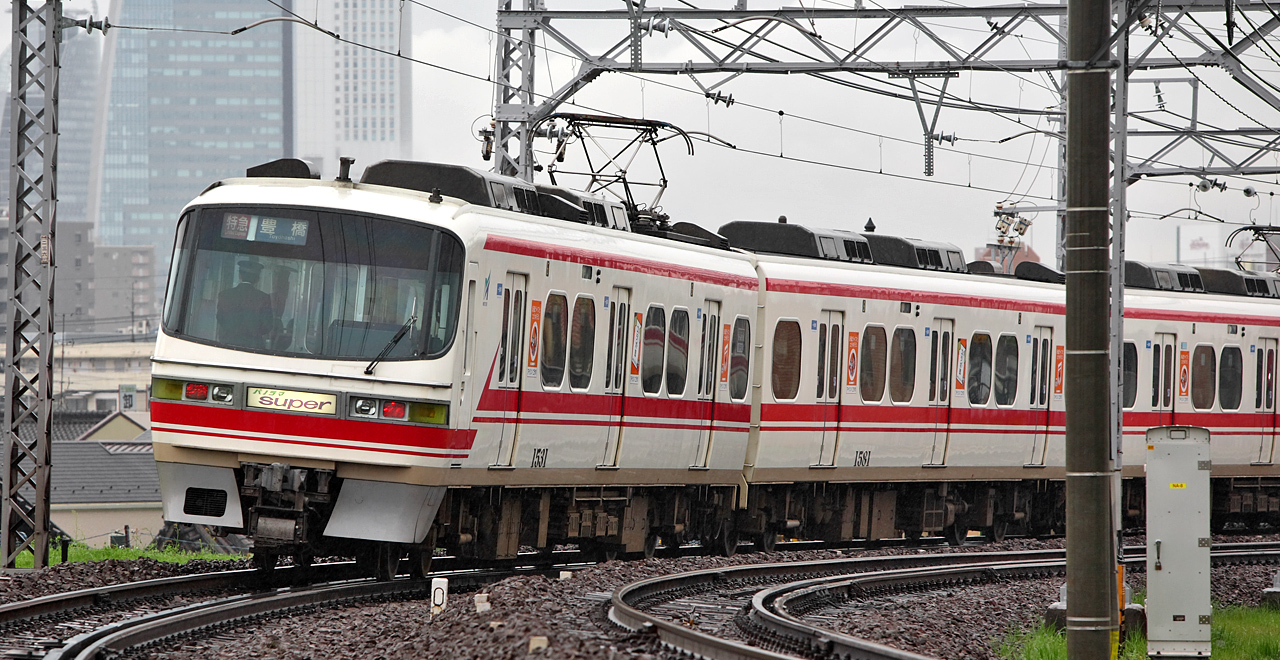
1230系 「パノラマsuper」
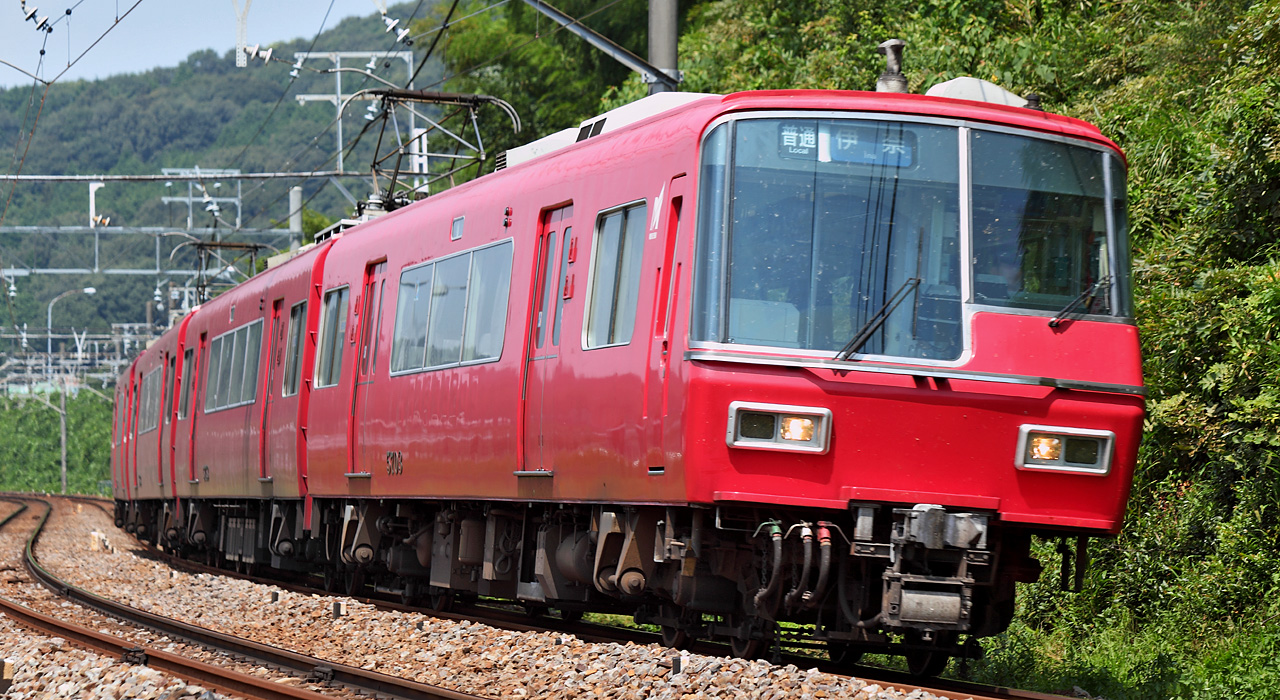
5700系
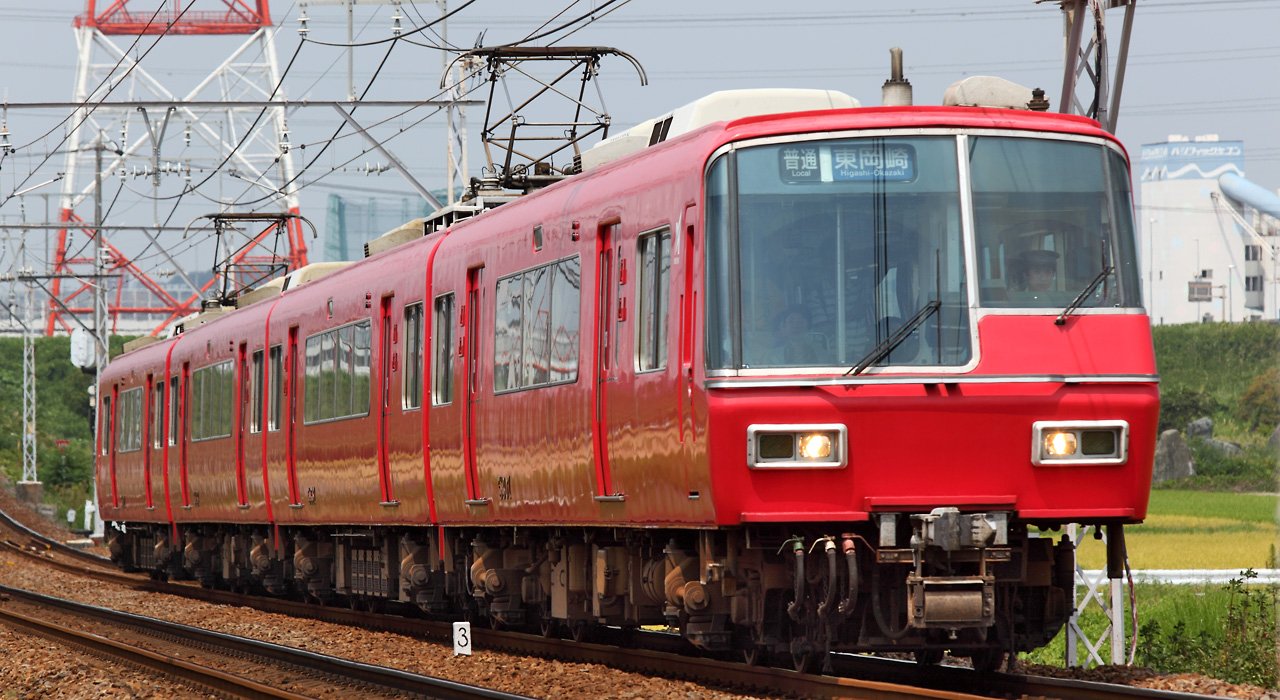
5300系

VVVF車
- 1600系「パノラマsuper」（特急形電車）
- 1700系（特急形電車）

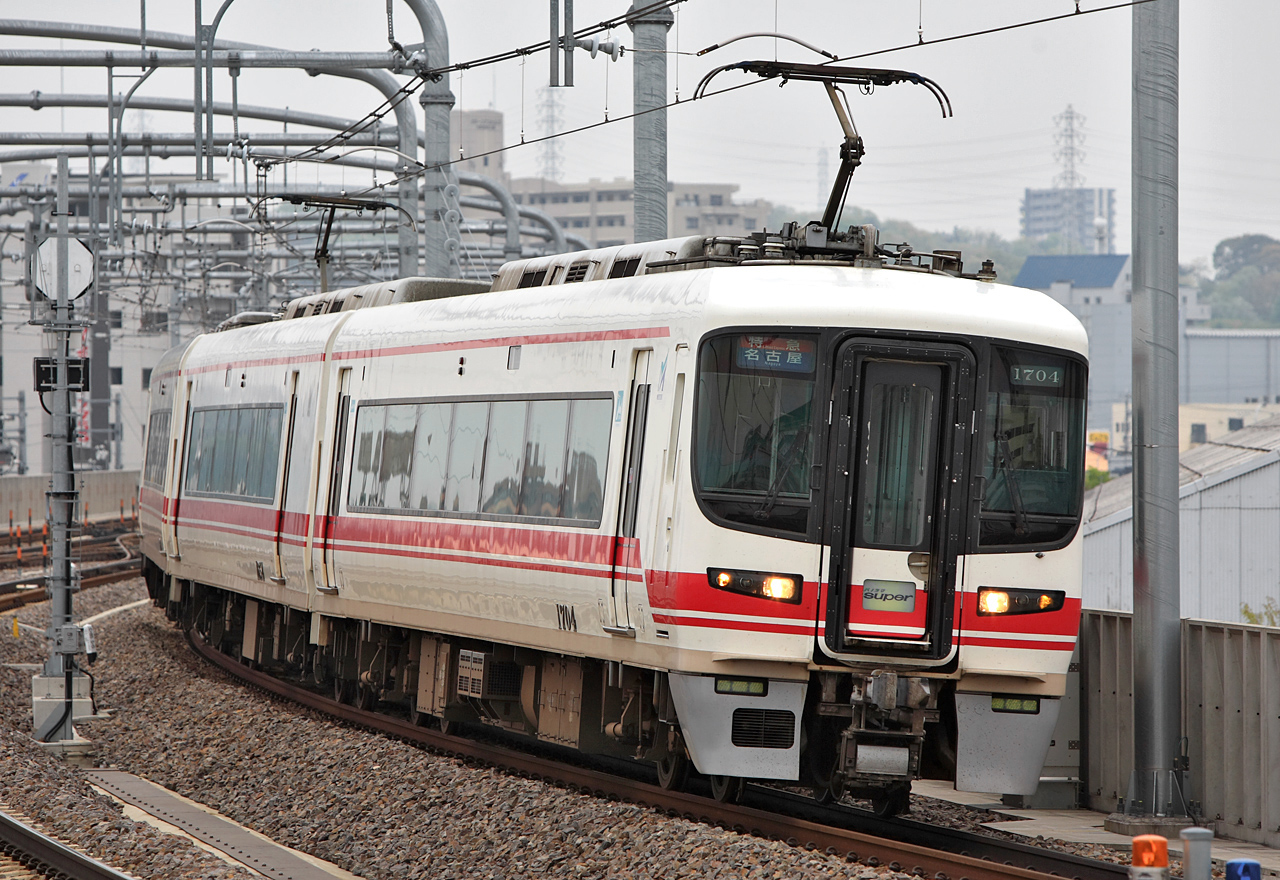
1600系 「パノラマsuper」
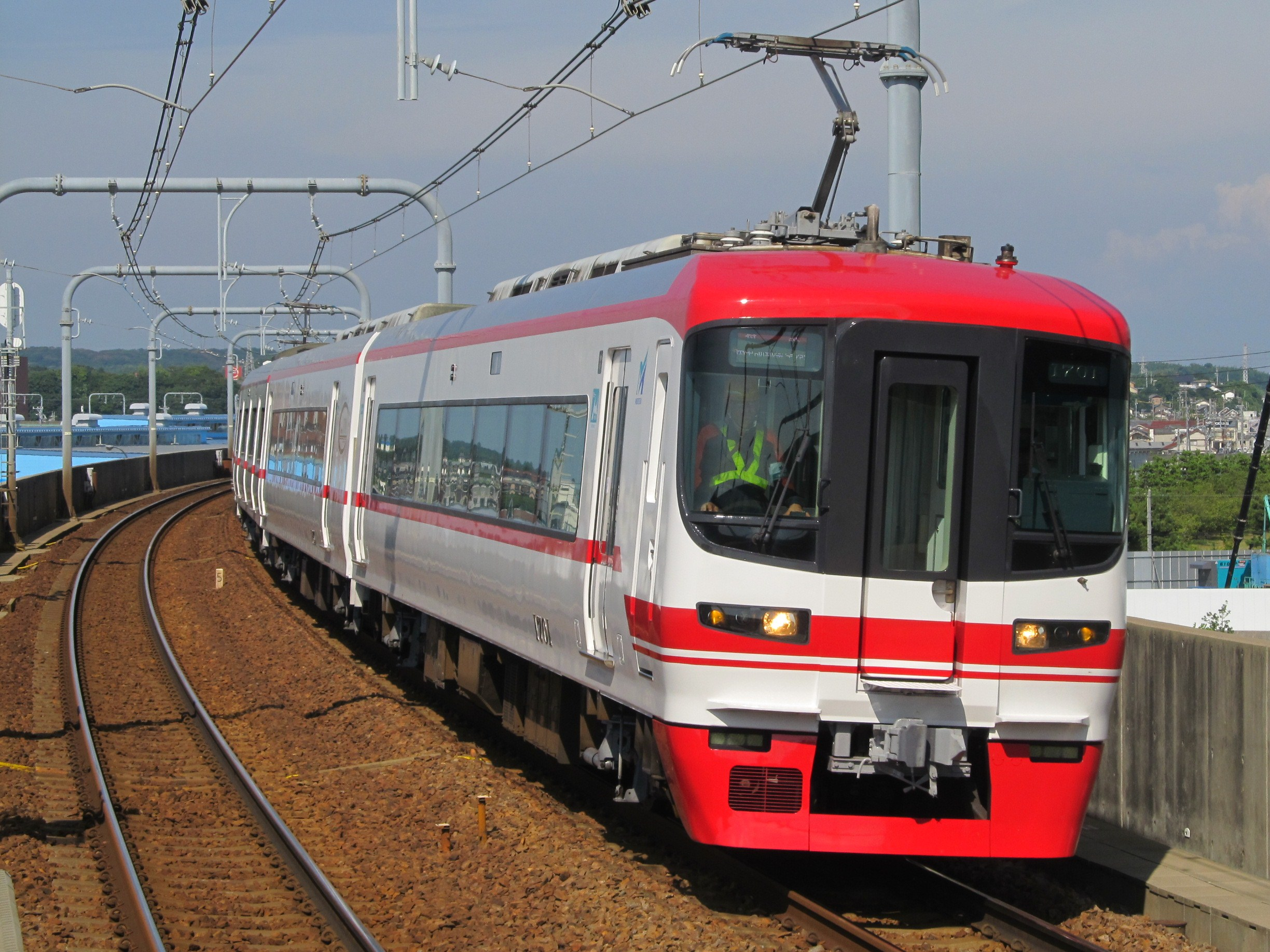
1700系

#### 軌道線の電車
2軸ボギー車

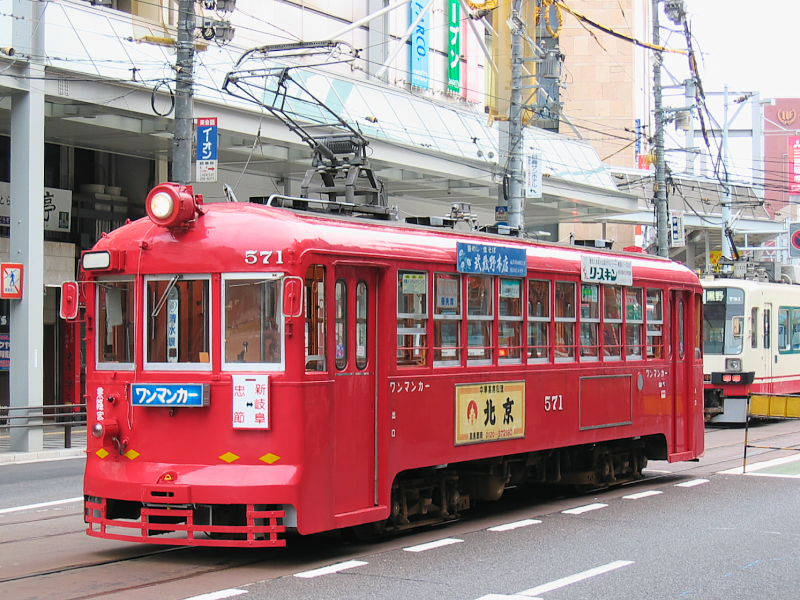
モ570形
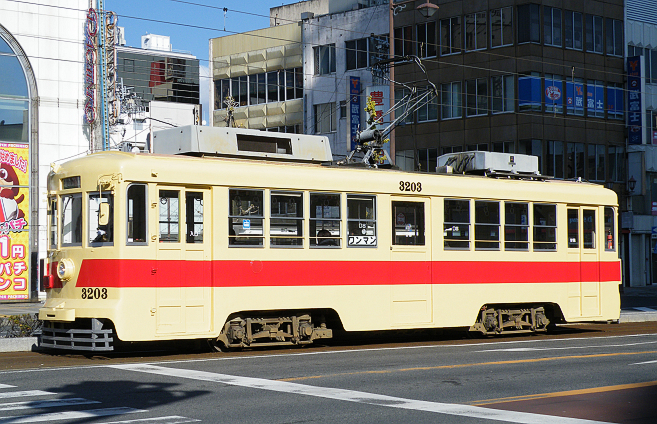
モ580形 （豊橋鉄道譲渡後）
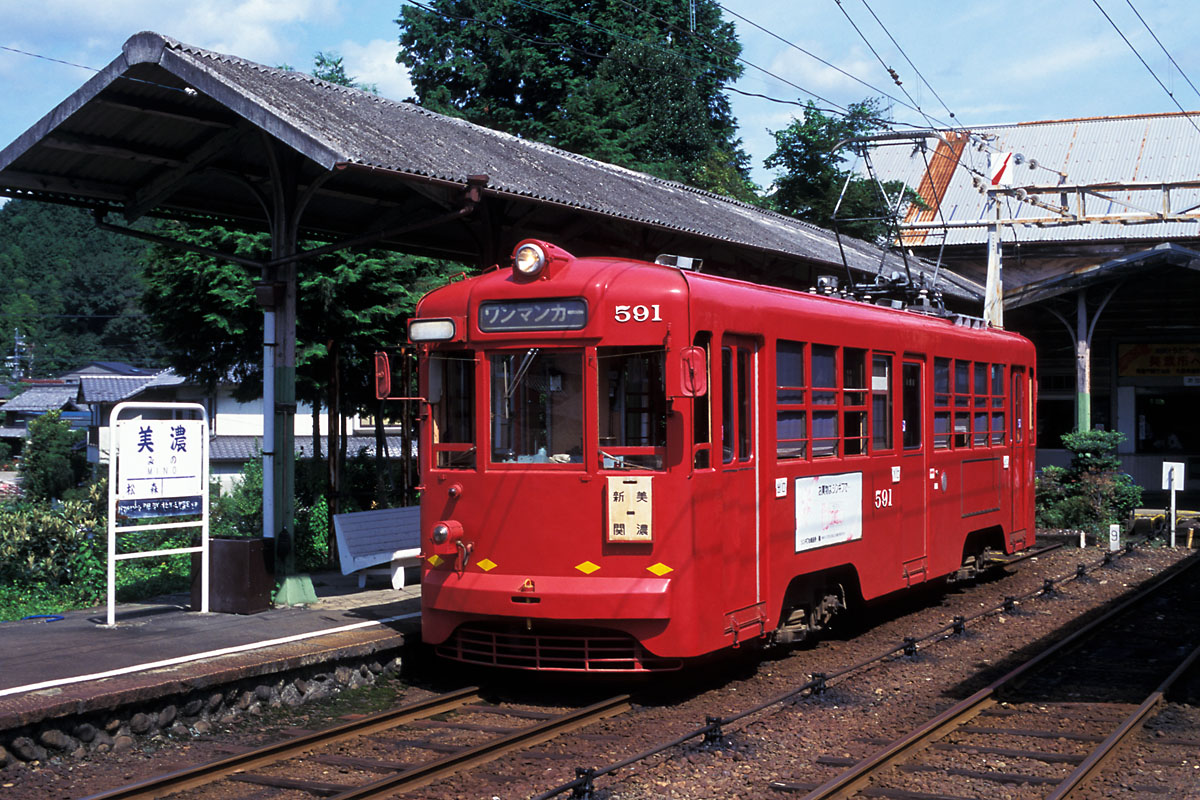
モ580形
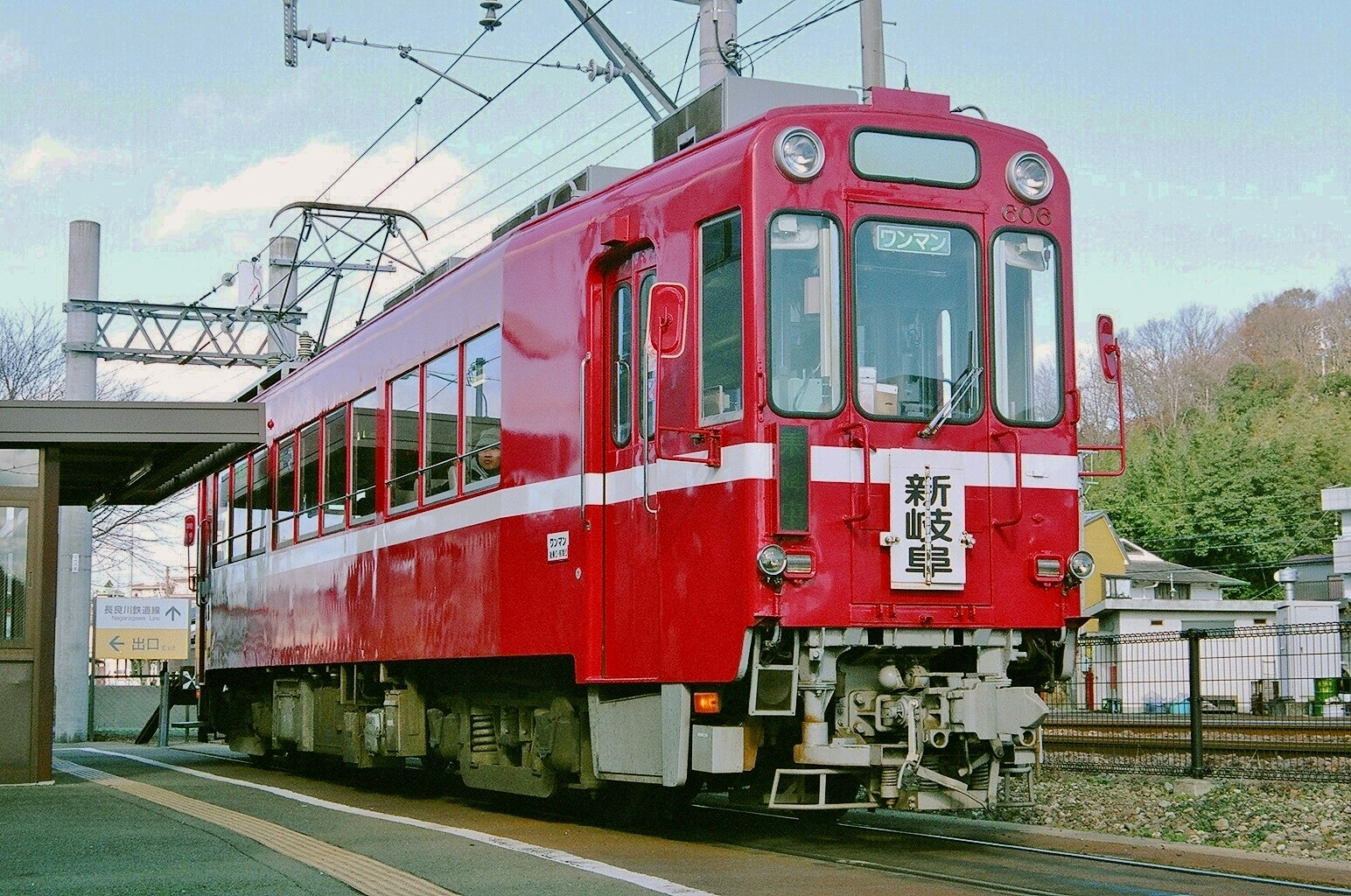
モ590形
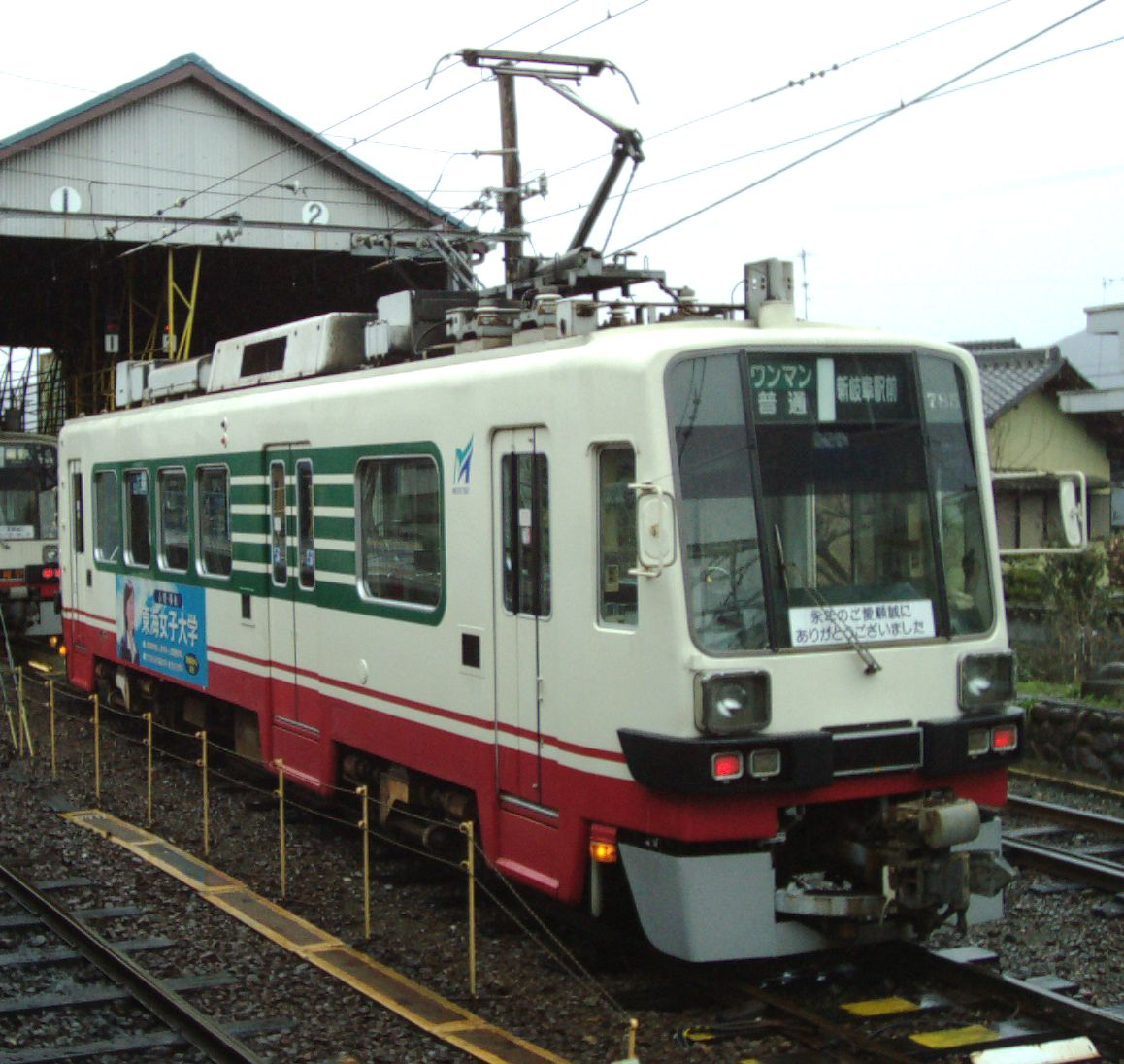
モ600形（2代）
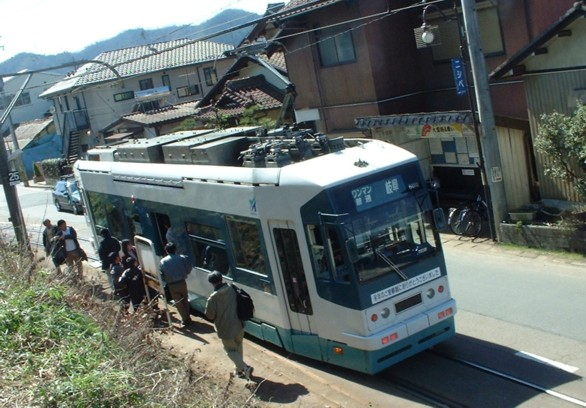
モ780形
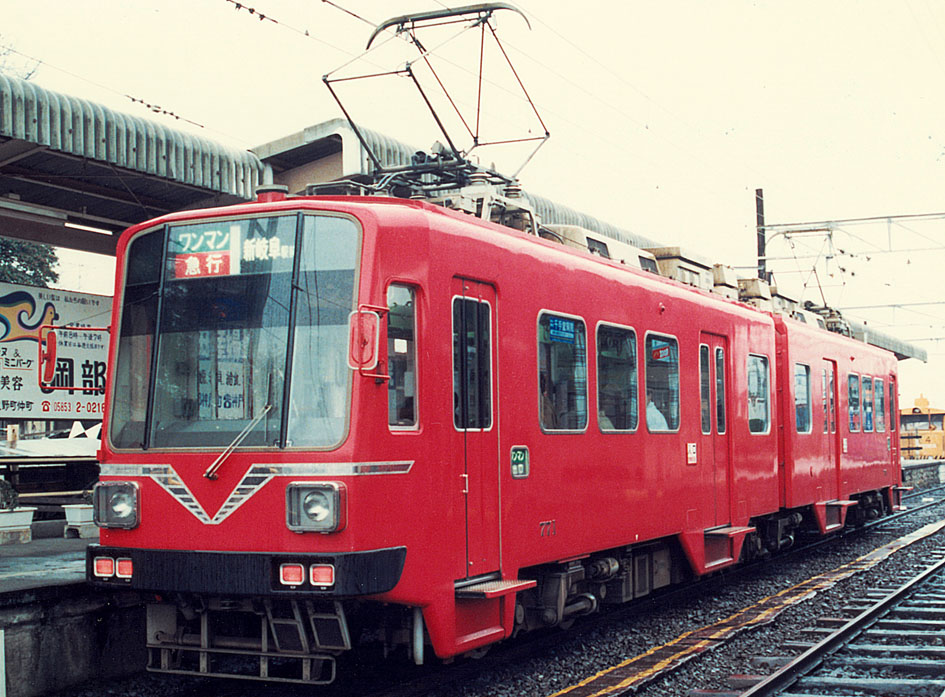
モ800形（2代）
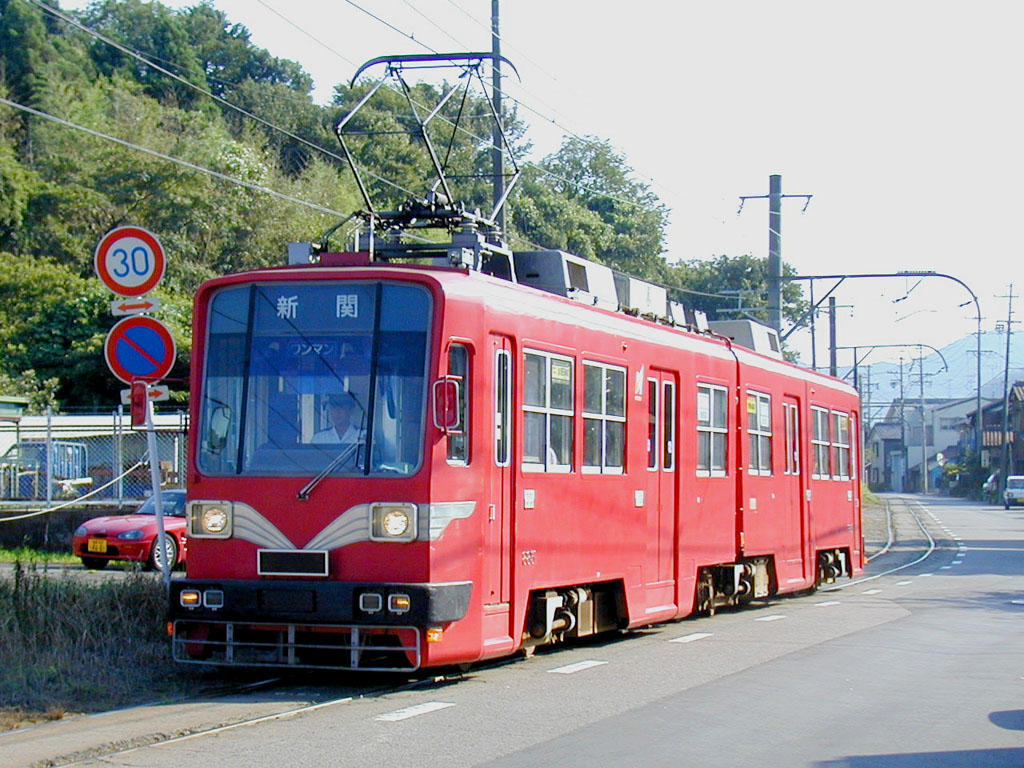
モ880形

連接車
- モ770形（2代）
- モ880形

- モ570形
- モ580形
（豊橋鉄道譲渡後）
- モ590形
- モ600形
- モ780形
- モ800形
- モ770形
- モ880形

#### 気動車
高山本線直通列車用
- キハ8000系
- キハ8500系

軽快気動車（LE-Car・LE-DC）
- キハ10形
- キハ20形
- キハ30形

- キハ8000系
- キハ8500系
- キハ10形
- キハ20形
- キハ30形

#### 電気機関車
- デキ110形
- デキ600形
- デキ800形
- デキ850形
- デキ900形

- デキ110形
（福井鉄道譲渡後）
- デキ600形

#### 内燃機関車
車籍はいずれも名古屋鉄道であったが、ほとんどの車両は工場側に所有権があった。
- GB1形 - 日本石油所有
- DB2形 - 日本通運所有
- DB3形
- DB4形 - 日本通運所有
- DB5形 - 東レ所有
- DB6形 - 日本通運所有
- DB7形 - 日本通運所有
- GB8形 - 愛知製鋼所有
- DB9形 - 日本通運所有
- GB10形 - トヨタ自動車工業所有
- DB10形（DB12形） - トヨタ自動車工業所有
- DB15形 - 日本車輌製造所有
- DB20形 - 名古屋パルプ所有
- DB30形 - トヨタ自動車工業所有
- DB40形 - 愛知製鋼所有
- DB45形 - 日本通運所有
- DB50形 - 日本通運所有
- DC60形 - 日本通運所有
- DB70形 - 三興製紙所有
- DB75形 - 名古屋パルプ所有
- DB80形

#### 電動貨車・貨車

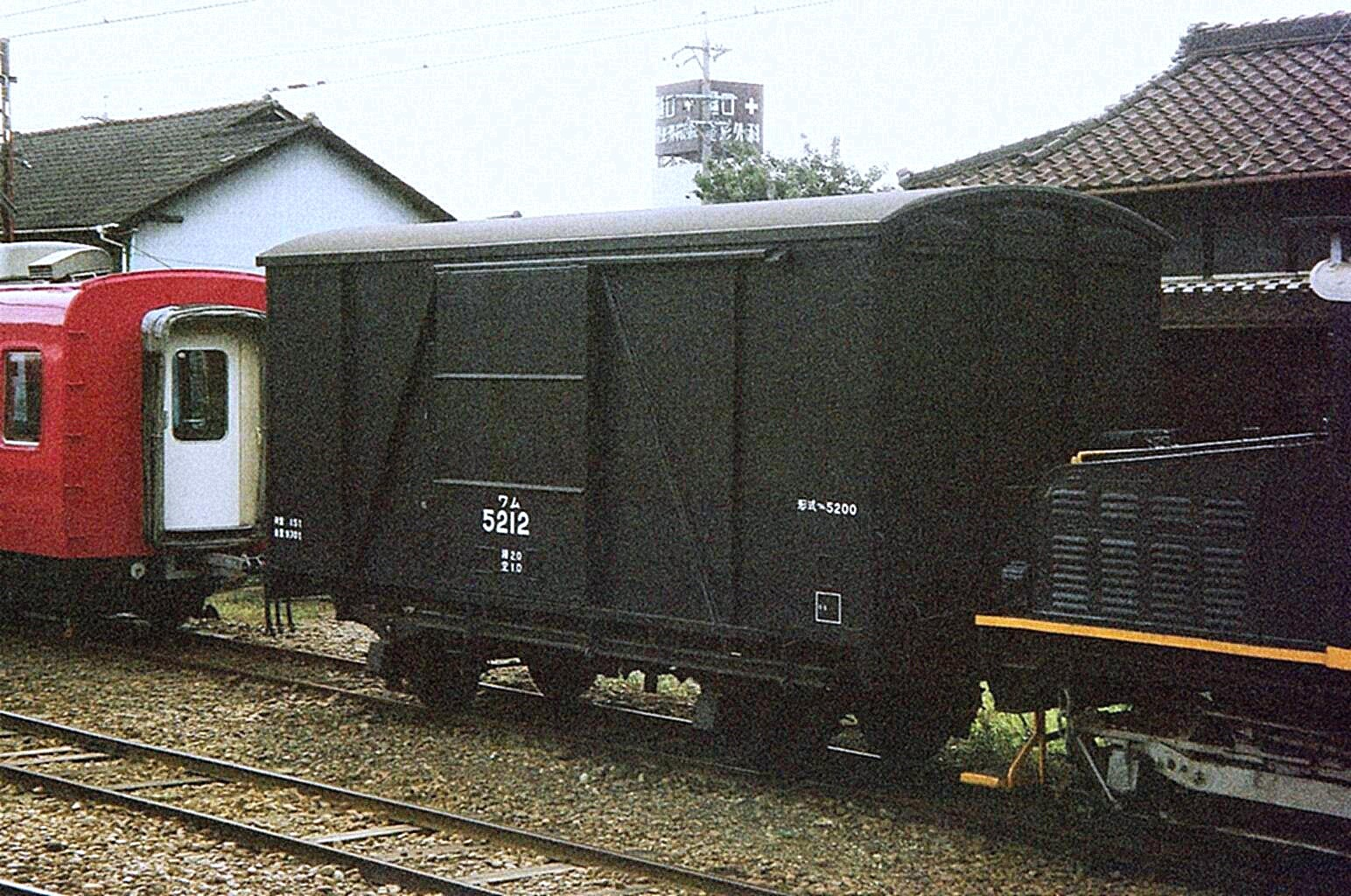
ホム100形
- ワム5200形
- ワム6000形

- ワム5200形

#### モノレール
- MRM100形・MRM200形

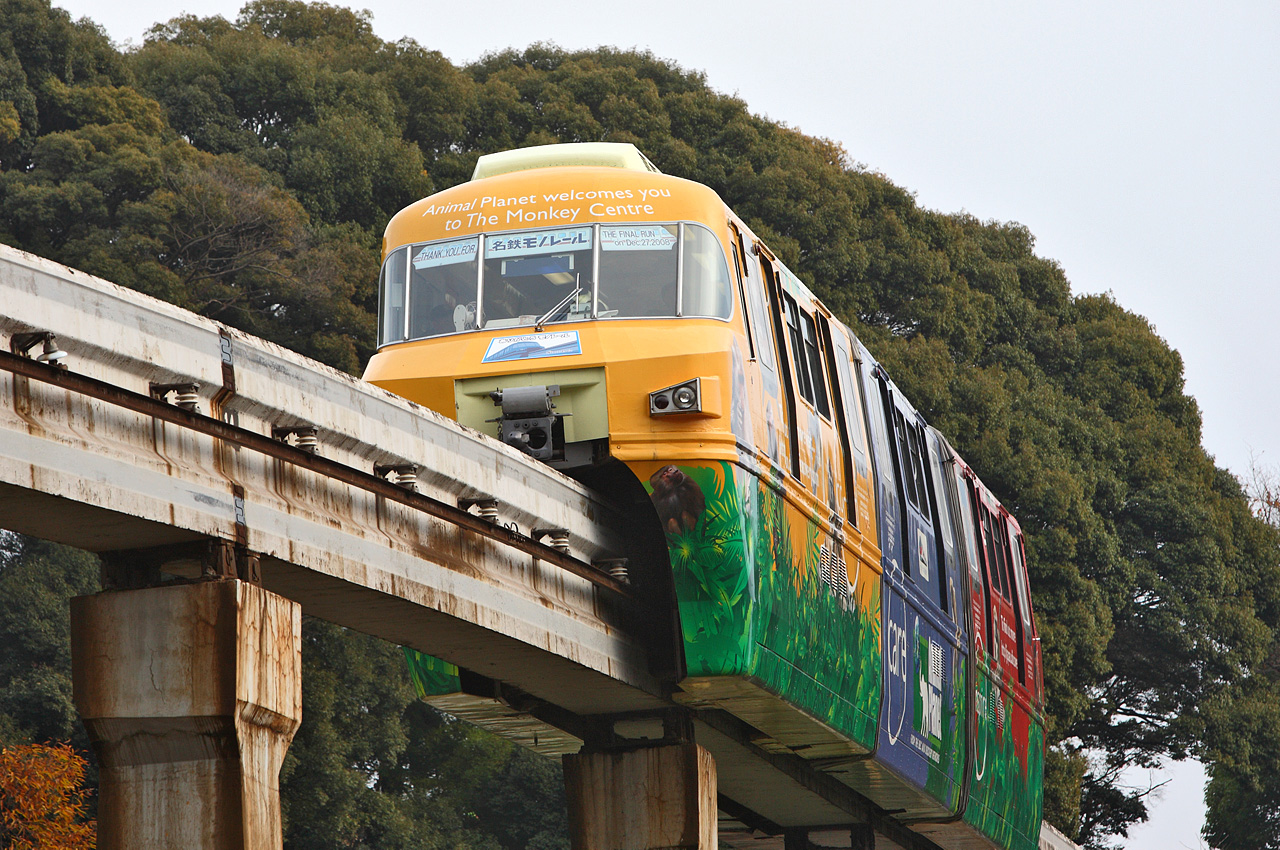
MRM100形

### 前身会社以外からの譲渡車両
1500V鉄道線
- サ2210形 - 元・成田鉄道ホハ3
- 3700系（初代） - 国鉄63系電車の名鉄割当分
- 3880系 - 元・東京急行電鉄3700系
- 3790系 - 元・東濃鉄道モハ110形

600V鉄道線
- ク2070形 - 元・鉄道省ホユニ5070
- ク2090形 - 元・鉄道省ホニ5910
- サ2240形 - 元・鉄道省キハニ40703（エンジンを外して購入）
- サ2250形（初代） - 元・近江鉄道電1形
- モ180形・ク2160形 - 元・琴平急行電鉄デ1形

軌道線
- モ90形（2代） - 元・名古屋市電（京都市電からの譲渡車両）
- モ530形（2代） - 元・北陸鉄道モハ2100形
- モ540形 - 元・三重交通モ501形
- モ550形（2代） - 元・北陸鉄道モハ2000形
- モ560形（2代） - 元・北陸鉄道モハ2200形
- モ870形 - 元・札幌市交通局A830形

蒸気動車
- キハ6400形 - 元・鉄道省キハ6401

電気機関車
- デキ250形 - 元・関西電力モ250形
- デキ500形 - 元・上田温泉電軌デロ300形

ディーゼル機関車
- DED8500形 - 元・アメリカ軍US ARMY8500形

蒸気機関車
- 3号 - 元・熊延鉄道3号
- 5500形5548 - 元・日本国有鉄道5500形5548
- C350形C351 - 元・東濃鉄道東濃4号
- 1000形1017, 1024 - 元・日本国有鉄道1000形1017, 1024

貨車
- トラ70形 - 元・JR貨物トラ70000形

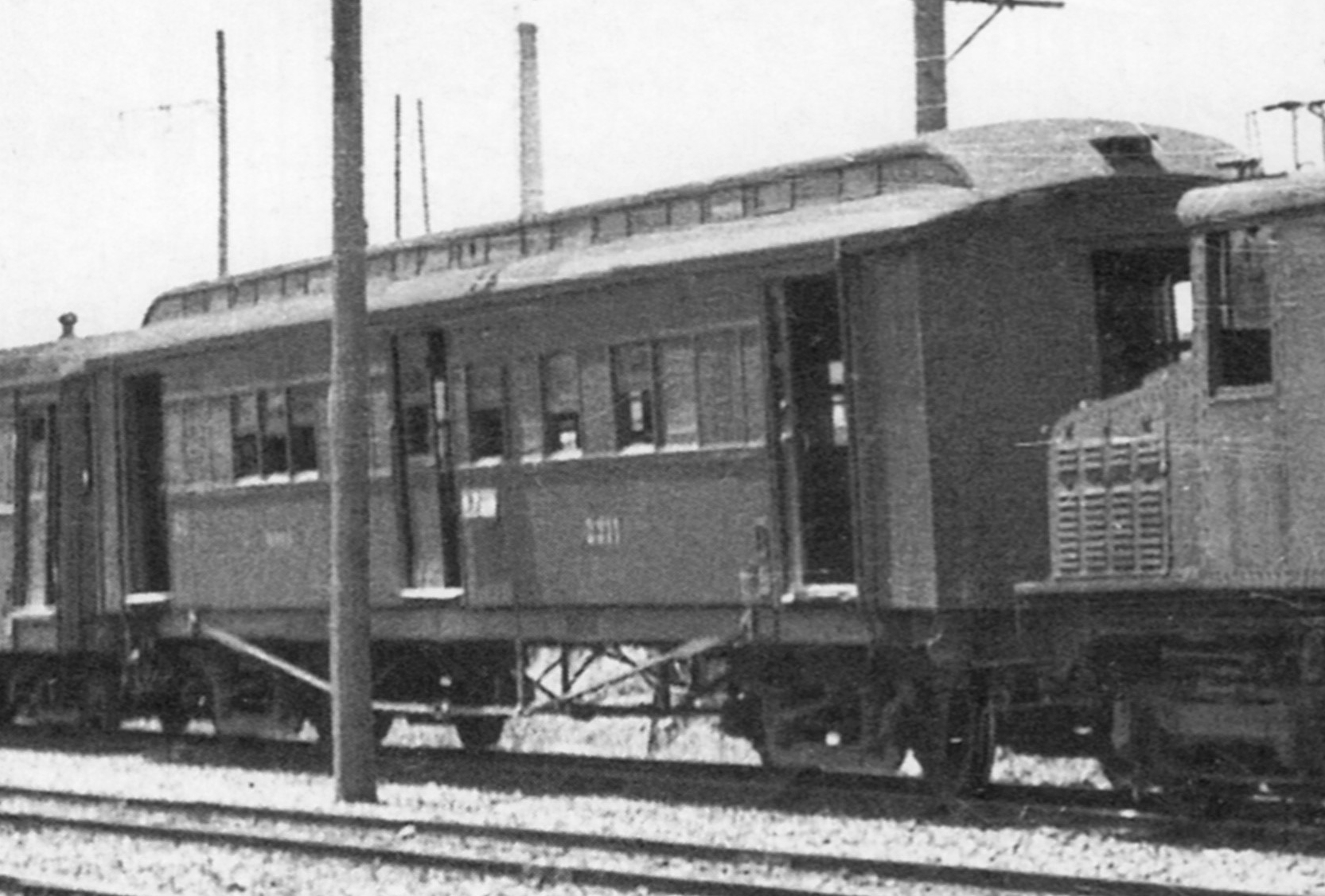
サ2210形
3700系
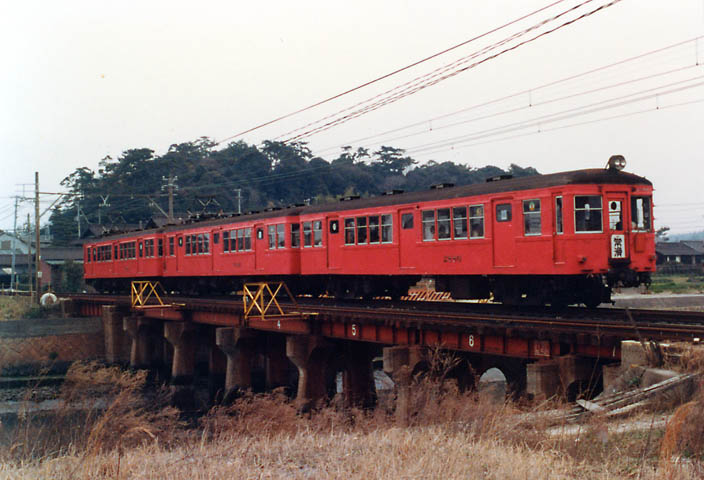
3880系
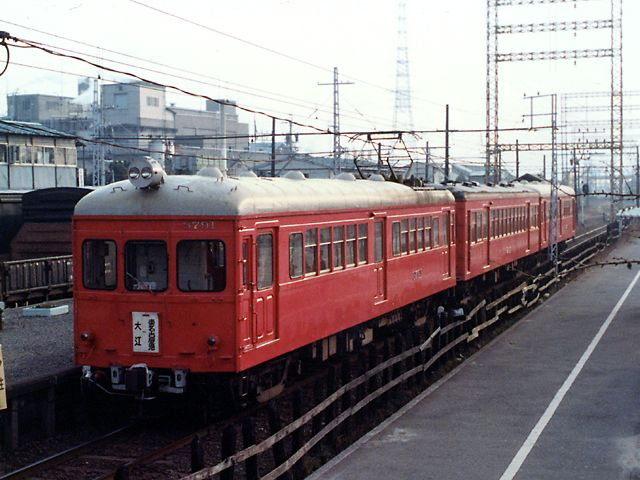
3790系
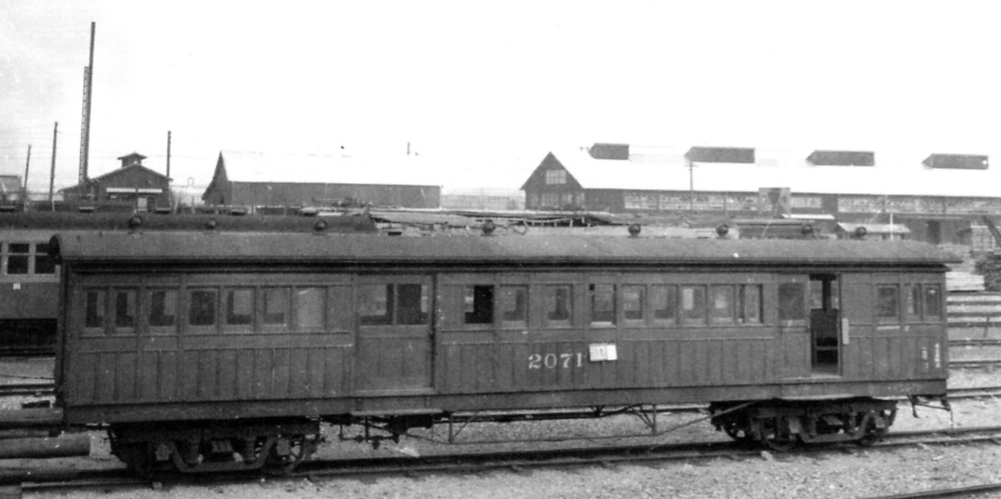
サ2070形（後のク2070形）
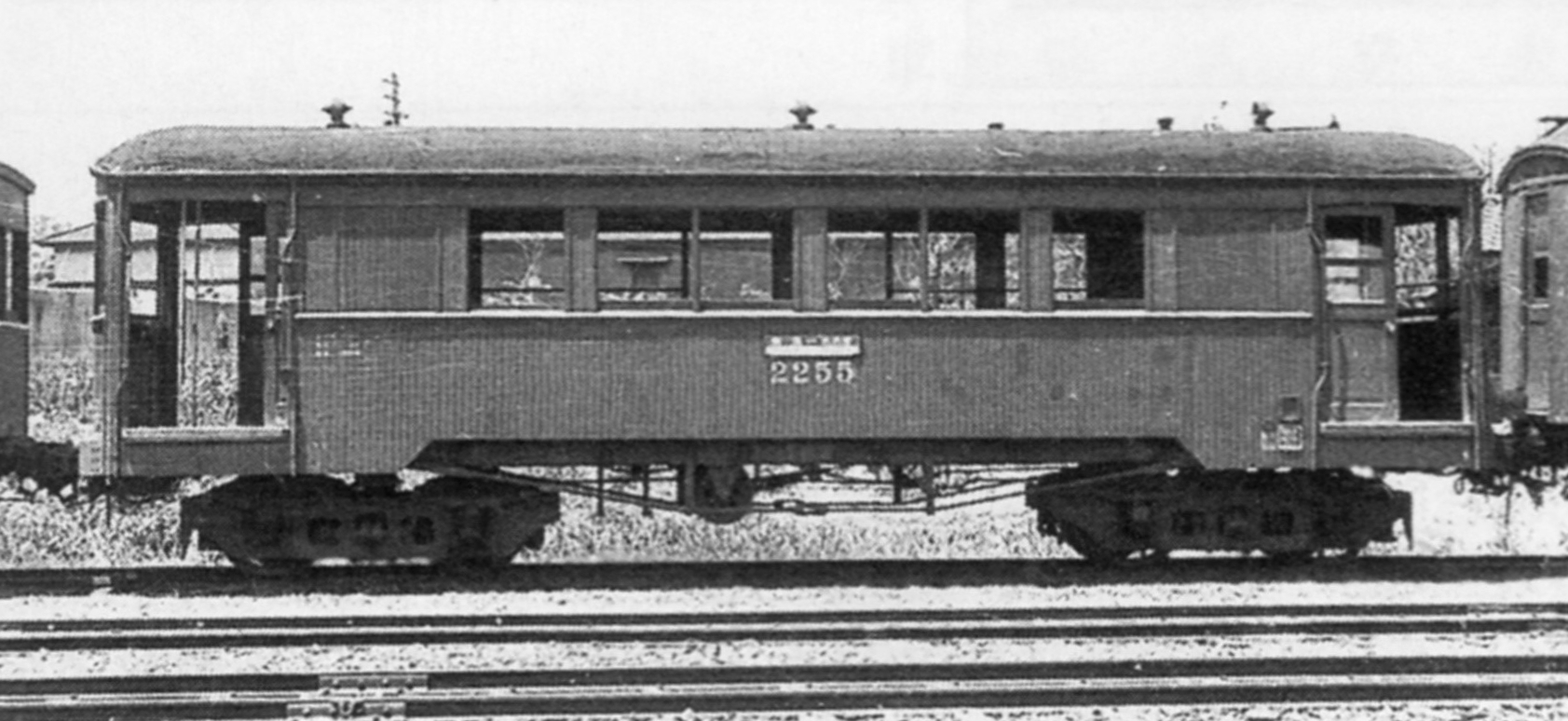
サ2250形
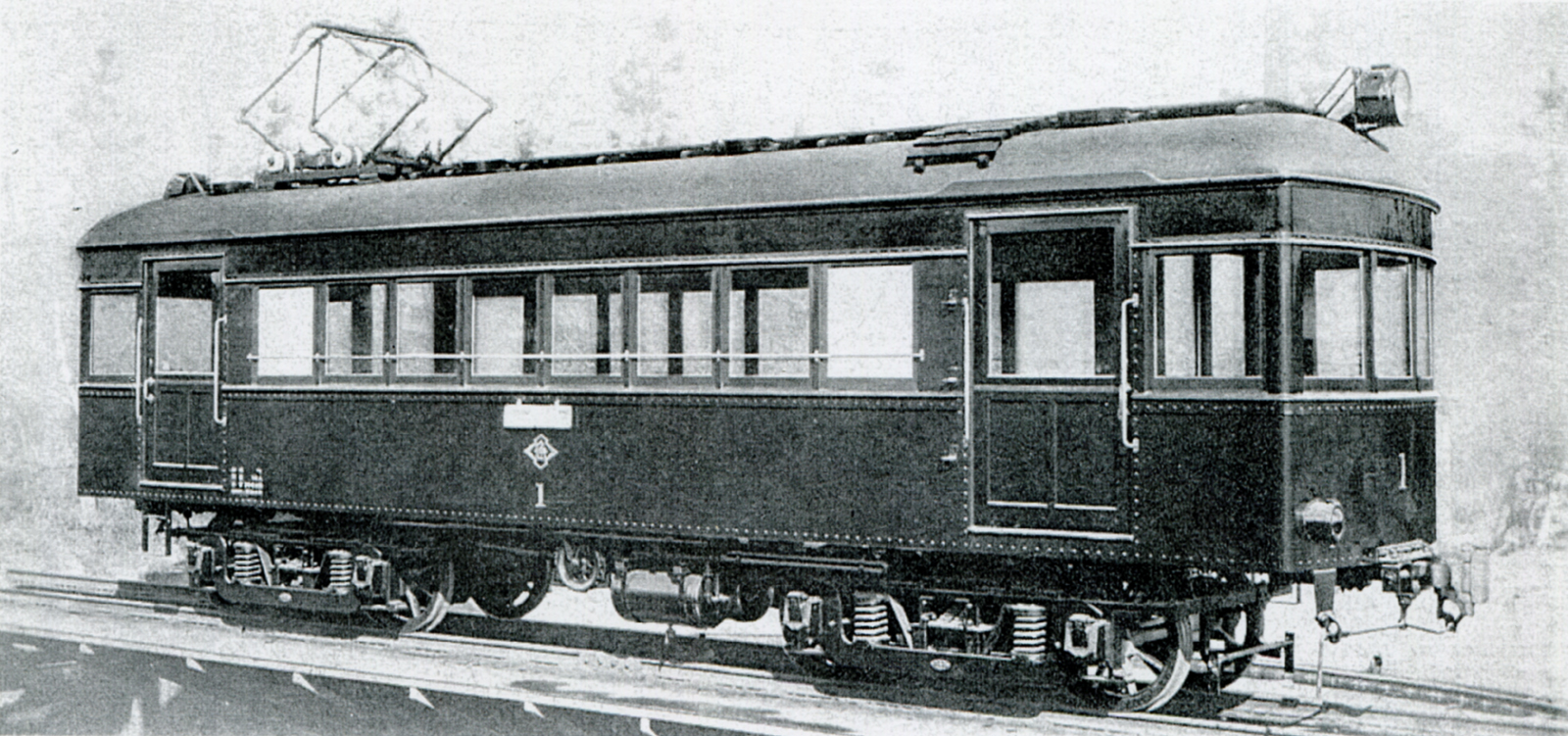
琴平急行電鉄デ1形 （後のモ180形）
モ90形
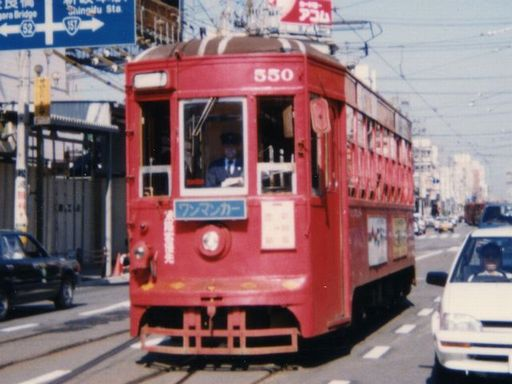
モ550形
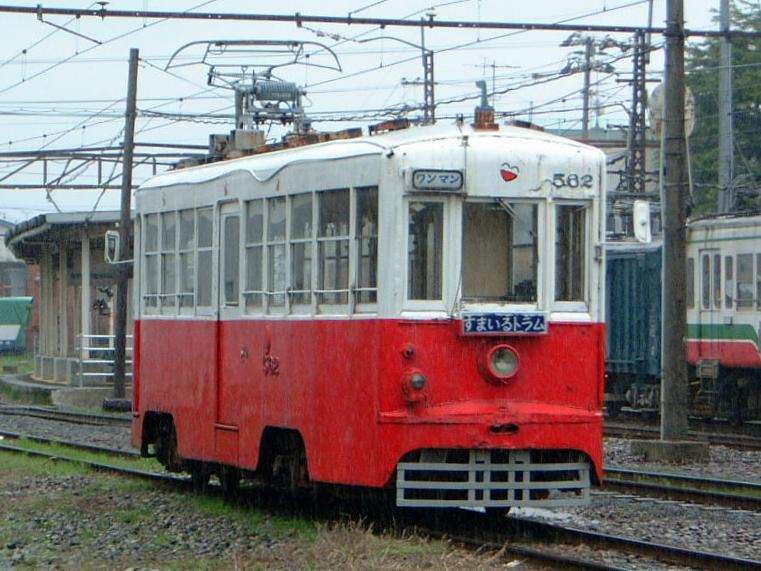
モ560形 （福井鉄道譲渡後）
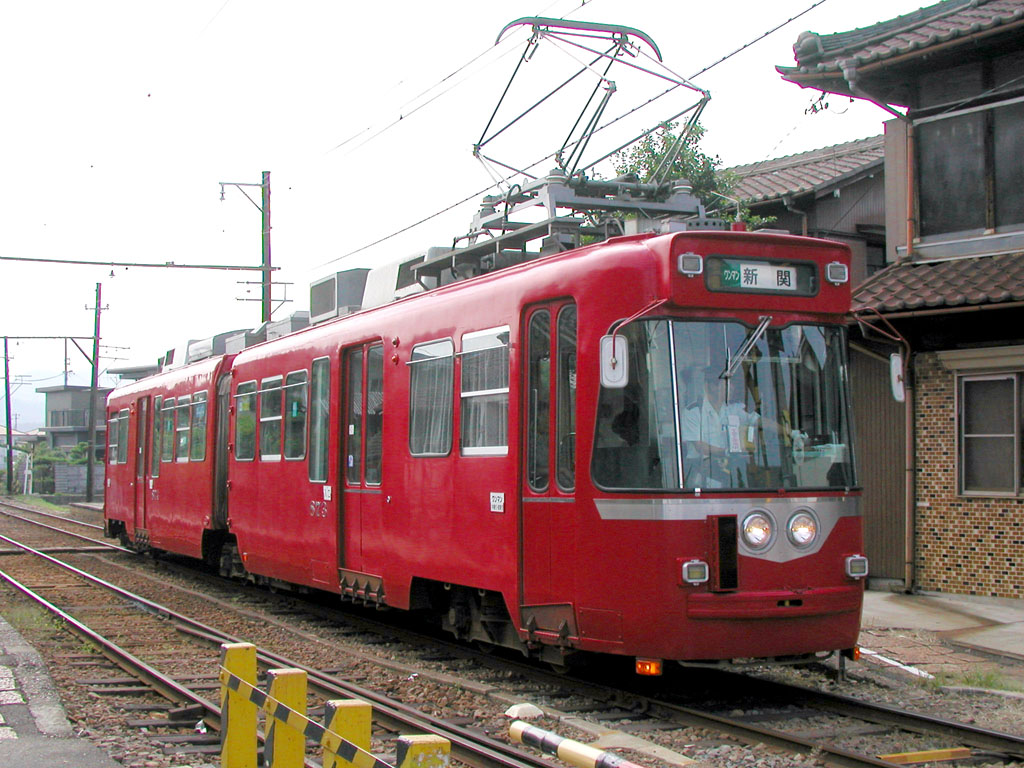
モ870形
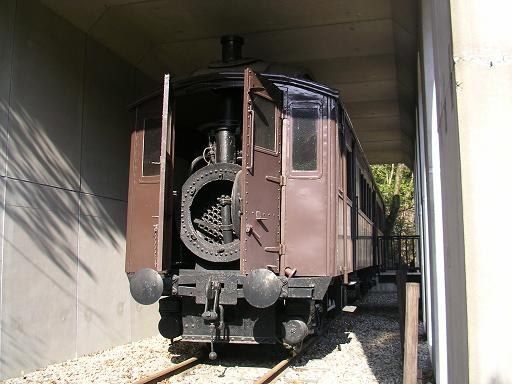
キハ6400形
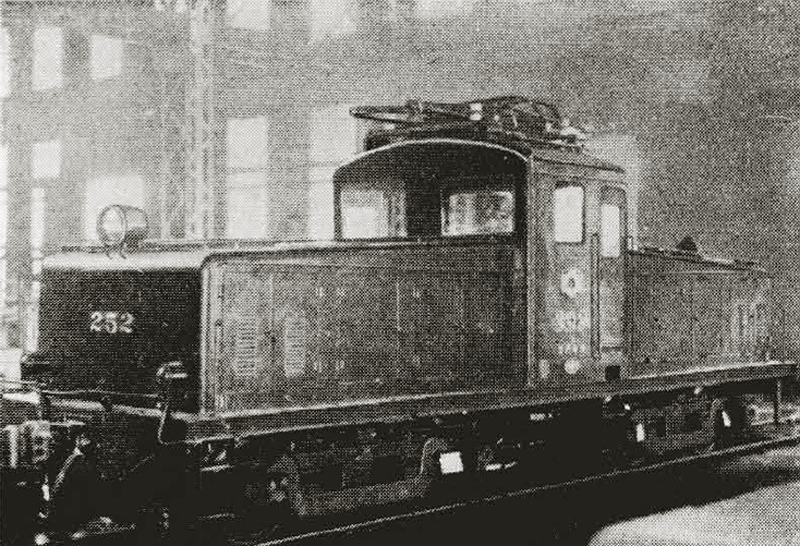
デキ250形
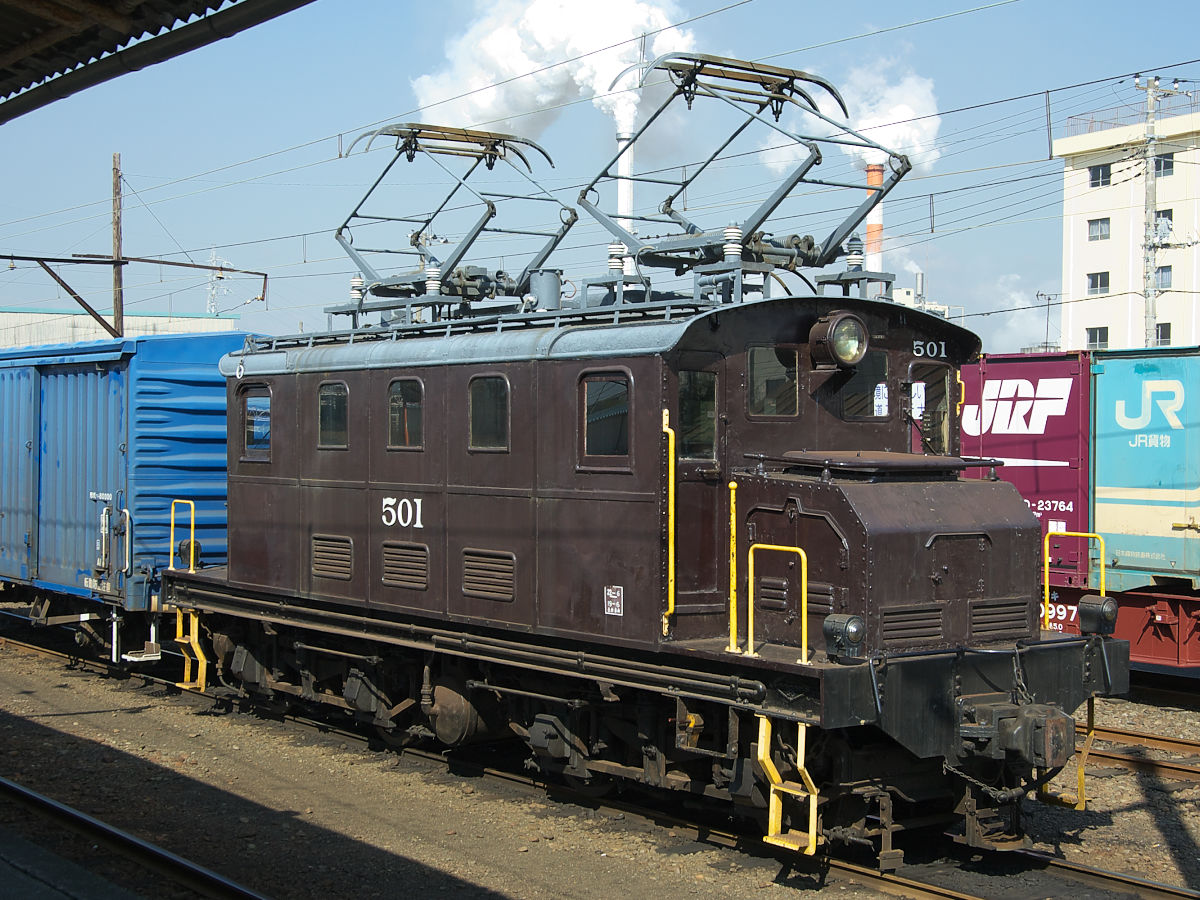
デキ500形 （岳南鉄道譲渡後）
DED8500形
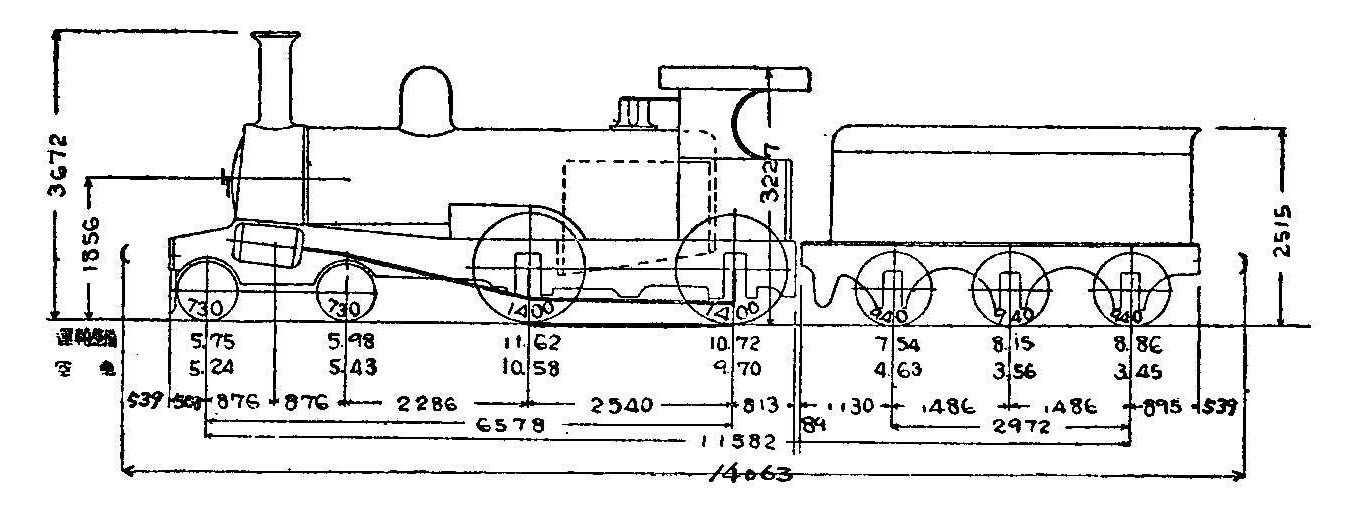
5500形
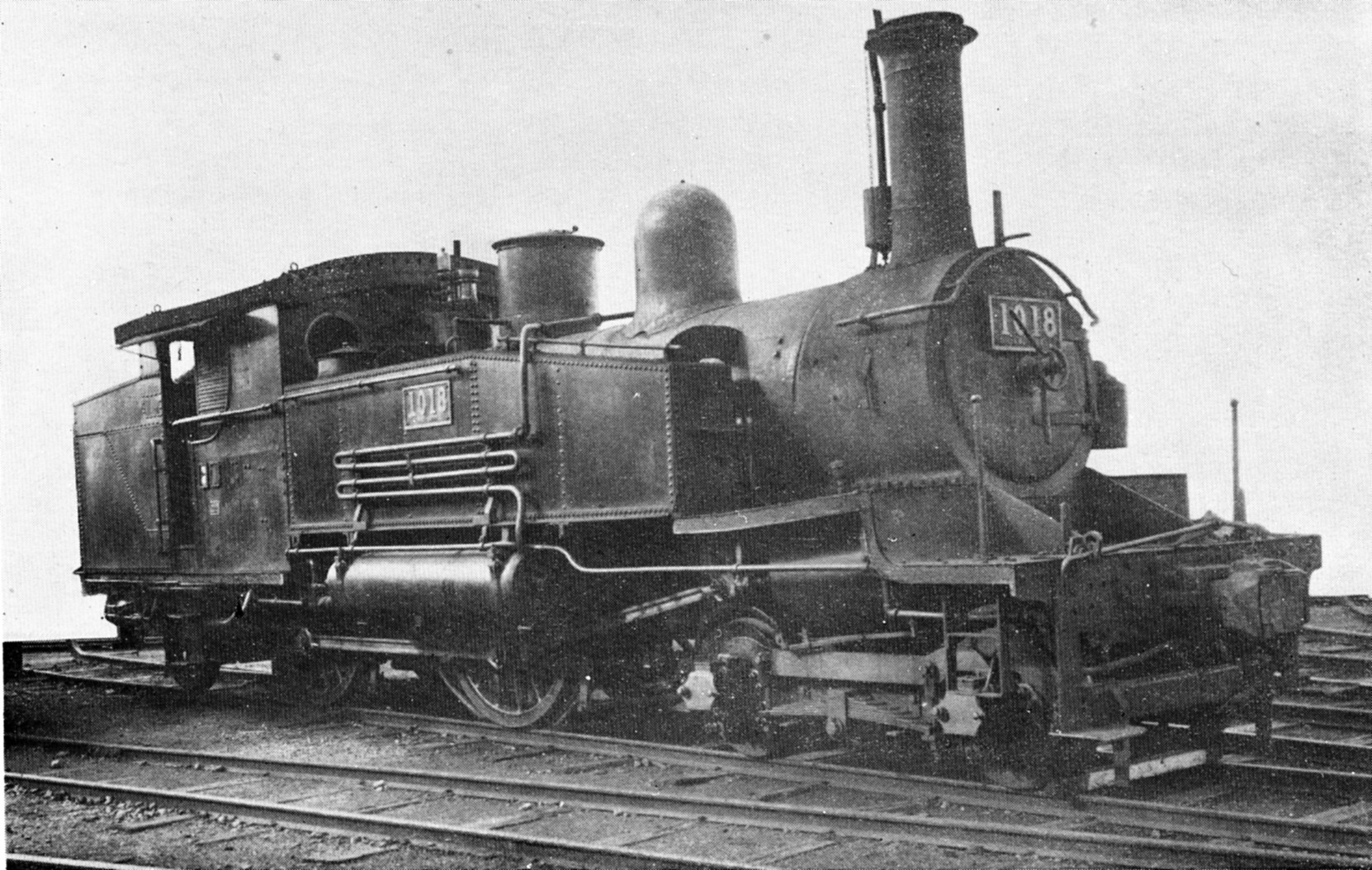
1000形 （譲渡された1017, 1024と同形車）